# Empire du Japon
Vous lisez un « article de qualité » labellisé en 2024.
3 janvier 1868 – 3 mai 1947
(79 ans et 4 mois)
Entités précédentes :
- Shogunat Tokugawa

Entités suivantes :
- Occupation du Japon

1. ↑  Le yen coréen est officiel en Corée à partir de 1910 et le yen taïwanais à Taïwan à partir de 1896.

L'empire du Japon (en japonais 大日本帝國 (kyūjitai) / 大日本帝国 (shinjitai), prononcé Dai Nippon Teikoku, littéralement « empire du Grand Japon ») est le régime politique que connaît le Japon de la restauration de Meiji en 1868 à la capitulation du pays en 1945. Le pays sort du régime shogunal des Tokugawa qui caractérisait la période précédente pour adopter des institutions relevant de la monarchie constitutionnelle : l'empereur est formellement à la tête du pays et, au travers d'institutions encadrées par une constitution, un gouvernement progressivement issu d'un parlement bicaméral le dirige. 
Le Japon connaît initialement un glissement vers un fonctionnement de plus en plus démocratique de ses institutions, culminant lors de la période de la Démocratie Taishō dans les années 1910 et 1920, avant de connaître une dérive militariste marquée par les tentatives de coup d'État des 15 mai 1932 et 26 février 1936, puis par la prise de pouvoir effective des militaires à partir de 1937 avec le déclenchement de la seconde guerre sino-japonaise, jusqu'à la capitulation du pays.
Sur le plan international, le statut du pays évolue considérablement, qui passe en quelques années de la domination par les Occidentaux à un rôle international de premier plan. Si, au milieu du XIXe siècle, le Japon est contraint de signer des traités inégaux avec les puissances occidentales, il parvient, dès 1894, à obtenir leur révision puis à signer des traités d'alliance avec elles, le premier en 1902 avec le Royaume-Uni. Dans le même temps, le Japon devient une puissance régionale en parvenant à vaincre militairement ses grands voisins, d'abord la Chine en 1895, puis la Russie en 1905. Ces victoires dotent le pays de ses premières colonies, Taïwan à partir de 1895 et la Corée à partir de 1910. Par la suite, le pays poursuit une politique expansionniste en occupant de nombreux territoires en Asie de l'Est et du Sud-Est, qui constituent un empire colonial et une vaste sphère d'influence appelée « sphère de coprospérité de la Grande Asie orientale ». C'est ainsi que le Japon s'engage dans une série de conflits contre la Chine à partir de 1937 et contre les Alliés à partir de 1941 — conflit qu'il perd en 1945, entaché de crimes de guerre qui donnent lieu au procès de Tokyo en 1946.
Lors de cette période, le pays se modernise rapidement, grâce au recours à de nombreux conseillers étrangers, mais aussi à l'envoi de nombreux Japonais à l'étranger pour se former. Cette modernisation touche à la fois les domaines économiques et industriels — et entraîne la constitution de grands conglomérats que sont les Zaibatsu —, mais aussi artistiques. L'urbanisation rapide que connaît le pays voit l’apparition de nouveaux modes de consommation et l'émergence d'une culture de masse qui marque profondément la culture du pays. Le cinéma japonais fait ses débuts dès 1899, alors que la littérature, l'architecture, ou encore la peinture connaissent un grand dynamisme, en intégrant des influences étrangères et en faisant émerger des formes d'expression propres au pays. L'attrait pour la culture japonaise est aussi perceptible à l'étranger, et celle-ci jouit d'une certaine influence dans les milieux artistiques internationaux, engendrant notamment le japonisme.

## Histoire politique

### Crises du régime shogunal à la fin de l'ère Edo
Lors de ses trente dernières années d'existence, le shogunat Tokugawa, qui dirige le Japon depuis 1603, est confronté à trois séries de crises de différentes natures qui ébranlent ses fondations. La première période de crises est déclenchée par la grande famine Tenpō qui frappe l'archipel de 1833 à 1837. Aux centaines de milliers de morts enregistrés dans le pays s'ajoute la rébellion de Ōshio Heihachirō en 1837, qui vise à débarrasser le pays des fonctionnaires corrompus, accusés d'avoir aggravé la crise par leur cupidité. Les autorités shogunales promeuvent alors Mizuno Tadakuni. Pour répondre au mécontentement de la population, celui-ci engage les réformes Tenpō, qui se soldent par un échec, et aggravent au contraire la perte de confiance envers le régime. Dans le même temps, de grands seigneurs locaux tirent leur épingle du jeu en modernisant efficacement leurs fiefs — notamment les domaines de Satsuma et de Chōshū, qui disposent de forces militaires équipées d'armes modernes.
Une deuxième période de crises s'ouvre lors des années 1840 et 1850, dominée par les questions internationales. Lors de la première guerre de l'opium, la victoire du Royaume-Uni en 1842, face à la Chine, puissance dominante du continent, fait prendre conscience aux différentes élites du pays de la menace que représente la puissance des Occidentaux pour le Japon. La menace se concrétise en 1853, lorsque l'amiral américain Matthew Perry et ses « navires noirs » arrivent dans la baie d'Edo et réclament l'ouverture de relations diplomatiques et commerciales avec le pays. En ce qui concerne la réponse à donner à ces demandes, des lignes de fracture apparaissent entre les responsables du shogunat, les grands seigneurs, et la cour impériale — ce qui contribue à affaiblir le pouvoir shogunal. Un traité d'amitié est finalement signé en 1854 avec les Américains, puis un traité commercial avec les puissances européennes, en 1858. Si la menace militaire occidentale ne se matérialise pas lors de cette période, l'ouverture du marché intérieur aux Occidentaux est à l'origine de plusieurs crises politiques et économiques, alors qu'une inflation galopante frappe le pays.

Restitution des pouvoirs du shogun Tokugawa Yoshinobu à l'empereur Meiji en 1867.

La troisième et dernière période de crises agite les dix dernières années du régime. Ces crises, à la fois économiques, politiques et sociales, provoquent la chute du régime. Les responsables du shogunat Tokugawa se divisent en deux branches, l'une conservatrice dirigée par Ii Naosuke, l'autre réformiste. Cette dernière branche est frappée par la purge d'Ansei en 1858-1859, avant que l'aile conservatrice ne soit elle aussi victime de l'assassinat de son dirigeant Ii Naosuke, lors de l'incident de Sakuradamon en 1860. Les samouraïs issus des couches les plus défavorisées émergent en 1860-1862, comme une force politique importante, susceptible de s'opposer au pouvoir shogunal. En 1867, un courant d'agitation populaire et festif, le Ee ja nai ka, réunit cinq à six millions de personnes dans le pays. Le rapport de force entre le shogunat Tokugawa et la maison impériale s'inverse lors de la décennie. L'empereur apparait de plus en plus comme le plus apte à assurer le salut du pays. La mort du shogun Tokugawa Iemochi en 1866 et celle de l'empereur Kōmei en 1867 précipitent la transition politique. Le nouveau shogun Tokugawa Yoshinobu décide de « restituer ses pouvoirs » au nouvel empereur Meiji en décembre 1867. La transition ne se fait pas sans heurts, et les forces des domaines de Satsuma et de Chōshū, favorables à l'empereur, affrontent les dernières forces shogunales lors de la guerre de Boshin en 1868-1869.

### Premières réformes du régime (1868-1873)

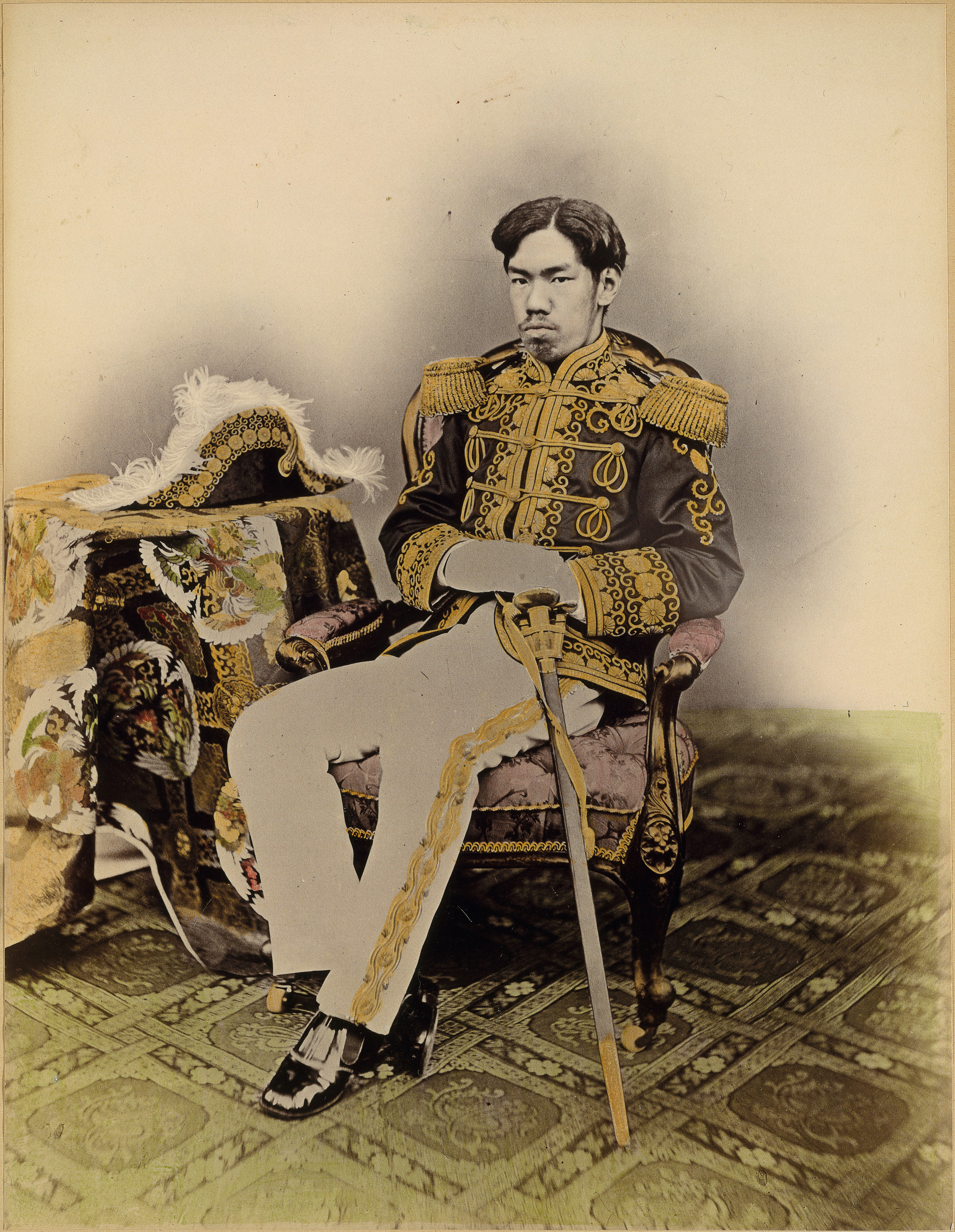
L'empereur Meiji, photographié par Uchida Kuichi en 1873.

Dans sa première déclaration en 1868, l'empereur présente une loi fondamentale — le Serment en cinq articles, prélude à une constitution et gage de liberté d'expression — et indique qu'une lutte contre la hausse des prix va être entreprise. Une coalition instable est alors au pouvoir, composée du parti anti-shogunal et centrée sur les leaders du domaine de Satsuma et sur les nobles de la cour. Le nouveau gouvernement restitue leur fief aux Tokugawa, cependant amputé des quatre cinquièmes de son revenu. Le début de l'ère Meiji est proclamé en octobre 1868. Le premier organe de gouvernement de ce nouveau régime est un conseil honorifique : celui-ci tente de maintenir encore un équilibre entre, d'une part les domaines ayant participé au renversement de l'ancien régime, d'autre part la noblesse de cour.
Lors des mois suivants sont opérés plusieurs changements d'organisation, ce qui permet l'émergence de personnalités comme Ōkubo Toshimichi, Kido Takayoshi et Iwakura Tomomi. Du 16 février au 26 décembre 1868 sont publiées 34 ordonnances importantes, allant de la suppression des monnaies locales jusqu'à l'interdiction de certains châtiments corporels. Une réforme territoriale remplaçant les anciens domaines par des préfectures est menée à bien au deuxième semestre 1869, avec comme conséquence principale une plus grande centralisation de l'État. Un impôt foncier est introduit en 1873 pour garantir une recette publique stable. De 1868 à 1875, de grandes réformes d'inspiration occidentale sont entreprises — touchant l'éducation, l'armée et le système juridique — et des experts étrangers sont engagés.
Fin 1871, Ōkubo, Kido et Iwakura laissent leur place à la tête du gouvernement pour prendre la direction de la mission diplomatique Iwakura — laquelle doit traverser les États-Unis et l'Europe pour renégocier les traités inégaux mais aussi s'informer sur les sociétés et technologies occidentales. Le gouvernement qu'ils laissent derrière eux doit en théorie se limiter à la gestion des affaires courantes et se tenir à l'écart de décisions politiques trop critiques. Saigō Takamori, Itagaki Taisuke, Ōkuma Shigenobu et Etō Shinpei, qui dirigent ce gouvernement d'intérim, se lancent au contraire dans de grandes réformes : en 1872, la scolarité est rendue obligatoire au primaire, toute forme de trafic d'êtres humains (travailleurs, prostitués…) est interdite, le calendrier grégorien est adopté et, l'année suivante, sont instituées une nouvelle taxe foncière ainsi que la conscription. Dans le même temps, au cours de leurs voyages, les membres de la mission Iwakura acquièrent la conviction que le Japon doit se lancer dans une modernisation radicale, pilotée par un État fort, et mise en œuvre de manière progressive. Si les réformes de ce gouvernement d'intérim ne sont pas remises en cause lors du retour de la mission Iwakura, les deux camps ont en revanche l'occasion de s'opposer au sujet du Seikanron — projet d'invasion de la Corée en 1873, repoussé par l'empereur, qui prend ainsi le parti d'Iwakura.
Les soutiens du projet d'invasion de la Corée mis en minorité, comme Etō Shinpei, Gotō Shōjirō, Saigō Takamori, quittent le gouvernement. Certains, comme Etō, prennent la tête de rébellions locales (rébellion de Saga en 1874 pour Etō, rébellion Shinpūren en 1876…). Saigō en particulier prend la tête de la rébellion de Satsuma en 1877, dernière grande révolte de samouraïs, dont la répression achève d'asseoir la légitimité du nouvel État.

### Atermoiements sur la forme du régime (1873-1890)
Déjà mentionnée dans la Charte du serment de 1868, l'adoption d'une constitution fait partie des premières promesses du régime. Ce projet devient un symbole politique fort de l'accession du Japon à un nouveau rang civilisationnel. Dès le début des années 1870, des ébauches sont rédigées au sommet de l'État, mais celles-ci restent sans suite. Dans le même temps, les intellectuels s'emparent du sujet — très largement discuté dans la presse —, qui touche alors des millions de lecteurs. La conférence d'Osaka de 1875 réunit plusieurs responsables d'opposition pour en débattre. Un décret de 1875 réaffirme la promesse d'adoption d'une constitution, mais sans précision de date ou de délai. En 1881, l'accumulation de crises politiques (dont l'affaire du bureau de colonisation de Hokkaidō) cristallise le mécontentement de la population. Pour apaiser les oppositions, le pouvoir décide par décret de la mise en place d'une constitution et d'un parlement dans les dix ans.
Les débats s'articulent autour de deux grandes tendances. D'un côté, les personnes à la tête du régime — comme Ōkubo, puis Itō Hirobumi — sont favorables à un État autoritaire et fort, mieux à même selon eux de faire aboutir les politiques nécessaires à la modernisation du Japon. Face à eux, les tenants d'une ligne libérale sont favorables à un plus grand droit laissé au peuple, garant d'une plus grande légitimité pour le régime. Cette dernière ligne est défendue par des responsables politiques comme Itagaki ou Ōkuma, et rassemble de nombreux membres au sein du Mouvement pour la liberté et les droits du peuple, puis au sein des partis Rikken Kaishintō et Jiyūtō. Ces mouvements deviennent rapidement populaires — à tel point que le gouvernement peine à les contenir —, mais sont aussi gagnés par une certaine radicalité. Les années 1884-1885 connaissent un pic de violence avec des évènements comme les incidents de Chichibu et ceux d'Ōsaka, qui entraînent l'intervention de l'armée. Les plus modérés finissent par quitter ces partis, qui dès lors perdent en influence. Toujours en 1885, la population critique abondamment le manque d'autorité du gouvernement à l'international, lors du coup d'État de Gapsin en Corée, qui menace les intérêts du Japon face à ceux de la Chine.
Le régime s'oriente alors vers une monarchie laissant le pouvoir suprême à l'empereur. Les institutions qui régissent l'État, modelées sur le régime des codes, sont réformées en 1885 et un système de cabinets ministériels à l'européenne est adopté. À sa tête, est placé le cabinet du Premier ministre. Le système des kazoku et des shizoku est réformé de manière à préparer l'instauration d'une chambre haute dont les membres proviendraient d'une aristocratie cooptée. Si les débats s'articulent autour de deux modèles de constitution européenne — l'une britannique et libérale, l'autre prussienne et autoritaire —, le projet développé reflète le rapport de force entre les soutiens de ces deux modèles. La constitution retenue énumère un certain nombre de droits civils et dote le parlement de deux chambres, dont l'une, élue au suffrage direct, est autorisée à rédiger des lois et à voter le budget. Cependant, c'est à l'empereur que répondent le gouvernement et l'armée.
C'est le 11 février 1889 qu'une constitution est effectivement adoptée, qui fixe la répartition des pouvoirs. La date est choisie pour correspondre à la date anniversaire de la fondation mythique du Japon par le premier empereur Jinmu et la constitution est présentée comme un « cadeau accordé par l'empereur à ses sujets ».

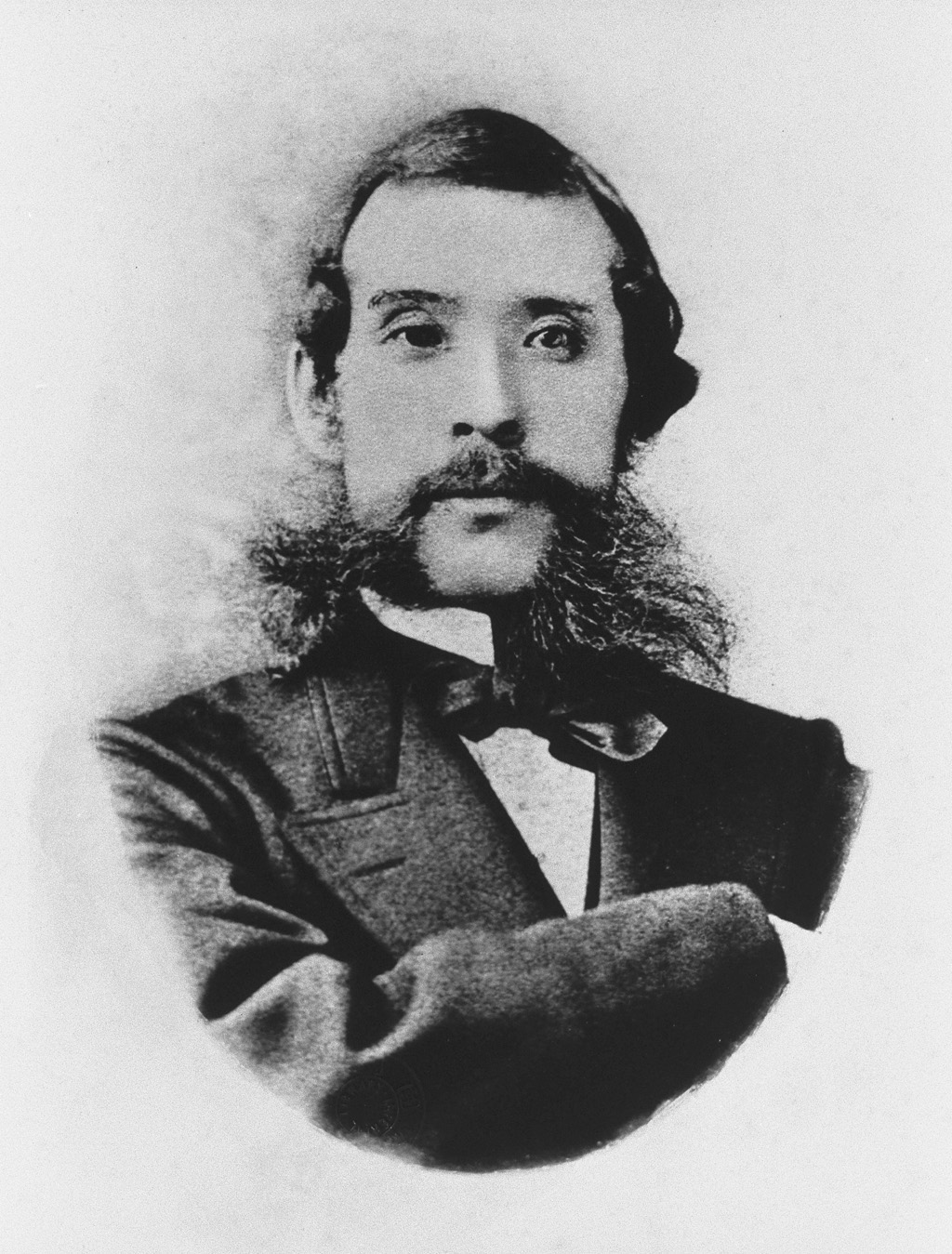
Ōkubo Toshimichi, issu du domaine de Satsuma, homme fort des débuts du régime.
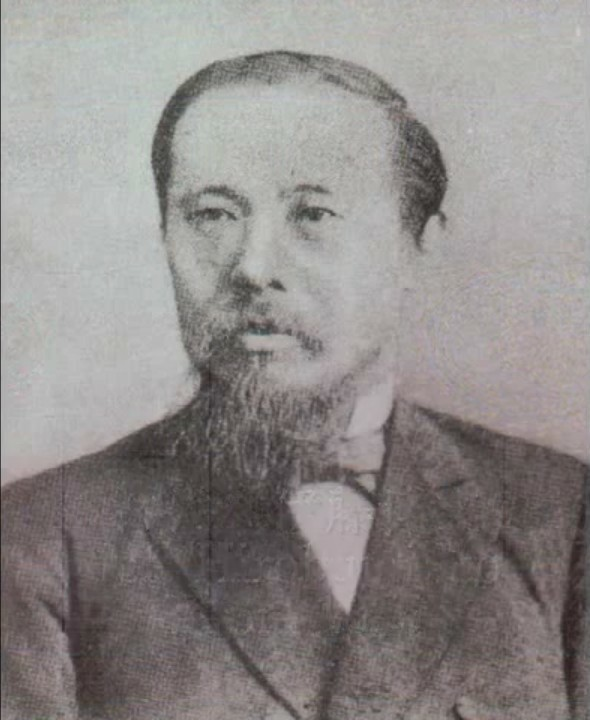
Itō Hirobumi, issu du domaine de Chōshū, supervise la rédaction de la constitution sur le modèle prussien.
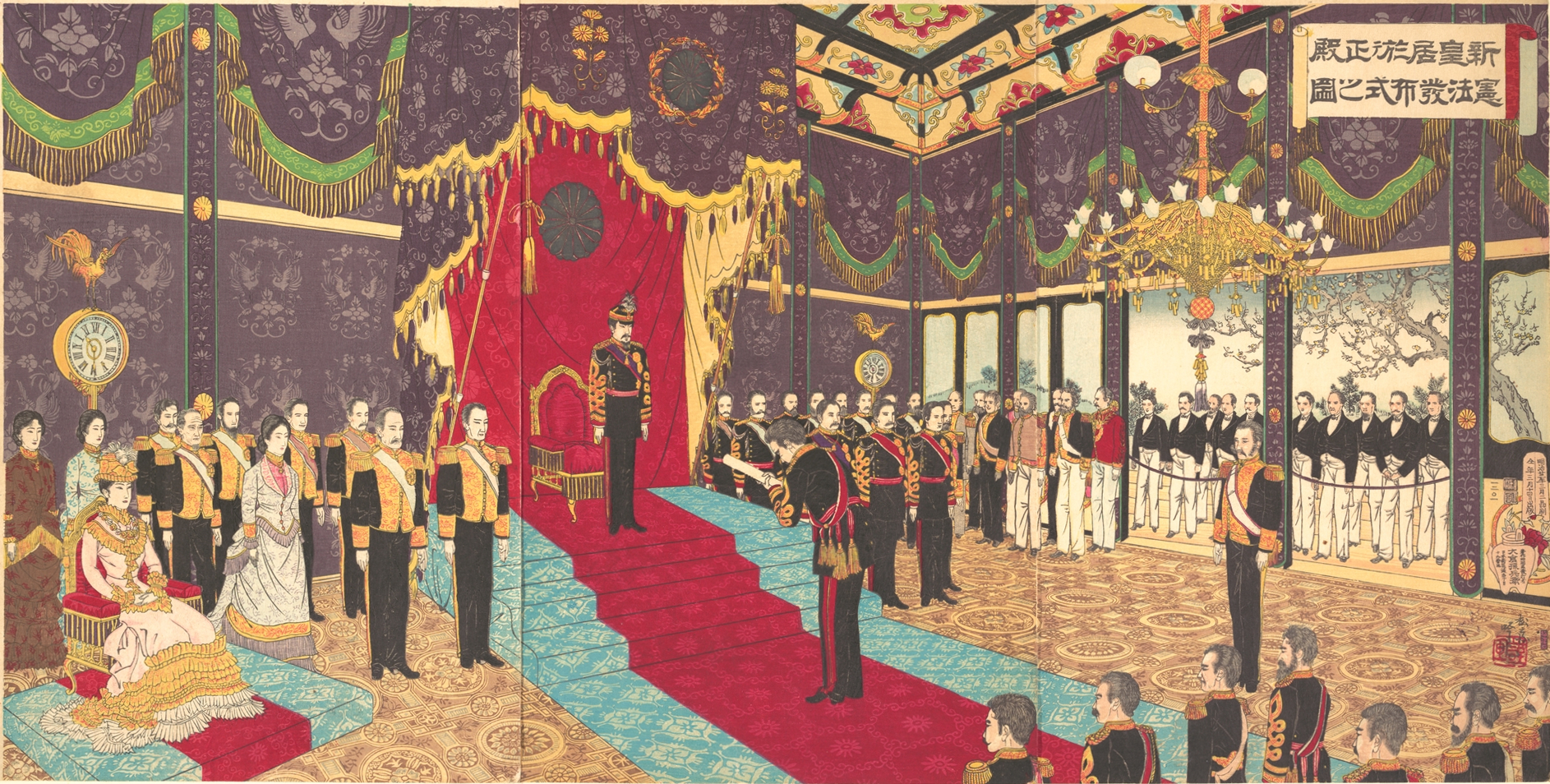
Promulgation de la constitution par l'empereur le 11 février 1889.
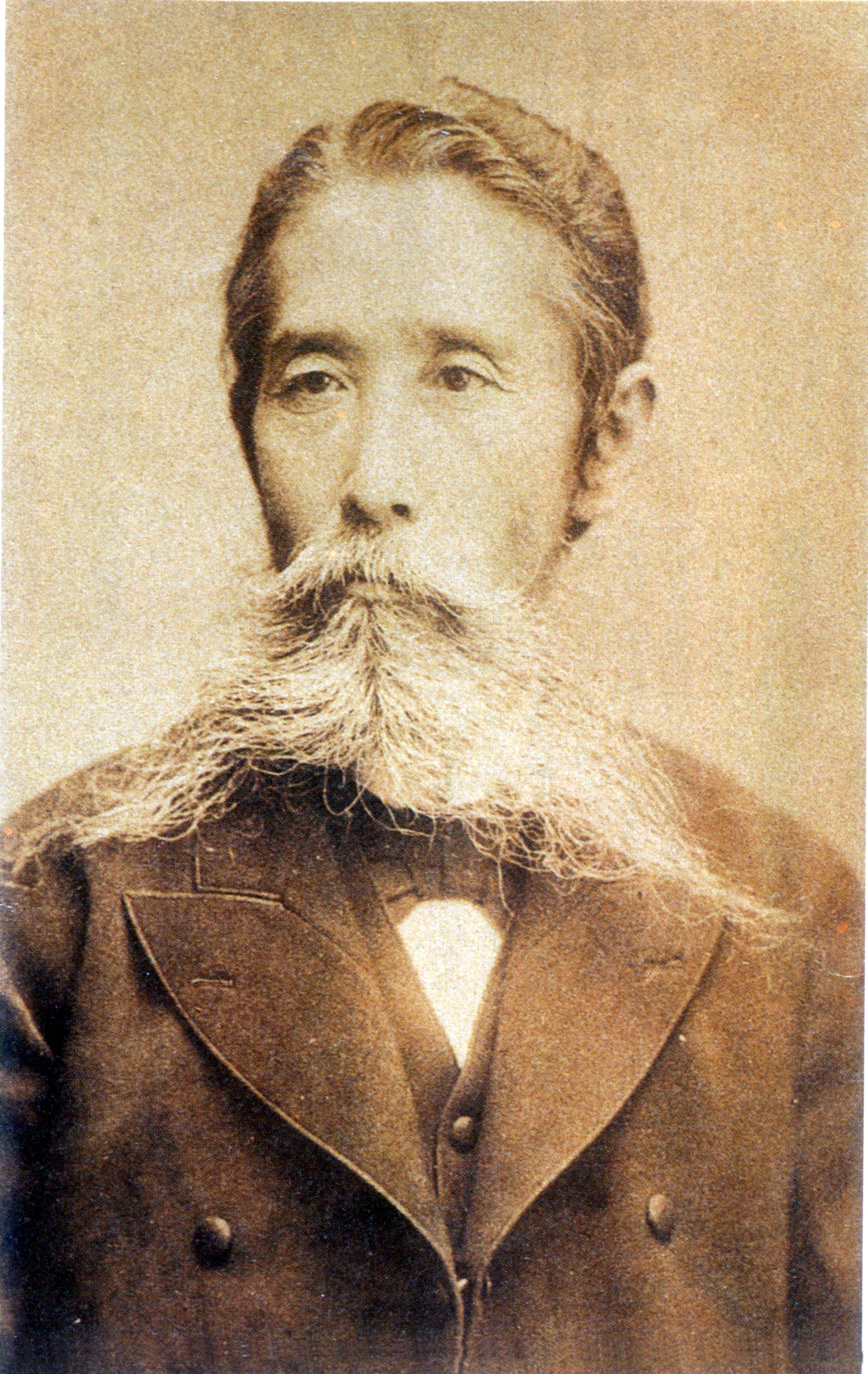
Itagaki Taisuke, chef de file du Jiyū Minken Undō puis du Jiyūtō.
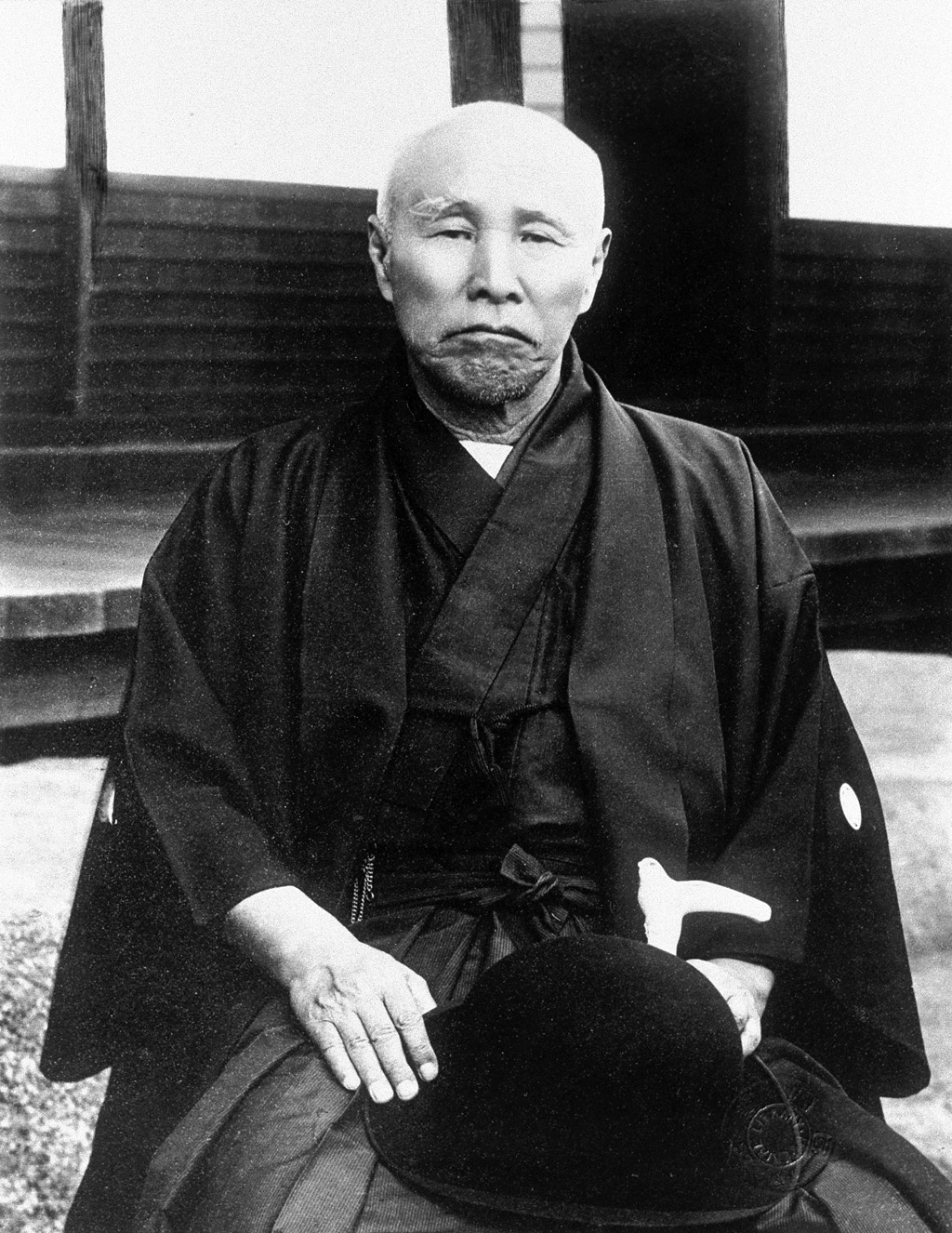
Ōkuma Shigenobu, chef de file du Rikken Kaishintō.

### Débuts du parlementarisme japonais (1890-1900)
Les premières élections législatives de l'histoire du pays se tiennent en juillet 1890, et placent le Jiyūtō et le Rikken Kaishintō en tête de la représentation nationale, rassemblant à eux deux 170 des 300 sièges de la chambre des représentants. Ces deux partis s'opposent à l'oligarchie — qui tient toujours le pouvoir dans la chambre des pairs et qui décide de la composition du gouvernement. La puissance réelle du Jiyūtō et du Rikken Kaishintō est cependant amoindrie par la faiblesse de leur base électorale. Du fait du suffrage censitaire, seul 1 % des Japonais dispose du droit de vote lors de cette première élection, ce qui amoindrit la légitimité de ces partis et exclut d'autres mouvements de masse de la représentation démocratique.
Les premiers gouvernements formés par l'oligarchie continuent de relever du rapport de forces déjà présent au sein du pouvoir. Les représentants des clans de Satsuma (Matsukata Masayoshi…) et de Chōshū (Yamagata Aritomo, Itō Hirobumi…) se répartissent les postes avec une grande régularité. La chambre des représentants s'oppose régulièrement à ces gouvernements nommés par l'empereur, dans le but d'obtenir plus de pouvoir pour leur assemblée. L'obstruction passe notamment par le refus de vote du budget, tel que présenté par le gouvernement plusieurs années de suite, aspect sur lequel la chambre des représentants dispose de prérogatives. De son côté, le gouvernement a le droit de dissoudre la chambre des représentants — ce qu'il fait à plusieurs reprises, mais sans parvenir à faire évoluer le rapport de force. Les mêmes personnes sont réélues, élection après élection, et la composition de la chambre des représentants évolue peu. Le manque d'assise du gouvernement au sein des assemblées le rend faible et instable, sa composition, ouverte aux évolutions des rapports de force au sein de l'oligarchie.
En 1894, le déclenchement de la guerre sino-japonaise en Corée suspend provisoirement l'opposition entre la chambre des représentants et le gouvernement, dans une forme d'« union sacrée » autour de la figure de l'empereur. En avril 1895, les puissances occidentales contestent certains points du traité de Shimonoseki et mettent fin à la guerre contre la Chine, ce qui favorise les échanges entre membres de l'oligarchie et responsables de partis de la chambre des représentants. L'oligarchie prend conscience que sans les partis de la chambre des représentants, aucune stabilité institutionnelle n'est possible, tandis que les partis de la chambre des représentants comprennent qu'ils ne pourront jamais accéder au pouvoir sans d'abord accéder au gouvernement. Les deux camps commencent ainsi à passer des alliances ponctuelles, de manière à étendre leurs zones d'influence respectives.
En novembre 1895 est instauré le premier gouvernement reposant sur une alliance entre l'oligarchie et un parti de la chambre des représentants. En avril 1896, le Premier ministre Itō Hirobumi nomme le président du Jiyūtō, Itagaki Taisuke, ministre de l'Intérieur. La recherche d'alliances entre oligarchie et partis de la chambre des représentants est renouvelée quatre fois entre 1895 et 1900, et aboutit à la formation de trois gouvernements de ce type. En 1898, le premier gouvernement reposant exclusivement sur une alliance des partis de la chambre des représentants voit le jour. Le Kenseitō, parti issu de la fusion du Jiyūtō et du Rikken Kaishintō, soutient la formation d'un gouvernement avec Ōkuma Shigenobu comme Premier ministre. Si le gouvernement ne tient que quatre mois, il inaugure la pratique des gouvernements reposant principalement sur des partis de la chambre des représentants.
Le collège électoral de la chambre des représentants connaît une évolution importante en 1900. Le seuil de taxes permettant d'être électeur est abaissé : le nombre d'électeurs passe ainsi de 502 000 en 1898 à 982 000 en 1900. Les circonscriptions électorales sont aussi modifiées et favorisent la population urbaine au détriment des territoires ruraux. Les rapports entre haute-administration et élus sont régulés par une série de décrets autour de 1900. Les hauts fonctionnaires n'ont plus accès aux postes de vice-ministres, et le poste de ministre de la Guerre est limité aux militaires encore actifs les plus gradés. Le système des dépouilles et le pantouflage sont combattus, et le recrutement par concours de la fonction publique est renforcé.

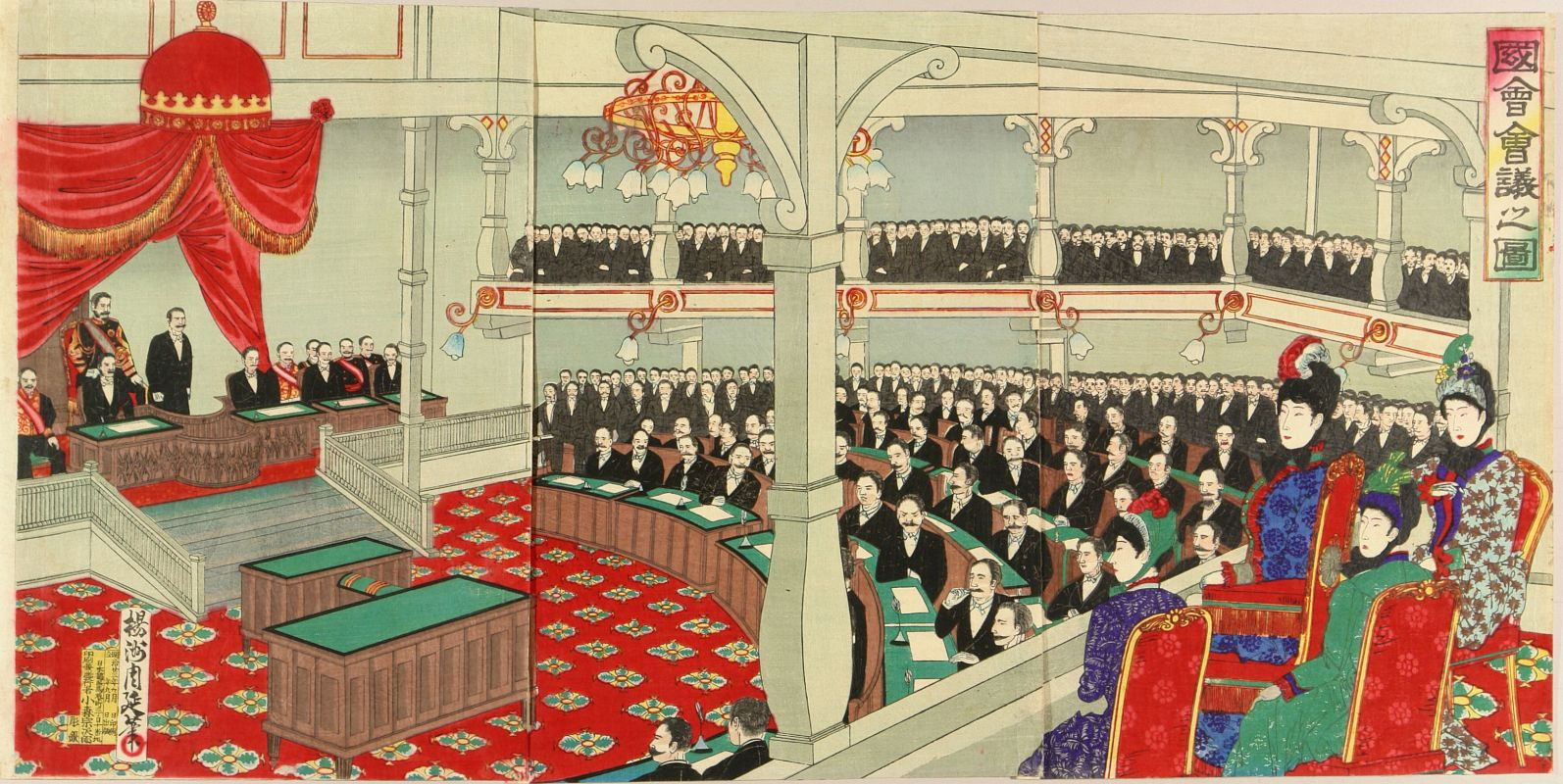
Première législature de la Diète après les élections de 1890.
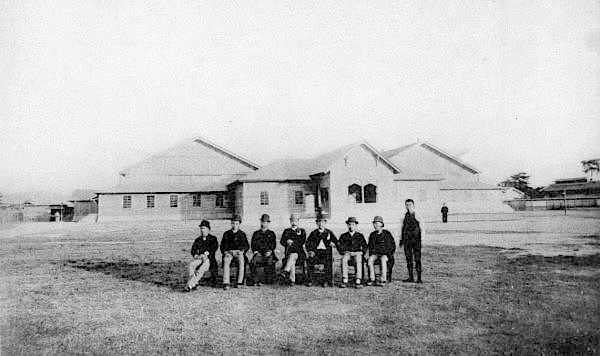
Bâtiment utilisé par la Diète à Hiroshima en 1894 lors de la première guerre sino-japonaise.
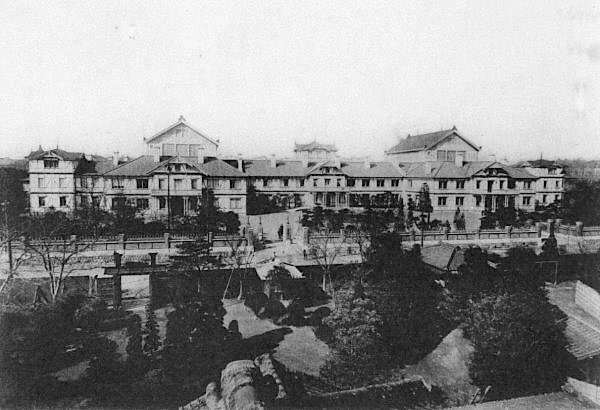
Bâtiment utilisé par la Diète de 1891 à 1925.

### Ancrage de la pratique parlementaire (1900-1924)
Une recomposition des partis politiques s'amorce en 1900, lorsque Itō Hirobumi et Hoshi Tōru se rapprochent pour fonder le parti Rikken Seiyūkai, unissant à la fois des anciens membres de la chambre des représentants issus du Kenseitō et des membres de la chambre des pairs de différentes tendances. Ce nouveau parti domine la politique japonaise au cours des deux décennies suivantes. Si lors de cette période, ce nouveau parti est majoritaire à la chambre des représentants, il doit y composer avec l'opposition de partis plus faibles, comme le Kensei Hontō. Ces derniers peuvent quant à eux compter sur une alliance avec la faction menée par Yamagata Aritomo à la chambre des pairs, où elle domine. Le rapport de force entre ces deux groupes perdure jusqu'à la fin de l'ère Meiji en 1912. Ce fonctionnement gouvernemental et parlementaire s'ancre dans la pratique politique japonaise et, lors de la décennie suivante, de 1901 à 1913, Katsura Tarō et Saionji Kinmochi occupent de façon alternée le poste de Premier ministre pour le compte de ces deux familles politiques.
En 1913, un an après le décès de l'empereur Meiji, la crise politique Taishō met fin à cette répartition du pouvoir et ouvre l'époque de la démocratie Taishō. À la suite d'un conflit avec les dirigeants militaires, le premier ministre Saionji Kinmochi est contraint de démissionner. Souhaitant alors diminuer les dépenses de l'armée pour faire baisser les impôts, il se heurte au refus des militaires de participer au gouvernement. Katsura Tarō, un ancien militaire et membre de l'oligarchie, lui succède. Il prend la décision de maintenir le budget de l'armée et s'appuie sur des personnalités de l'oligarchie et sur des proches des anciens clans Satsuma et Chōshū. Katsura doit alors faire face à un mouvement d'opposition mené par des députés. Efficacement relayé par des journalistes issus de l'université Keiō, ce mouvement rencontre un écho favorable dans l'opinion publique, ce qui entraîne des émeutes. Des journaux pro-Katsura sont pris pour cibles et mis à sac. L'armée doit reculer, et accepte de participer à un gouvernement sans avoir de garantie sur son budget.
Après la crise politique Taishō de 1913, commence une période d'une quinzaine d'années pendant laquelle se renouvelle la culture parlementaire, avec à la clef une ouverture démocratique. La montée en puissance des classes moyennes et du milieu ouvrier favorise l'éclosion de discours critiques sur l'autoritarisme de l'État. De 1900 à 1920, s'opère un recul des factions politiques liées aux anciens clans du Sud-Ouest, à la bureaucratie et aux hauts fonctionnaires. Cet affaiblissement profite aux diplômés de plusieurs universités qui s'imposent dans certains secteurs. C'est ainsi que la haute fonction publique, la magistrature et les banques accueillent les diplômés de l'université impériale de Tokyo, le monde de la presse et celui des affaires, ceux de l'université Waseda, et la médecine, ceux de l'université Keiō. Une presse libérale s'épanouit et exprime une certaine sympathie envers les revendications chinoises et coréennes lorsque ces pays subissent la répression de l'armée japonaise.
La fin des années 1910 connaît plusieurs vagues d'agitation qui marquent le régime. Des émeutes du riz éclatent en 1918, qui provoquent la chute du Premier ministre Terauchi Masatake. Hara Takashi, qui lui succède, organise le premier gouvernement ne comprenant aucun représentant de l'oligarchie. Il amorce plusieurs réformes pour réduire l'influence de ce groupe, comme le retrait de la gestion des colonies par les militaires. L'agitation sociale prend plusieurs formes. Un premier congrès national des syndicats se tient en août 1919, qui réclame la journée de 8 heures, ainsi que le suffrage universel. Un premier syndicat agricole se structure en 1922, et le nombre de conflits entre propriétaires terriens et exploitants agricoles se multiplie. En 1922, un premier Parti communiste japonais est créé, mais il est aussitôt interdit par les autorités. En 1925, est votée une loi visant à stopper la montée de l'extrême gauche, qui en 1928, à l'issue de la première élection au suffrage masculin, compte huit élus au parlement. Une police politique est mise en place dans chaque préfecture, et certaines activités politiques deviennent passibles de la peine de mort.

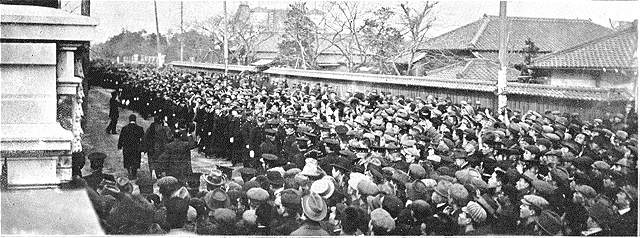
Manifestation anti-gouvernementale devant la Diète en 1913.
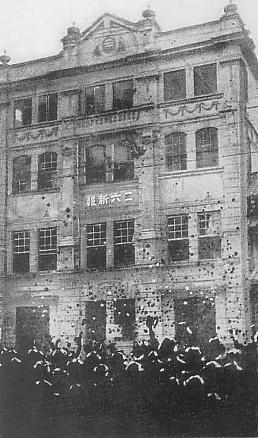
Mise à sac d'un journal pro-gouvernement en 1913.
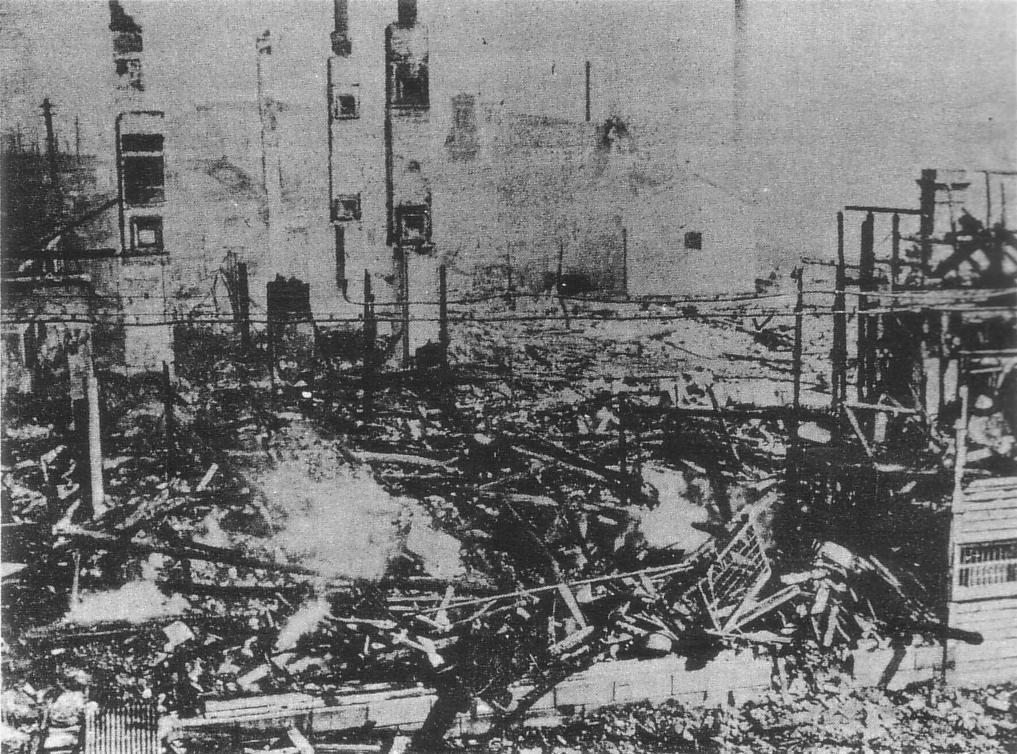
Magasin pillé lors des émeutes du riz à Kōbe en 1918.
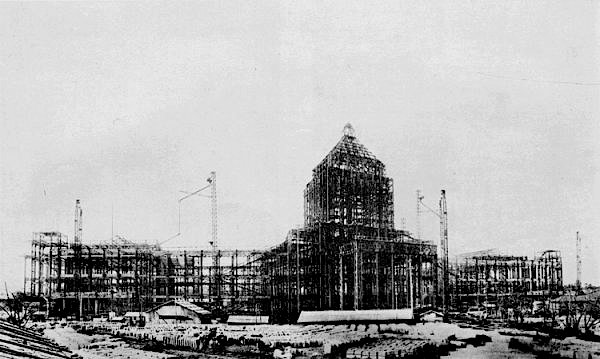
Un nouveau bâtiment de la Diète est construit à partir de 1920 (ici en 1927).

### L'ère des chefs de partis, instauration du bipartisme, instabilité sur les questions internationales (1924-1932)
La gestion de la reconstruction après le séisme qui ravage la région de Tōkyō en 1923 et une tentative d'attentat contre l'empereur la même année ont raison du gouvernement de Yamamoto Gonnohyōe, qui démissionne en janvier 1924. Contrairement à la pratique qui commence à s'installer, c'est à Kiyoura Keigo, chef du Conseil privé, que revient la charge de former un gouvernement. Bien que ce gouvernement comporte quelques membres de la chambre des représentants, la majorité des ministres provient de la chambre des pairs. Poussé dans un affrontement avec la chambre des représentants, Kiyoura Keigo dissout l'assemblée et appelle à de nouvelles élections. Celles-ci placent les membres de la chambre des représentants en position de force, et c'est le chef du Rikken Seiyūkai, Katō Takaaki, qui accède au poste de Premier ministre. Dès lors, la pratique de nommer Premier ministre le chef du parti dominant à la chambre des représentants s'impose et est appliquée jusqu'en 1932.
Le gouvernement de Katō Takaaki fait aboutir plusieurs réformes importantes. La loi sur les élections législatives de 1925 instaure le suffrage universel masculin, et le Japon passe ainsi de 3,3 millions à 12,5 millions d'électeurs. Katō Takaaki doit cependant concéder une série de lois de préservation de la paix qui durcit le contrôle de certains groupes politiques jugés dangereux pour le régime. Les pouvoirs de la chambre des pairs sont aussi un peu amoindris. Les premières élections législatives organisées selon la nouvelle loi électorale ont lieu en 1928. Deux partis s'imposent alors, le Rikken Seiyūkai et le Rikken Minseitō et alternent au pouvoir jusqu'en 1940, exerçant au moins en façade la direction du gouvernement.
Les gouvernements successifs sont confrontés à des problèmes liés à la situation internationale, qui précipitent ou provoquent leur chute : la défense des intérêts japonais en Mandchourie entraîne en juillet 1929 la chute du Premier ministre Tanaka Giichi, la gestion de la crise économique de 1929 et de la renégociation du traité naval de Londres fait se liguer contre Hamaguchi Osachi une partie de la population et des mouvements nationalistes, et aboutit à l'attentat qui le prend pour cible en novembre 1930. Wakatsuki Reijirō, d'abord opposé à un plus grand engagement militaire en Mandchourie, est contraint de l'accepter et de le cautionner après un coup de force des militaires lors de l'incident de Mukden en septembre 1931 ; lâché par ses ministres, il finit par démissionner.
Les élections législatives japonaises de 1932 ne parviennent pas à enrayer la perte de légitimité des parlementaires face à l'armée. Le chef du Rikken Minseitō, Wakatsuki Reijirō, est nommé Premier ministre, mais son gouvernement ne parvient pas à mettre fin à l'engrenage de l'intervention en Mandchourie et doit démissionner en décembre 1931. Le gouvernement d'Inukai Tsuyoshi du Rikken Seiyūkai qui lui succède achoppe sur la même difficulté.

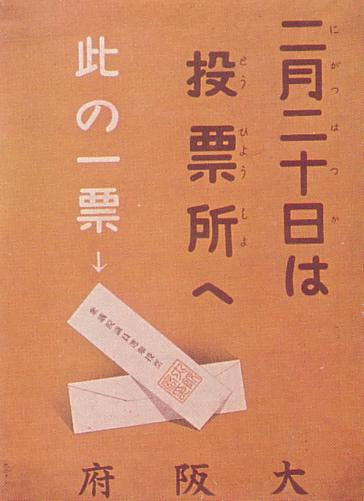
Affiche électorale incitant à aller voter lors de l'élection législative de 1928.
Résultats de l'élection législative de 1928 : le Rikken Seiyūkai et le Rikken Minseitō sont en position de bipartisme.
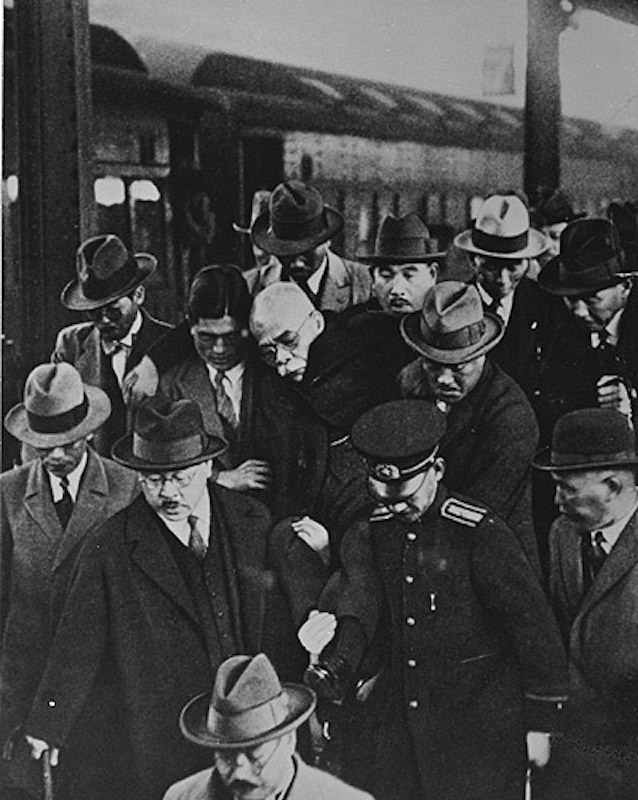
Tentative d'assassinat du premier ministre Hamaguchi Osachi en novembre 1930.

### La politique sous la coupe des militaires (1932-1937)
La crise économique de 1929 et la montée des tensions internationales dans les années 1930 mettent sous pression le système politique basé sur les partis. Alors que la situation économique s'aggrave, l'entretien d'une armée importante devient un lourd fardeau. La montée du communisme aux frontières du pays fait peur à la classe moyenne, et les conservateurs sont considérés comme trop proches des conglomérats industriels pour constituer une alternative possible. A contrario, l'armée continue d'être perçue comme un moyen d'ascension sociale, et son discours impérialiste est jugé crédible par certains pour faire face aux difficultés économiques. Dans ce contexte, un courant nationaliste radical, dont les tenants sont souvent issus des rangs de l'armée, fait son chemin en s'opposant au milieu politique en place, qu'il juge trop faible. Ce mouvement choisit une « stratégie de la tension », ce qui à partir de 1931, déclenche plusieurs coups d'État. Le 15 mai 1932, une tentative de putsch conduit à l'assassinat du Premier ministre Inukai Tsuyoshi. Son remplacement par un militaire, Saitō Makoto, met fin au régime des partis existant depuis 1918.
À partir de 1932, les grands partis que sont le Rikken Seiyūkai et le Rikken Minseitō perdent en influence au sein de la vie politique du pays et ne sont plus considérés comme des passages obligés pour l'accès au pouvoir. Les personnalités issues des milieux économiques, les anciens militaires ou les hauts fonctionnaires sont de moins en moins nombreux à rejoindre les rangs de ces partis. Au sein du Rikken Minseitō, le nombre d'anciens hauts fonctionnaires élus à la chambre des représentants passe de 41 à 27 entre 1928 et 1936, celui des militaires, de quatre à aucun sur la même période, et celui des personnalités liées aux milieux économiques, de 97 à 72. Dans le même temps, le nombre de candidats indépendants réussissant à se faire élire à la chambre des représentants s'accroit rapidement, passant de 4 % en 1932 à 24 % en 1937. Cette perte d'attractivité des partis se mue en une perte d'influence au sein du système politique. Les deux grands partis peinent à trouver une posture pertinente face aux militaires qui commencent à s'installer au poste de Premier ministre. Après l'ancien amiral Saitō Makoto, en poste de 1932 à 1934, c'est Keisuke Okada, un autre ancien amiral, qui est en fonction de 1934 à 1936. Si le Rikken Minseitō parvient à regagner la majorité à la chambre des représentants lors des législatives de 1936, son président ne réussit pas à faire aboutir sa candidature au poste de Premier ministre.
Le pouvoir nationaliste émergent est alors traversé par deux tendances : d'une part la faction du contrôle, composée de militaires alliés à la bureaucratie, qui souhaite orienter l'État vers une économie de guerre en augmentant les dépenses de l'armée, d'autre part la faction de la voie impériale, plus radicale, qui vise à mettre fin à la domination des partis politiques et des conglomérats industriels sur le pays. Le 26 février 1936, cette seconde faction est à l'origine d'une nouvelle tentative de coup d'État pendant laquelle plusieurs ministres sont assassinés. La partie de l'armée restée loyale au pouvoir tire avantage de l'échec de l'opération en imposant ses vues au sommet de l'État. À partir de mars 1936, Kōki Hirota devient Premier ministre pour onze mois, mais il doit composer avec les militaires les plus radicaux. Ceux-ci exigent une réorganisation de l'État et une hausse drastique du budget de l'armée. Malgré de nombreuses intimidations et des menaces de nouvelle tentative de putsch, les responsables militaires ne parviennent pas à obtenir la mise en œuvre de ces politiques, ce qui conduit Kōki Hirota à démissioner en février 1937. L'ancien général qui lui succède, Senjūrō Hayashi, parvient en jouant la modération à faire converger les intérêts des milieux économiques et ceux des militaires. L'ancien banquier Toyotarō Yūki entre ainsi au gouvernement comme ministre des Finances, puis comme gouverneur de la Banque du Japon, poste qu'il occupe jusqu'à la fin de la guerre. Les conservateurs du Rikken Minseitō perdent ainsi leurs soutiens dans les milieux financiers, alors que les militaires parviennent à obtenir la mise en œuvre de plans de développement pluri-annuels de l'armée. Les élections législatives de 1937 sonnent comme un désaveu pour le Premier ministre Senjūrō Hayashi, avec les résultats du Rikken Seiyūkai et du Rikken Minseitō qui réaffirment leur position dominante au sein de la chambre des représentants. Le prince Konoe, qui lui succède au poste de Premier ministre, adopte une position plus modérée. Le nouveau gouvernement prend la forme d'un gouvernement d'union nationale ; il accorde une place plus limitée aux militaires, compte de nombreux hauts fonctionnaires et intègre deux membres de partis politiques de la chambre basse.

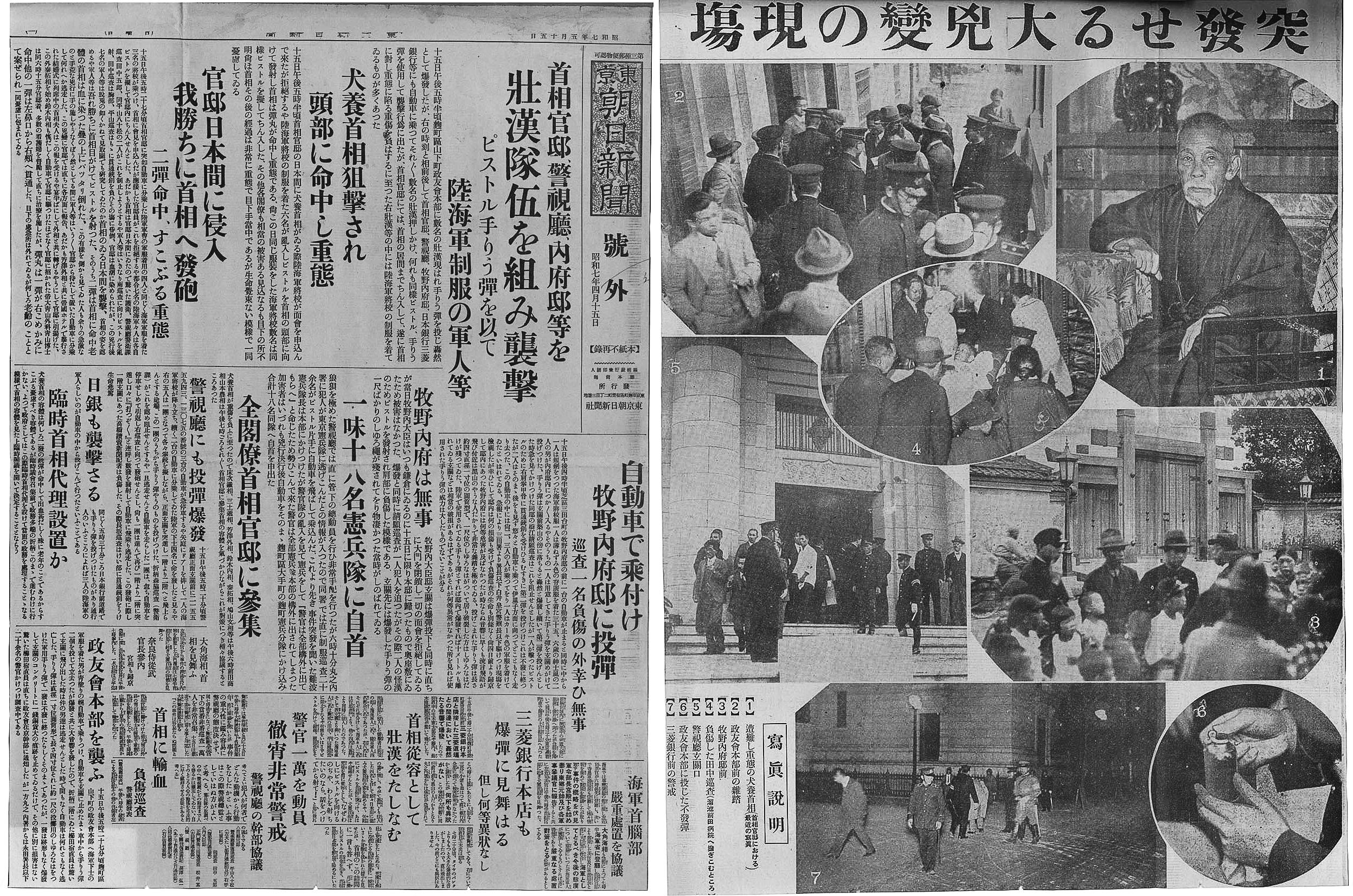
Article du journal Tokyo Asahi Shimbun sur l'incident du 15 mai 1932, qui aboutit à l'assassinat du premier ministre Inukai Tsuyoshi.
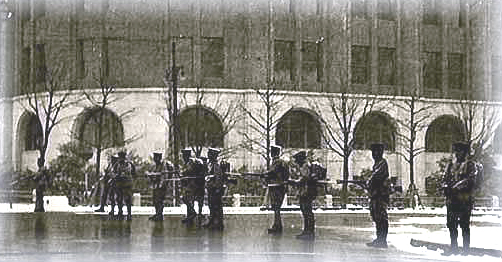
Troupes occupant le quartier de Nagatachō, siège de nombreux ministères, lors de l'incident du 26 février 1936 lors duquel plusieurs ministres et responsables politiques sont assassinés par la Kōdōha.
Résultats des législatives de 1937 : le Rikken Seiyūkai et le Rikken Minseitō conservent leur prééminence à la chambre basse malgré leur marginalisation au sein des nouveaux gouvernements.
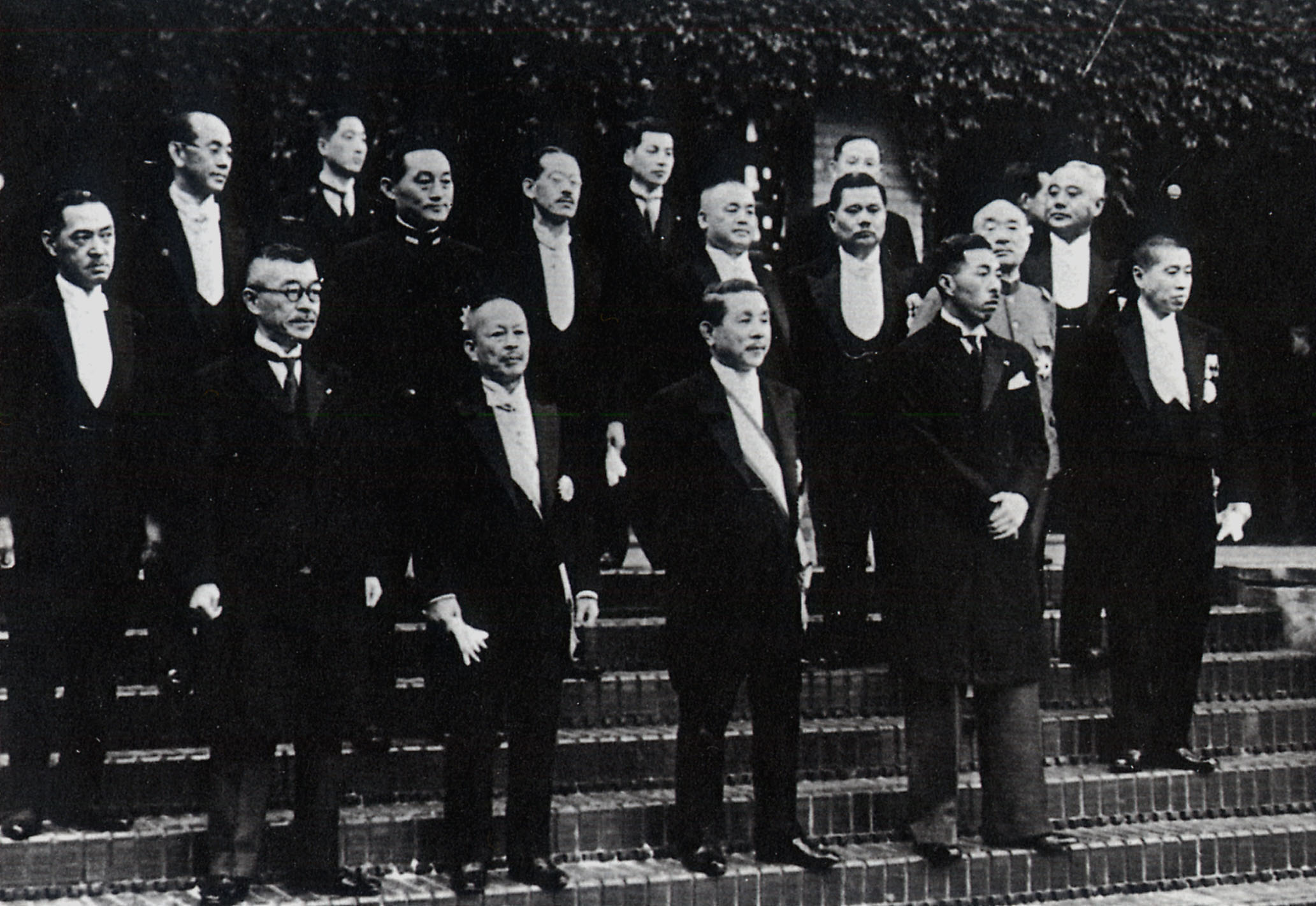
Photo du gouvernement du prince Konoe en juin 1937.

### Des gouvernements de guerre (1937-1945)
La guerre qui éclate contre la Chine en juillet 1937 surprend le gouvernement et les responsables politiques. L'escalade du conflit est rapide, passant d'un incident isolé à Pékin à une invasion totale du pays en six semaines. Or, politiquement, la guerre permet de légitimer le gouvernement. Tout d'abord, l'armée suspend pour un temps ses exigences en matière de réformes plus profondes ; ensuite, la chambre des représentants se range derrière le gouvernement et soutient les décisions favorables aux troupes engagées en Chine ; enfin, la population mécontente prend plus aisément pour cible la Chine que son propre gouvernement. Cependant, l'enlisement du conflit sape rapidement cette « union sacrée », et au contraire, exacerbe les tensions qui traversent l'appareil politique japonais. Si en mars 1938 le gouvernement du prince Konoe parvient à faire voter une loi de mobilisation générale de l'État, c'est au prix de concessions avec la chambre des représentants — notamment, le fait de suspendre la mise en œuvre de cette loi à la fin du conflit et au retour d'une situation économique plus propice. Or, en plus des difficultés militaires, les États-Unis décident en juin 1938 d'un embargo économique qui prive le pays de plusieurs ressources stratégiques. Mis en difficulté à cause de l'enlisement du conflit, le prince Konoe démissionne en janvier 1939. Son successeur Hiranuma Kiichirō, figure des mouvements nationalistes japonais, ne parvient à se maintenir que quelques mois au pouvoir, son gouvernement achoppant sur la question des alliances internationales. L'ancien général Nobuyuki Abe, Premier ministre d'août 1939 à janvier 1940, est lui aussi renversé à cause de la gestion des conséquences de la guerre contre la Chine. Pour la troisième trois fois en trois ans, un gouvernement tombe en raison d'une opposition forte au sein de la chambre des représentants. Cela fait prendre conscience aux pouvoirs militaires que, sans une maitrise de cette chambre, aucune réforme favorable à l'armée ne peut être votée.
En janvier 1940, dès les premières semaines d'activité du gouvernement de l'amiral Mitsumasa Yonai, les responsables de l'armée commencent à manœuvrer pour faire émerger un parti unique au sein de la chambre des représentants. Les dirigeants du Rikken Seiyūkai et du Rikken Minseitō sont régulièrement pris à partie à la Diète, et c'est finalement en octobre 1940, qu'est constitué autour du prince Konoe ce parti unitaire, baptisé Association de soutien à l'autorité impériale. Les militaires le considèrent comme l’outil indispensable pour faire passer leurs réformes à la Diète ; les responsables politiques qui s'y rallient y voient la possibilité pour la Diète de peser sur le gouvernement. Jusqu'en juin 1945, le nouveau parti sert efficacement de relais du gouvernement au sein de la population. La montée des tensions avec les États-Unis favorise les responsables de la Marine impériale, qui envisagent de plus en plus concrètement de frapper les intérêts américains dans le Pacifique. Le Premier ministre Konoe tente de s'y opposer, mais, mis en minorité, il démissionne en octobre 1940. Son successeur, le général Hideki Tōjō, est favorable à cette nouvelle guerre que la Marine impériale estime pouvoir gagner en 18 mois : le mois suivant, le Japon entre en guerre dans le Pacifique contre les Alliés.
Hideki Tōjō reste au pouvoir jusqu'en juillet 1944. Il ne parvient pas à soumettre totalement les oppositions présentes au sein de la bureaucratie et de la Diète. Si les élections législatives de 1942 font la part belle aux candidats soutenus par l'Association de soutien à l'autorité impériale, l'ampleur de leur victoire n'est pas suffisante pour museler les opposants au sein de cette assemblée, qui dès lors, peut être utilisée comme tribune. Au sein des ministères, l'allocation des ressources matérielles entre les civils et les militaires reste l’objet d'importantes tractations pendant tout le conflit. La justice parvient à conserver une certaine indépendance vis-à-vis du pouvoir militaire, mais la presse subit une importante censure, et les opposants au régime comme les libéraux, les socialistes, les journalistes ou les professeurs d'université sont intimidés ou arrêtés. Derrière l'apparence de l'unité nationale, les conflits politiques restent intenses, ce qui ne permet pas l'instauration d'un nouvel ordre politique totalitaire, comme souhaité par certains responsables militaires. En outre, pour aboutir à des compromis, de nombreuses tractations sont nécessaires. Même lors de la décision de capitulation du pays, les discussions au sein du conseil suprême de guerre montrent de nombreuses lignes de fracture au sein du pouvoir.

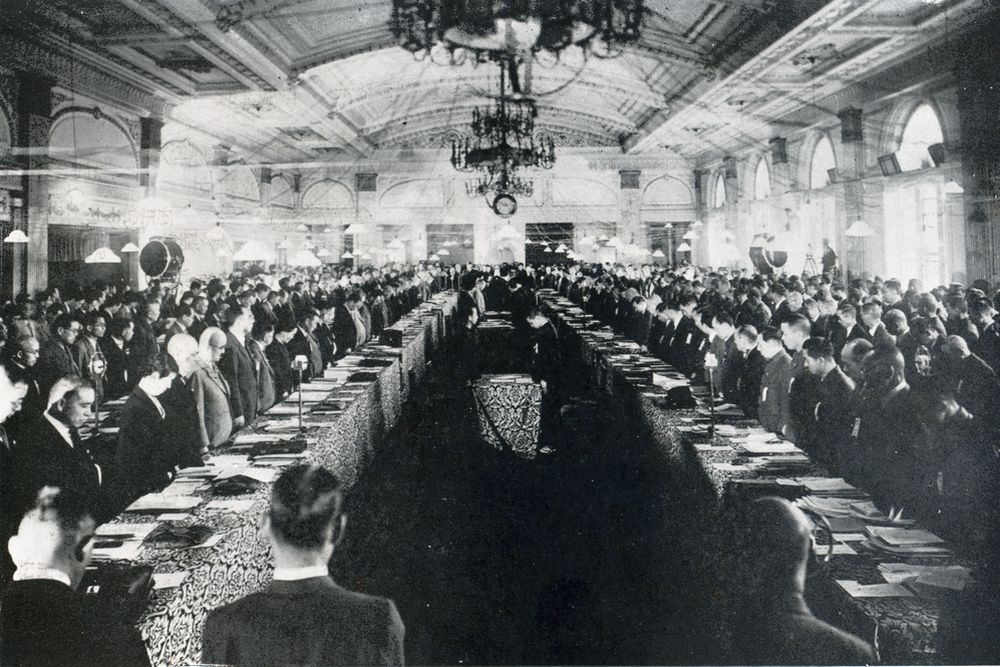
Réunion des cadres de l'Association de soutien à l'autorité impériale en décembre 1940.
Lors des élections législatives de 1942, l'Association de soutien à l'autorité impériale obtient la plupart des sièges.
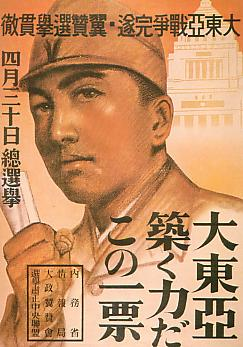
Affiche électorale de 1942 de propagande pour la Dai-tō-a Kyōeiken.
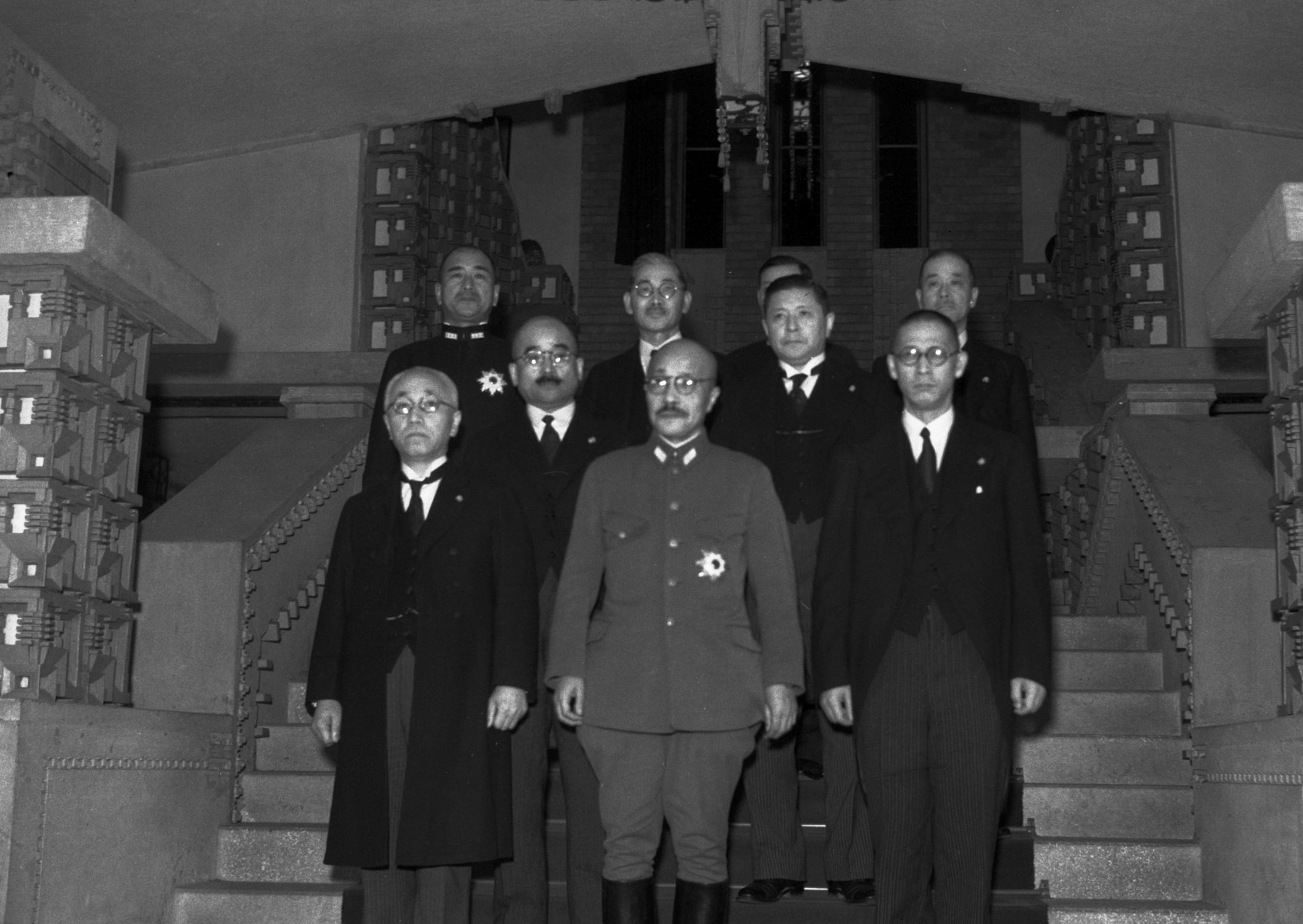
Premier cabinet de Hideki Tōjō en octobre 1941.

### L'occupation américaine et la démocratisation du pays
Le 15 août 1945, lors d'une allocution radiophonique, l'empereur Hirohito annonce la capitulation du Japon. Le 17, le prince Naruhiko Higashikuni est chargé de former un gouvernement transitoire afin de gérer le pays en attendant l'arrivée des troupes alliées. Le 2 septembre, à bord du cuirassé USS Missouri, les dignitaires japonais signent la reddition du pays et des troupes japonaises, et le 8, Douglas MacArthur, responsable de l'administration de l'occupation américaine, installe son administration à Tokyo, face au palais impérial. Environ quatre cent mille soldats américains débarquent dans le pays jusqu'à la fin du mois d'octobre de la même année. Dès le 19 septembre, 40 hauts cadres de l'armée, dont Hideki Tōjō, sont arrêtés et, le 4 octobre, l'occupant se porte garant des libertés civiles des Japonais : près de 2 500 prisonniers politiques sont libérés, le droit de vote est accordé aux femmes, et la majorité électorale est fixée à vingt ans.
Un nouveau système politique se met en place. Le 1er janvier 1946, alors que se posent la question de l'abdication de l'empereur Hirohito et celle de son inculpation, ce dernier annonce qu'il renonce à sa nature de « divinité à forme humaine ». Les législatives organisées en avril 1946 débouchent sur un renouvellement profond de la représentation nationale, et Yoshida devient le premier Premier ministre de ce nouveau régime politique. Une nouvelle constitution est annoncée en mars 1946 ; elle est votée le 3 novembre et entre en vigueur le 3 mai 1947 : si l'empereur garde une place symbolique, le parlement détient l'essentiel du pouvoir, et les droits de l'homme sont garantis. Son article 9 proclame le renoncement du Japon à la guerre. Début 1946, environ deux cent mille personnes sont déclarées inéligibles par l'occupant en raison de leurs liens avec le régime précédent. De mai 1946 à décembre 1948, les procès de Tokyo jugent les anciens responsables du régime ; sur cinquante mille inculpés, dix pour cent sont condamnés, dont 984 à la peine capitale. À l'occasion de ces procès, l'opinion publique japonaise prend connaissance des crimes commis par son armée, comme ceux de Nankin ou ceux de Bataan.
C'est dans un climat international tendu, que s'ouvrent les négociations du traité de paix. Malgré l'opposition de gauche, qui tente d'obtenir la neutralité du pays, et la droite conservatrice de Hatoyama et Kishi, qui envisage de reconstituer une armée sitôt l'indépendance recouvrée, le Premier ministre Yoshida accepte les conditions américaines, qui prévoient l'instauration de bases militaires permanentes dans le pays. Le 28 avril 1952, 49 États ratifient par écrit le traité de paix avec le Japon.

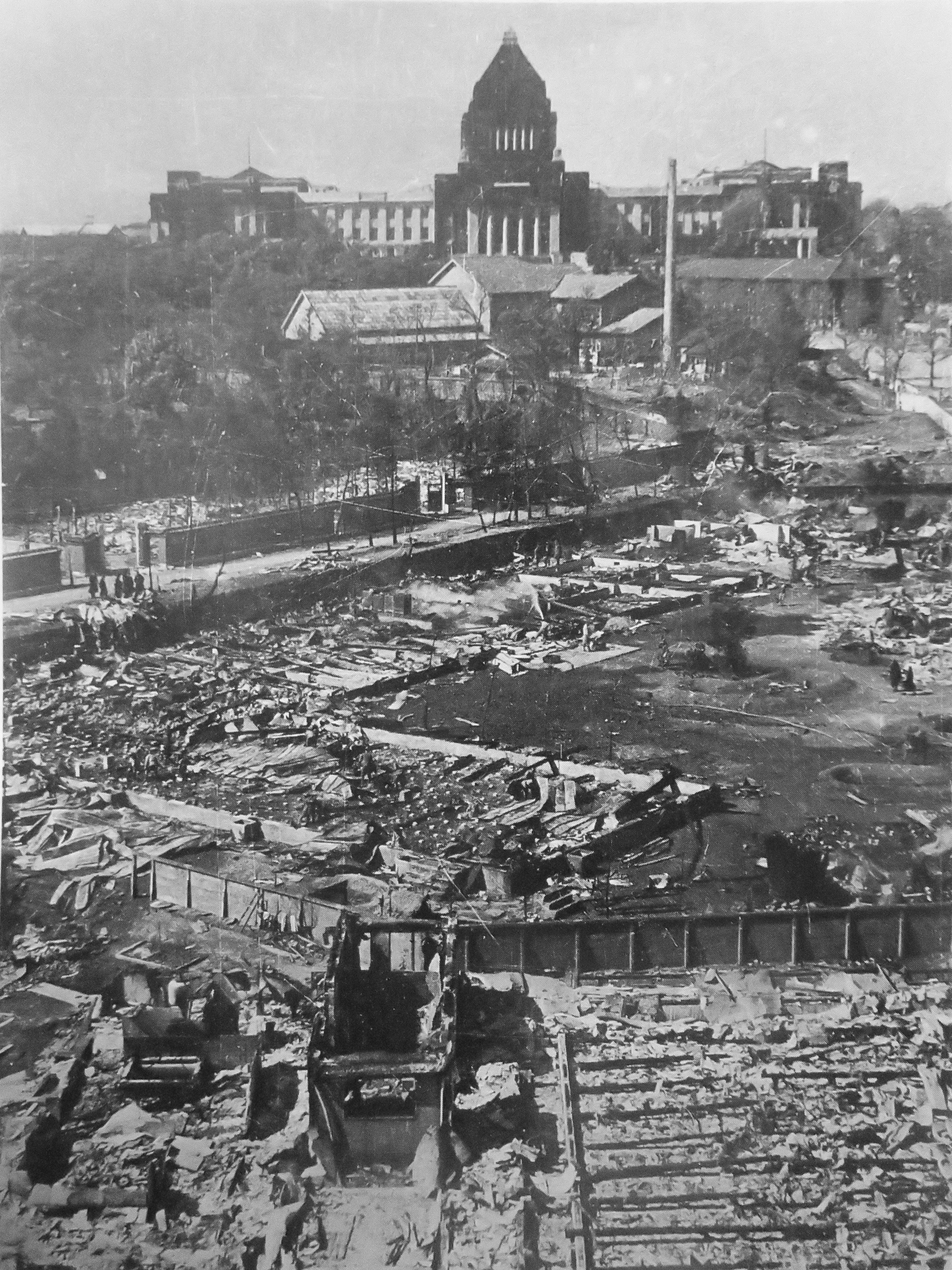
Bâtiment de la Diète au fond, et les ruines du quartier des ministères après les bombardements alliés.
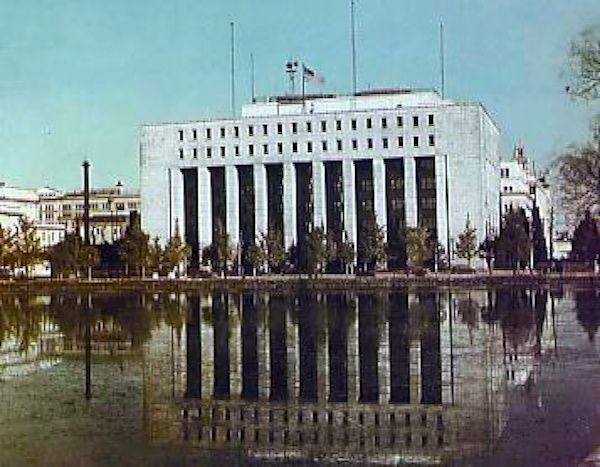
Bâtiment du Commandement suprême des forces alliées à Tokyo, siège de l'occupant américain.
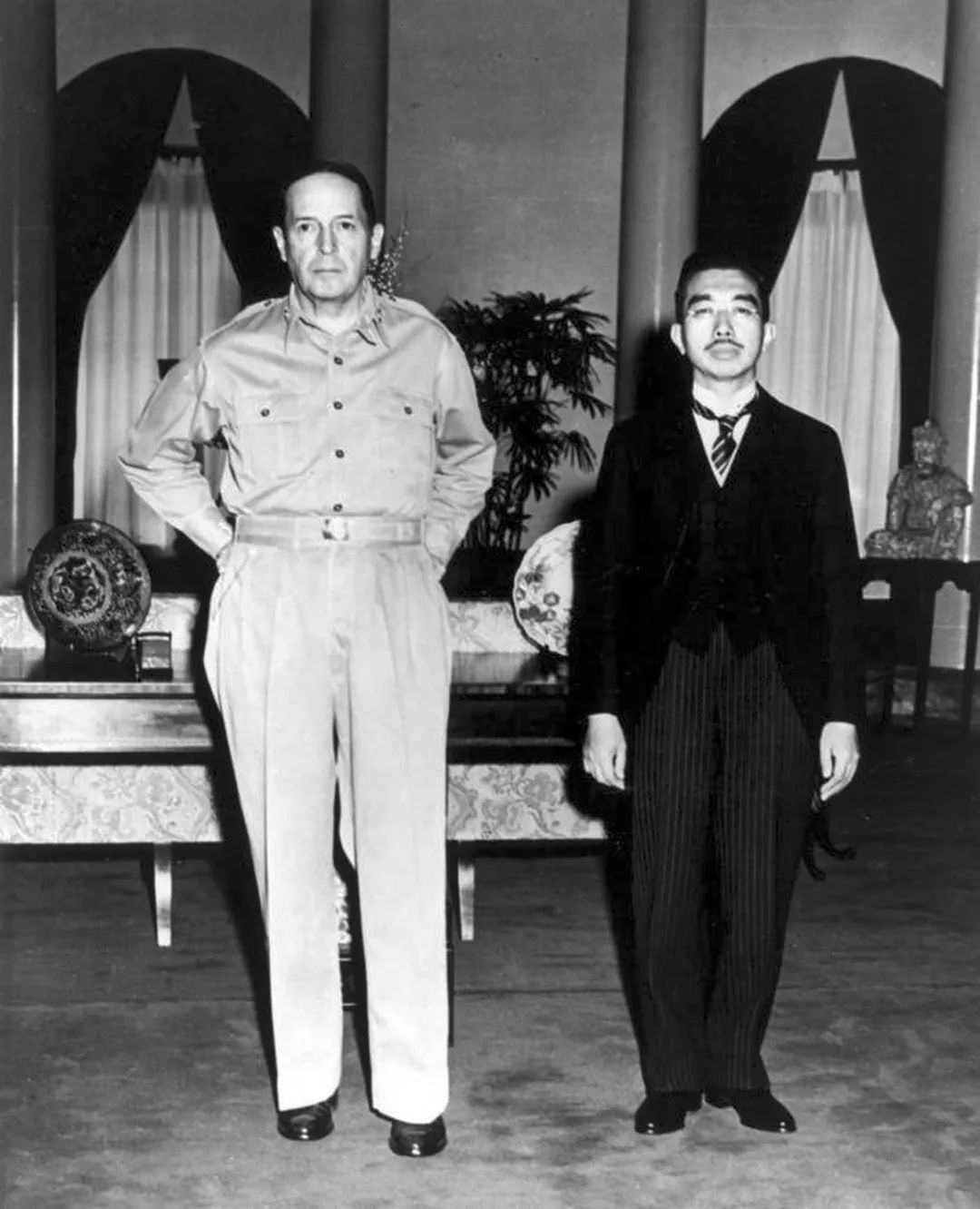
Le général Douglas MacArthur, responsable de forces d'occupation aux côtés de l'empereur Hirohito.
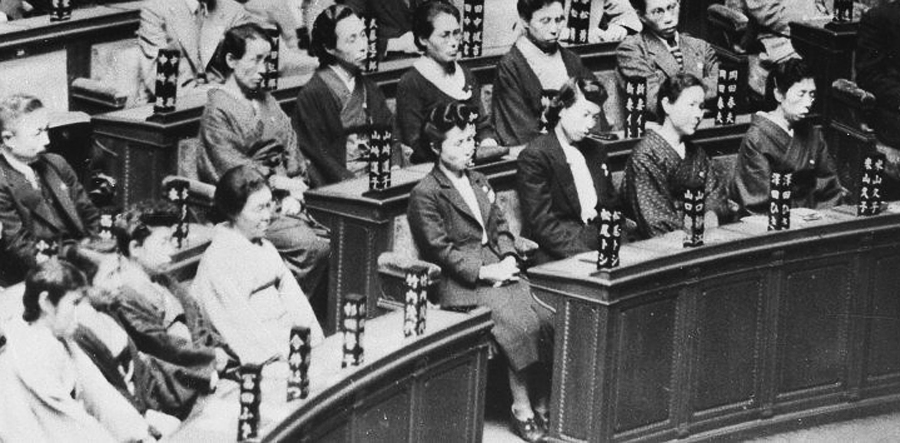
Les premières femmes sont élues au parlement lors des élections législatives japonaises de 1946.
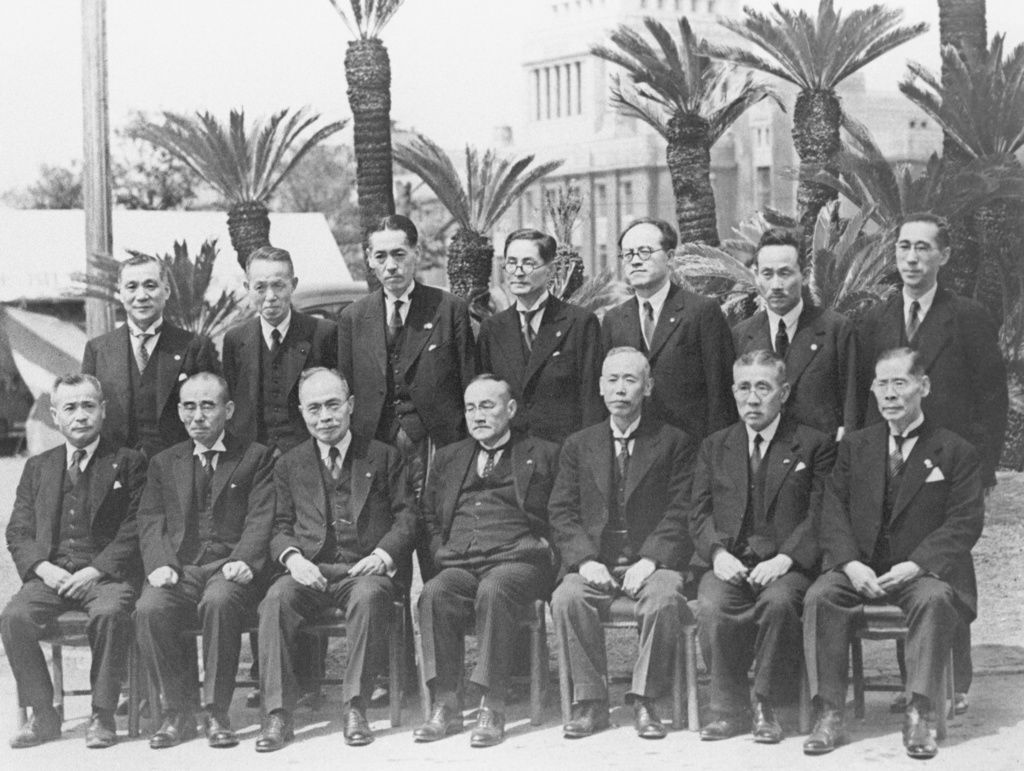
Le premier cabinet formé par le Premier ministre Yoshida après les législatives organisées en avril 1946.

## Relations internationales

### Le Japon, objet de l'intérêt des puissances occidentales à la fin de l'époque d'Edo
Le Japon de l'époque d'Edo entretient des relations avec l'Europe au travers des Néerlandais, ressortissants du seul État autorisé par le pouvoir à commercer avec le pays, en vertu d'une politique de contrôle strict des frontières. Les Pays-Bas bénéficient d'un statut de partenaire privilégié dans d'autres secteurs que le commerce et conseille régulièrement le pouvoir shogunal pour mieux analyser les demandes des autres puissances occidentales. Ils servent aussi d'intermédiaire pour introduire de nouveaux savoirs dans le pays. C'est ainsi qu'ils fournissent le premier navire-école moderne au Japon et forment ses officiers à la guerre moderne au centre d'entraînement naval de Nagasaki, en 1855, un an après l'arrivée des Américains dans le pays. Cependant, vers la fin de l'époque d'Edo, les Japonais prennent conscience que les Pays-Bas ne sont plus une puissance majeure et qu'ils ne peuvent pas être d'une aide importante en cas de conflit. Or, depuis la fin du XVIIIe siècle, des Russes sont présents dans l'environnement immédiat du Japon, au nord, où les deux pays se croisent sur l'île de Sakhaline. De plus, la Russie cherche à négocier auprès du shogunat un bail de 99 ans sur l'île Tsushima, pour y établir une base militaire. Ces avancées russes sont perçues comme une menace par le pouvoir en place.
En 1853, l'arrivée de l'amiral américain Perry dans la baie d'Edo signe la fin de la politique d'isolement du pays, qui dès lors doit composer avec la présence des puissances occidentales. En 1858, le tairō Ii Naosuke est contraint de signer avec celles-ci une série de traités inégaux, ce qui provoque la dernière grande crise du régime. Tandis que Naosuke s'efforce d'engager des négociations avec les puissances étrangères afin d'éviter une guerre, il doit faire face à une opposition qui souhaite expulser les étrangers du Japon. Une agitation gagne alors plusieurs régions du pays. L'opposition se radicalise lorsque, pour la première fois depuis plusieurs siècles, l'empereur régnant intervient publiquement et manifeste sa désapprobation à l'égard de l'action du gouvernement shogunal. En 1863, l'empereur Kōmei signe l'ordre d'expulser les barbares. Il s'ensuit une série de heurts avec les Occidentaux qui culmine avec le bombardement de Shimonoseki en 1864. Dans le même temps, le Japon devient l'objet d'un affrontement diplomatique à distance entre la France et le Royaume-Uni. Si la France obtient de moderniser les troupes du pouvoir shogunal, le Royaume-Uni soutient au contraire la rébellion des clans du sud, qui finalement l'emportent et renversent le régime. Le Royaume-Uni remporte ainsi une victoire diplomatique dans le pays, qu'il exploite par la suite.
De 1864 à 1882,, les puissances occidentales ne sont concernées que par des enjeux européens, ce qui évite au Japon de devenir un de leurs champs d'affrontements. La Russie, qui cherche à étendre son influence en Asie centrale et dans les Balkans, provoque une réaction du Royaume-Uni. Paris doit faire face à l'échec de sa diplomatie au Mexique, puis à un affrontement militaire avec la Prusse, en 1870. De leur côté, les États-Unis sont pris dans la guerre de Sécession jusqu'en 1865, puis, occupés à la reconstruction du sud du pays. La poussée coloniale des puissances européennes ne reprend que dans les années 1880, ce qui laisse pour un temps le Japon sans danger immédiat à affronter : les Britanniques colonisent la Birmanie en 1886, les Français, l'Indochine de 1884 à 1893.

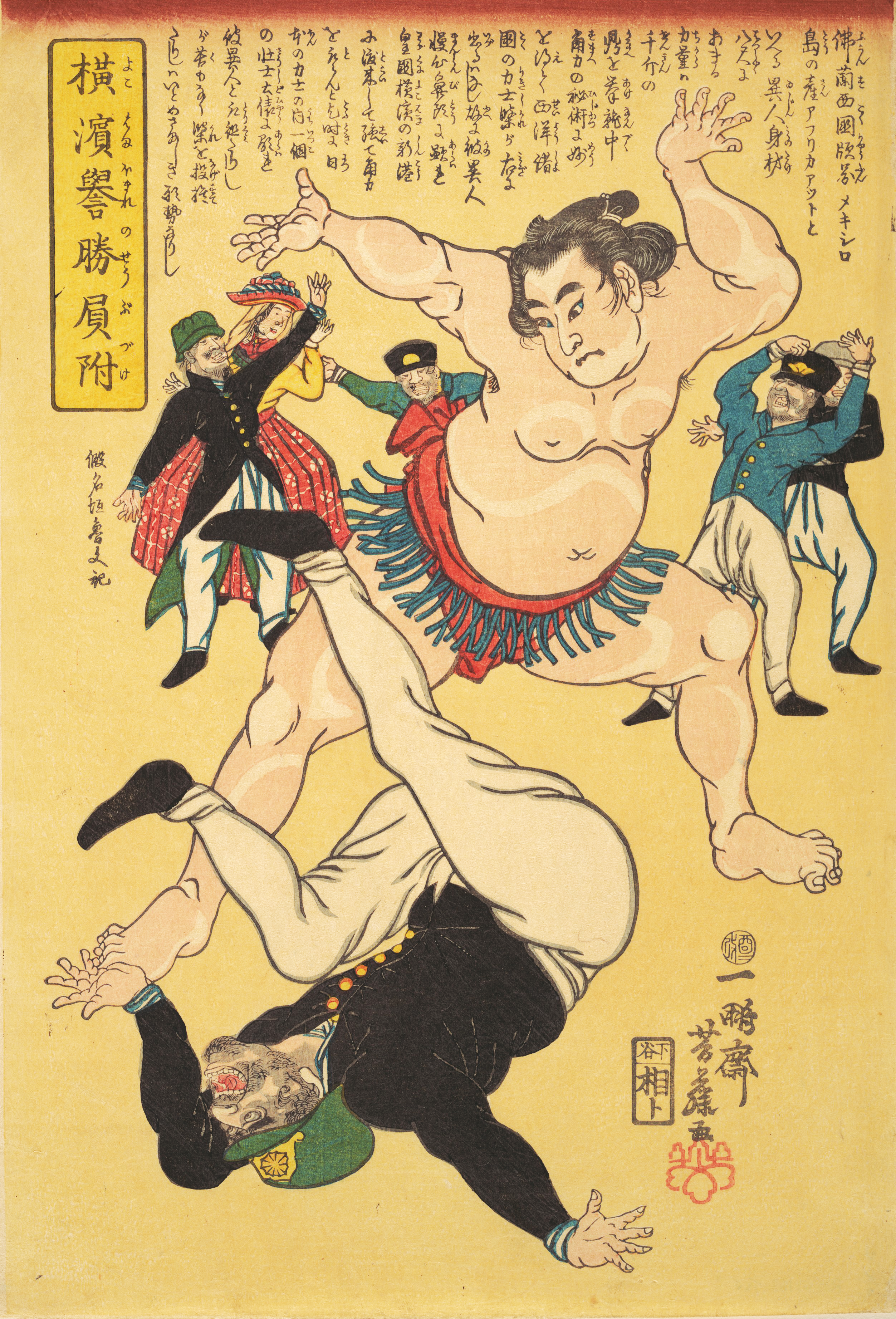
Caricature ukiyo-e de 1861 illustrant la volonté d'expulser les étrangers.
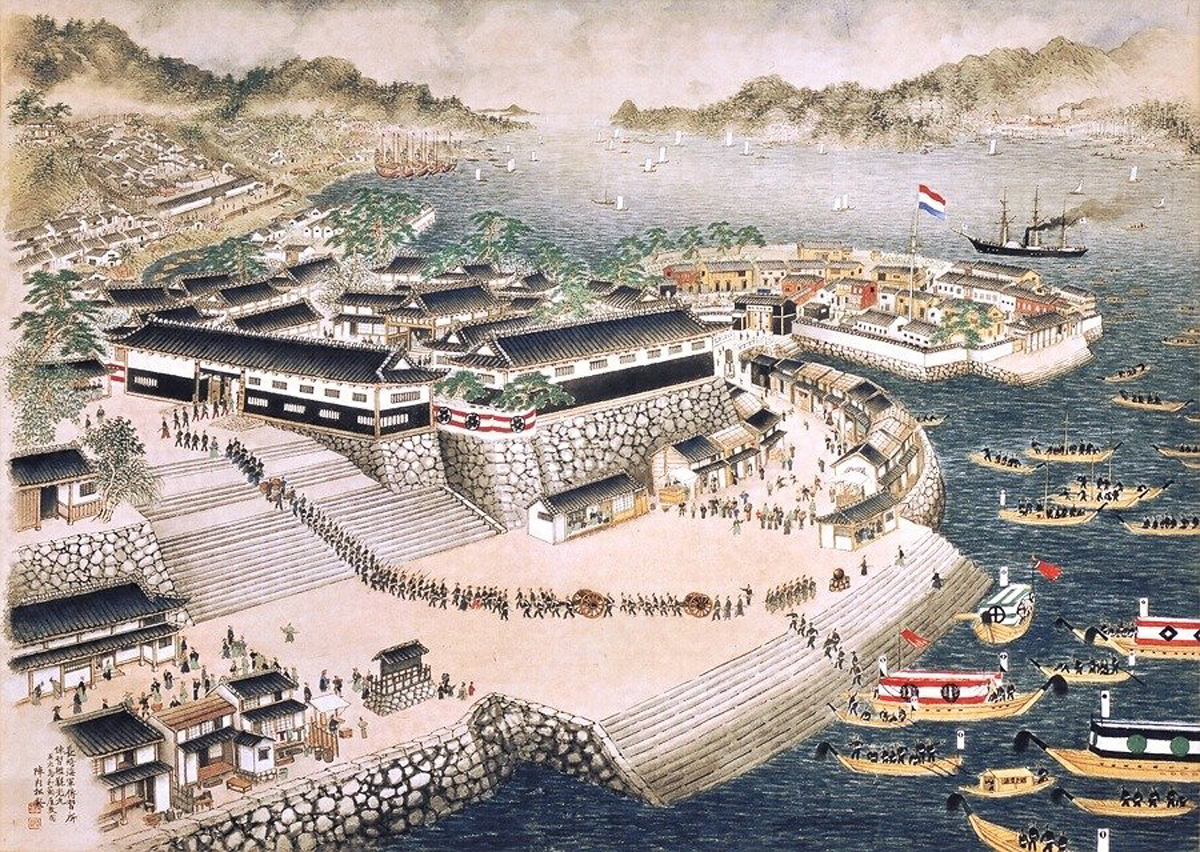
Partenaires historiques du régime, les Hollandais participent à la construction du centre d'entraînement naval de Nagasaki pour le pouvoir shogunal en 1855.
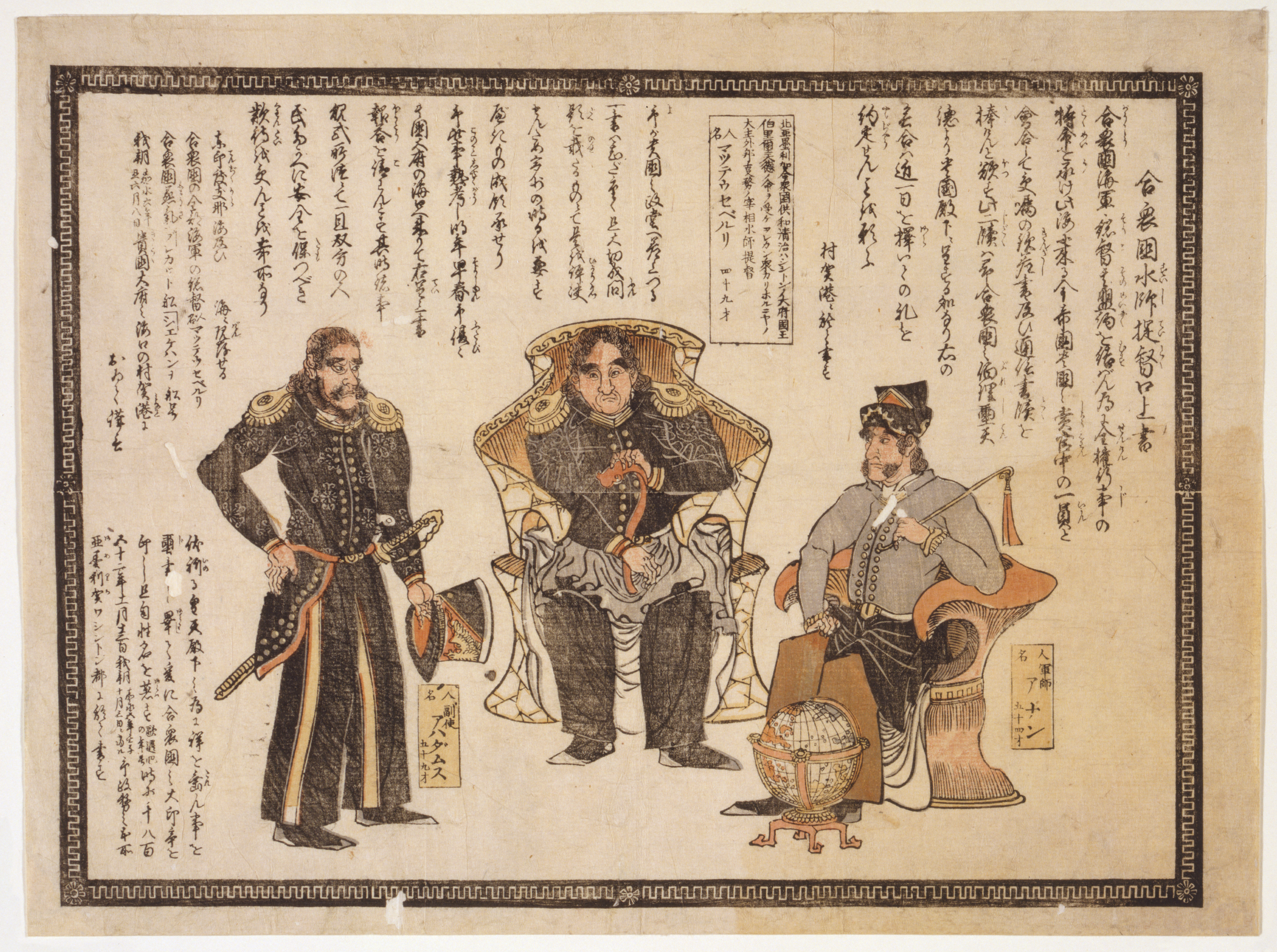
Ukiyo-e de 1864 montrant l'amiral américain Matthew Perry.
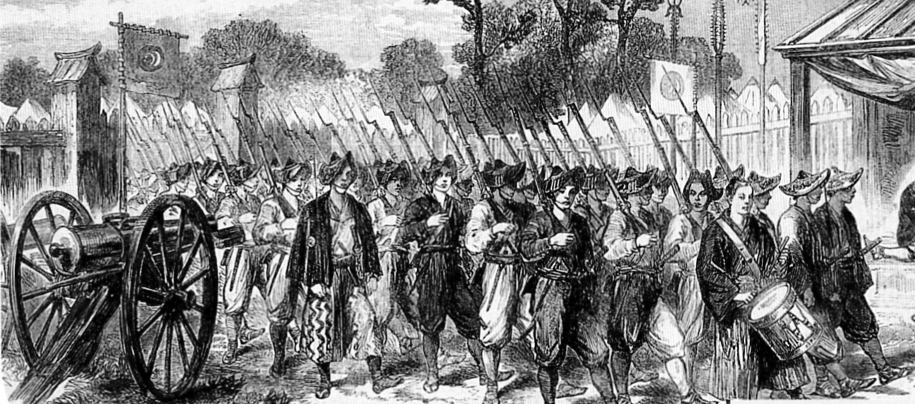
Les troupes d'élite du shogun sont modernisées par les Français à partir de 1867.

### La diplomatie japonaise tournée vers la modernisation du pays à partir de 1868
Dès le début de la restauration de Meiji en 1868, le nouveau pouvoir fait la promesse via la charte du serment de renforcer la puissance du pays en faisant l'acquisition de nouveaux savoirs et de nouvelles technologies à l'étranger. Plusieurs missions diplomatiques sont envoyées dans ce but, dont la plus importante, la mission Iwakura, parcourt les États-Unis et l'Europe de 1871 à 1873. Une cinquantaine de hauts responsables, dont Tomomi Iwakura et Itō Hirobumi, ainsi que de nombreux étudiants rencontrent des personnalités politiques, des industriels et des intellectuels occidentaux. Ils acquièrent ainsi la conviction que, si le Japon veut pouvoir résister aux Occidentaux, il ne peut limiter sa modernisation à quelques emprunts technologiques, et doit au contraire faire évoluer son organisation politique et sociale. En effet, l'origine de la puissance occidentale ne provient pas de son armée, mais des responsables civils qui ont permis à celle-ci de se développer.
À partir de 1872, le système éducatif japonais est modernisé en s'inspirant du système britannique. À partir de 1878, la hiérarchie militaire est organisée sur le modèle de celle de la Prusse, et des officiers sont envoyés se former dans ce pays. Lors des années 1880 et 1890, la marine de guerre se développe en suivant l'exemple de la Royal Navy britannique, et sa doctrine navale est inspirée des travaux de l'amiral américain Alfred Mahan. Une fois son système judiciaire réformé et aligné sur le système occidental, le Japon fait valoir cette avancée pour renégocier certains points des traités inégaux : désormais, les expatriés au Japon n'ont plus besoin d'une protection particulière, et les clauses d'extraterritorialité deviennent de fait caduques. Le traité de commerce et de navigation anglo-japonais de 1894 entérine cette avancée, et supprime ces mesures d'extraterritorialité. Les années suivantes, le Japon obtient des renégociations de traités similaires sur les mêmes bases : la modernisation du pays est alors utilisée comme un levier de négociation par la diplomatie japonaise.

### Des Occidentaux de nouveau présents à partir des années 1880, la Corée comme intérêt stratégique
À partir de la première moitié du XIXe siècle, le Japon observe l'avancée des Occidentaux en Chine. La France et le Royaume-Uni infligent à l'empire du Milieu deux défaites importantes : lors de la première guerre de l'opium, de 1839 à 1842, puis, lors de la seconde, de 1856 à 1860. Le sac du palais d'Été en 1860 impressionne les esprits japonais, et ces deux pays européens commencent à jouir d'un certain prestige dans l'archipel. Les États-Unis deviennent eux aussi un acteur important dans le Pacifique à partir des années 1890, ce que la diplomatie japonaise prend de plus en plus en compte : les Américains renversent le royaume d'Hawaï en 1893 et s'installent à Guam et aux Philippines à la suite de la Guerre hispano-américaine de 1898, puis, aux Samoa en 1899. Entretenir de bonnes relations avec cette puissance devient un objectif majeur, d'autant plus qu'il s'agit d'un pays d'émigration important pour le Japon, dont les élites par ailleurs fréquentent en nombre les universités américaines. En prévision d'un possible conflit avec la Russie, le gouvernement japonais cherche par plusieurs moyens à s'attirer la bienveillance des autorités américaines, acteur probable de toute négociation de paix.
À partir de 1873, la Corée devient un enjeu stratégique pour certains hommes politiques japonais. Cette année-là, les dirigeants nippons débattent sur la question de l'invasion de la Corée, mais l’idée est tout d'abord repoussée en raison de l'insuffisance de la préparation et de la modernisation japonaises. Ce n'est qu'en 1875, à l'occasion de l'Incident de Ganghwa, que commence véritablement l'implication japonaise dans le pays. La péninsule ainsi que la région de la Mandchourie en Chine deviennent des objectifs majeurs à long terme, autour desquels la diplomatie japonaise se concentre lors des décennies suivantes. La Corée est considérée comme un objectif stratégique, d'autant plus que la Russie cherche à s'étendre dans la région. En effet, en 1891, le début de la construction du Transsibérien menace le projet d'extension japonaise, et une Corée sous influence russe pourrait servir de tête de pont à une invasion du Japon par la Russie. La Chine continue d'entretenir des relations tributaires avec la Corée, ce qui constitue aussi un obstacle dans les prétentions japonaises sur la péninsule. L'incident d'Imo en 1882 permet au Japon d'augmenter le nombre de ses troupes dans le pays. Politiquement, le Japon est aussi actif pour s'immiscer dans la politique locale, notamment auprès des réformateurs coréens. C'est ainsi qu'il soutient une tentative de coup d'État en 1884. Si celle-ci est un échec, le traité négocié par la suite en 1885 permet au Japon de supprimer temporairement la présence militaire chinoise en Corée. La péninsule est ainsi l'objet de la guerre du Japon contre la Chine en 1894-1895. Après cette date, la Chine — battue par le Japon lors de cette guerre — voit son influence réduite à néant dans la péninsule. La Russie profite de cette vacance du pouvoir pour s'immiscer dans les affaires internes de la Corée, où elle tente de faire jeu égal avec le Japon les années suivantes. De plus, le Japon doit également renoncer à ses conquêtes en Chine, en raison de l'implication d'autres pays occidentaux, par le biais de la Triple intervention en avril 1895. La France, le Royaume-Uni, et la Russie font pression sur le Japon pour qu'il revienne sur certains points de son traité de paix avec la Chine, dont son occupation de la péninsule du Liaodong. Ne pouvant s'opposer à ces puissances, le Japon est contraint de reculer, et dès 1898, la Russie parvient à occuper la péninsule du Liaodong. Si l'armée nippone fait une première démonstration de ses capacités, le Japon perd le fruit de ses victoires militaires en raison d'une diplomatie encore inexpérimentée. Cet échec est mis à profit, et une préparation diplomatique précède les conflits suivants.
Par la suite, le Japon accélère sa politique en Corée en soutenant le coup d'État de Daewongun et la mise en place des Réformes Gabo en 1894, qui lui donnent une plus grande emprise sur la péninsule. En 1895, l'assassinat de la reine Min, soutenu par des Japonais, ainsi que le regain d'influence de la Russie, marquent un relatif recul du Japon dans le pays. Entre 1895 et 1905, la Russie fait alors jeu égal avec le Japon en termes d'influence. En 1896, le général Yamagata tente de ménager les Russes en leur proposant de se répartir la Corée autour du 38e parallèle, ce qu'ils refusent. En 1898, la diplomatie japonaise renouvelle la proposition auprès des Russes — après que ces derniers ont obtenu la concession de Port-Arthur dans la péninsule du Liaodong —, mais celle-ci est de nouveau repoussée. Après la révolte des Boxers en 1900, à l'issue de laquelle les Russes obtiennent de nombreuses concessions en Mandchourie, la « question russe » revêt une importance majeure. Les années suivantes, d'autres options sont proposées au pouvoir russe, de manière à obtenir des zones d'influence exclusives : la Mandchourie pour les Russes, et la Corée pour les Japonais. Ces propositions essuient de nouveaux refus, la Russie visant toujours à intégrer la Corée à sa sphère d'influence. L'intransigeance de la Russie sur cette question convainc les responsables japonais qu'une guerre contre ce pays est inévitable. De manière à éviter les déconvenues diplomatiques de la guerre contre la Chine quelques années plus tôt, le Japon prend soin au préalable de nouer l'alliance anglo-japonaise en 1902, afin de pouvoir compter sur des soutiens lors de futures négociations de paix. À l'issue de la guerre russo-japonaise, la défaite russe de 1905 finit d'asseoir la domination nippone sur la péninsule. C'est ainsi que le traité d'Eulsa transforme la Corée en protectorat du Japon, prélude à l’annexion du pays en 1910.

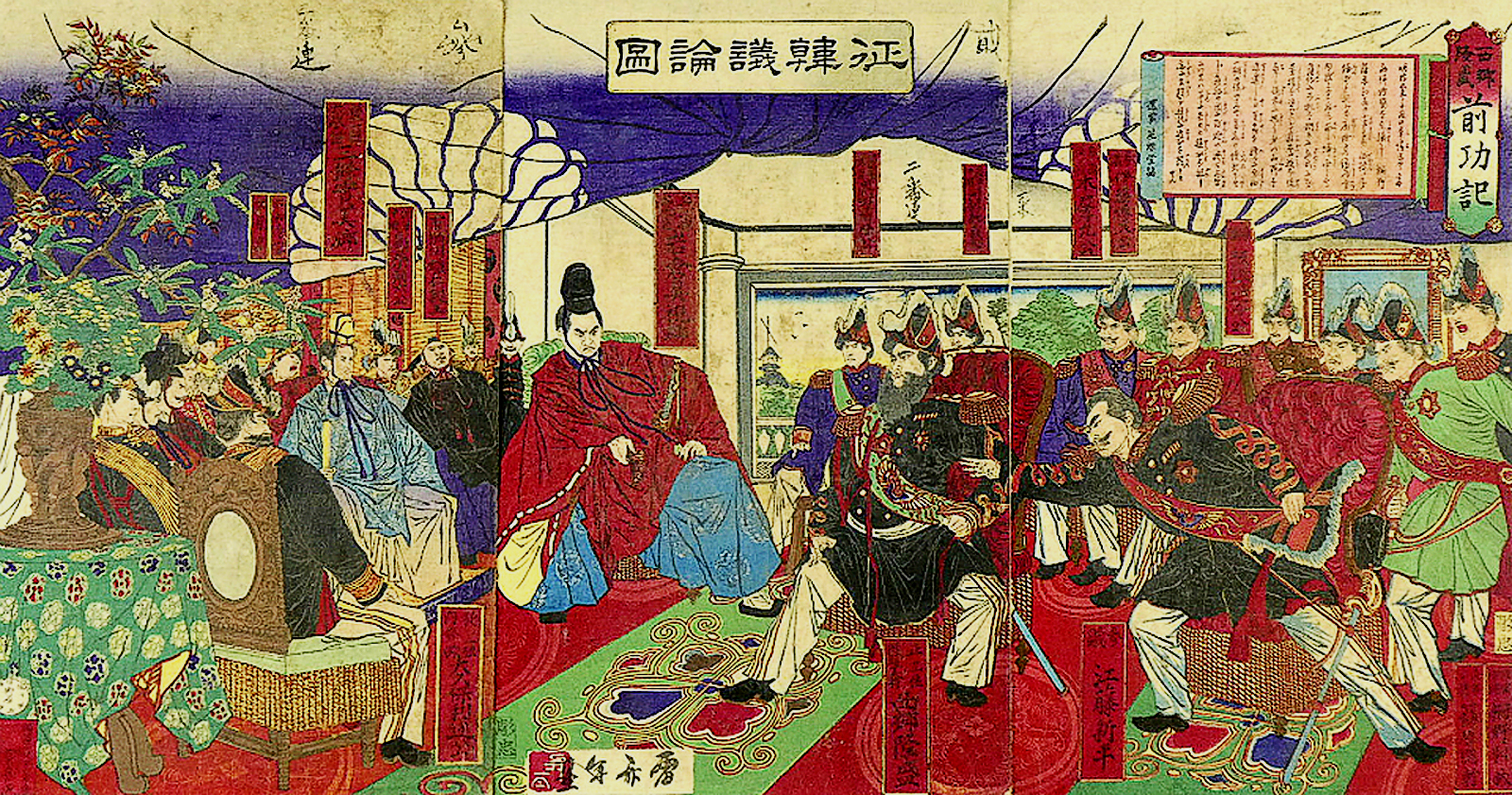
Estampe japonaise montrant l'épisode du Seikanron de 1873, au cours duquel, pour la première fois, il est question d'envahir la Corée.
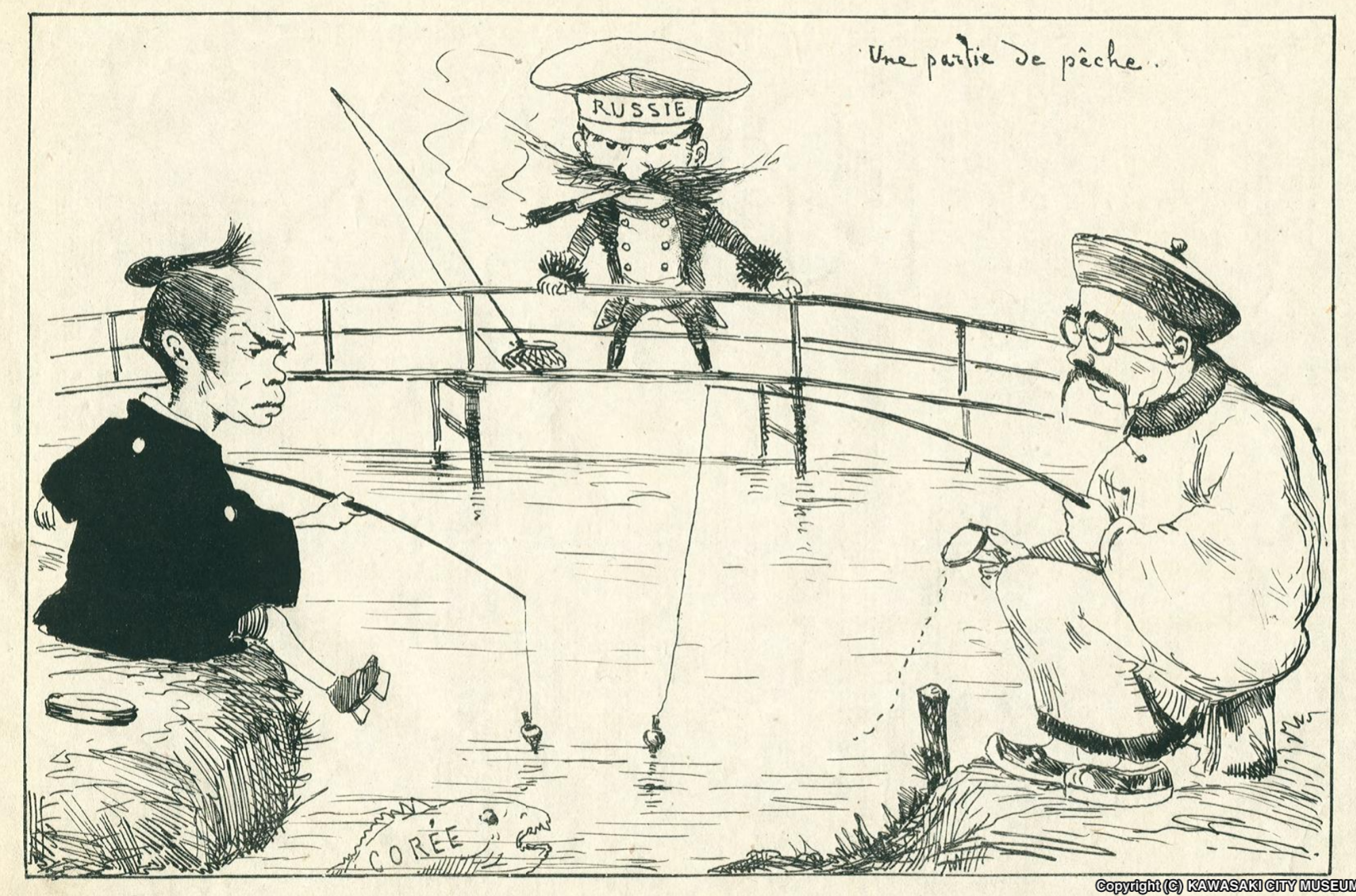
Une partie de pêche, caricature de Georges Ferdinand Bigot de 1887, montrant la Corée convoitée par la Chine, le Japon, et la Russie.
Nishiki-e de Toshihide Migita, montrant la reddition des troupes chinoises, face aux forces japonaises.
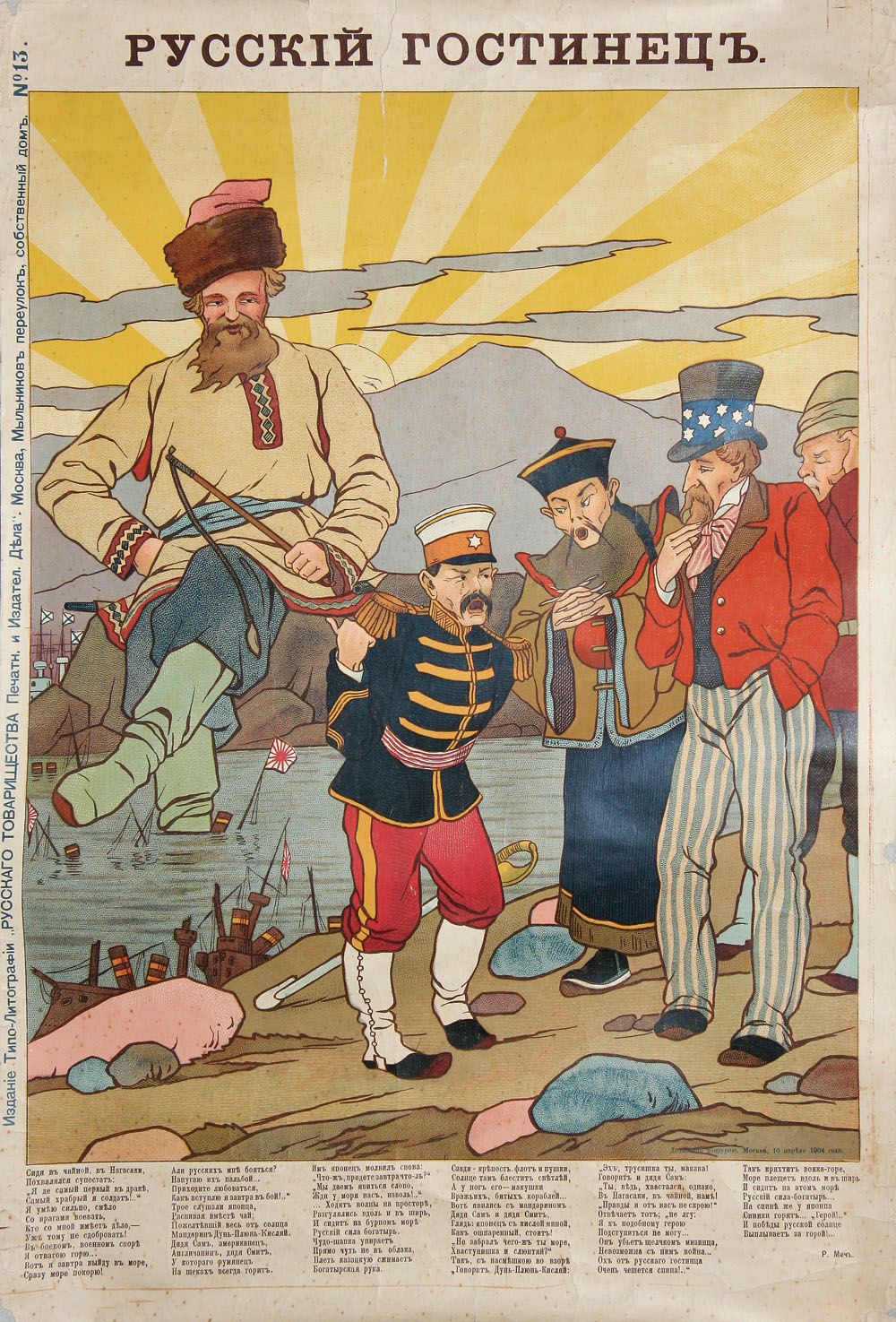
Poster de propagande russe misant sur la victoire du pays.

### Recherche d'alliances avec les Occidentaux jusqu'à la Première Guerre mondiale
Le Japon densifie ses relations avec les puissances occidentales à l'issue de sa victoire contre la Russie en 1905. Son intervention en 1901 au sein de la coalition militaire contre les Boxers lui a déjà permis d'obtenir quelques concessions en Chine et de développer son influence. Grâce aux traités de Shimonoseki en 1895 et de Portsmouth en 1905, le Japon accède au rang de puissance régionale. L'alliance anglo-japonaise négociée en 1902 est reconduite en 1905 et 1907. La Russie noue quant à elle quatre traités entre 1907 et 1916 ; la France en fait de même en 1908, suivie par les États-Unis en 1908, via les accords Root-Takahira. Le Japon intègre ainsi le système des puissances déjà en place en Asie, sans chercher alors à remettre en cause celui-ci, se contentant de négocier quelques concessions et d'obtenir une reconnaissance de son rang au sein des puissances internationales.
L'éclatement de la révolution chinoise de 1911 fait évoluer les perspectives du Japon, et la situation en Chine devient un point de crispation pour les pouvoirs japonais. Les gouvernements qui se succèdent à l'époque (Saionji et Yamamoto) sont très partagés sur l'attitude à adopter, et sont tiraillés entre les aspirations incompatibles des libéraux et de l'armée. Sun Yat-sen, qui s'est réfugié au Japon en 1913, peine à y trouver des soutiens. Cherchant à protéger ses intérêts dans le pays, le gouvernement japonais soumet vingt et une demandes au gouvernement chinois de Yuan Shikai. Celui-ci est contraint d'en accepter une partie, et la Chine devient alors de fait un protectorat du Japon. Cependant, le pouvoir chinois parvient entretemps à trouver le soutien des États-Unis, encore neutres lors de la Première Guerre mondiale, lesquels par la voix de leur secrétaire d'État William Jennings Bryan mettent en garde le Japon contre toute action qui « violerait la souveraineté chinoise ». Le Japon commence ainsi à s'aliéner le gouvernement des États-Unis pour de maigres avantages en Chine.
L'engagement du Japon pendant la Première Guerre mondiale reste limité et essentiellement restreint aux régions dans lesquelles il a alors des intérêts à défendre. Du fait de l'alliance anglo-japonaise, le pays combat aux côtés des alliés. S'il envoie quelques navires légers pour patrouiller en Méditerranée, le Japon est surtout actif en Asie et dans le Pacifique pour combattre les forces allemandes du secteur. La région chinoise du Shandong où les allemands ont une concession est saisie, toute comme leurs colonies des Samoa. Le Japon poursuit son engagement aux côtés des alliés lors de l'intervention en Sibérie, pendant la guerre civile russe jusqu'en 1922, mais là aussi, plus pour la défense de ses intérêts (éviter une propagation du bolchévisme dans la région) que pour des intérêts diplomatiques. Le retrait des Japonais de Vladivostok en octobre 1922 signe la prise par la république d'Extrême-Orient — État fantoche séparant la RSFSR du Japon — du dernier grand bastion blanc de Russie. Lors de la conférence de paix de 1919, le Japon obtient que le traité de Versailles satisfasse ses revendications sur le Shandong, ce qui conduit le gouvernement chinois à refuser de signer le texte et provoque en Chine un regain d'agitation nationaliste anti-japonaise. Le Japon n'obtient pas que le traité final fasse état d'une égalité entre les races, ce qui rend les responsables japonais méfiants vis-à-vis d'autres concessions qui pourraient leur être demandées.

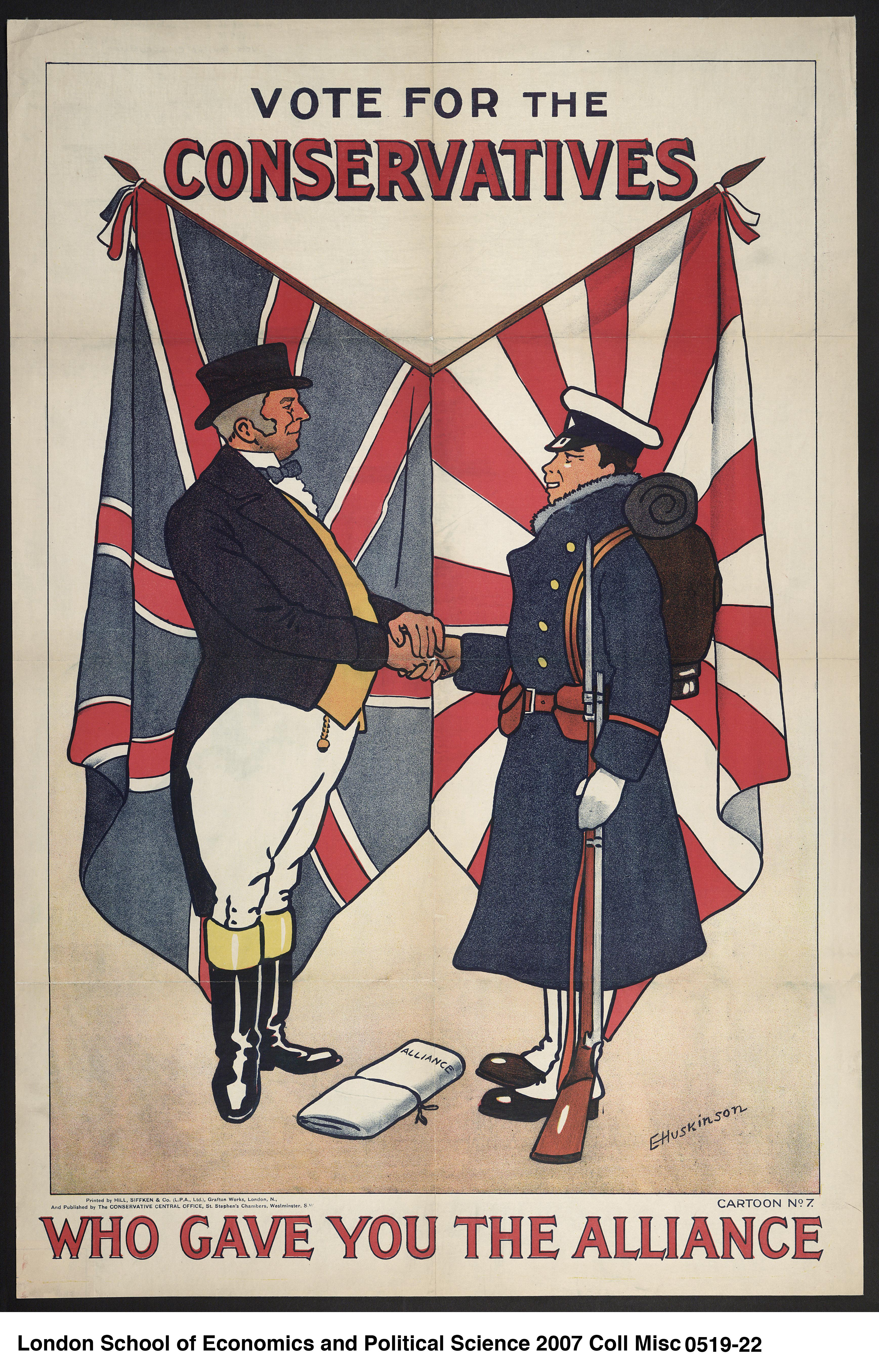
Affiche électorale vantant le rôle des conservateurs dans l'alliance anglo-japonaise, vers 1905.
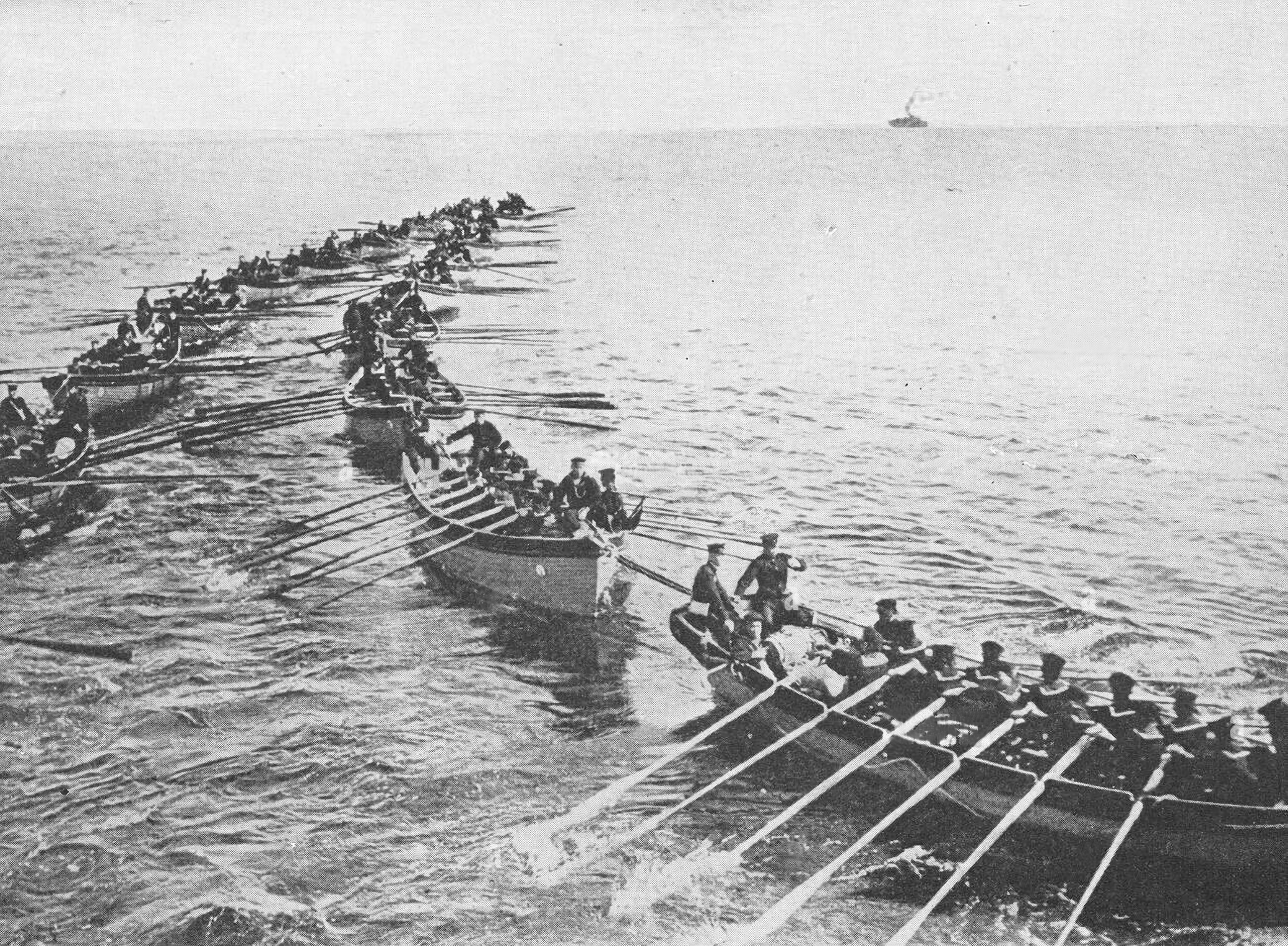
Assaut de troupes japonaises contre les forces allemandes lors du Siège de Tsingtao en 1914.
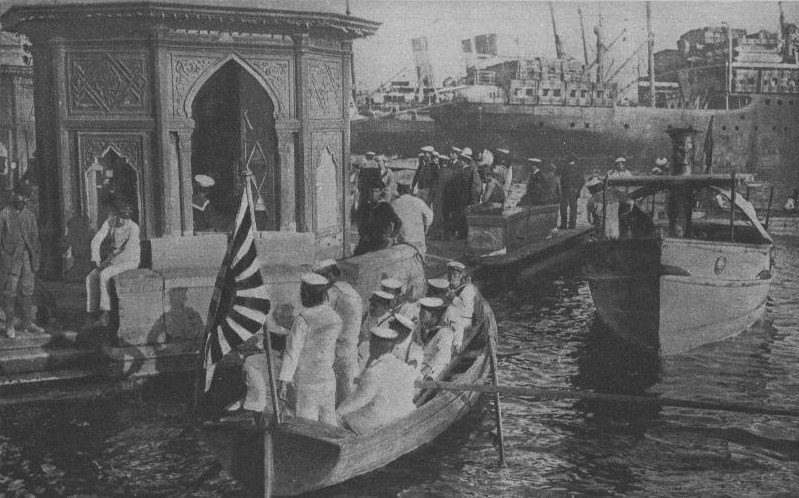
Contre-torpilleur japonais à Salonique pendant la Première Guerre mondiale.
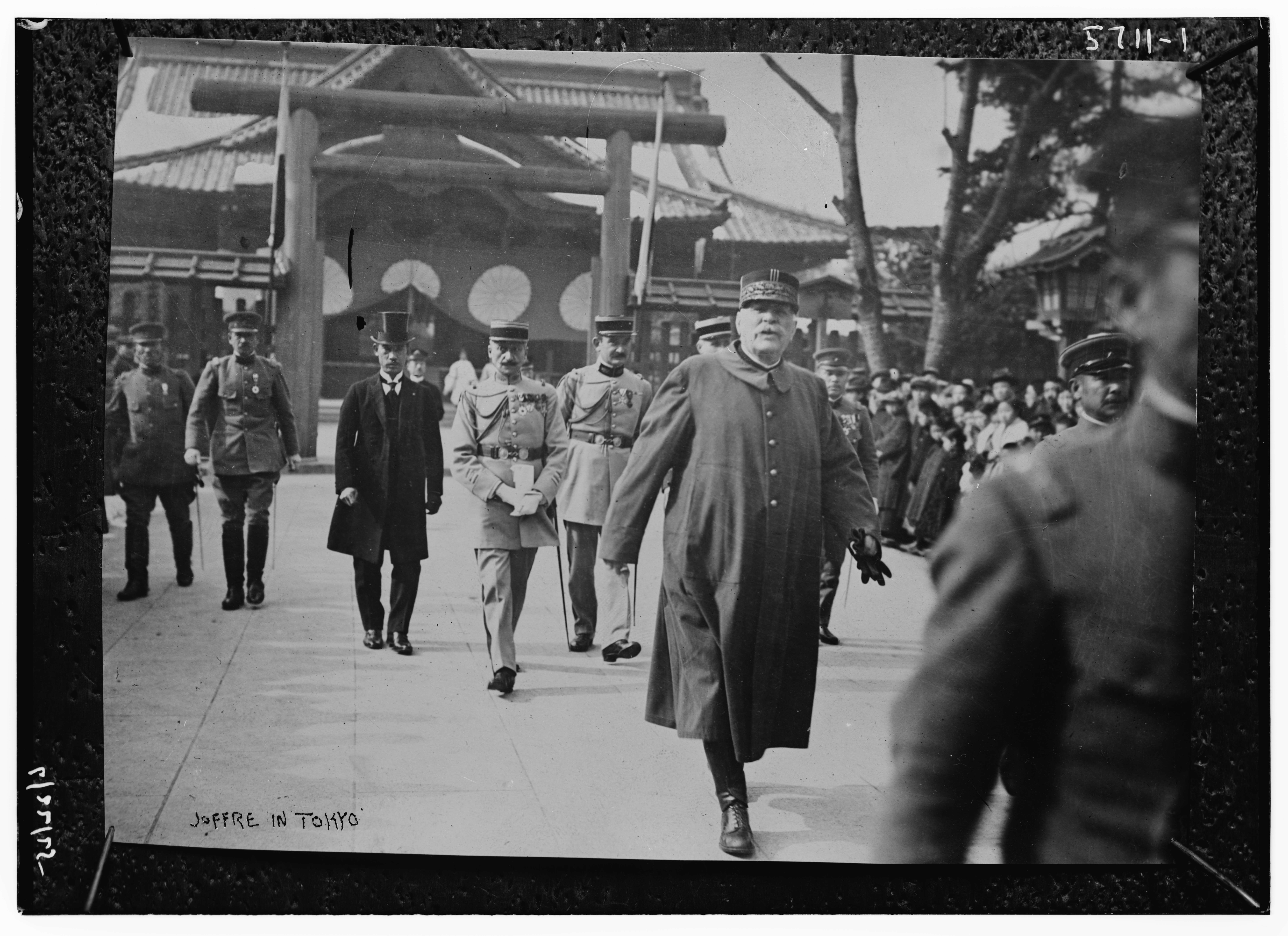
Le Maréchal Joffre au Japon en 1922 visitant le sanctuaire Yasukuni.
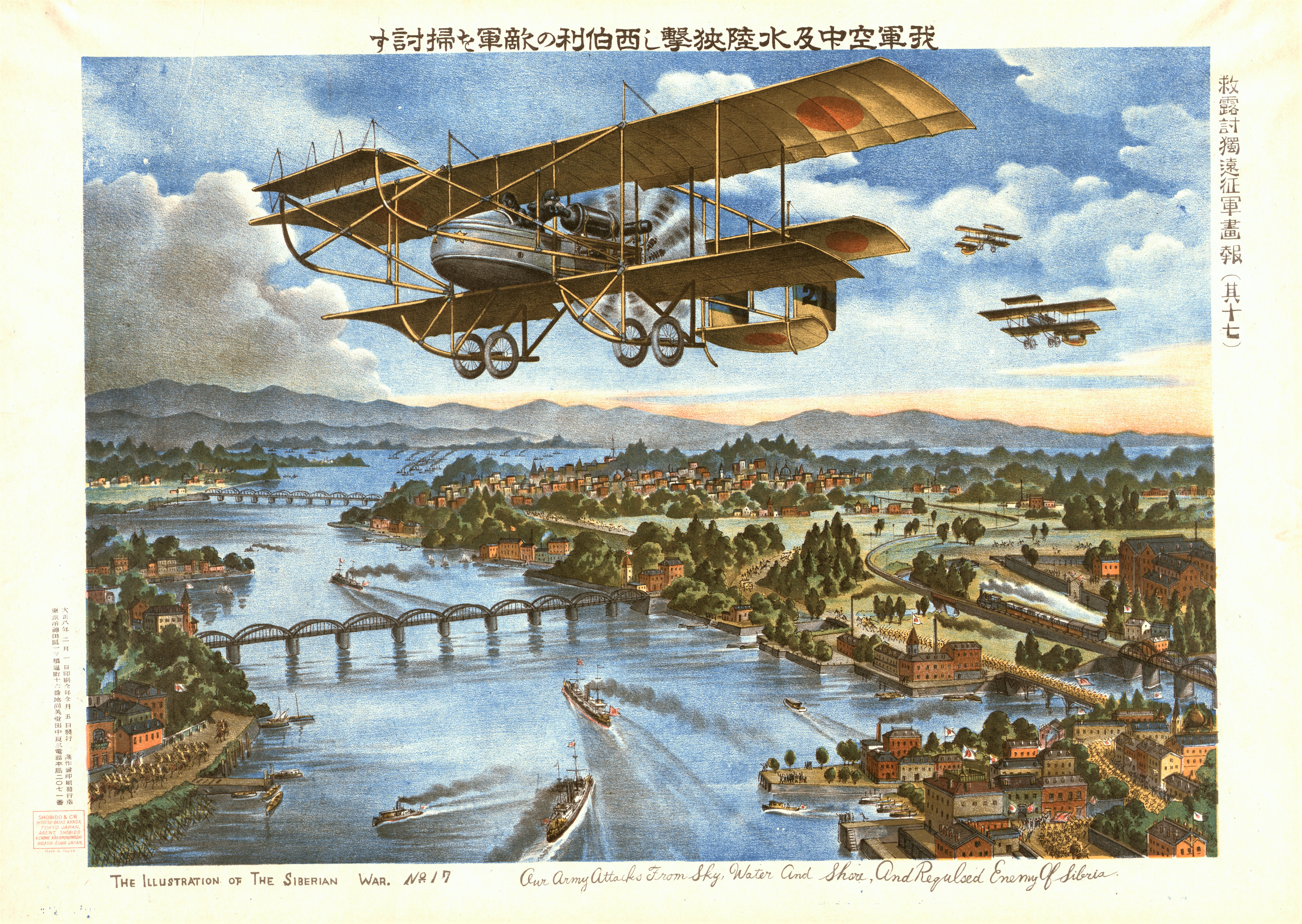
Lithographie japonaise présentant l'engagement du pays lors de l'intervention en Sibérie.

### D'une guerre à l'autre au sein de la Société des Nations
En 1919, le Japon prend part à la création de la Société des Nations, espace qui, après la Première Guerre mondiale, devient le principal lieu d'exercice de la diplomatie japonaise. Nitobe Inazō, un Japonais influent, y est nommé secrétaire-général adjoint. Cependant, ni les États-Unis ni l'Union soviétique ne siègent dans cette organisation ; de plus, le Japon est la seule nation asiatique représentée, ce qui en limite l’intérêt pour intervenir dans les problématiques de l'Asie. Les relations bilatérales montrent elles aussi leurs limites. En 1922, l'Alliance anglo-japonaise doit être renouvelée, mais la grande proximité qu'entretient le Royaume-Uni avec les États-Unis en réduit tout l'intérêt. L'Alliance n'est donc pas renouvelée, et c'est dans un traité des quatre puissances que le Japon s'engage, aux côtés de la France, du Royaume-Uni, et des États-Unis. De portée plus limitée, ce nouveau traité vise à satisfaire le statu quo existant en Asie et dans le Pacifique.
En 1921-1922, à l'occasion des négociations de la conférence navale de Washington — qui doit fixer la taille des flottes militaires de chaque pays —, le Japon accède à une certaine reconnaissance internationale. Il tente d'obtenir le droit de disposer d'une flotte égale à 70 % des flottes britanniques ou américaines, mais n'obtient que 60 %. Le pays obtient cependant qu'aucune nouvelle base ne soit créée ou agrandie dans le Pacifique, à l'exception de celles présentes à Hawaii, à Singapour et au Japon. Il obtient aussi que les porte-avions soient exclus de l'accord, ce qui lui permet de reconvertir certains de ses navires amiraux et de développer cet aspect de sa flotte. De plus, le pays s'engage dans le traité des neuf puissances qui vise à garantir l'intégrité territoriale de la Chine. Le Japon rétrocède ainsi le territoire du Shandong au pays, ce qui permet de normaliser les relations avec les États-Unis. Sur le front soviétique, le même effort de normalisation des relations est opéré par Gotō Shinpei, et le pays se retire de Sibérie ainsi que de la partie nord de Sakhaline. En 1925, est signée une convention de reconnaissance réciproque. Bien que ces différents traités internationaux soient diversement reçus par l'opinion politique et par les militaires, ils sont respectés à la lettre par le Japon et permettent de figer la situation internationale dans la région pour une dizaine d'années.
Sous l'impulsion de Kijūrō Shidehara, ministre des Affaires étrangères à plusieurs reprises entre 1924 et 1931, voit le jour une « doctrine Shidehara », qui encadre les actions du Japon sur la scène internationale. Le pays s'engage dans une dynamique de collaboration avec les autres nations au sein de la SDN et coopère en particulier avec le Royaume-Uni et les États-Unis. Dans le domaine économique, la doctrine vise à un développement pacifique, en renonçant à toute forme de pression militaire pour sécuriser l'accès à certains marchés ou à certaines ressources. La doctrine vise aussi à cesser toute forme d'ingérence dans les affaires internes de la Chine, tout en soutenant l'abolition de l'extraterritorialité, qui s'applique encore dans certains domaines de ce pays. Lors de l'Incident de Nankin en 1927, le Japon a l'occasion de faire la démonstration qu'il sait honorer ses engagements. Bien que les Anglo-Américains soient favorables à une intervention militaire pour soutenir leurs intérêts économiques, le Japon refuse de prendre part à celle-ci en estimant que le problème doit être réglé par les autorités chinoises elles-mêmes. Perçue comme trop timorée, cette politique est à l'origine de l'éviction du gouvernement de Shidehara la même année.
Tanaka Giichi, qui en 1927 succède à Shidehara, procède à une réorientation complète de la politique étrangère du Japon. Giichi décide alors d'intervenir en Mandchourie et en Mongolie pour séparer ces régions de la Chine, et éviter que les troubles chinois ne s'y propagent. Il proclame aussi que des troupes militaires seront envoyées en Chine, partout où sont menacés des citoyens ou des intérêts japonais. La réponse chinoise est rapide et hostile. Un boycott des projets japonais touche le pays, et l'incident de Jinan en mai 1928 marque le renouveau des interventions militaires japonaises en Chine. Cette mauvaise gestion de la question chinoise cause la chute du gouvernement de Tanaka Giichi en 1929. À l'issue de cette séquence diplomatique, les relations se sont envenimées avec le pouvoir chinois, mais aussi avec les Anglo-Américains, qui, entretemps, se sont accordés pour revoir leur politique en Chine.
Dès juillet 1929, le retour aux affaires de Kijūrō Shidehara engage une nouvelle dynamique pour la diplomatie japonaise. Si le nouveau traité naval signé à Londres en 1930 permet de réchauffer les relations avec les Anglo-Américains, les prétentions du Kuomintang en Mandchourie empêchent de pacifier les relations avec la Chine. De plus, les différents choix diplomatiques de Shidehara sont perçus au Japon comme trop timorés par les militaires et l'opinion publique, ce qui produit dans la population un rejet croissant des responsables politiques. Au sein de l'armée, certains commencent à envisager des actions violentes pour forcer l'action du gouvernement en Mandchourie. L'incident de Mukden en septembre 1931, perpétré dans ce but par un lieutenant japonais, fait basculer la situation.

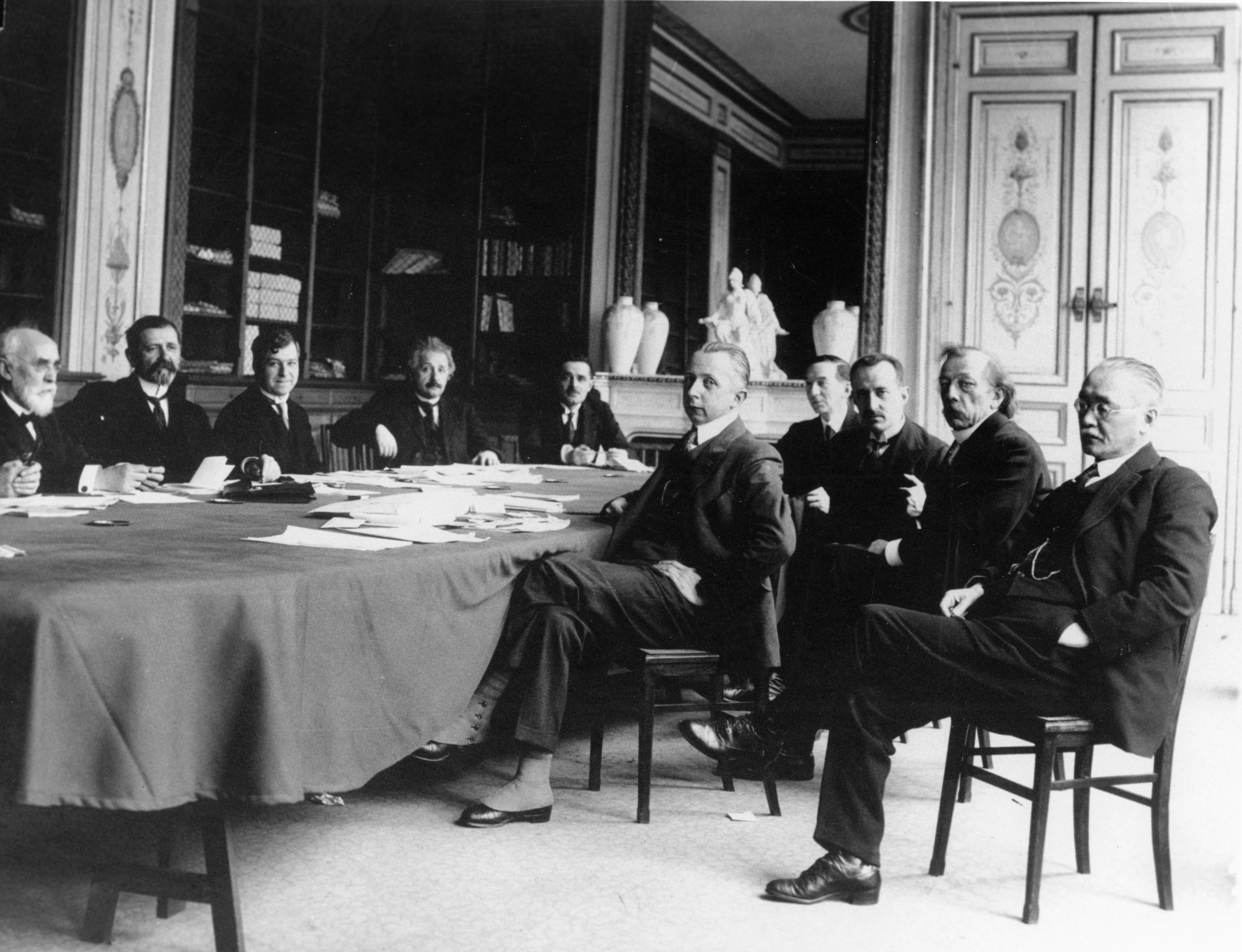
Nitobe Inazō (à droite), secrétaire-général adjoint de la Société des Nations, pendant un travail en commission.
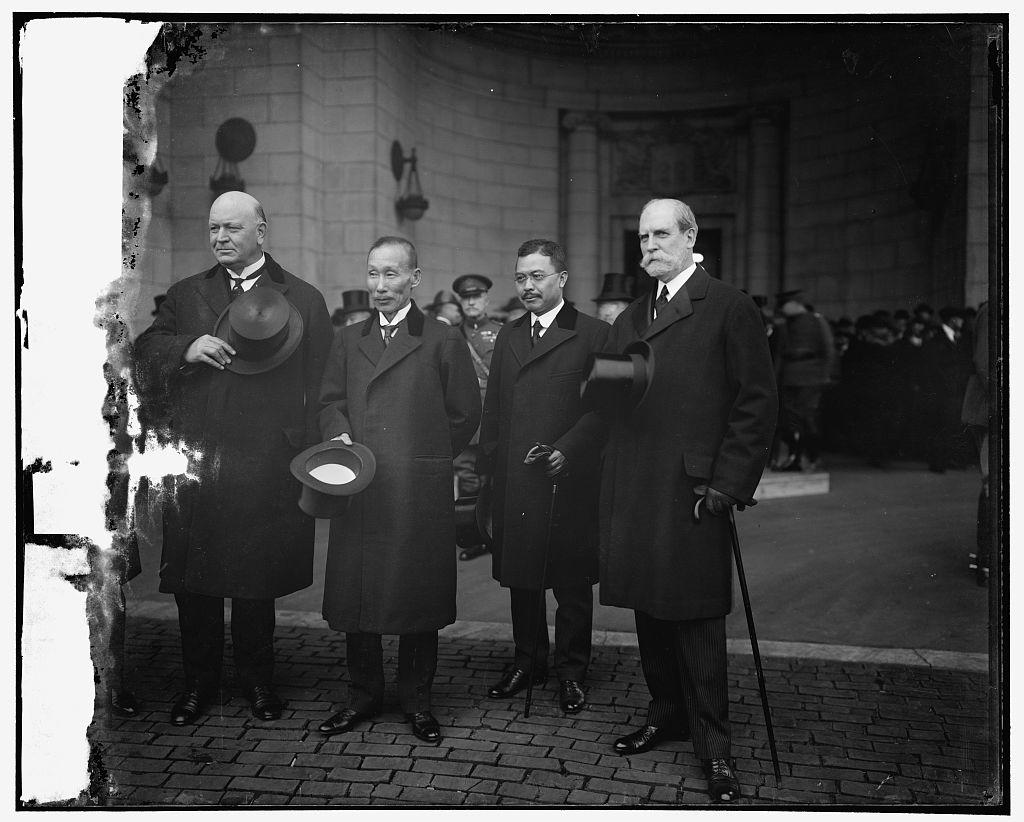
Délégation japonaise à la conférence navale de Washington en 1921.
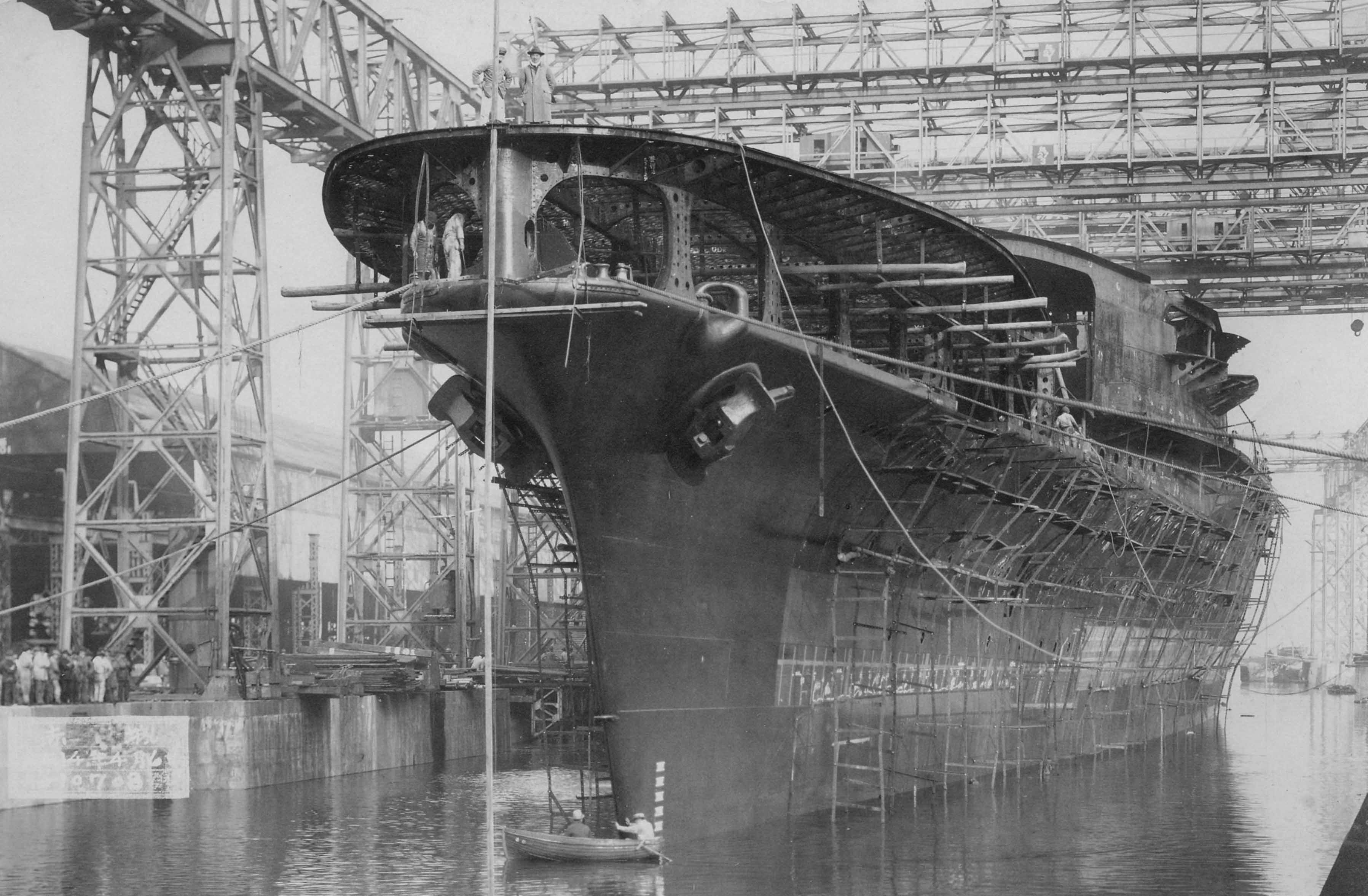
Le croiseur Akagi en 1925 converti en porte-avion pour contourner le traité naval de Washington, qui attaquera Pearl Harbor en 1941.
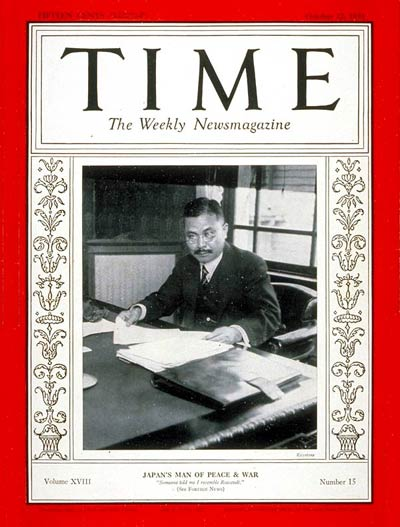
Kijūrō Shidehara en couverture du Time en 1931.
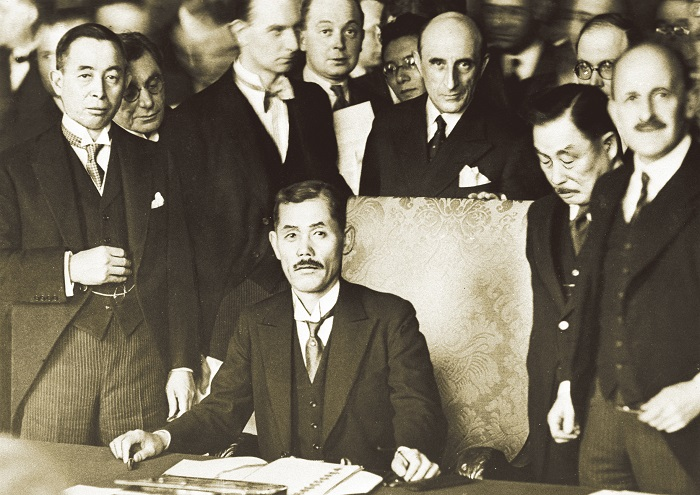
Reijirō Wakatsuki signant le traité naval de Londres en 1930.

### La guerre de quinze ans

#### Invasion et enlisement en Chine, retrait de la SDN et recherche de nouvelles alliances
En septembre 1931, l'incident de Mukden relance les tensions diplomatiques. En dehors de tout cadre politique, l'armée japonaise du Guandong domine rapidement la Mandchourie. Le coup de force de quelques dirigeants militaires locaux met à mal le gouvernement de Wakatsuki qui chute en décembre. Inukai Tsuyoshi, qui lui succède comme Premier ministre, prend le parti de reconnaître ce coup de force, ainsi que l'occupation de la Mandchourie par le Japon. En Chine, le dirigeant Tchang Kaï-chek fait le choix de ne pas lancer l'armée chinoise contre l'armée japonaise et s'en remet à la Société des Nations. Cependant, aucune des autres puissances ne souhaite s'engager : le Royaume-Uni et les États-Unis sont occupés par les effets de la Grande Dépression, et l'Union soviétique est en pleine reconstruction économique, à peine sortie des luttes entre Staline et Trotski. Non seulement le Royaume-Uni cherche à ménager le Japon pour contrebalancer l'Union soviétique, mais cette dernière commence à se désengager de la région. C'est ainsi que le Japon est libre de mettre en place un État fantoche, le Mandchoukouo, qu'il est le seul à reconnaître officiellement. Une mission internationale mandatée par la SDN, la commission Lytton, est envoyée sur place pour enquêter sur l'incident de Mukden. Le rapport Lytton qui ressort de cette enquête impute les faits au Japon, lequel saisit ce prétexte pour sortir de la Société des Nations en mars 1933, en signe de protestation — ce qui le fait également sortir du « système de Versailles ».
Le pouvoir chinois reste indécis sur les suites à donner. La souveraineté de la Chine sur la Mandchourie ne fait pas l'unanimité, et dans un premier temps, la position du Japon en Mandchourie est tacitement reconnue. Le dirigeant chinois Tchang Kaï-chek étant occupé à réprimer les communistes en Chine, la question mandchourienne passe au second plan. L'accord de He-Umezu de 1935 entérine la situation, le Japon et la Chine s'accordant sur la levée du boycott des produits japonais, sur une reconnaissance de l'État Mandchoukouo et sur la lutte contre le communisme. Si localement, des militaires japonais continuent de tenter des coups de force, l'incident du 26 février à Tokyo a pour effet de purger l'armée des éléments les plus radicaux.
En juillet 1937, commence une nouvelle phase d'expansion du Japon en Chine, au moment où éclate la guerre sino-japonaise, déclenchée par l'incident du pont Marco-Polo. Attaquant au nord, et à partir de Shanghai, les troupes nippones se heurtent à celles de Tchang Kaï-chek. Nankin, la capitale du régime nationaliste chinois, est prise le 13 décembre 1937, ce qui donne lieu à un massacre de la population au cours duquel environ deux cent mille personnes sont tuées. Le conflit s'enlise dès le printemps 1938, alors que les Chinois continuent de résister. Dans le même temps, le Royaume-Uni, les États-Unis, la France, et l'Union soviétique prennent le parti de la Chine et envoient de l'aide militaire sur place.
Après sa sortie de la Société des Nations en 1933 et du traité naval de Londres en 1936, le Japon cherche de nouveaux alliés, de manière à éviter un isolement diplomatique. Il se tourne alors vers l'Allemagne nazie et, en novembre 1936, signe avec ce pays ainsi qu'avec l'Italie fasciste, le pacte anti-Komintern, qui vise à combattre la montée du communisme. L'armée japonaise incite le gouvernement à élargir les contours du traité pour en faire une alliance militaire, ce que repousse la marine impériale. La réponse américaine, à travers le discours de la quarantaine prononcé en octobre 1938, revêt la forme d'une dénonciation symbolique. L'Union soviétique, en particulier, dès la signature du pacte anti-Komintern, augmente son soutien militaire à la Chine. Une telle décision lui fait entrevoir la possibilité d'éloigner le spectre d'un conflit sur deux fronts, contre l'Allemagne et le Japon, en fixant les armées japonaises en Chine. À la même période, le Japon entretient aussi des échanges avec la Turquie, de manière à pouvoir envisager une fermeture du détroit du Bosphore à la flotte russe ; si aucun traité formel ne ressort de ces discussions, la Turquie commande néanmoins en 1934 onze croiseurs à des chantiers japonais.
Dès 1938, face à l'enlisement du conflit en Chine, les militaires japonais envisagent deux options. Par idéologie anti-communiste, certains chefs militaires favorisent une « option nord », qui consiste à attaquer l'URSS de façon à sécuriser les possessions au nord. D'autres responsables, soutenant une « option sud », souhaitent couper les voies d'approvisionnement des nationalistes chinois et s'en prendre aux colonies européennes (Indochine française, Birmanie britannique, Indes orientales néerlandaises…). Les tenants de la première option ont d'abord gain de cause, et une première série d'escarmouches oppose troupes japonaises et soviétiques à l'été 1938. L'année suivante, les troupes soviétiques surclassent les forces japonaises à la bataille de Khalkhin Gol.
La signature du Pacte germano-soviétique le 23 aout 1939 les ayant apparemment privés du soutien potentiel de l'Allemagne nazie, les Japonais renoncent dès l'automne de la même année, à attaquer l'URSS une nouvelle fois. Les victoires allemandes en Europe de l'Ouest, qui entraînent un affaiblissement des puissances coloniales européennes en Asie, ouvrent la voie en 1940 à la réalisation de l'« option sud ». Le Tonkin est envahi en septembre 1940. Le Pacte tripartite est signé le même mois entre le Japon, l'Allemagne, et l'Italie, scellant l'axe Rome-Berlin-Tokyo. Ces développements sont perçus négativement par les États-Unis qui restreignent leurs exportations de fer et de pétrole vers le Japon. La signature de ce pacte par le Japon est ainsi un message envoyé aux États-Unis, les dissuadant d'intervenir militairement en Asie. Après le Pacte germano-soviétique, le pays nourrit aussi l'illusion qu'un élargissement de celui-ci est possible, ce qui couperait l'approvisionnement à la Chine. C'est dans cette perspective que, le 13 avril 1941, est signé le pacte nippo-soviétique de non-agression, toujours dans l'optique de couper l'approvisionnement étranger aux troupes chinoises. De leur côté, les Russes projettent au contraire de détourner l'attention des Japonais, en les poussant ainsi à attaquer les États-Unis. En juillet 1941, profitant de l'effondrement de la France sur le front européen l'année précédente, les troupes japonaises envahissent le Sud de l'Indochine française, ce qui place leur aviation à portée des possessions anglaise (Malaisie) et américaine (Philippines). En représailles, les États-Unis décrètent un embargo total vis-à-vis du pétrole exporté vers le Japon. Or, ce dernier a besoin de carburant pour mener sa guerre contre la république de Chine. Dans l'espoir de ramener les Américains à la table des négociations, les militaires japonais envisagent une guerre maritime éclair contre eux.

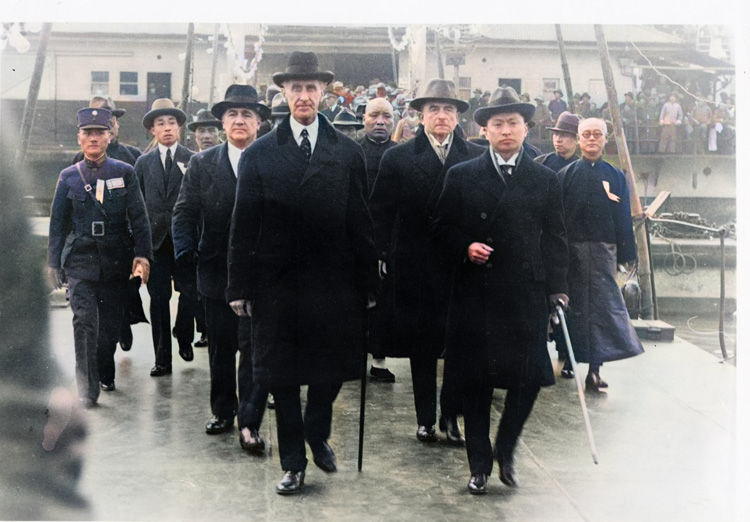
La commission Lytton enquêtant à Mudken.
- Vidéo de 1937 montrant les combats en Chine.
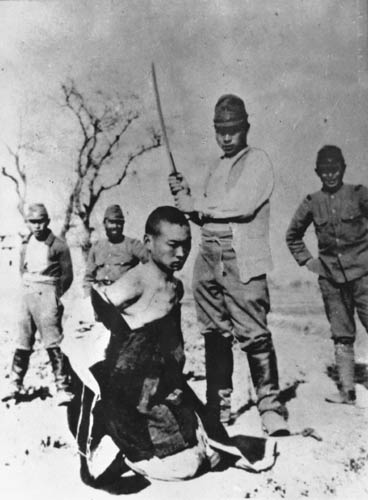
Les troupes japonaises massacrent environ deux cent mille Chinois lors du massacre de Nankin.
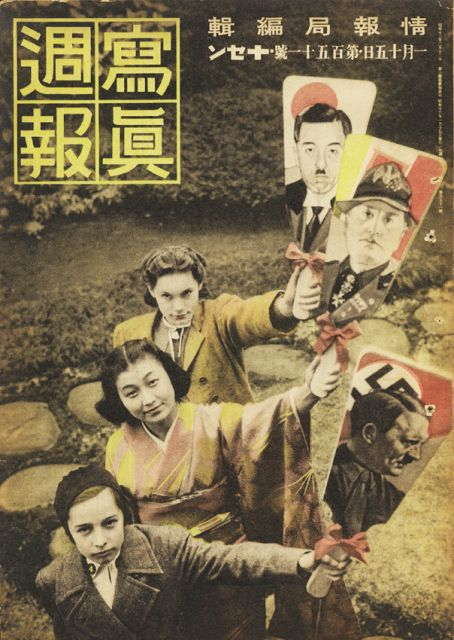
Couverture du magazine japonais Shashin Shuho de 1941 ventant l'Axe Rome-Berlin-Tokyo.
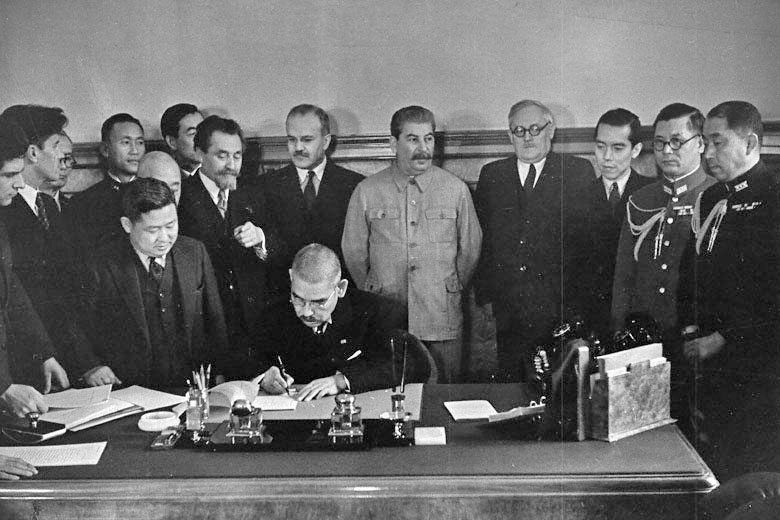
Le ministre japonais des Affaires étrangères Yōsuke Matsuoka signant le pacte pacte nippo-soviétique de non-agression en avril 1941 devant Staline et Molotov.

#### Guerre totale contre les alliés de 1941 à 1945
À partir du printemps 1941, le Japon et les États-Unis entament une série de négociations sur la situation en Asie, et en particulier en Chine. Pour les États-Unis, ce dernier pays ne constitue pas une priorité stratégique, et tactiquement, le maintien des forces nippones en Chine est même vu positivement par certains observateurs américains, car cette occupation éloigne les Japonais des intérêts américains, comme leur colonie des Philippines. De la même façon, pour les Japonais, la menace la plus pressante n'est plus celle des Anglo-Américains, mais celle des Soviétiques, ce qui les pousse à signer une alliance militaire avec l'Allemagne, puis un pacte de non-agression avec l'URSS. En faisant ceci, du point de vue américain, le Japon s'est placé dans le camp des alliés de l'Allemagne. En juin 1941, à l'entrée en guerre de l'Allemagne nazie contre l'URSS, le Japon, redoutant d'avoir à mener une guerre sur deux fronts, reste en dehors de ce conflit, malgré des demandes allemandes répétées. Les militaires japonais préparent un plan d'attaque des États-Unis pendant que se déroulent les négociations entre les deux pays. Les demandes des Japonais sont jugées excessives : rétablissement de l'approvisionnement en pétrole, maintien des troupes en Indochine… La note Hull que les Américains adressent aux diplomates japonais le 26 novembre 1941 est elle aussi jugée excessive par les responsables politiques et militaires japonais, et perçue comme un ultimatum. Le jour même, la flotte spécialement constituée pour attaquer Hawaï, quitte le port et prend la direction des Kouriles.
La guerre du Pacifique commence le 7 décembre 1941, lorsque les troupes japonaises attaquent simultanément les Britanniques en Malaisie et les Américains à Pearl Harbor. Le conflit mené en Asie par le Japon devient alors partie intégrante de la Seconde Guerre mondiale. Les troupes nippones, qui envahissent dans la foulée les Philippines, Hong Kong, Guam, les Indes orientales néerlandaises, puis la Birmanie, progressent rapidement lors des mois suivants, en remportant victoire sur victoire. Le Japon place des gouvernements fantoches dans les pays « libérés » — dirigés de fait par l'armée japonaise. Il y déploie la rhétorique d'une « fraternité asiatique », opposée aux « puissances colonisatrices occidentales ». C'est dans cette optique qu'est organisée en octobre 1943 la conférence de la grande Asie orientale, qui réunit à Tokyo les responsables des pays « libérés » et qui vise alors à donner corps à la sphère de coprospérité de la Grande Asie orientale. Les engagements y sont symboliques, car à cette date, la situation militaire s'est retournée. En effet, dès la mi-1942, la progression du Japon dans la région est déjà interrompue, et l'armée japonaise subit ses premiers revers, comme à Midway, en juin. À partir de la fin de la bataille de Guadalcanal en février 1943, les Japonais sont contraints de mener une guerre défensive contre les Alliés. La prise de Saipan en juillet 1944 place le Japon à portée des bombardiers américains. Presque un demi-million de civils japonais sont victimes de ces engins au cours des attaques aériennes américaines au-dessus de l'archipel. Entre avril et juin 1945, l'île d'Okinawa est conquise par les Américains — bien que ceux-ci enregistrent également de lourdes pertes.
Entretemps, les Japonais se voient coupés de leurs alliés : l'Italie capitule en septembre 1943, suivie par l'Allemagne en mai 1945. Le 26 juillet 1945, lorsque la déclaration de Potsdam est adressée au Japon par le Royaume-Uni, les États-Unis et la Chine, exigeant une capitulation générale, le pouvoir japonais croit pouvoir s'appuyer sur l'URSS pour négocier. En effet, le Japon qui a signé un pacte de non-agression avec les Soviétiques, n'est pas intervenu contre ces derniers aux côtés de l'Allemagne, et l'URSS de son côté, n'a pas signé la déclaration de Potsdam. Mais pour les Alliés, l'absence de réponse japonaise est analysée comme un refus de se soumettre à l'injonction de capitulation : les États-Unis comme l'URSS appliquent alors leurs plans respectifs. Alors qu'un plan d'invasion du Japon est mis au point par les Américains, ces derniers prennent finalement la décision d'utiliser l'arme nucléaire nouvellement développée pour contraindre le pays à la reddition, et signaler par la même occasion aux Soviétiques que les États-Unis disposent de plusieurs exemplaires d'une arme d'un nouveau genre. Hiroshima est bombardée le 6 août, et Nagasaki, le 9. Cependant, dans un premier temps, considérant que les villes bombardées ne constituent que de « simples pertes » parmi d'autres, les autorités japonaises n'envisagent pas la reddition. Estimant que l'hypothétique invasion des nombreuses iles de l'archipel serait trop coûteuse pour les États-Unis, elles pensent être capables de les défendre suffisamment longtemps pour trouver un accord convenable pour l'Empire. Le gouvernement compte aussi sur l'aide de l'URSS dans les discussions à venir avec les Américains pour sortir de la guerre. Mais le 9 aout, les Soviétiques envahissent la Mandchourie. L'offensive coûte également au Japon sa colonie coréenne, le Nord de Sakhaline et les îles Kouriles. La défaite de l'armée japonaise du Guandong anéantit l'espoir des Japonais de résister aux États-Unis et de compter sur la médiation de l'URSS pour une sortie de guerre. Préférant, pour la survie du système impérial, l'occupation américaine à la conquête soviétique, la capitulation est acceptée le 10 août par les autorités japonaises, et est formellement signée le 2 septembre 1945.

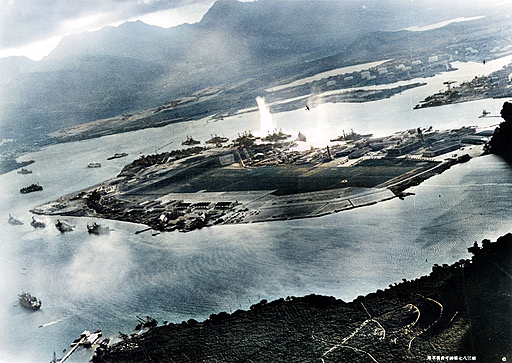
Attaque sur Pearl Harbor le 7 décembre 1941.
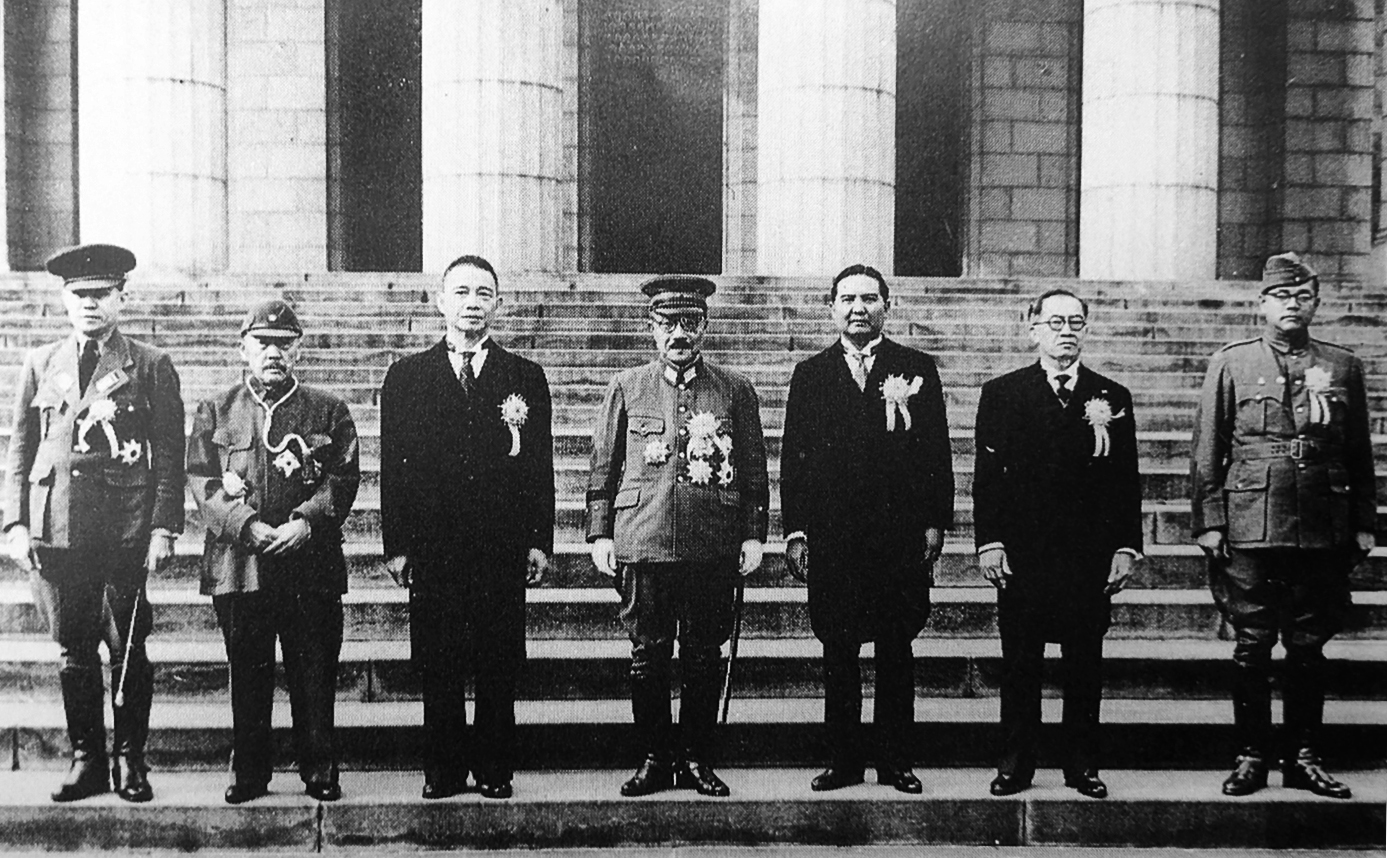
Participants de la conférence de la Grande Asie orientale. De gauche à droite : Ba Maw (Birmanie), Zhang Jinghui (Mandchoukouo), Wang Jingwei (Chine), Hideki Tōjō (Japon), Wan Waithayakon (Thaïlande), José P. Laurel (Philippines), Subhas Chandra Bose (Inde).
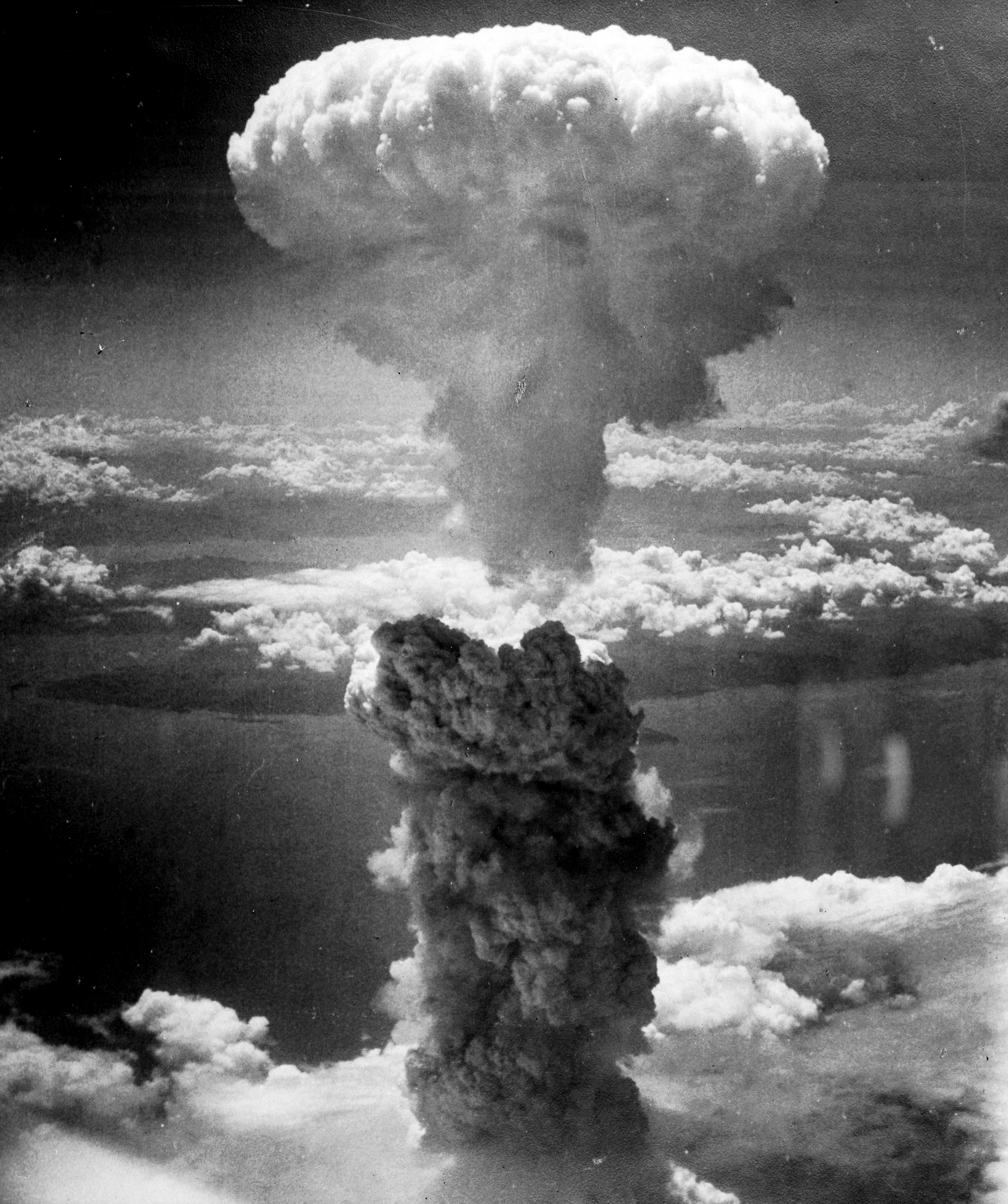
Explosion atomique à Nagasaki, le 9 août 1945.
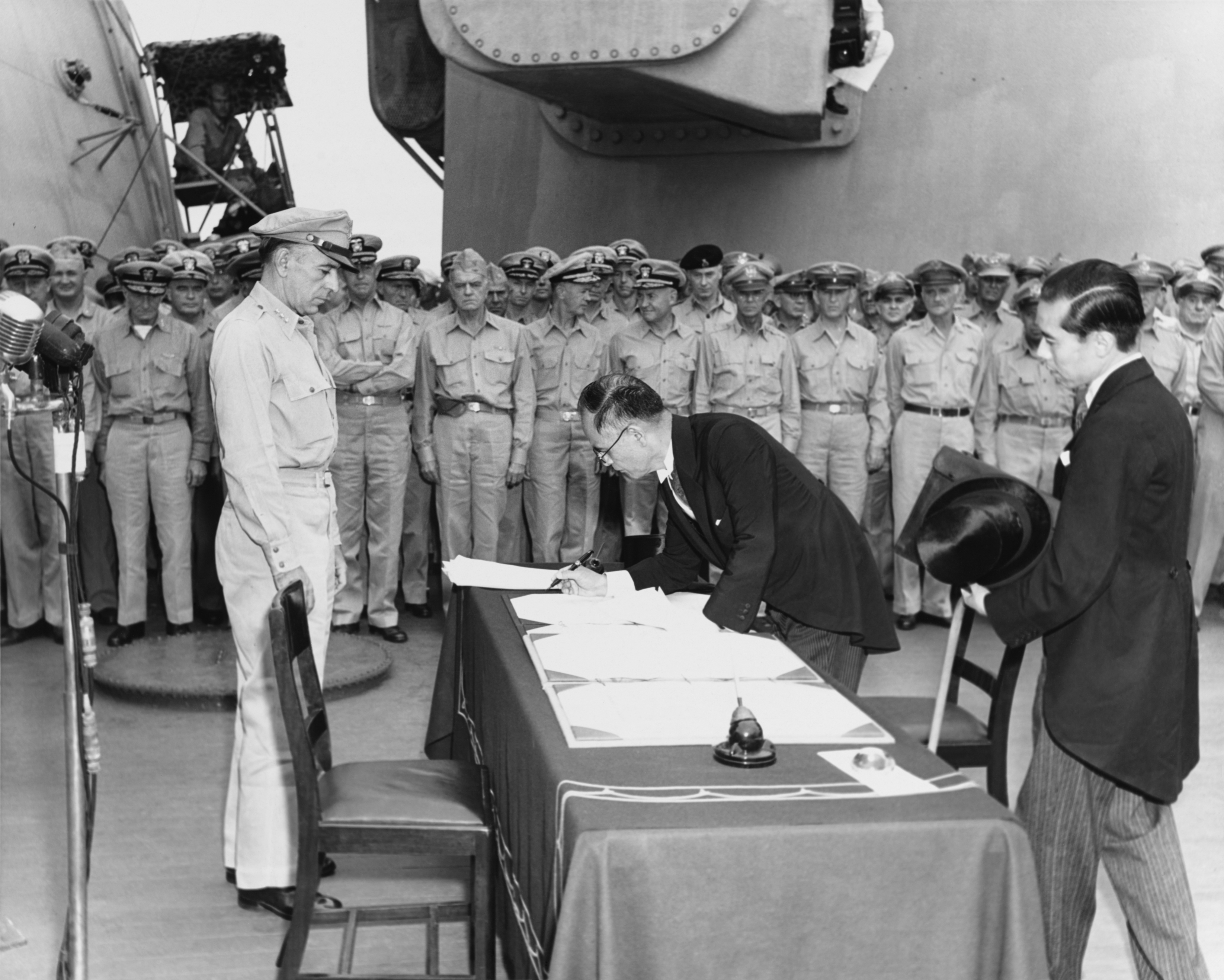
Reddition du Japon aux Alliés sur le pont du USS Missouri.
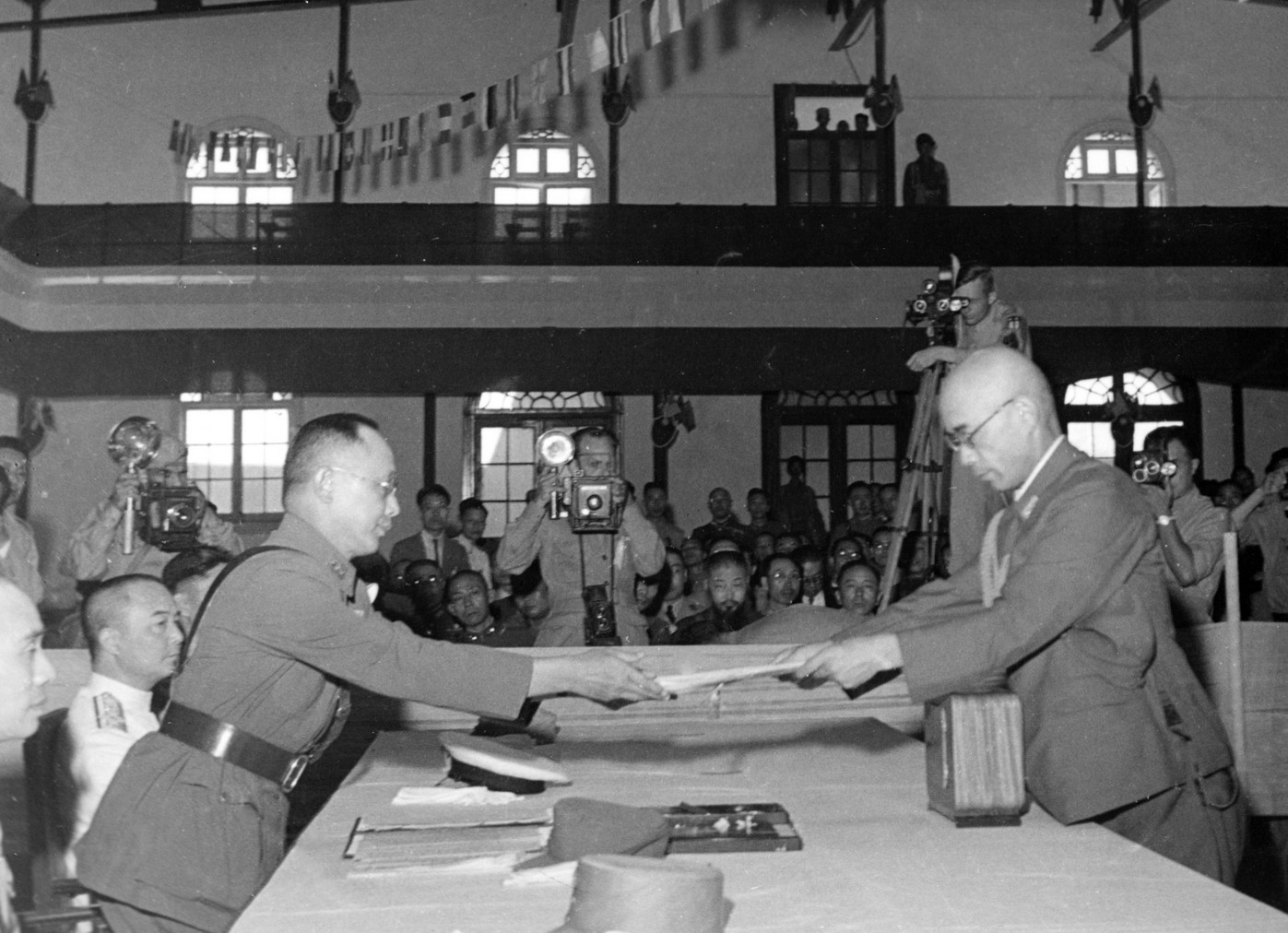
Reddition du Japon en Chine à Nankin.

#### Populations étrangères prises pour cibles et victimes de crimes de guerre
L'armée japonaise fait payer un lourd tribut à la population chinoise, lors du conflit en Chine, mais aussi, lors des conquêtes en Asie, en s'en prenant à sa diaspora. Lors du massacre de Nankin, au moins vingt mille (et peut-être jusqu'à 80 000) Chinoises sont violées et au moins deux cent mille civils chinois désarmés sont exécutés. D'importantes exactions sont aussi perpétrées à Wuhan et Xuzhou. Vivant aux dépens du pays, l'armée japonaise commet de nombreux pillages, mais elle procède aussi à de nombreuses exactions pour intimider les populations locales. Au total entre 1937 et 1945, 95 millions de Chinois, soit 26 % de la population, deviennent des réfugiés. Au nord du Vietnam, ces politiques de réquisition de nourriture pour entretenir l'armée participent à une grande famine qui frappe le pays en 1945 et qui cause jusqu'à deux millions de morts dans la population locale. Aidée par les expérimentations médicales de l'Unité 731, l'armée utilise aussi ponctuellement des gaz de combat et des pathogènes (comme la peste, l'anthrax, le choléra et la fièvre typhoïde) contre des Chinois. Pour mettre fin aux activités de résistance, l'armée japonaise suit la politique des Trois Tout en détruisant systématiquement tout village suspecté de soutenir la guérilla anti-japonaise, et en exécutant tous ses habitants. Lors de l'invasion de l'Asie du Sud-Est, l'armée japonaise s'en prend aux populations chinoises locales : après la prise de Singapour en 1942, près de 200 000 des 600 000 Chinois qui y vivent sont détenus et interrogés (suspectés d'être des soutiens du gouvernement nationaliste ou d'être communistes), et 40 000 sont tués. Lors de la campagne de Malaisie, soixante mille Chinois supplémentaires sont exécutés dans des conditions similaires. Ces exactions ne se limitent pas aux Chinois : lors de la construction de la ligne Siam-Birmanie, sur les deux cent mille travailleurs venant de Birmanie, d'Indonésie, de Malaisie, d'Inde, de Thaïlande et de Chine, plus de 74 000 meurent avant la fin du chantier.
À partir de 1937, lors des opérations en Chine, l'armée japonaise systématise la mise en place de bordels militaires. Environ cent mille femmes, à 80 % coréennes, sont recrutées par la force ou par la ruse pour y « travailler », selon des modalités relevant de l'esclavage sexuel. Les conditions sont particulièrement rudes, chaque femme devant « servir » jusqu'à une dizaine d'hommes par jour — chiffre pouvant atteindre 30 ou 40, avant les départs pour le front ou au retour d'opérations. En septembre 1942, l'armée installe 400 de ces structures (la plupart, en Chine, mais les territoires nouvellement conquis en possèdent aussi), lesquelles fonctionnent avec des femmes locales — philippines, indonésiennes, malaisiennes, mais aussi hollandaises (capturées lors de la prise des colonies des Pays-Bas). Si le système, qui repose essentiellement sur des Coréennes, vise officiellement à faire baisser les viols dans les populations locales, il ne l'empêche nullement.
Le Japon impose des conditions de vie terribles aux prisonniers de guerre capturés. Sur les 132 134 prisonniers britanniques, américains, australiens, canadiens, néozélandais, et hollandais, 35 756 meurent, soit un taux de létalité de 27 % — bien supérieur au chiffre de 4 % enregistré dans les camps de prisonniers mis en place par les Alliés. Ce chiffre s'explique par de nombreuses marches de la mort que l'armée japonaise impose à ses prisonniers (comme celle de Bataan ou celle de Sandakan), mais aussi par les travaux forcés, souvent effectués avec peu de nourriture et dans des conditions extrêmes — comme pour la construction de la ligne Siam-Birmanie, passant par le pont sur la rivière Kwaï. L'armée japonaise procède aussi à des assassinats de prisonniers ennemis, notamment chinois. Les deux pays n'ayant pas formellement procédé à une déclaration de guerre, le Japon considère les personnes qu'il combat comme de simple bandits et refuse de les reconnaître comme des soldats : ceci lui permet de les exécuter en l'absence de tout jugement.

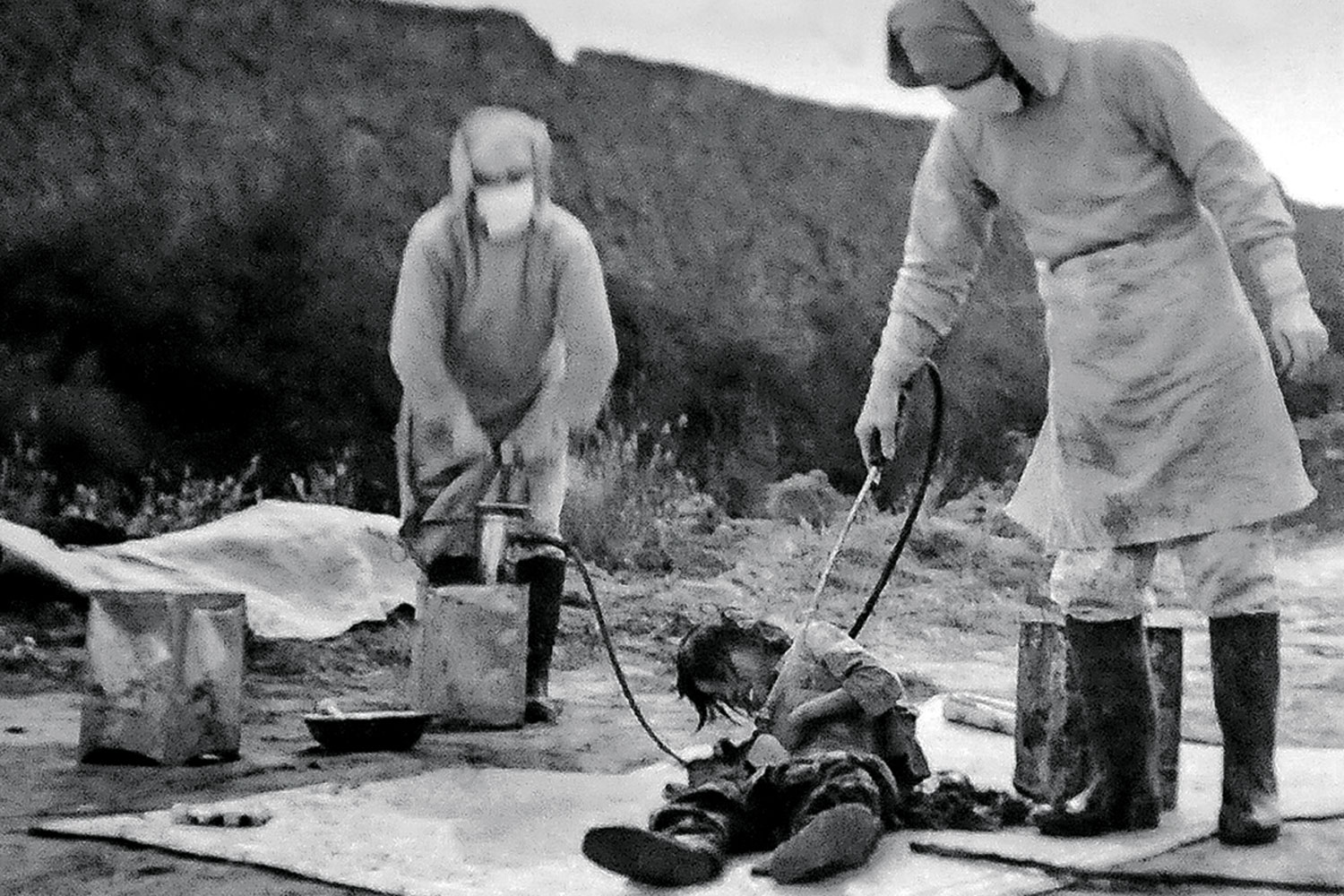
Membres de l'Unité 731, en Mandchourie, aspergeant un cobaye humain de produits chimiques.
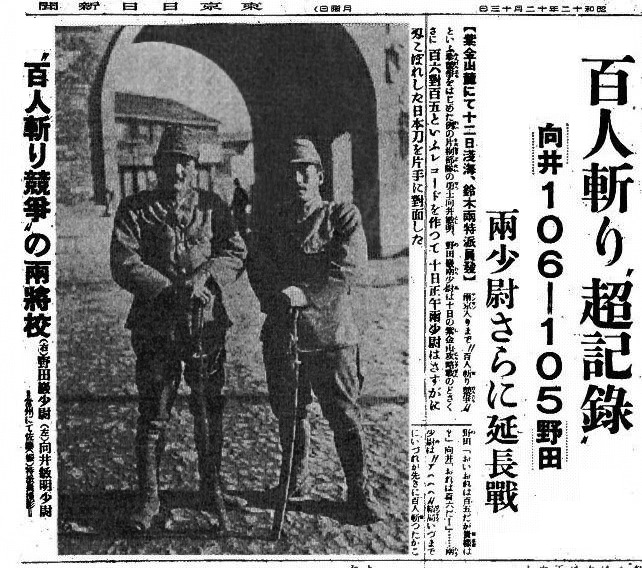
Concours de décapitation de 100 personnes, couvert par la presse nippone, en prélude au massacre de Nankin.
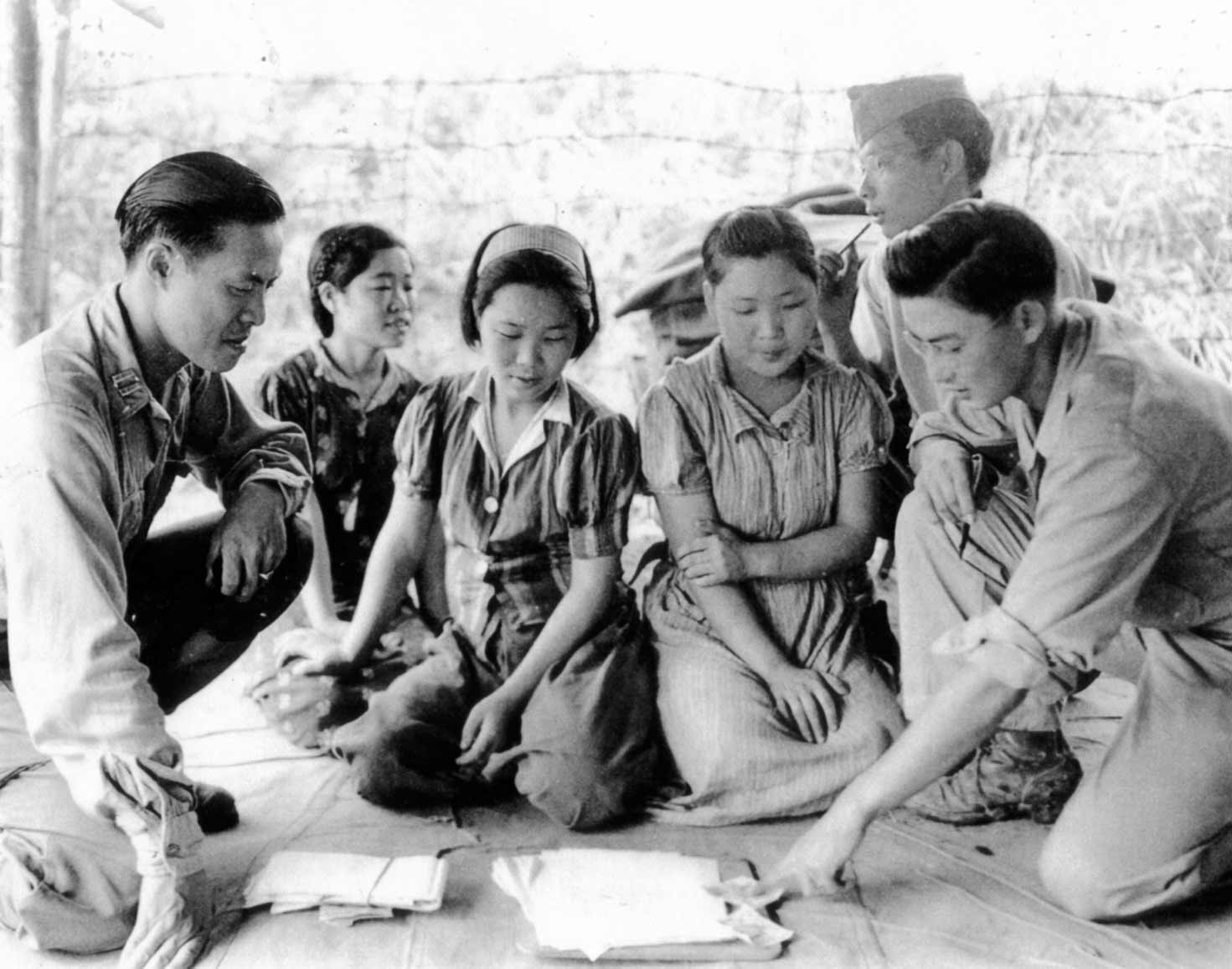
« Femmes de réconfort » coréennes libérées en 1944.
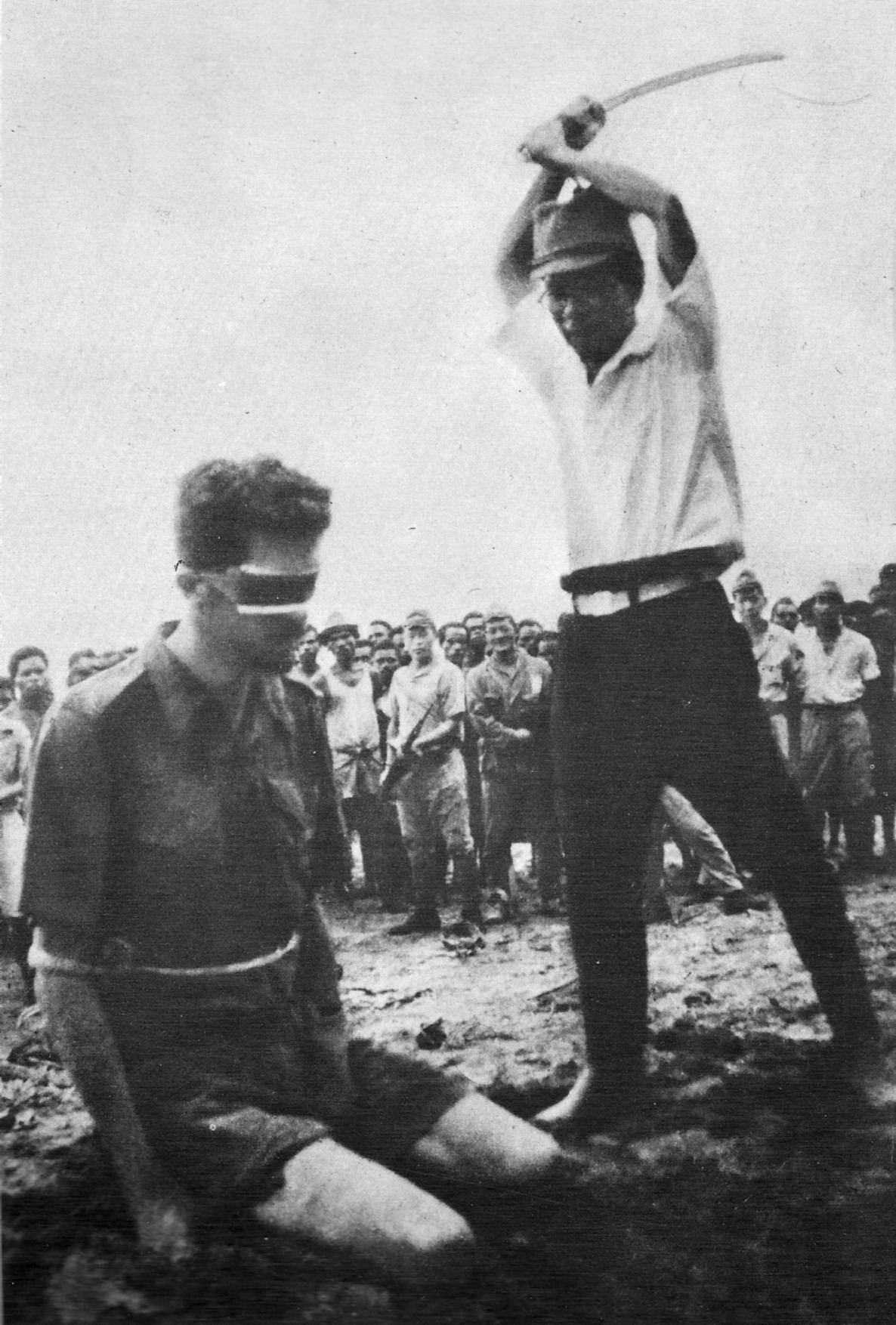
Le prisonnier de guerre Australien Leonard Siffleet décapité au sabre en 1943.
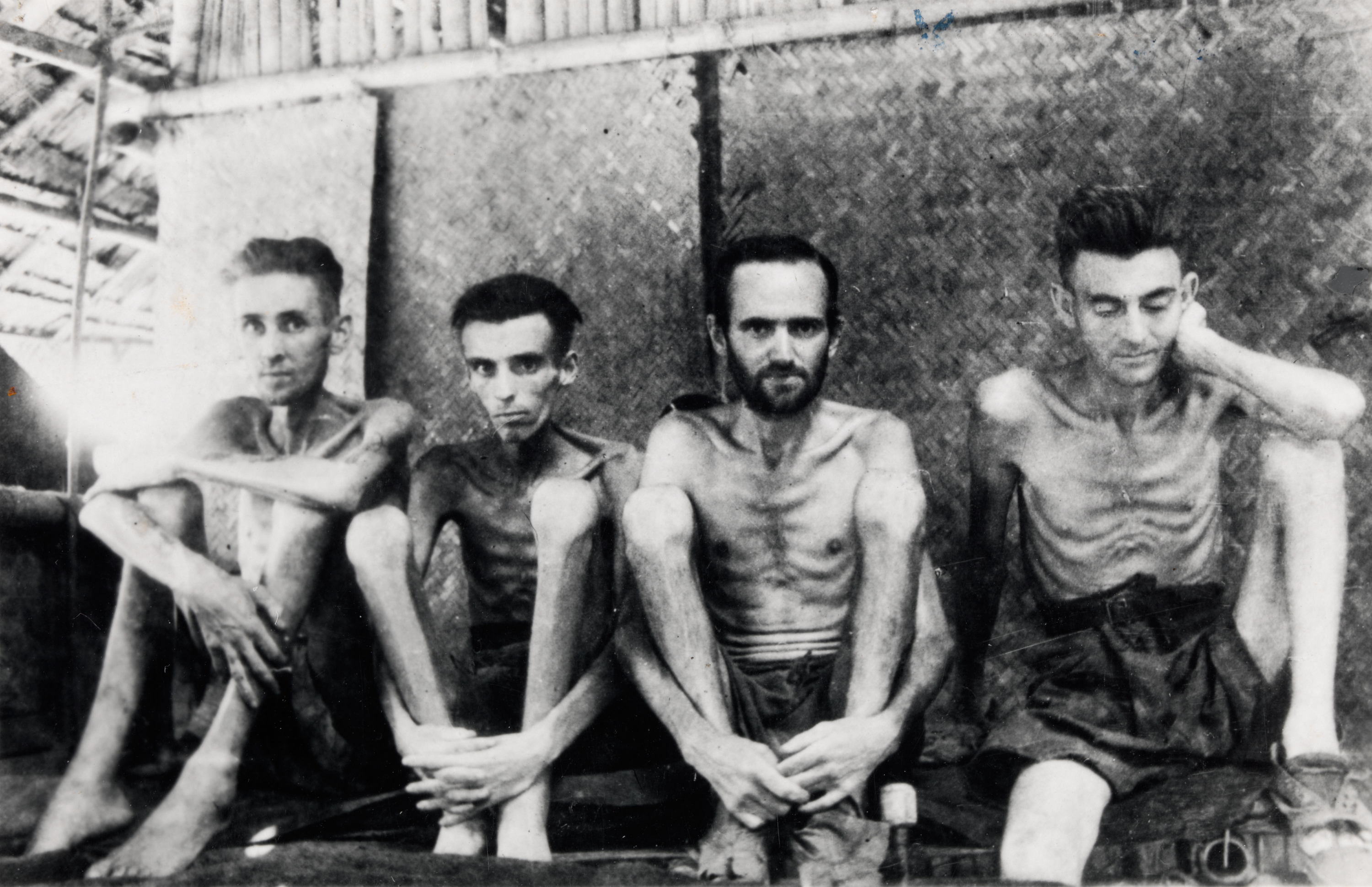
Prisonniers hollandais et australiens affamés, lors de la construction de la « voie ferrée de la mort ».

## Économie

### Premières initiatives étatiques au début de l'ère Meiji
L'industrie est modernisée en ayant recours au modèle des manufactures d'État. Des usines sont créées ex nihilo grâce à du matériel acheté à crédit à l'étranger, et des usines plus anciennes — créées par des daimyō ou l'administration shogunale — sont reprises par l’État. Le développement de Hokkaidō est aussi décidé. Les évolutions sociales rapides sont cependant à l'origine de révoltes parmi les samouraïs — comme en 1874 à Saga, et en 1877 à Satsuma — qui font peser de nouvelles charges sur l'État. Pour faire face aux déficits budgétaires causés par les dépenses, le gouvernement et les banques ont recours à de nombreuses émissions de monnaie, ce qui fait plonger la valeur des billets en circulation, face aux pièces d'argent. En 1880 un cours forcé des billets est imposé et la même année, un coup de frein est donné aux dépenses visant au développement industriel. Cette crise monétaire entraîne une dépression de 1881 à 1886, que le ministre des finances Matsukata Masayoshi doit affronter. Les dépenses de l'État sont réduites, et plusieurs impôts, instaurés — dont l'impôt sur le revenu, en 1887. Créée en 1882, la Banque du Japon assure la conversion des billets émis auparavant en pièces d'argent, et permet ainsi d'assainir la situation financière.
Les entreprises créées par l'État au début de l'ère Meiji sont privatisées dix ans après leur création, ce qui permet au gouvernement de dégager des liquidités. Des conglomérats, comme Mitsubishi ou Mitsui, se renforcent par ce biais, le plus souvent à très bon compte. Ces entreprises nationales créées dans les années 1870 concentrent leurs activités dans le domaine de la construction navale, des arsenaux et des mines. L’État prend aussi des initiatives pour construire des usines produisant du ciment, du verre et des lainages.
La production agricole connaît quelques progrès entre les années 1860 et les années 1890. Bien que la population augmente de près d'un tiers au cours de cette période, le pays reste exportateur de produits agricoles. La surface cultivée augmente de près de cent mille hectares de rizières, et de 80 000 hectares de terres agricoles sèches, la moitié de cette dernière surface étant obtenue grâce à la mise en valeur de Hokkaidō. L'amélioration des transports et le déploiement d'entrepôts plus modernes permet aussi de réduire les pertes alimentaires.
La production minière est rapidement considérée comme une priorité, permettant d'alimenter de nouvelles usines. Sous l'impulsion de personnalités comme Inoue Kaoru, l'État acquiert des mines, de manière à les moderniser, puis ouvre des écoles dans lesquelles des conseillers étrangers sont employés pour former les mineurs. L'usage d'outils modernes, comme des pompes à vapeur ou des explosifs, se développe. La production de charbon passe ainsi de 400 000 tonnes dans les années 1860 à 2 600 000 tonnes en 1890. Entre 1860 et 1900, la production de cuivre passe quant à elle de 1 000 à 29 400 tonnes.
Des infrastructures modernes commencent à être déployées à l'échelle du pays. En 1895, sont construites plus de trois mille kilomètres de lignes de chemin de fer, la plupart à l'initiative d'investisseurs privés. À la même date, six mille kilomètres de lignes télégraphiques parcourent le pays. À partir des années 1870, le Japon développe aussi une marine marchande, laquelle lui permet de contrôler 14 % des flux rentrants dans les ports du pays.
Le Japon continue de dépendre de l'Occident pour plusieurs de ses importations, comme les machines-outils, l'acier, les équipements militaires. Le pays importe aussi de grandes quantités de balles de coton pour ses usines de tissu. Le Japon exporte ensuite ses cotonnades, qui au début des années 1890, représentent 42 % de toutes ses exportations.

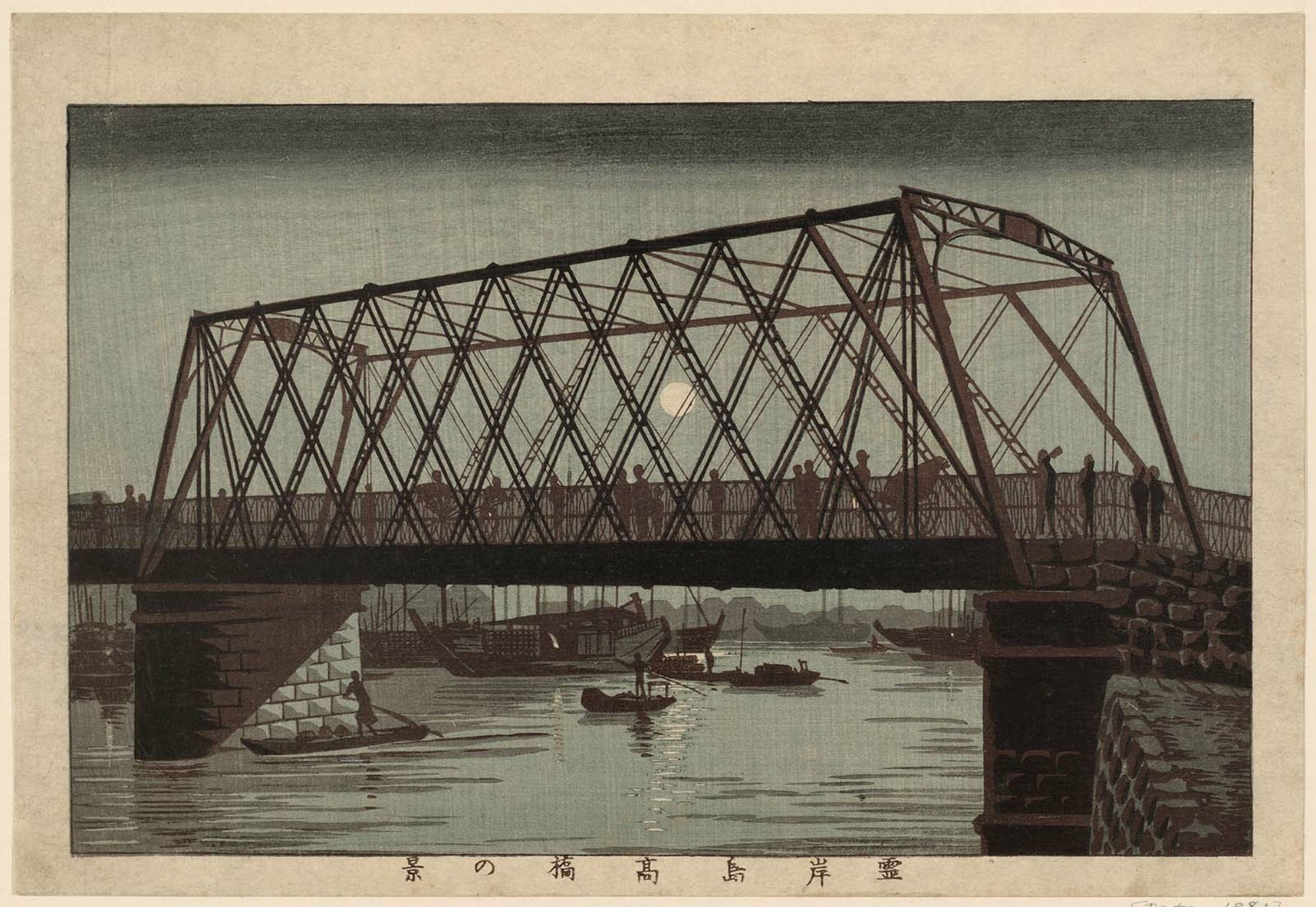
Pont métallique dans une Nishiki-e de 1877.
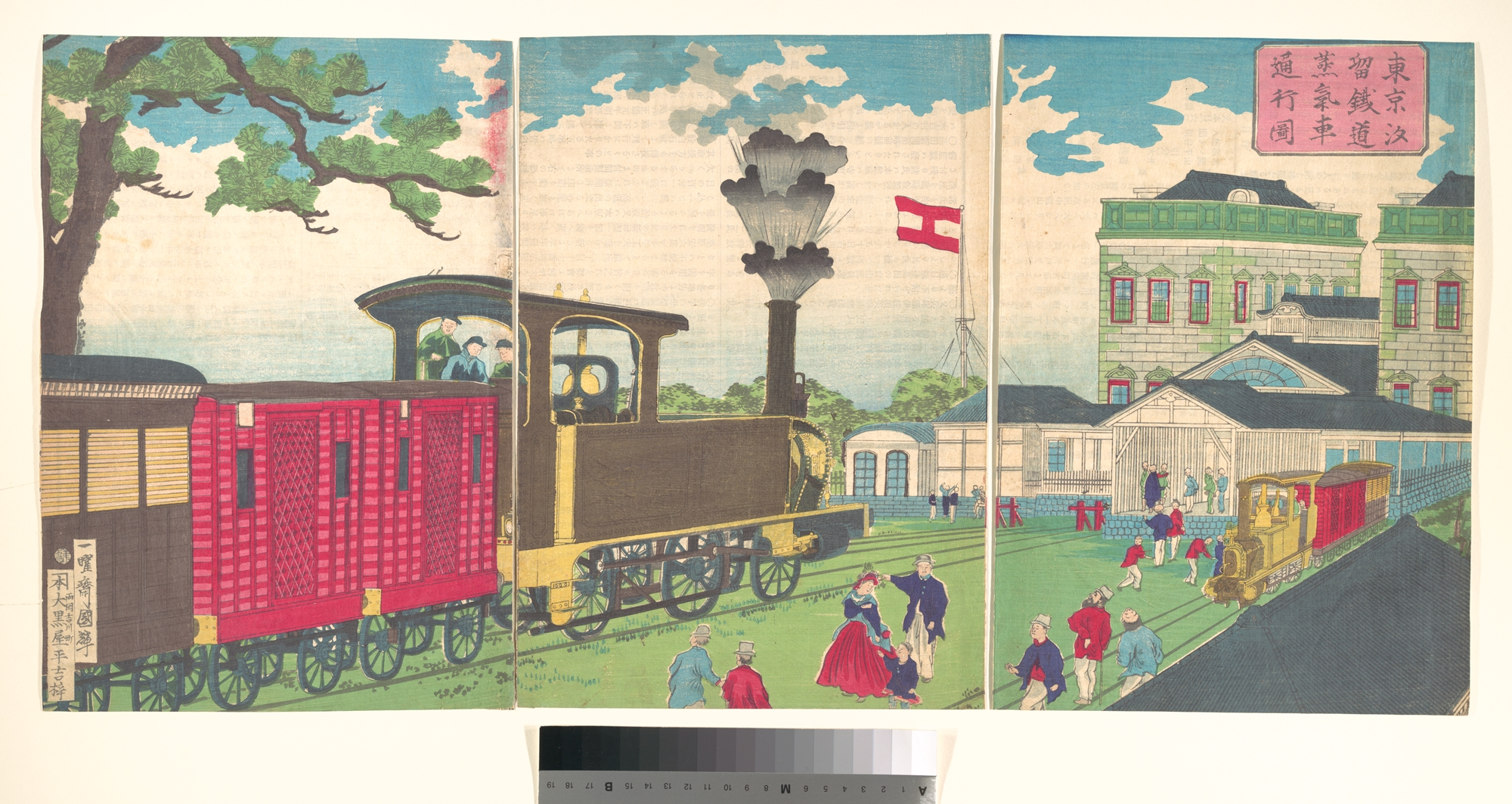
Train à vapeur arrivant à la gare de Shiodome dans une ukiyo-e de 1872.
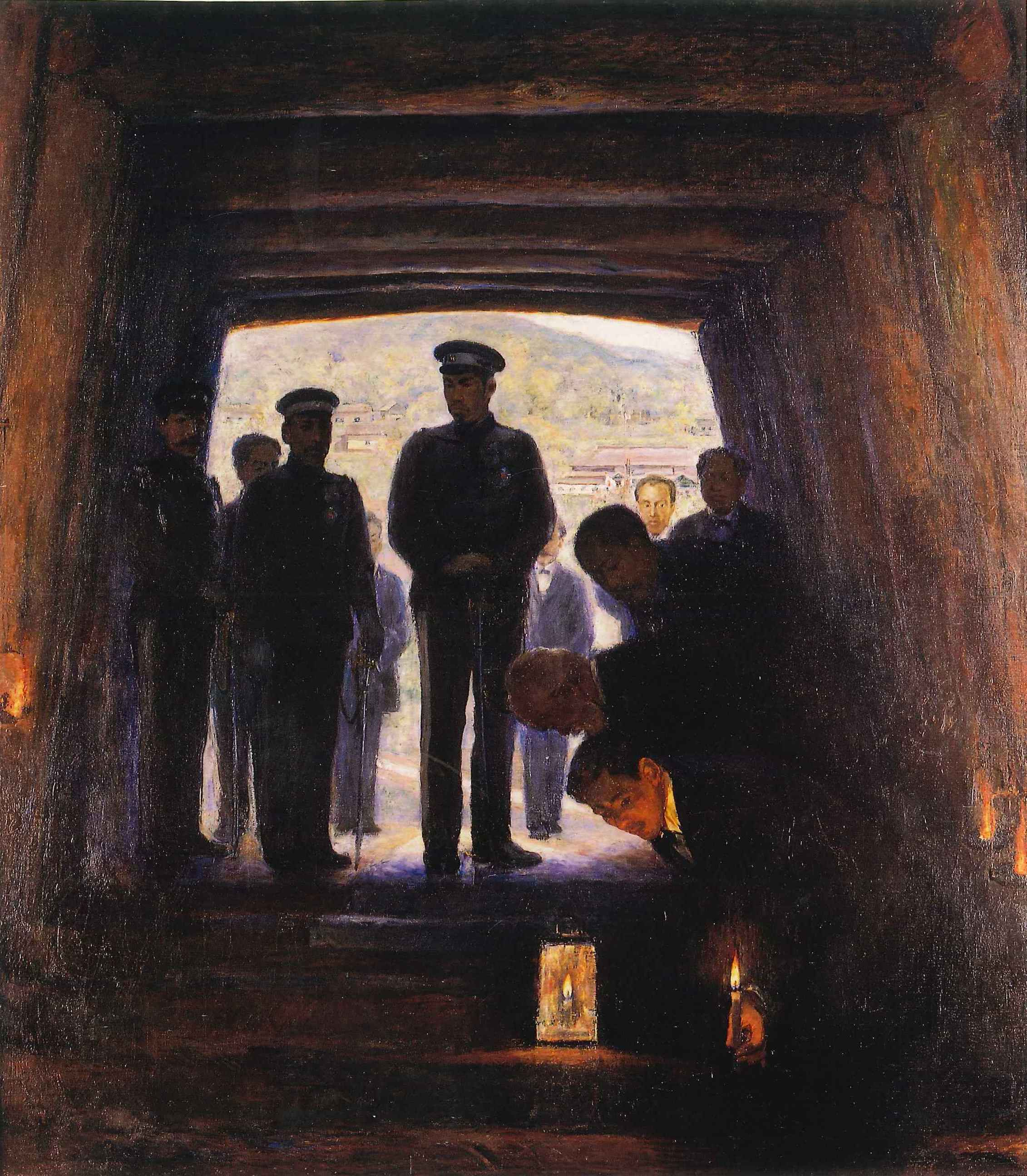
Peinture de l'empereur visitant une mine d'argent dans la préfecture d'Akita en 1881.
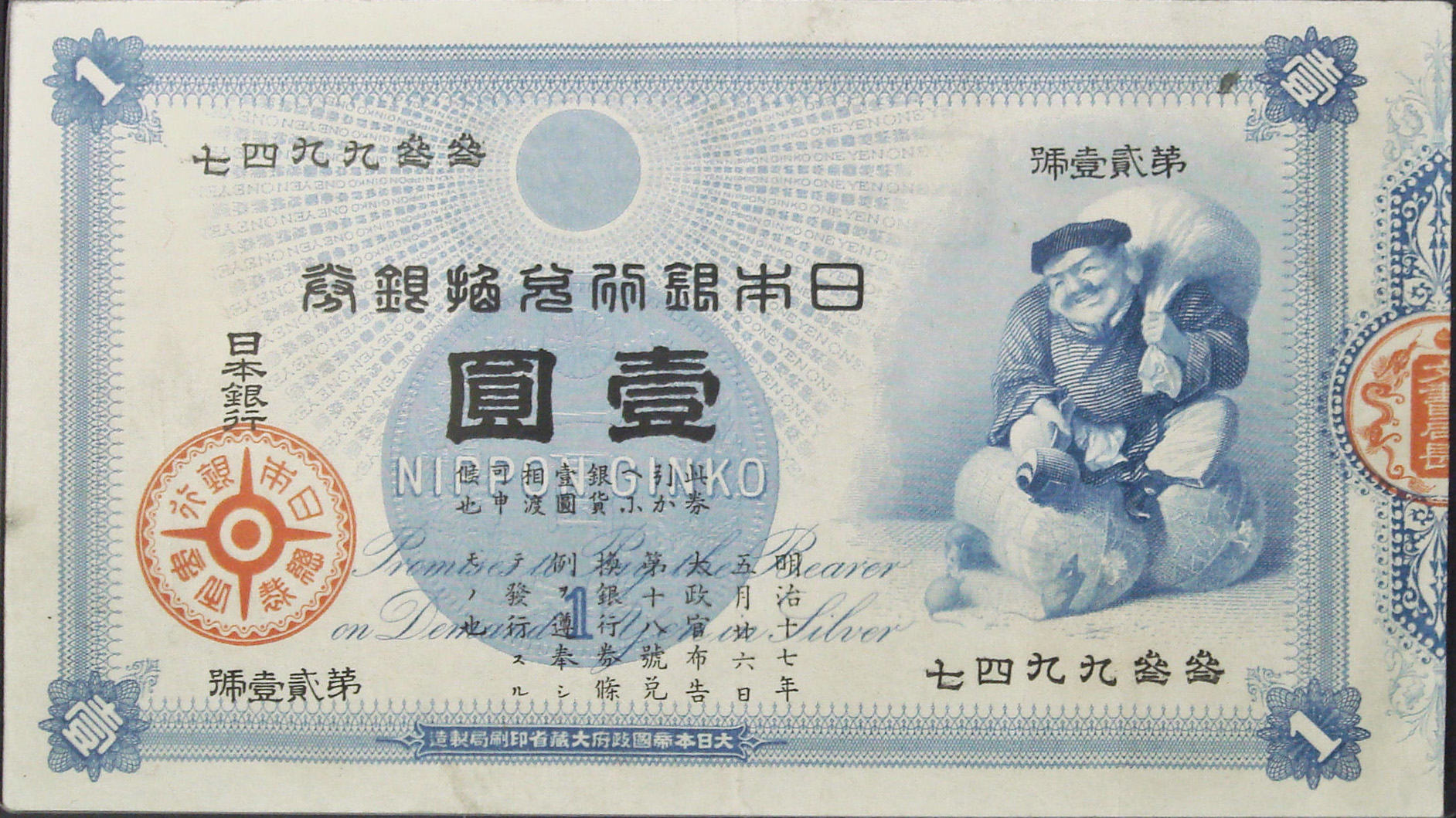
Billet d'un yen de 1885 convertible en monnaie d'argent.

### Forte croissance dans la seconde moitié de l'ère Meiji
L'économie japonaise connaît une phase de forte croissance dans la seconde moitié de l'ère Meiji. Entre 1880 et 1914, le revenu national brut augmente de 4 % par an en moyenne. Cette tendance est plus accentuée entre 1895 et 1905, la production industrielle doublant lors de cette période. Le secteur textile représente une part importante de cette production et joue un rôle moteur pour le reste du secteur industriel. En 1900, 67 % des ouvriers y travaillent et en 1913, la production du pays atteint la quatrième place mondiale. En 1904, l'industrie lourde bénéficie du déclenchement de la guerre russo-japonaise, mais aussi, de l'essor des chemins de fer dans le pays. La production passe de sept mille tonnes d'acier en 1901 à 70 000 tonnes en 1906, et 500 000 tonnes en 1919. La part des actifs travaillant pour l'industrie passe de 6 % en 1880 à 20 % en 1920. En 1918, la part de la production industrielle dépasse la part de la production agricole dans le revenu national brut.
Le développement de l'industrie lourde japonaise s'accompagne de quelques particularités. L'importation de matières premières depuis l'étranger (comme le charbon et le fer) — en tant que principales sources d'approvisionnement — permet à des aciéries comme celles de Yahata (ouverte en 1901) de prospérer au-delà de ce que permet la production locale. Celle-ci est alors essentiellement approvisionnée en minerai venant de Chine ou de Corée, préfigurant la logistique industrielle qui se met en place par la suite, lors de l'exploitation des colonies japonaises. La transition de la machine à vapeur vers l'électricité est tout aussi rapide au Japon. Dès 1887, une première centrale électrique au charbon ouvre à Tokyo, et en 1891, la première centrale hydroélectrique ouvre près de Kyoto. En 1913, 2,3 millions de foyers ont accès à l'électricité, et ce chiffre double dès 1917. Toujours en 1917, l'électricité dépasse la vapeur en puissance utilisée dans les usines du pays ; elle permet le développement de certaines productions, comme celle de fertilisants, mais aussi, le fonctionnement des usines la nuit, grâce à la généralisation des ampoules électriques.
Cependant, la hausse de la production se fait souvent au détriment des travailleurs des différents secteurs. Dans l'agriculture, près de la moitié des surfaces cultivées sont exploitées par des fermiers qui ne possèdent pas la terre, et qui doivent parfois reverser à leurs propriétaires près de 60 % des fruits de leur travail. Dans le secteur textile où la main d’œuvre est principalement féminine, les salaires sont particulièrement bas, et les conditions de travail et d'hébergement, le plus souvent insalubres. Les conditions ne sont guère différentes dans le secteur minier, et des sites comme les mines de cuivre d'Ashio ont à cet égard très mauvaise réputation. De telles conditions de travail rendent le recrutement de plus en plus difficile, alors qu'il est nécessaire d'augmenter la production. De nombreux ouvriers n'hésitent pas à fuir vers les grands centres urbains, ou même à l'étranger, au Brésil ou à Hawaï.
À la même époque, se constitue un mouvement ouvrier, réclamant l'élaboration d'un droit du travail, ainsi qu'une amélioration des rémunérations et des conditions de travail. Des grèves éclatent dans le secteur de la métallurgie (1897) et des chemins de fer (1898), et en 1898, un premier syndicat clandestin est créé dans le secteur de l'imprimerie. La réponse des autorités est initialement violente. En 1900, des lois sont promulguées pour restreindre les possibilités de manifester et de se regrouper ; l'armée et les Yakuza sont régulièrement utilisés pour réprimer les grèves. La situation se tend en particulier après l'incident de haute trahison en 1911 qui voit une douzaine d'anarchistes tenter d'assassiner l'empereur Taishō Tennō. La première législation du travail n'est votée qu'en 1912, et n'est appliquée qu'à partir de 1916. Celle-ci met l'accent sur les conditions de travail, plus que sur les salaires, et vise par ce biais à développer la fidélité de l'ouvrier envers son employeur, dans une vision confucéenne. L'âge minimum pour travailler est alors fixé à 12 ans et la durée maximale du travail journalier pour les femmes et les enfants, à 12 heures.

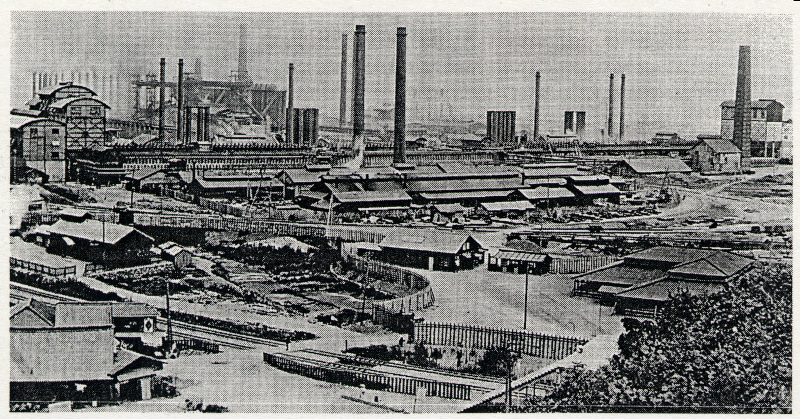
Aciéries à Yahata vers 1910.
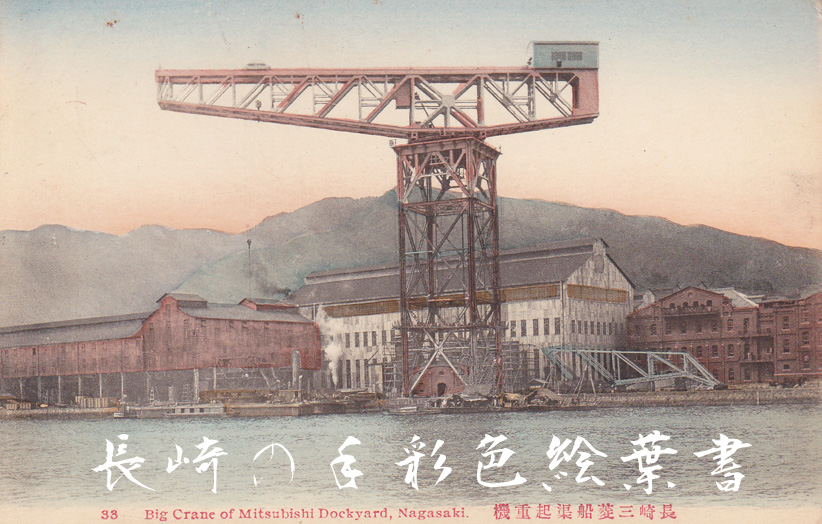
Grue électrique d'un chantier naval construite en Écosse et opérée par Mitsubishi à Nagasaki vers 1910.
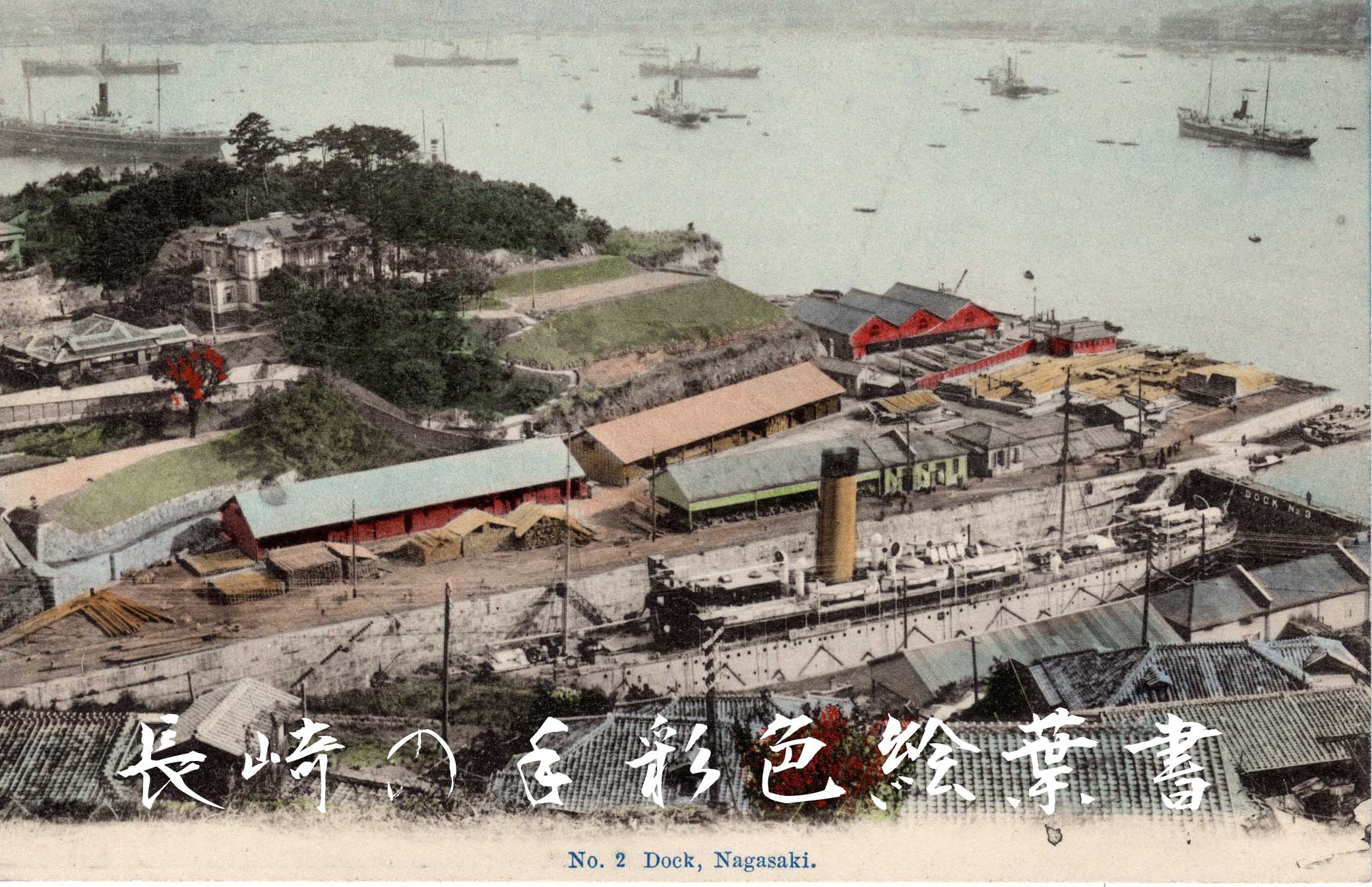
Chantier naval à Nagasaki vers 1910.
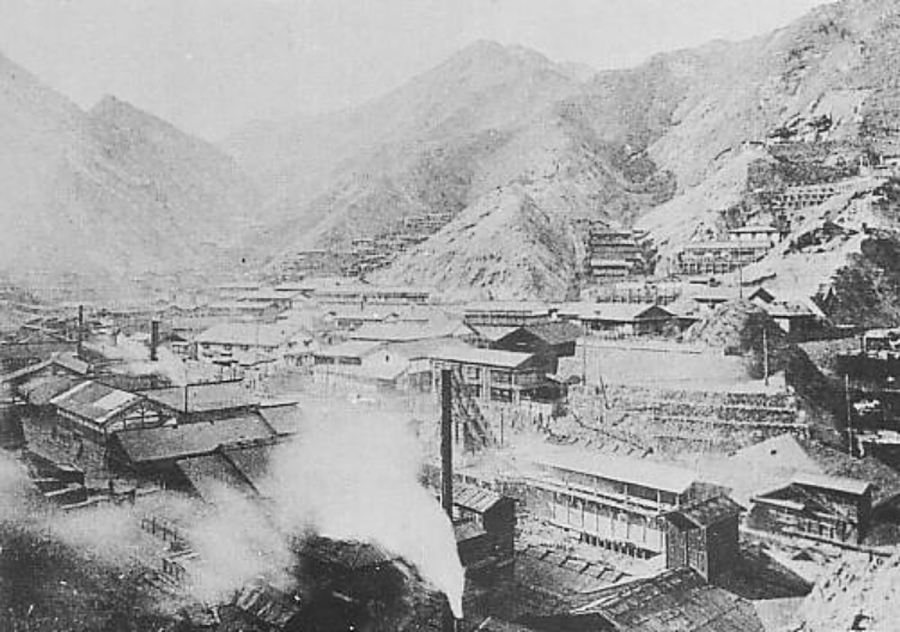
Mine de cuivre d'Ashio vers 1895.
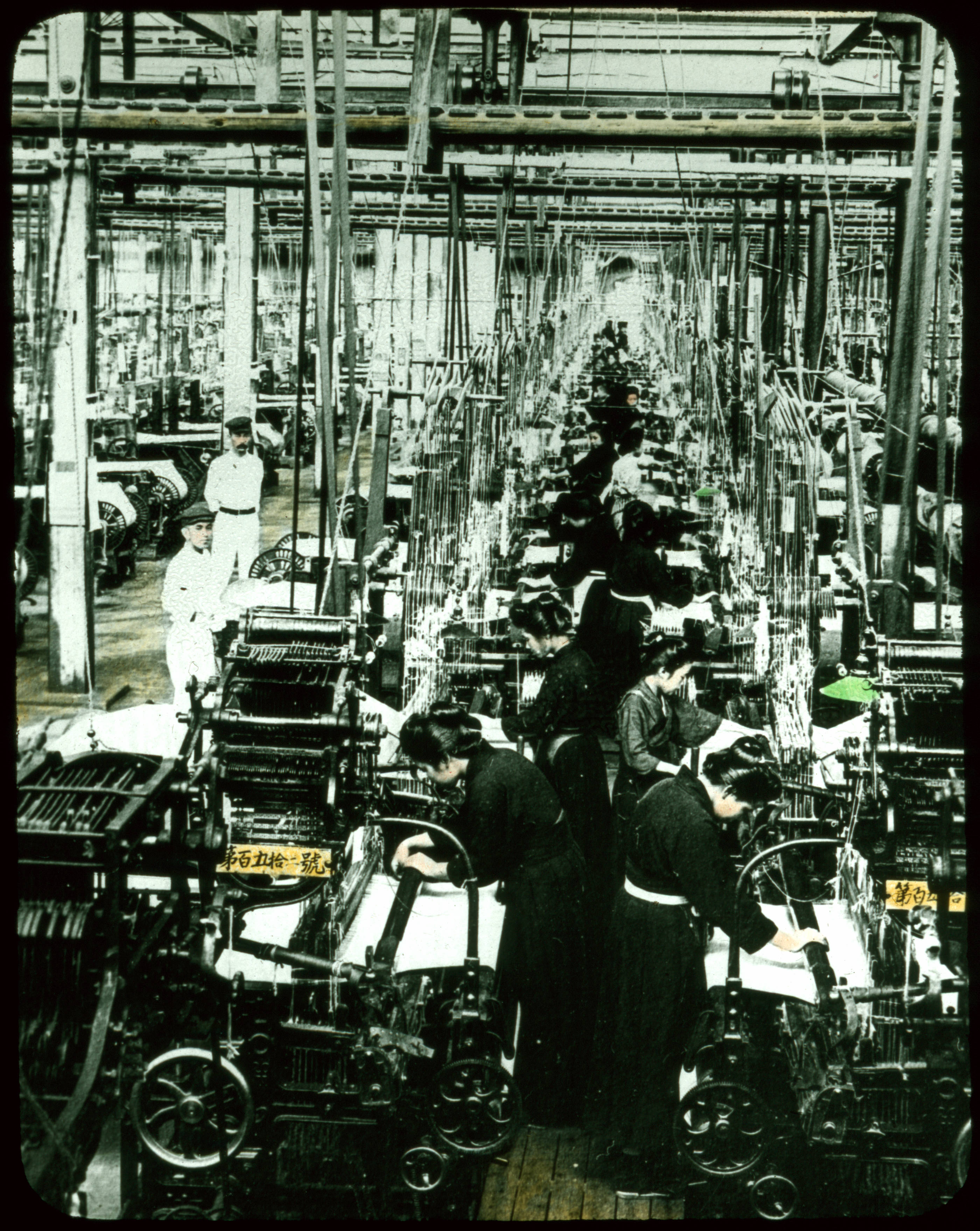
Usine textile vers 1910.

### Des crises de l'ère Taishō à la crise de 1929
Le Japon bénéficie économiquement de la Première Guerre mondiale, en fournissant du matériel aux Alliés — notamment des bateaux (le chiffre d'affaires des constructeurs est multiplié par dix entre 1914 et 1919) —, mais aussi, en captant de nouveaux marchés internationaux, jusque-là dominés par les Occidentaux (fournitures de cotonnades en Chine et en Inde notamment). Entre 1917 et 1920, le produit national brut augmente ainsi globalement de 20 %. La balance commerciale du pays devient momentanément bénéficiaire ; elle passe ainsi d'un déficit d'un milliard de yens en 1913 à un excédent de deux milliards de yens en 1920. Sitôt le choc du conflit absorbé par les puissances occidentales, la balance commerciale du Japon redevient déficitaire, alors que s'installe un certain marasme, consécutif à la dépression de 1920-1921. Le prix de certaines denrées — comme le riz, le coton et la soie — s'effondre sur les marchés, ce qui entraîne des faillites et fragilise les zaibatsu les plus petits, comme Furukawa Group. En 1922, lorsque la situation économique japonaise se stabilise, plusieurs incidents financiers éclatent, comme la faillite d'une douzaine de banques locales et la ruine du spéculateur Sadashichi Ishii, ce qui prolonge une certaine tension sur les marchés.
L'essor économique qui accompagne la Première Guerre mondiale se déroule cependant au détriment de la population. L'inflation entraîne rapidement une augmentation du prix des produits alimentaires, comme le riz — dont le prix double pendant l'été 1918, ce qui provoque quelque 497 émeutes dans tout le pays. Cette agitation, qui mobilise jusqu'à un million de personnes, dynamise les premiers syndicats japonais d'ampleur nationale, qui ont commencé à se structurer dans la clandestinité, dès 1916. En août 1919, est organisé un premier congrès national de ces syndicats, lequel relaie diverses revendications, depuis la reconnaissance officielle des syndicats, jusqu'à la journée de 8 heures. En 1922, un premier syndicat ouvrier officiel est ainsi créé, la Fédération générale des travailleurs japonais (ou Sōdōmei), alors que le mouvement ouvrier commence à être parcouru par une division entre réformistes et révolutionnaires. La même année, se constitue également un syndicat de fermiers, alors que se multiplient les conflits entre ces derniers et les propriétaires.
Le séisme de 1923 du Kantō ravage Tokyo et plonge ainsi le pays dans une nouvelle crise économique. Pour financer la reconstruction, la banque du Japon émet des « bons d'obligation du séisme ». L'effondrement des exportations (provoqué par ces destructions) conjugué à la hausse des importations (exigée par la reconstruction de la capitale) entraîne une chute du taux de change de la monnaie nationale. En 1924, lorsque le gouvernement doit emprunter sur les marchés étrangers, les taux d'intérêts négociés auprès de banques américaines et britanniques sont très élevés. Le remboursement de ceux-ci entraîne indirectement en 1927 la faillite d'une banque de Kōbe, laquelle provoque à son tour la faillite d'une quarantaine de banques régionales et de trois banques majeures, ainsi que la chute du gouvernement Wakatsuki. Une panique bancaire gagne alors le pays (près de 11 % de tous les dépôts sont retirés) et le gouvernement doit imposer un moratoire des paiements d'une durée de 20 jours. L'éclatement de cette crise financière Shōwa marque durablement le pays et affaiblit ses finances juste après l'éclatement de la crise mondiale de 1929. En 1927, est promulguée une loi qui contraint les banques les plus petites à fusionner, leur nombre passant ainsi de 1 575 en 1926 à 651 en 1932. Si de nombreuses petites entreprises sont affaiblies ou périclitent, les plus gros zaibatsu — comme Mitsubishi, Mitsui, Sumitomo et Yasuda — en profitent pour se lancer dans de nombreuses acquisitions et se trouvent alors au sommet de leur influence.
Pendant cette période, les gouvernements successifs se montrent assez souvent interventionnistes et protectionnistes. Ainsi, en 1920, lorsque des entreprises textiles se constituent en cartels pour racheter et détruire les invendus de manière à stabiliser les prix, le gouvernement consent à des prêts à très faible intérêt. En 1921, le gouvernement intervient directement sur le marché du riz, en achetant et vendant de grandes quantités de la production pour stabiliser le marché. De plus, le parti Rikken Seiyūkai, au pouvoir de 1918 à 1922, sous l'impulsion du ministre des Finances Takahashi Korekiyo, lance une vague d'investissements dans les infrastructures des régions périphériques du pays, ce qui lui permet d'y renforcer son poids politique. En 1924, lorsque le parti d'opposition Kenseikai arrive au pouvoir, cette politique d'investissement dans les régions est maintenue, bien que le parti fasse alors la promotion de l'équilibre des dépenses. Ces investissements permettent de faire émerger de grandes régions d'industrie lourde — d'une part entre Tokyo et Yokohama, d'autre part entre Ōsaka et Kōbe —, bénéficiant notamment de la généralisation de la fourniture d'électricité (aciéries, productions d'engrais…). En 1935, 89 % des foyers japonais ont ainsi accès à l'électricité, contre 68 % des foyers américains, et 44 % des foyers britanniques.

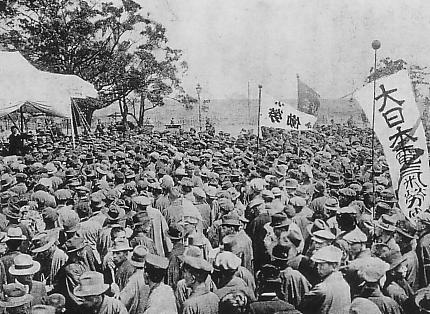
Première célébration du Premier mai en 1920.
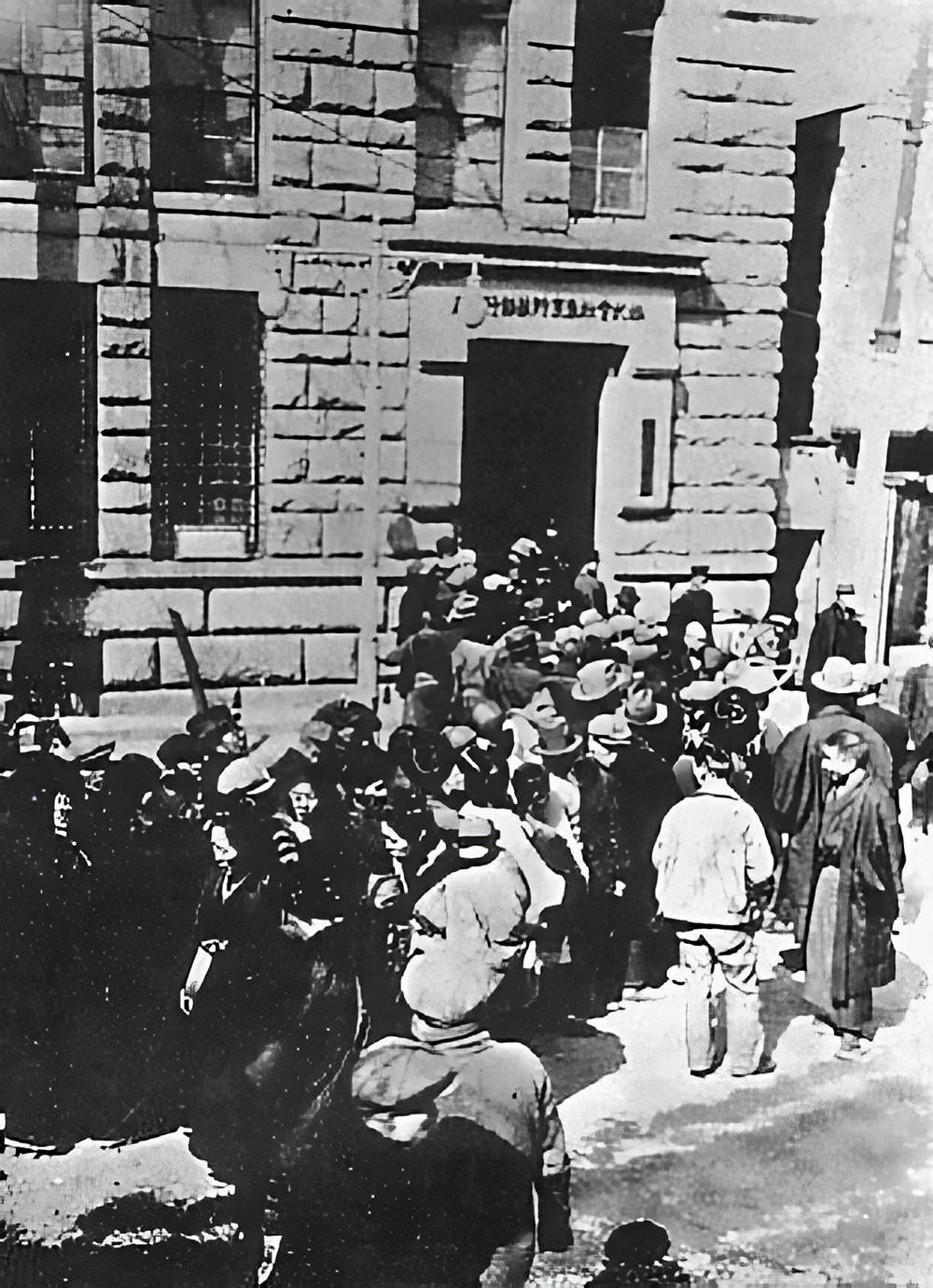
Panique bancaire en 1927.
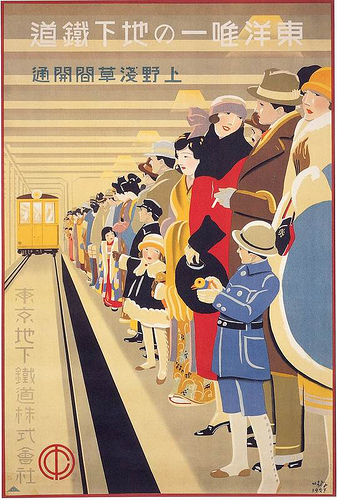
La première ligne de métro ouvre à Tokyo en 1927.
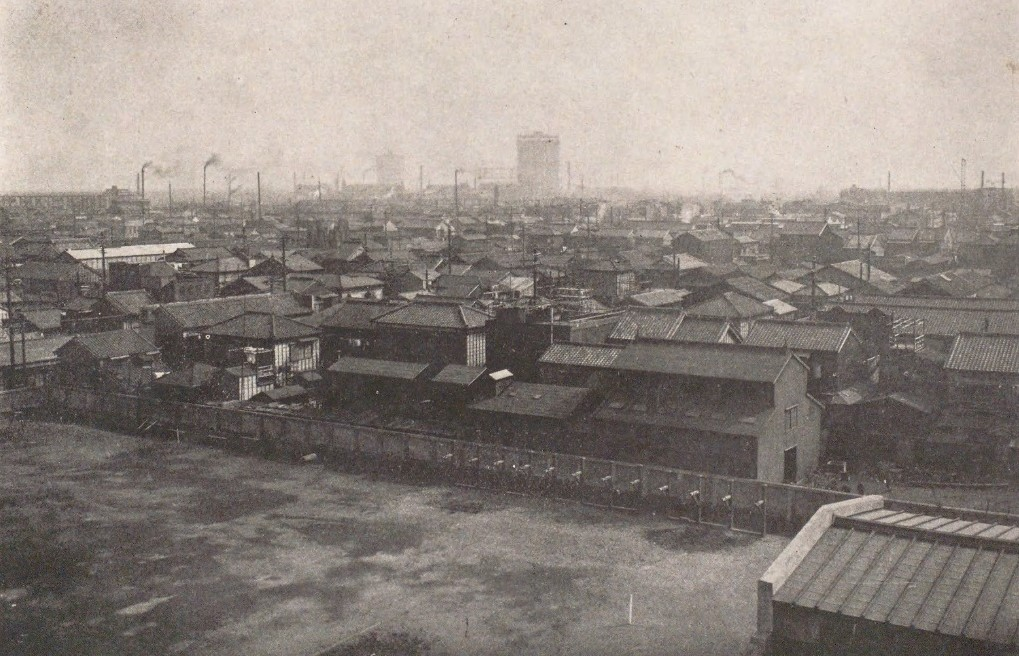
Zone industrielle à Tokyo en 1930.
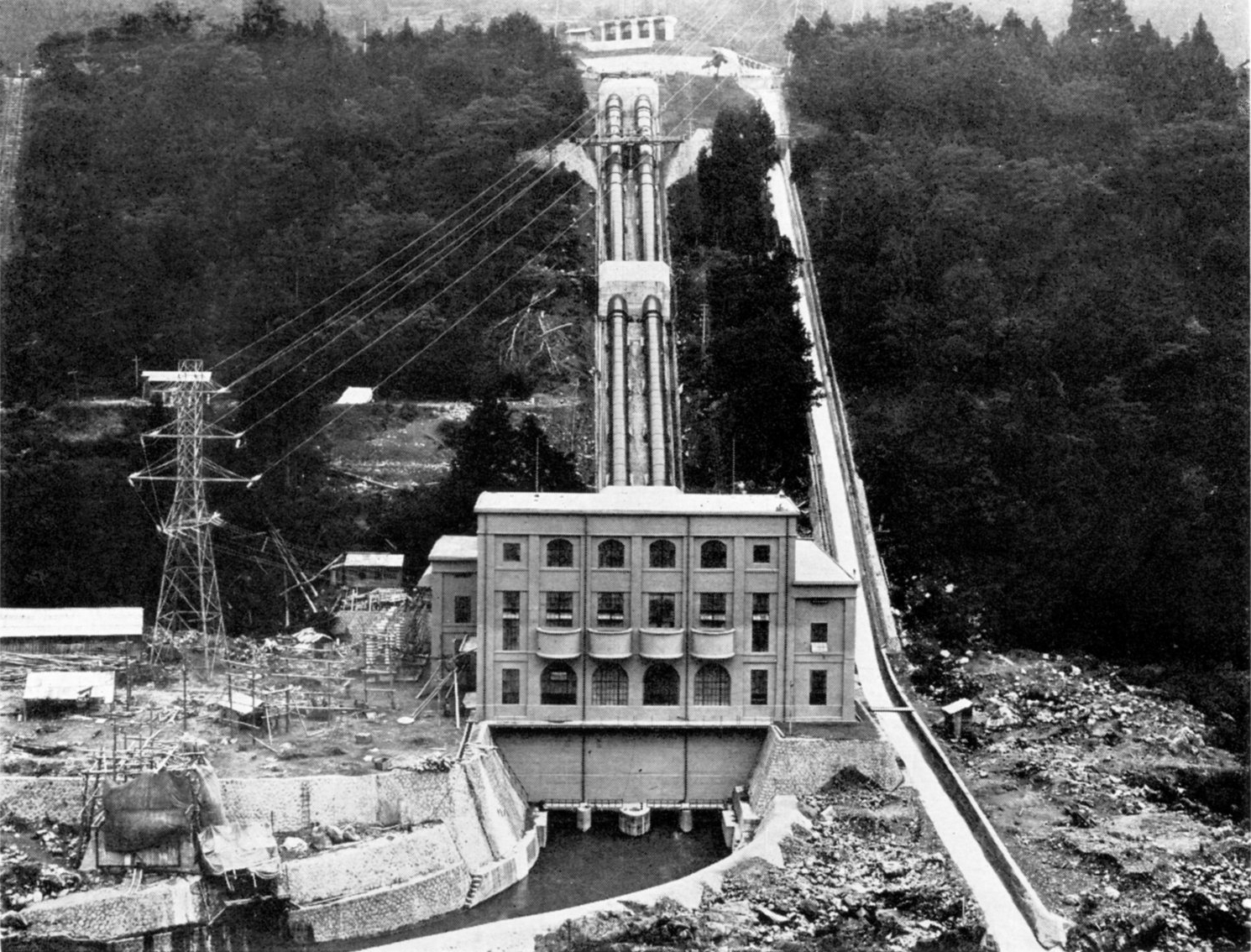
Usine hydroélectrique inaugurée en 1929 dans la préfecture de Toyama.

### Des crises de 1929 et 1930 à la reprise économique
La convertibilité du yen en or, abandonnée lors de la Première Guerre mondiale, fait l'objet de plusieurs tentatives infructueuses de réinstauration lors des années 1920. Les nombreuses maisons de négoce en particulier font pression dans ce sens sur les gouvernements successifs, un yen fort leur permettant d'acheter à moindre coût à l'étranger. Les conséquences du krach de 1929 sont encore mal identifiées, et en janvier 1930, le ministre de l'économie Junnosuke Inoue prend la décision de réinstaurer la convertibilité du yen en or. À partir de cette date, l'économie japonaise doit faire face à un double choc : la perte de compétitivité de ses industries, en raison de sa monnaie, et la diminution drastique de ses débouchés en raison de la crise économique qui touche plusieurs de ses marchés extérieurs. L'industrie minière licencie jusqu'à 40 % des mineurs et dans l'industrie textile, des réductions de salaire, pouvant atteindre les 40 %, provoquent de nombreuses grèves. La production agricole enregistre aussi des baisses importantes des prix de vente : jusqu'à 66 % pour le coton et jusqu'à 50 % pour le riz. En réaction à cette double crise, le gouvernement choisit de laisser l'industrie se réguler d'elle-même ; des cartels se forment alors pour réduire la production et maintenir les prix, favorisés en ce sens par une loi de 1931. Le gouvernement adopte aussi une très grande rigueur budgétaire et réduit fortement les dépenses de l'État. Ces politiques très impopulaires causent de nombreux troubles au sein de la population. Le parti Rikken Minseitō perd définitivement le pouvoir lors des élections législatives de 1932 et le Rikken Seiyūkai forme une nouvelle coalition.
Takahashi Korekiyo, ministre de l'économie pour l'essentiel de la période 1931-1936, instaure une politique proche du keynésianisme, articulée autour d'une baisse des taux d'intérêt et des taux de change, ainsi qu'une hausse de la dépense publique. Il laisse le yen se dévaluer face au dollar, le taux de change passant de 100 yens pour 50 dollars à 100 yens pour 20 dollars fin 1932. Quant aux taux d'intérêt accordés aux banques, ils passent de 6,6 % à 3,7 %, de 1932 à 1933. Les dépenses de l'État passent elles de 1 480 milliards de yen en 1931 à 2 250 milliards de yen en 1933 et se stabilisent à ce niveau les années suivantes ; l'armée et les dépenses ciblant les campagnes sont favorisées par cette hausse.
Ces « politiques Takahashi » permettent de dynamiser les exportations japonaises, notamment dans le secteur textile, mais cette évolution incite les pays étrangers à mettre en place de nombreuses mesures protectionnistes vis-à-vis des produits japonais. La baisse du taux de change rend les importations plus chères, ce qui permet à certaines industries nationales, comme l'industrie chimique et l'industrie lourde, de redevenir compétitives dans le pays. Des industriels en profitent pour moderniser leurs structures et atteignent ainsi les meilleurs standards internationaux dans plusieurs domaines : la production de viscose pour Toyo Rayon ou Asahi Bemberg, les machines-outils électriques pour Toshiba et Hitachi, ou encore la production aéronautique, grâce à des financements de l'armée.
Au cours de cette période, émerge une nouvelle génération de zaibatsu, incluant des firmes comme Nissan, Shōwa Denkō, Nippon Soda, ou encore Nakajima. Ils ont en commun d'être constitués autour des nouvelles technologies de l'époque, et d'être dirigés, non pas par des gestionnaires, mais par des ingénieurs ou des militaires. Sans lien avec les zaibatsu plus anciens — et donc, sans accès au financement des banques —, ils bénéficient pour leur développement de divers prêts de l'État. Entre 1932 et 1933, de nombreux cartels voient le jour dans divers domaines, comme l'industrie papetière, la production électrique, la finance ou encore les brasseries. S'ils permettent d'augmenter les prix de vente et donc, de consolider financièrement ces entreprises, leur situation monopolistique attire de nombreuses critiques, ce qui pousse le gouvernement à faire voter en 1936 une loi pour les dissoudre.

### Une économie de guerre à partir de 1936
Le 26 février 1936, le ministre de l'économie Takahashi Korekiyo et plusieurs autres membres du gouvernement sont assassinés par des militaires de la Kōdōha. Cette tentative de coup d'État fait évoluer drastiquement la politique économique du Japon. Depuis 1934, Takahashi était parvenu à maintenir sous contrôle les dépenses militaires ; ses successeurs, incapables de s'opposer au nouveau pouvoir militaire, augmentent celles-ci en votant des plans d'armement pluriannuels. C'est ainsi que, dès 1937, l'État accroît ses dépenses de près de 40 %. Lorsque Konoe devient Premier ministre du Japon en 1937, trois priorités économiques sont définies : l'équilibre de la balance des paiements, l'essor des dépenses militaires et la régulation de l'offre et de la demande des biens de consommation, en plafonnant l'importation et l'exportation de certaines ressources. En juillet 1937, dès le déclenchement de la seconde guerre sino-japonaise, l'économie nationale est à la fois sévèrement contrôlée et principalement organisée pour satisfaire les besoins de l'armée. Cette nouvelle orientation entraîne un pénurie de certaines ressources, comme le pétrole, qui commence à toucher le pays.
La loi de mobilisation générale de l'État, votée par la Diète en mars 1938, permet au gouvernement de nationaliser les entreprises et les mines, de contrôler les allocations de ressources financières et de matières premières attribuées aux entreprises, de recruter de force la main-d'œuvre nécessaire et de décider, comme bon lui semble, des conditions de travail. C'est ainsi que le Japon entre rapidement dans une économie de guerre. En 1940, le gouvernement ordonne de rationner le riz et le sucre ; des prix fixes sont également décrétés — mais ceux-ci ne font que stimuler le marché noir. Les entreprises japonaises implantées en Mandchourie et dans le nord de la Chine sont largement mises à contribution pour fournir les matériaux nécessaires à la machine de guerre japonaise. Des pénuries apparaissent dans les chaines d'approvisionnement. En 1939, le traité commercial entre le Japon et les États-Unis est abrogé par ces derniers, ce qui permet à son gouvernement d'instaurer un embargo sur certaines matières premières critiques (fer et acier en 1940, pétrole en 1941). Le déclenchement de la guerre en Europe la même année perturbe l'approvisionnement de certains biens. Enfin, les stocks d'or et de devises étrangères que possède encore la banque du Japon sont presque épuisés en 1940, ce qui empêche le pays d'acheter des matières premières en dehors de sa zone d'influence économique. L'effondrement de plusieurs puissances coloniales européennes, comme les Pays-Bas et la France, rend leurs colonies asiatiques vulnérables, et les militaires japonais commencent à préparer des plans d'invasion dans le but d'accéder à certaines ressources (pétrole, caoutchouc, et étain dans les Indes orientales néerlandaises notamment).
À partir de la fin 1941, le Japon remporte des victoires contre les Occidentaux en Asie du Sud-Est et dans le Pacifique. Ces premiers succès retardent la mise en œuvre de mesures économiques plus drastiques. Par excès d'optimisme, les dirigeants japonais pensent pouvoir matérialiser la sphère de coprospérité de la Grande Asie orientale et s'en servir pour combler leurs besoins. Ce n'est qu'à l'automne 1942 que sont prises des mesures supplémentaires et que la priorité est donnée à la production d'armes et d'équipements militaires. La construction aéronautique passe de 6 174 unités en 1941 à 26 507 unités en 1944, et la construction navale, de 201 000 à 408 000 tonnes sur la même période. À partir de l'été 1944 et de la défaite de la bataille de Saipan, l'approvisionnement depuis l'Asie du Sud-Est cesse, et en la matière, le Japon ne peut plus compter que sur le nord de la Chine, la Mandchourie et la Corée. Le besoin en matériaux est tel que des équipements non prioritaires sont sacrifiés pour répondre à la demande : des cloches de temple ou des rails de tramway sont fondus pour en faire des munitions, et des machines d'usines textiles, reconverties pour les produire. Les ouvriers des usines qui ne peuvent plus fonctionner sont réquisitionnés pour travailler dans les mines et les usines d'armement, et à partir de 1944, les étudiants et les lycéens sont eux aussi mis au travail pour soutenir l'effort de guerre.
La production agricole vacille dès 1937. Du fait des réquisitions de main-d'œuvre, la population paysanne diminue de 7,4 % entre 1937 et 1939 — ce recul touchant en particulier les hommes de 16 à 35 ans — et continue de diminuer tout au long de la guerre. Le manque d'équipements agricoles, de fertilisants chimiques, ainsi que de pétrole, contribue grandement à faire chuter la production. De son côté, la Corée est touchée par une série de sécheresses à partir de 1940 et les importations de riz depuis cette colonie sont divisées par deux. Le gouvernement japonais voit alors dans le développement de la Mandchourie la solution à ses problèmes d'approvisionnement, mais là aussi, la production agricole baisse en dépit de plusieurs plans de soutien. La famine touche à la fois la population de l'archipel et celle des pays occupés. Plus d'un million de Vietnamiens meurt de famine en 1945, et les soldats japonais meurent davantage de malnutrition que du fait des combats.
Les conquêtes du Japon sont exploitées de différentes manières. Les mines de fer de Malaisie sont remises en activité dès décembre 1941, mais en 1942, elles ne produisent plus que le dixième de la production d'avant-guerre. Les puits de pétrole de Sumatra sont quant à eux relancés avec un certain succès, mais les problèmes de logistique ne permettent pas d'en faire profiter le Japon. La population locale est aussi utilisée comme main-d'œuvre, dans des conditions qui peuvent s'avérer très dures. Plus du tiers des quatre cent mille mineurs travaillant à l'extraction de charbon au Japon à la fin de la guerre sont coréens, chinois, ou prisonniers de guerre — la plupart gravement sous-alimentés et soumis à des conditions très rudes.
Les derniers mois de la guerre mettent à mal l'ensemble de l'appareil de production. À partir de mi-1944, les bombardements américains touchent massivement l'archipel. Complexes industriels et centres urbains connaissent d'importantes destructions. En août 1945, l'invasion soviétique de la Mandchourie coupe le Japon d'un important centre d'approvisionnement. À la fin de la guerre, 80 % de la flotte maritime japonaise est perdue, tout comme 25 % de l'ensemble de ses bâtiments, et 34 % de ses outils de production industrielle. Plus largement, le Japon est coupé de toutes ses sources d'approvisionnement en nourriture et en matières premières, sur lesquelles il a bâti son modèle économique depuis le début de la période impériale.

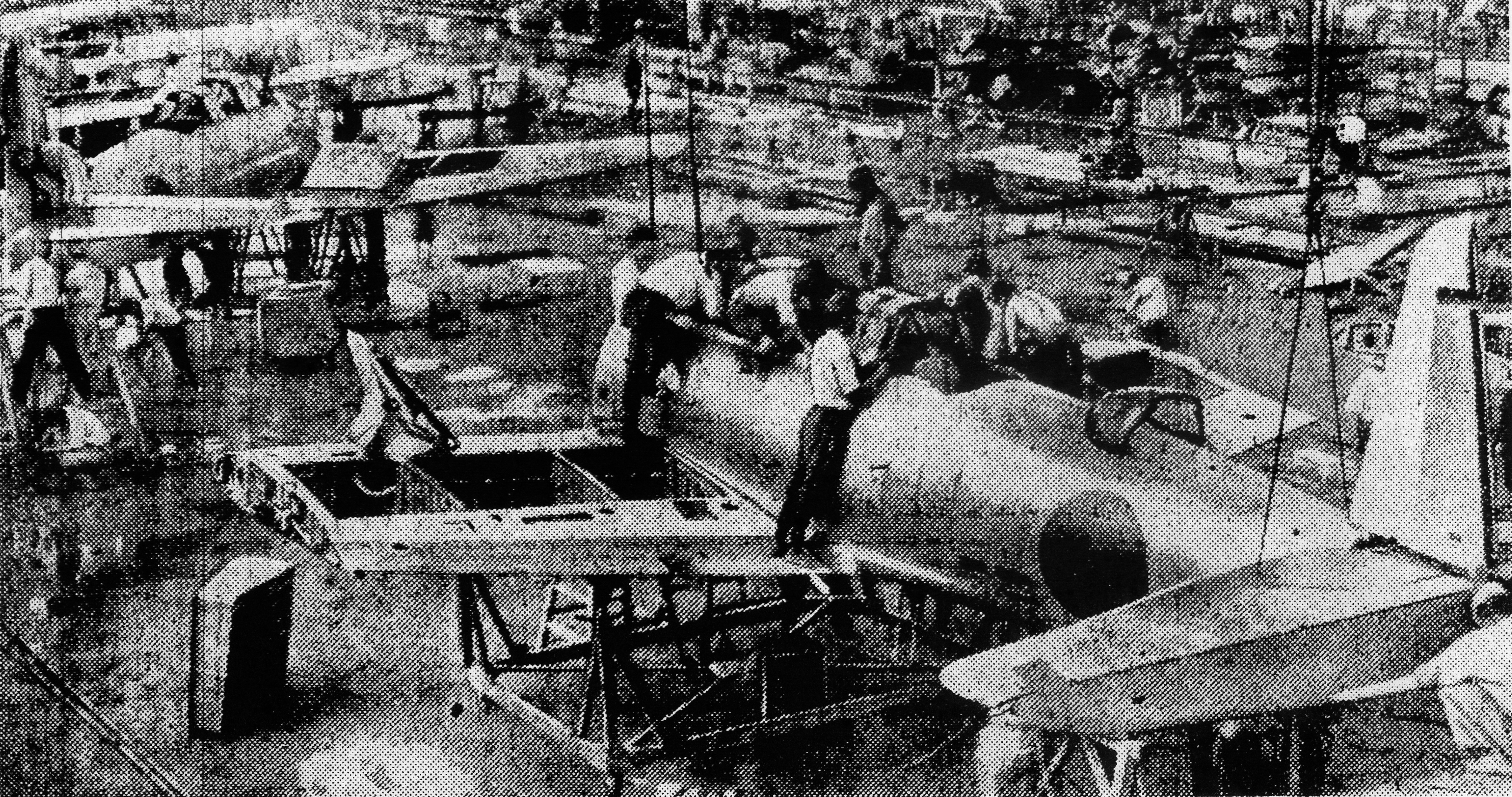
Usine de construction d'avions de guerre près de Nagoya, 1944.
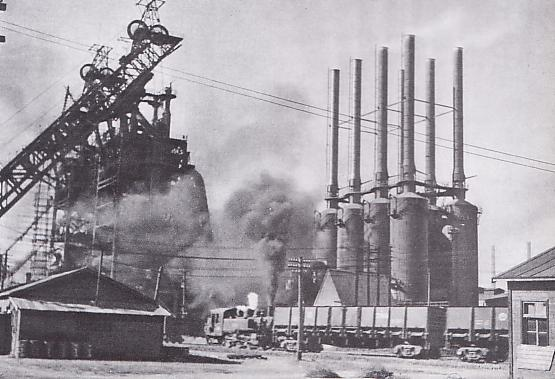
Aciérie japonaise en Mandchourie, avant 1945.
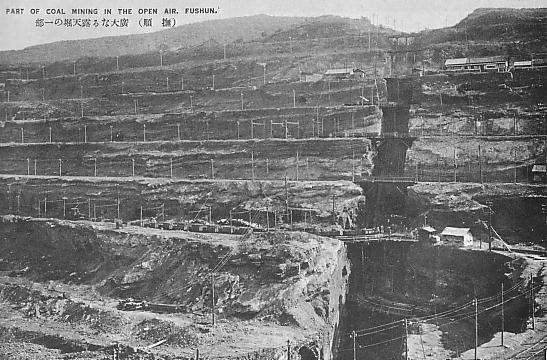
Mine de charbon à ciel ouvert en Mandchourie, vers 1940.
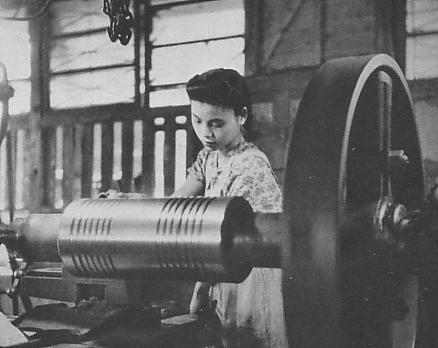
Ouvrière taïwanaise dans une usine au Japon pendant la Seconde Guerre mondiale, image de propagande, 1943.

## L'empire et ses limites: Aires d'influence, colonies, marges, migrations

### Intégration des marges: Hokkaidō et Okinawa
Dès le début de l'ère Meiji, le Japon cherche à renforcer sa position dans des territoires proches de ses îles principales, mais encore insuffisamment intégrés. C'est ainsi que, pour se protéger des prétentions occidentales dans la région, il entreprend de resserrer ses liens avec Hokkaidō et l'archipel des Ryūkyū. La souveraineté du Japon sur Hokkaidō est confirmée par le traité russo-japonais de 1875, tout comme sa souveraineté sur les îles Kouriles. Au sud, le royaume de Ryūkyū, déjà tributaire du domaine de Satsuma, fait l'objet d'un accord avec la Chine. Le royaume devient un protectorat en 1875, avant d'être intégré au reste du Japon comme préfecture d'Okinawa en 1879. Si, en théorie, les populations locales natives (Aïnous à Hokkaidō et Okinawaïens dans les Ryūkyū) jouissent des mêmes droits que les autres Japonais, la mise en œuvre très lente de ces droits en font des citoyens à part. Le Koseki (livret de famille) sert à séparer ces populations locales des Japonais des autres préfectures. La conscription obligatoire dans le reste du pays ne concerne Hokkaidō et Okinawa qu'à partir de 1898.
L'administration de ces territoires diffère du reste du pays. À Hokkaidō, l'île est dirigée politiquement et économiquement comme une colonie. À Okinawa, l'opposition des élites locales est plus forte, et la métropole renonce à toucher à certaines coutumes. L'ancienne relation tributaire liant l'archipel au domaine de Satsuma est même virtuellement prolongée, en recrutant — essentiellement dans les préfectures de Kagoshima et de Nagasaki — du personnel administratif et des policiers. De la même façon, le droit de vote des populations locales n'est accordé qu'avec beaucoup de retard, comparé au reste du pays. Hokkaidō ne bénéficie d'une assemblée préfectorale qu'en 1901, et du droit de vote aux élections législatives, qu'en 1903. À Okinawa, ces droits ne sont accordés qu'en 1909 et 1912, alors que les autres préfectures jouissent de ces droits depuis 1871 et 1889.
L'État instaure des politiques d'assimilation par l'éducation, visant les Aïnous et les Okinawaïens. Il ouvre des écoles primaires dont les professeurs sont recrutés exclusivement dans les autres préfectures. L'objectif est tout d'abord de supprimer les langues locales pour imposer le japonais standard (via l'utilisation de symboles par exemple), mais aussi d'effacer les coutumes de ces populations (interdiction des cheveux longs et des habits traditionnels à Okinawa). Si à Okinawa les écoles peuvent inclure des Japonais des autres préfectures, les Aïnous, jusqu'en 1922, sont éduqués dans des écoles séparées, principalement pour des motifs racistes. Même si les élites d'Okinawa sont relativement favorables à l'assimilation, la majorité des Okinawaïens fait l'objet de discriminations par les autres Japonais — dans le pays comme dans ses colonies —, et partagent souvent le sort des migrants coréens.
L'économie de ces territoires est développée de manière diverse. À Hokkaidō, le gouvernement traite l'île comme un territoire vierge et un bureau de colonisation est créé pour la développer. D'anciens samouraïs et soldats sont incités à s'y installer pour mettre les terres en valeur en les cultivant. À Okinawa, le gouvernement met en œuvre une réforme foncière, afin de lever plus d'impôts, mais y développe peu les infrastructures. La culture du sucre s'étend dans l'archipel, mais se trouve aux mains de marchands d'autres préfectures (principalement celles de Kagoshima et d'Ōsaka), et les bénéfices sont rarement réinvestis dans l'archipel. Cette industrie sucrière commence à décliner à Okinawa après l'intégration de Taïwan comme colonie. Ceci pousse de nombreuses populations locales à émigrer dans le reste du Japon ou dans les colonies.

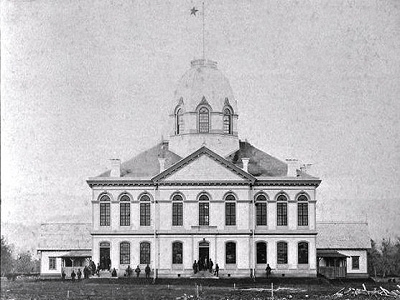
Siège du bureau de colonisation de Hokkaidō, en 1873.
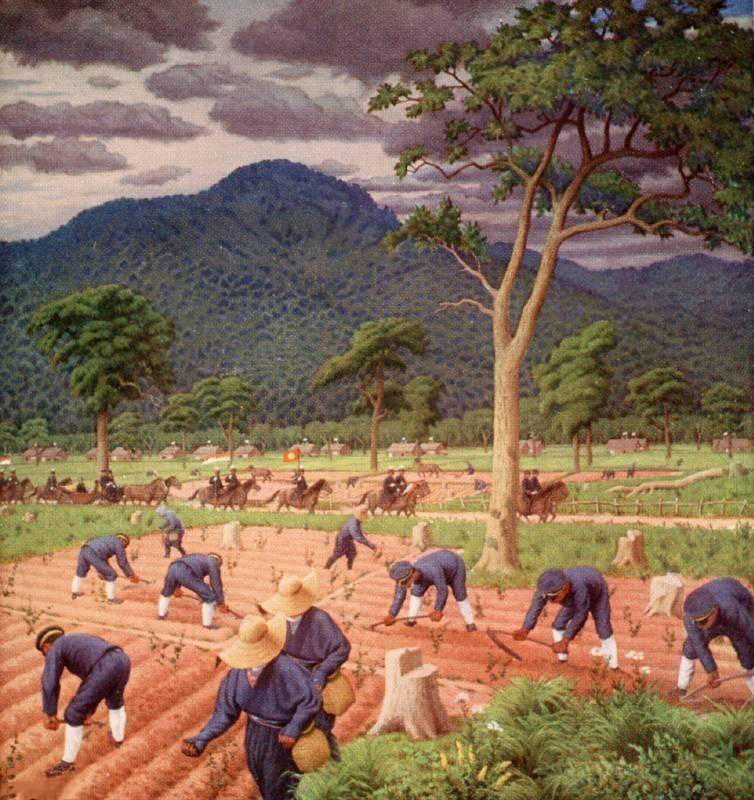
L'empereur Meiji visite une communauté agricole d'anciens soldats à Hokkaidō, en 1881.
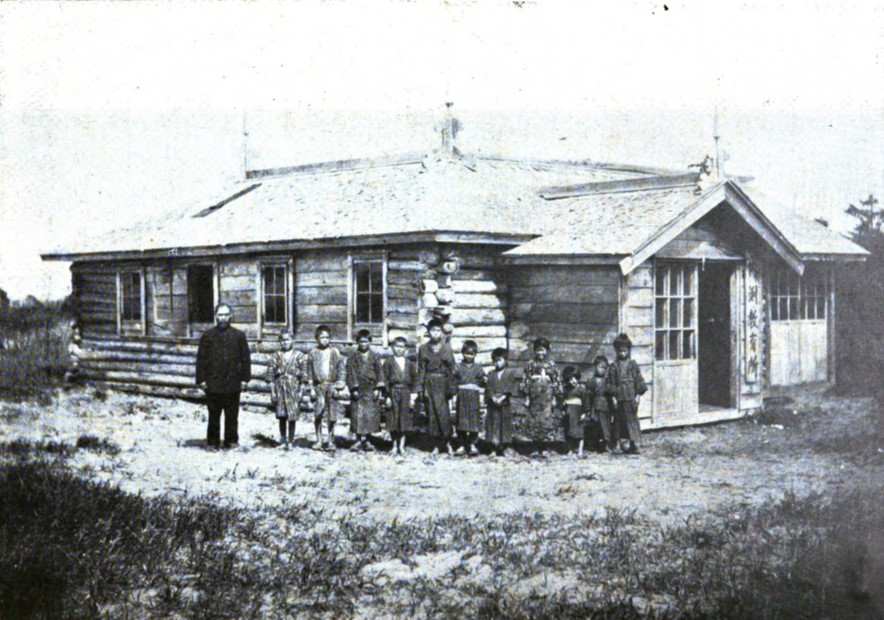
Enfants aïnous devant une école, en 1929.
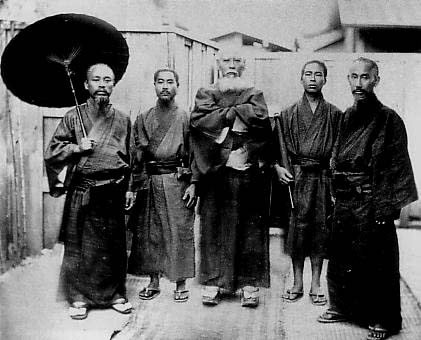
Hommes d'Okinawa en tenue traditionnelle, pendant l'ère Meiji.
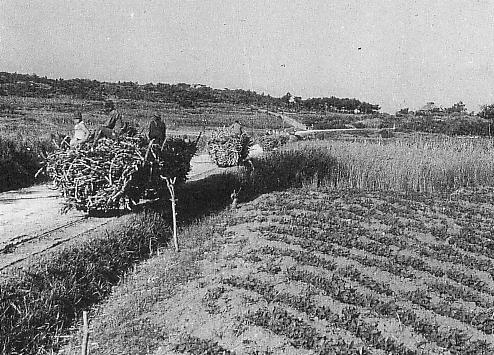
Exploitation sucrière à Miyako-jima, dans l'archipel des Ryūkyū, en 1939.

### Les colonies

#### Mise en place des colonies et administration
L'empire du Japon se constitue en quelques années, de 1895 à 1922, un empire colonial. Le pays connaît une phase de croissance en intégrant des territoires proches avant cette date, comme l'archipel Ogasawara, les îles Ryūkyū, et Karafuto (actuelle Sakhaline), mais ses conquêtes restent limitées. Si la Corée est le premier territoire que le Japon cherche à intégrer (des discussions ont lieu dès 1873 au sein du pouvoir japonais), c'est Taïwan qui devient la première colonie du pays en 1895. À la faveur d'une guerre contre la Chine au sujet de la Corée, le traité de Shimonoseki qui fixe cette année-là les conditions de la paix entre les deux pays octroie la souveraineté de l'île aux Japonais. La mainmise sur la Corée se fait plus progressivement et le Japon doit d'abord vaincre militairement la Chine en 1895 puis la Russie en 1905 avant de pouvoir transformer la Corée en protectorat (en 1905) puis de l'intégrer comme colonie (en 1910). Le Japon intègre enfin dès 1914 les colonies allemandes du Pacifique à l'occasion du déclenchement de la Première Guerre mondiale.
La pacification de ces territoires est obtenue de manière variable. À Taïwan, la résistance à la colonisation par le Japon nécessite une campagne militaire de cinq mois, coûteuse en hommes (sept mille morts du côté japonais) et en matériel, à laquelle s'ajoutent plusieurs décennies de révoltes et d'incidents sporadiques. L'île étant devenue presque par accident une colonie japonaise, les autorités n'ont pas de plan précis pour son administration ou son développement, situation qui dure jusqu'à la nomination du général Kodama Gentarō comme gouverneur général de l'île. En Corée la période de protectorat est mise à profit par le Japon pour s'imposer dans l'appareil d'État existant, et pour placer des Japonais aux postes clefs, en particulier ceux liés à la police, à l'armée, aux communications, aux transports et à la justice. La mise en œuvre de l'administration coloniale est assurée assez brutalement par le général Terauchi Masatake de 1910 à 1916 qui agit alors comme gouverneur-général de Corée. La situation est plus nuancée dans les autres territoires colonisés. À Sakhaline la colonisation apparait d'avantage comme un prolongement de la politique menée à Hokkaidō. La plupart des colons sont Japonais en dehors de quelques Aïnous disséminés sur l'île. Dans le Liadong le statut incertain du territoire complique son administration, qui se heurte à de nombreux problèmes financiers jusqu'à son intégration au sein du Mandchoukouo. Dans les territoires du Pacifique, l'administration civile japonaise ne prend pas immédiatement la suite de l'administration allemande, et l'armée gère pour un temps ces îles. Dès 1922 la situation est régularisée et la population subit rapidement une dynamique d'acculturation en faveur du Japon.
Le Japon fait le choix de mettre en œuvre une politique coloniale et des institutions locales similaires aux modèles occidentaux de la même époque. Les soutiens japonais de la colonisation développent eux aussi un discours raciste se voulant scientifique, reflet des politiques occidentales contemporaines. Dans les faits la gestion des populations locales est le plus souvent paternaliste, et adopte un ton humanitaire dans sa forme, à la manière de la mission civilisatrice en France ou Le Fardeau de l'homme blanc au Royaume-Uni. Le Japon se distingue de ses modèles occidentaux en y ajoutant une dimension pan-asianiste dans laquelle le Japon serait appelé à servir de modèle pour unifier les différents peuples d'Asie, ceux-ci devant adopter ses mœurs et sa culture pour s'élever à son niveau. Dès le début des années 1920, dans l'atmosphère libérale qui caractérise la période de la démocratie Taishō, des gouvernements civils prennent la place des gouverneurs militaires dans toutes les colonies, sauf en Corée pour des raisons stratégiques, et en raison de l'ampleur du Mouvement du 1er mars 1919. Quelques mesures modestes y sont cependant décidées pour permettre à quelques Coréens de monter dans la hiérarchie de l'administration coloniale, et pour octroyer quelques libertés dans le domaine culturel. L'idée est alors non pas d'accorder des possibilités d'autonomie aux colonies, mais au contraire de viser à les intégrer au sein de l'appareil politique japonais. La parenthèse libérale des années 1920 dans les colonies japonaises est cependant rapidement remise en cause par le tournant militariste du régime dans les années 1930, puis par la période de guerre totale au début des années 1940. Le but n'est alors plus d'octroyer les mêmes droits aux populations locales des colonies, mais de les soumettre aux mêmes obligations, notamment militaires, que les Japonais.
Les gouvernements locaux des colonies sont pour l'essentiel similaires. Un gouverneur nommé par décret impérial les dirige. Elles comportent trois niveaux de gouvernement (colonial, régional, et municipal). Si à Taïwan les Japonais occupent les postes à tous les niveaux (comme à Sakhaline et dans les colonies du pacifique), en Corée (et dans le Liadong) le niveau municipal est souvent largement fourni en locaux. Des instances chargées de réceptionner les suggestions des locaux existent, mais restent consultatives, et leurs membres sont nommés, ce qui assure de leur biais pro-japonais. L'administration est en général efficace, et assurée par des fonctionnaires issus des plus grandes universités impériales. Le Japon y stationne de plus des forces armées importantes, notamment comparées aux moyens militaires que les puissances coloniales occidentales stationnent dans leurs propres colonies. Enfin, pour s'assurer de la loyauté des colonisés, le pouvoir japonais n'hésite pas à adapter son discours en fonction des colonies pour mieux manipuler les populations et les soumettre à son autorité. Ainsi à Taïwan le système Baojia qui soumet traditionnellement les différentes communautés locales à un ensemble de responsabilités collectives est exploité par les Japonais, alors qu'en Corée c'est le modèle néoconfucéen qui prône la loyauté des administrés au souverain qui est mis en avant.

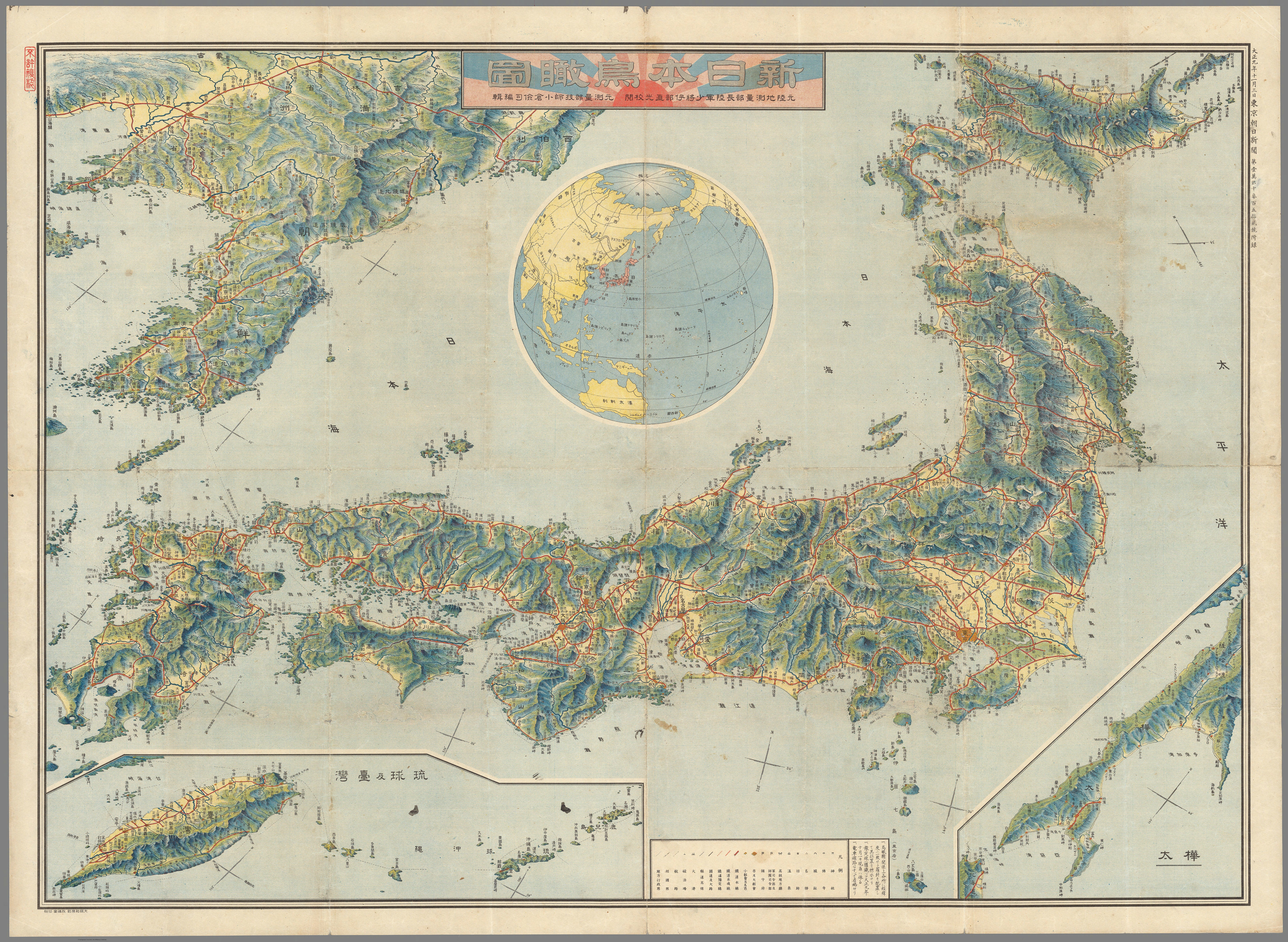
Carte de 1918 figurant le Japon et ses colonies.
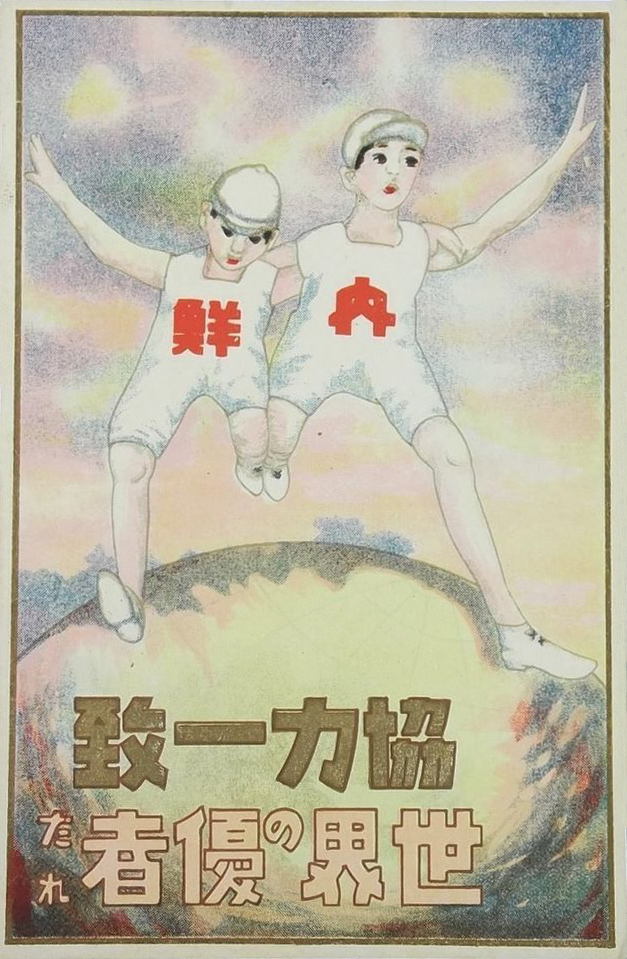
Carte Postale de propagande des années 20 figurant le Japon et la Corée.
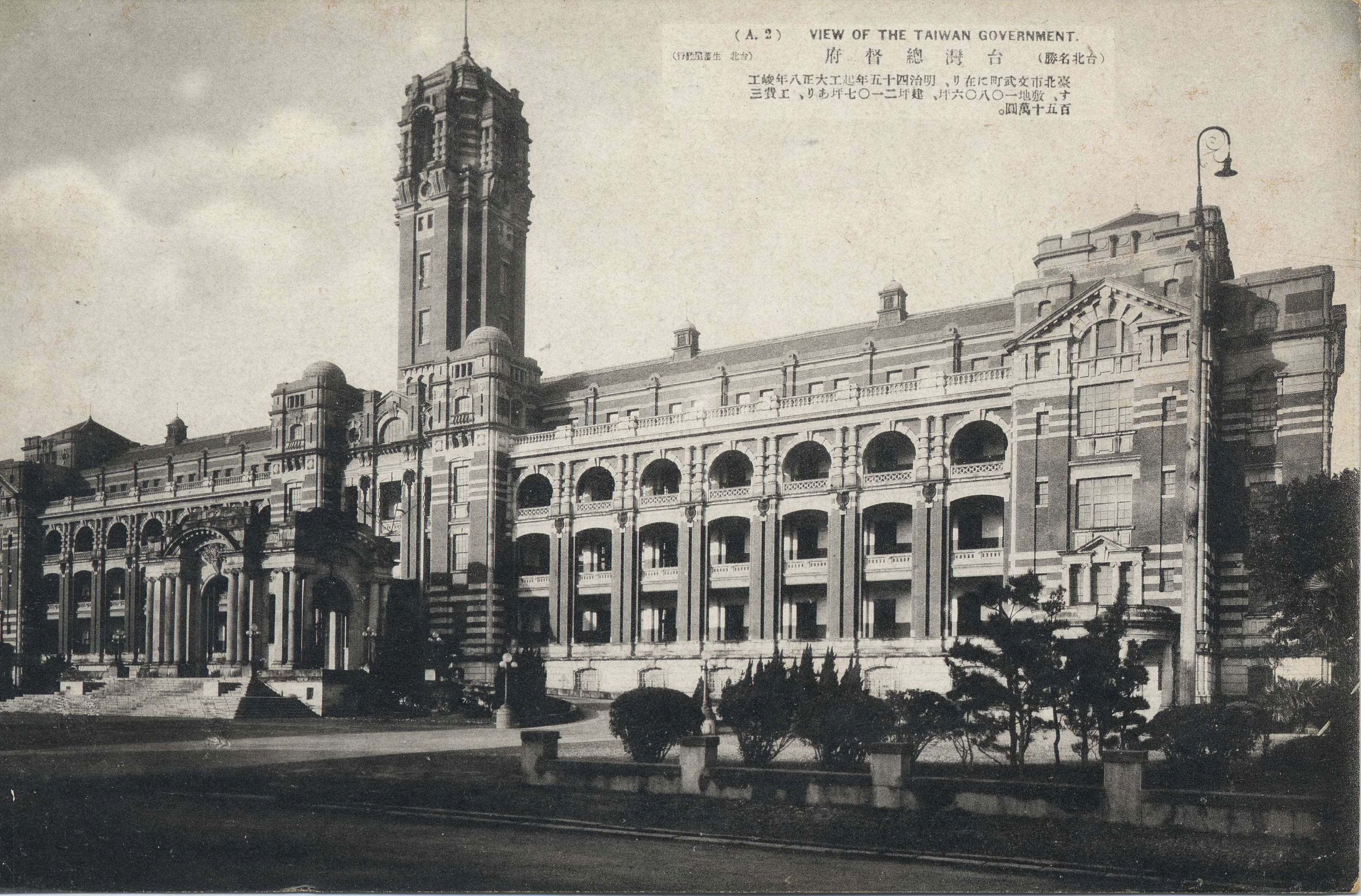
Bâtiment du gouverneur-général de Taïwan dans les années 1920, actuel Palais présidentiel.
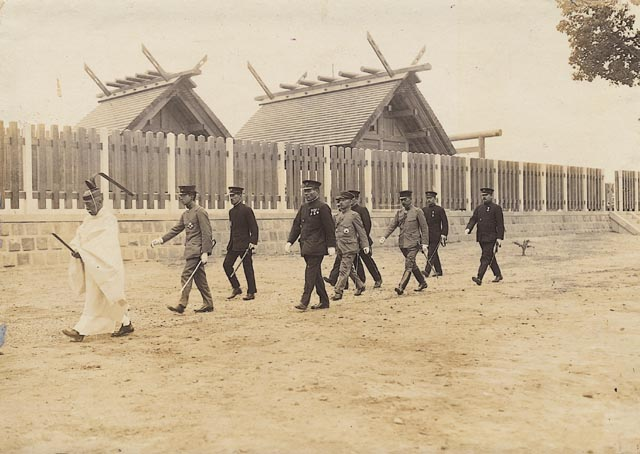
Visite du prince Hirohito à Taïwan en 1923.

#### Développement et exploitation économique
Si la création de colonies par le Japon obéit avant tout à des motifs stratégiques, le pays cherche rapidement à en tirer des bénéfices économiques. L'administration coloniale met en place de nombreuses politiques visant à développer ces territoires qui restent beaucoup plus ruraux que la métropole. Le plus souvent, ces politiques sont issues de l'expérience acquise par le Japon à l'occasion de sa propre modernisation, lors de l'ère Meiji. À Taïwan, ne pouvant compter sur aucune source de revenus déjà en place, l'administration coloniale développe en priorité les secteurs les plus aptes à assurer de rapides rentrées d'argent. En recourant à l'endettement et à de nombreuses taxes sur les produits agricoles, l'agriculture de l'île est rapidement modernisée. Développée entre 1900 et 1910, l'industrie sucrière est à l'origine de la première manne financière sur laquelle peut compter le gouvernement colonial de Taïwan, bientôt suivie par la production de riz qui, au cours des années 1920, atteint le deuxième rang en volume des importations vers le Japon.
Cette stratégie de développement basée sur des investissements publics massifs — eux-mêmes basés sur l'endettement allant de pair avec la création de monopoles semi-publics — est reprise par la suite dans d'autres colonies japonaises comme les îles du Pacifique, le Liaodong ou à Karafuto. Le but de cette augmentation de la production n'est pas de répondre à des besoins locaux, mais avant tout de fournir des ressources à la métropole. À leur tour, les colonies absorbent une partie de la production industrielle du Japon, et l'État veille à ne pas y développer d'industries qui pourraient menacer celles de la métropole. La production agricole des colonies n'entre pas en concurrence avec la production agricole locale, cette dernière ne parvenant plus à nourrir toute la population japonaise. La production de riz de la Corée en particulier est même encouragée pour satisfaire les besoins de la métropole, parfois au détriment de la population locale qui doit s'alimenter avec des céréales de qualité inférieure.
Ce système fondé sur la production agricole perdure jusqu'au début des années 1930, mais doit s'adapter en raison de la double contrainte de la crise économique mondiale de 1929 et de la remilitarisation progressive du Japon. De nombreuses entreprises étant malmenées par la Grande Dépression, les acteurs financiers japonais cherchent à réaliser de nouveaux investissements rentables dans le secteur de l'industrie. Les économies de la Corée et de Taïwan voient leurs priorités évoluer, le but devenant alors de produire des matériaux pouvant être utilisés par l'industrie japonaise, comme des minerais, du pétrole, ou des métaux divers. Cet effort d'industrialisation produit des résultats mitigés à Taïwan, mais rencontre un certain succès en Corée : en effet, la péninsule est riche en minerais, en potentiel hydroélectrique, et en main-d'œuvre bon marché, contrairement à Taïwan qui ne dispose pas d'infrastructures aussi développées. Là encore, l'industrialisation ne bénéficie pas aux populations locales, la production étant tournée vers les besoins de la métropole, en particulier vers les besoins militaires. Dans les années 1930, par exemple, la Corée produit trois fois plus d'énergie hydroélectrique que Taïwan, mais seuls 12 % des foyers coréens disposent de l'électricité, contre 36,3 % des foyers taïwanais à la même période. L'inadéquation entre la production et les besoins de la population locale est d'autant plus aggravée qu'à partir des années 1930, la péninsule coréenne sert de base arrière à l'armée japonaise pour son invasion de la Chine. Cette industrialisation des colonies est aussi d'un intérêt limité pour l'archipel. Ses colonies ne peuvent fournir la métropole en ressources clefs comme les fibres textiles, mais également en métaux, en pétrole, ou en produits fertilisants, et le Japon est toujours contraint de recourir à des importations. De plus, les colonies ne représentent qu'un marché limité pour écouler les productions du pays — pas plus de 20 % des produits industriels exportés y sont vendus, et pas plus de 10 % de ses produits textiles.

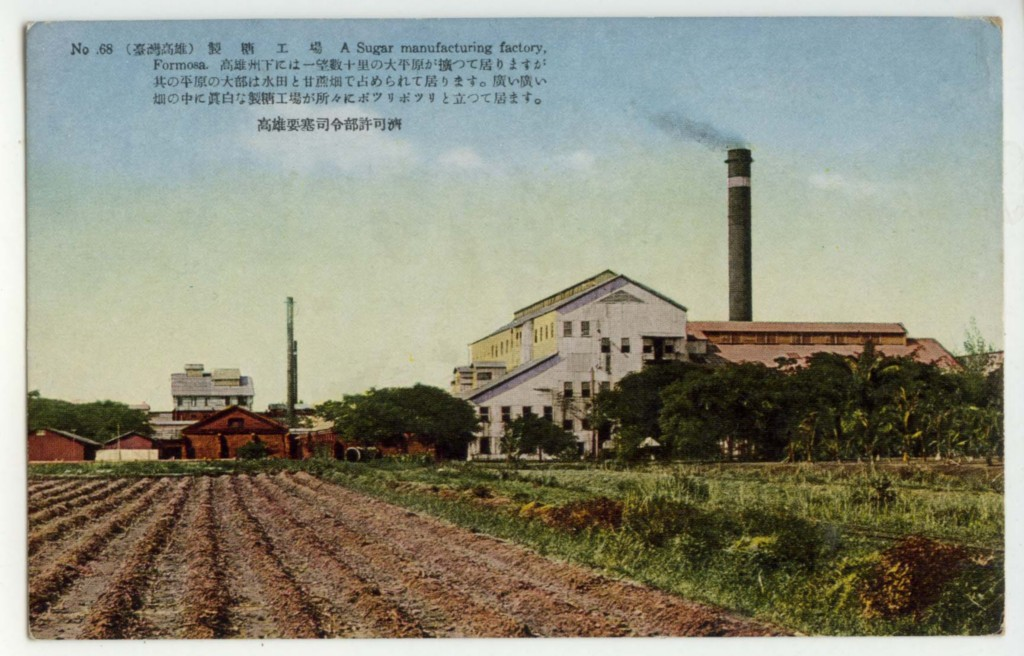
Industrie sucrière à Taïwan, avant 1945.
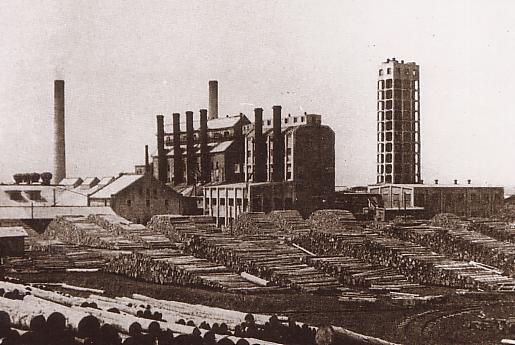
Usine papetière, avant 1945. Les forêts de Karafuto permettent le développement de ce type d'industrie.
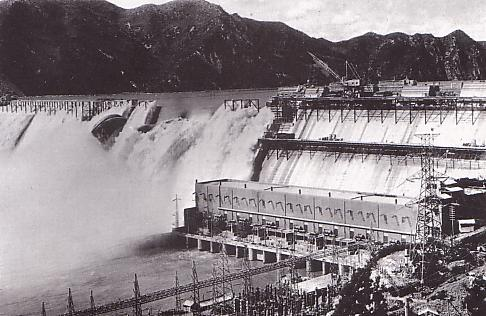
Barrage de Supung en construction, entre la Corée et la Chine en 1942, à l'époque, le plus grand d'Asie, et le second plus puissant au monde.
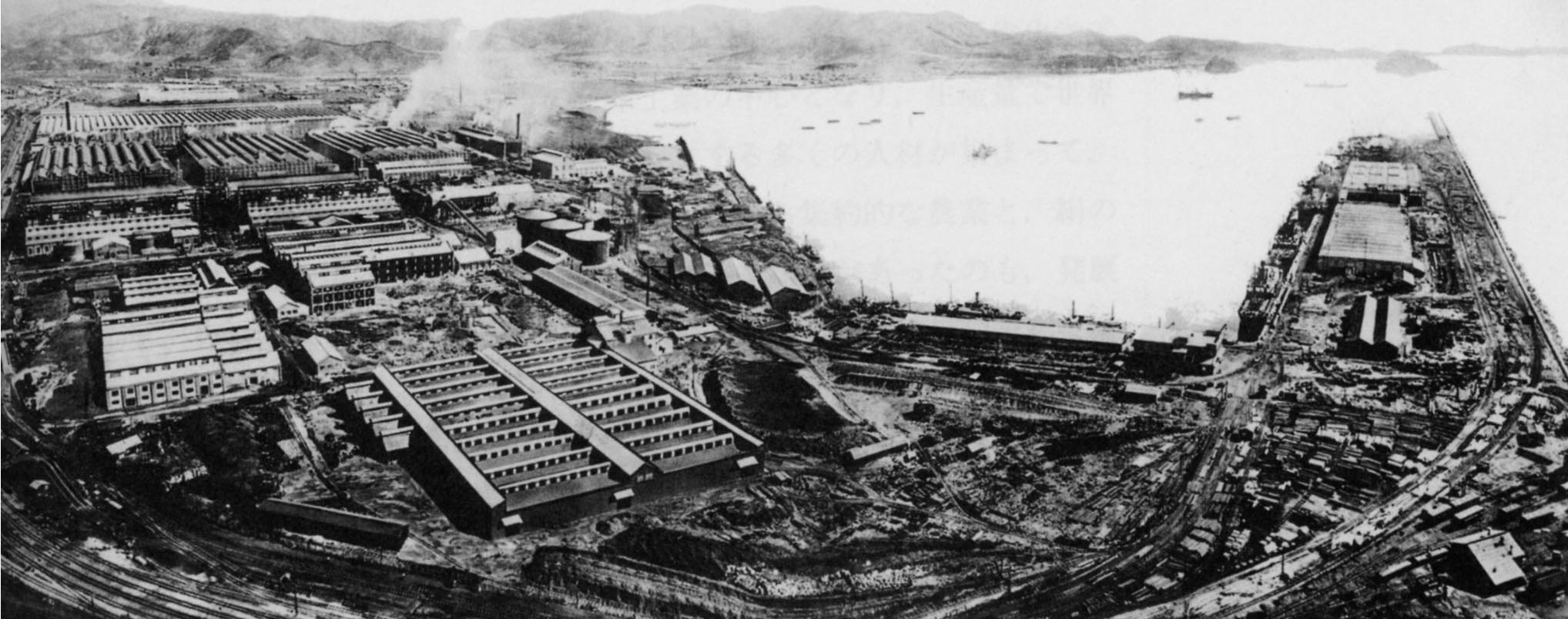
Complexe industriel à Hŭngnam en Corée, en 1927.

#### Japonais et populations locales dans les colonies
Les Japonais qui s'installent dans les colonies importent avec eux leur mode de vie ou cherchent à le reproduire localement. Ces usages s'expriment notamment à l'occasion de la construction de capitales ou de centres urbains coloniaux. C'est ainsi qu'à Taïwan, la ville de Taipei (renommée Taihoku par le Japon) fait l'objet de grands travaux de rénovation : de larges avenues bordées d'arbres sont percées, des parcs et des jardins sont aménagés, et d'imposants bâtiments de briques rouges sont construits pour les administrations. Par la suite, d'autres pôles régionaux de Taïwan subissent le même sort, de même que les capitales des autres colonies, comme Séoul (alors renommée Keijo), Dalian (renommée Dairen), Port-Arthur (alors renommée Ryojun), ainsi que Toyohara à Karafuto. Le réaménagement de ces villes est alors très similaire à ce que font les autres puissances dans leurs propres colonies. De plus, des quartiers résidentiels sont spécialement construits pour accueillir la population japonaise et tenir celle-ci à l'abri et à l'écart de la population locale — cette dernière, en dehors de quelques élites, ne peut bénéficier de toutes ces améliorations. Des hôpitaux, des écoles, mais aussi des sanctuaires shintōs, sont ainsi édifiés dans les grands pôles urbains des colonies.
Cette vie en autarcie, dans des conditions bien plus aisées que celles que connaissent les populations locales, nourrit un sentiment de supériorité des colons vis-à-vis des colonisés et crée des tensions grandissantes. Les réactions des populations locales varient cependant selon les colonies. En Corée, dès la période de protectorat, le Japon doit faire face à une guerre larvée et à de larges mouvements d'opposition dans la population, notamment lors du mouvement du 1er mars 1919, qui aboutit à la constitution d'un gouvernement coréen en exil, réclamant l'indépendance du pays. À Taïwan, au contraire, la population est beaucoup plus passive face à l'ordre colonial imposé par le Japon (bien que soient enregistrés quelques épisodes de révoltes d'aborigènes), tout comme dans le Liaodong où la population locale cherche au contraire à échapper à l'ordre des seigneurs de guerre qui ravagent la Chine à la même époque. À Karafuto et dans les îles du Pacifique, de manière très rapide, les Japonais sont largement en surnombre — comparé à la population locale, qui est alors marginalisée. La différence de réactions entre les populations coréenne et taïwanaise s'explique par plusieurs facteurs. À Taïwan, lors de la conquête japonaise, les élites locales ont pu fuir vers la Chine continentale, laissant peu de cadres politiques ou économiques enclins à s'opposer à la présence nippone. En Corée, tout au contraire, l'essentiel des élites est resté dans le pays. À l'époque, Taïwan dispose d'institutions très récentes, alors qu'en Corée, l'histoire politique du pays est ancienne, et un cadre néoconfucéen traditionnel est profondément ancré dans les habitudes de la population. De plus, depuis la guerre d'Imjin en 1592-1598, les Coréens nourrissent un certain ressenti vis-à-vis des Japonais. Les conditions de la colonisation sont aussi plus dures en Corée que dans les autres colonies, et de nombreux symboles culturels sont pris pour cibles par les Japonais.
En Corée, comme à Taïwan, dans l'administration et dans les finances, les Japonais occupent la plupart des postes à responsabilités, ce qui limite l'acquisition de compétences professionnelles par les populations locales. Lors de cette phase de colonisation, aucun groupe d'entrepreneurs ne se développe à Taïwan, et ceux-ci sont très peu nombreux en Corée. Lors du retrait des Japonais en 1945, ces compétences manquent, ce qui déstabilise l'économie locale.

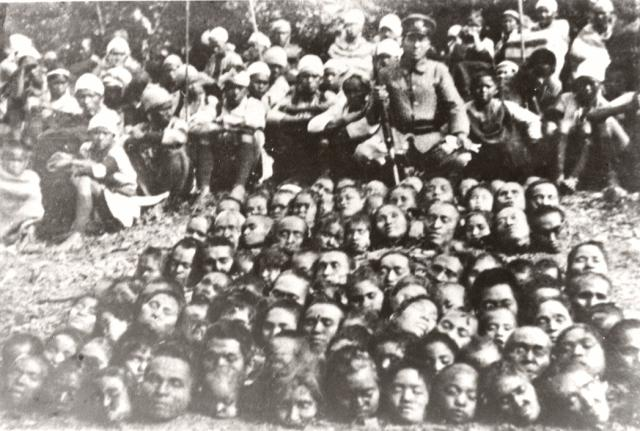
Officier japonais devant des têtes d'aborigènes à Taïwan, après la révolte de Wushe en 1930.
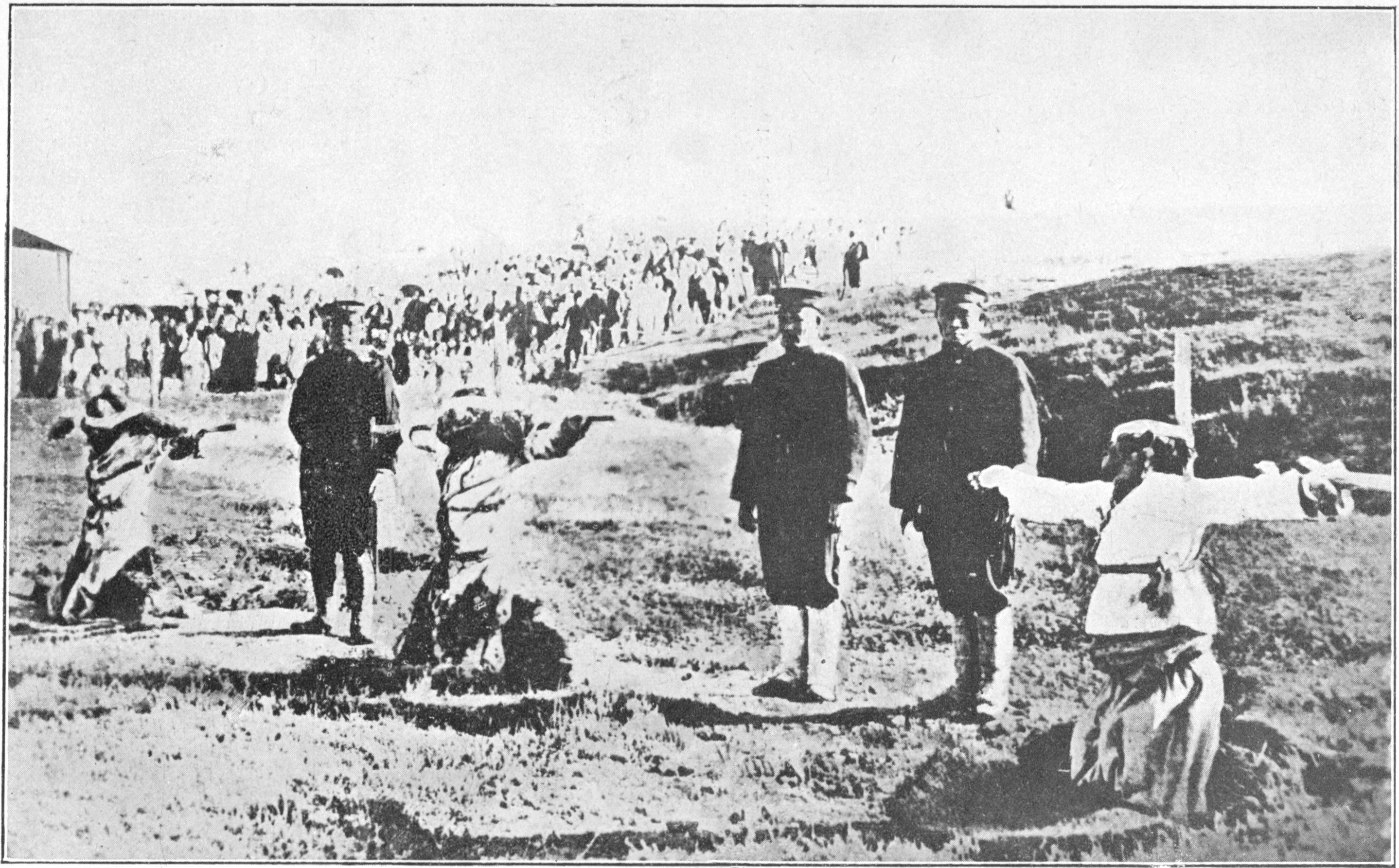
Crucifiement de Coréens par des Japonais après le Mouvement du 1er mars 1919 demandant l'indépendance du pays.
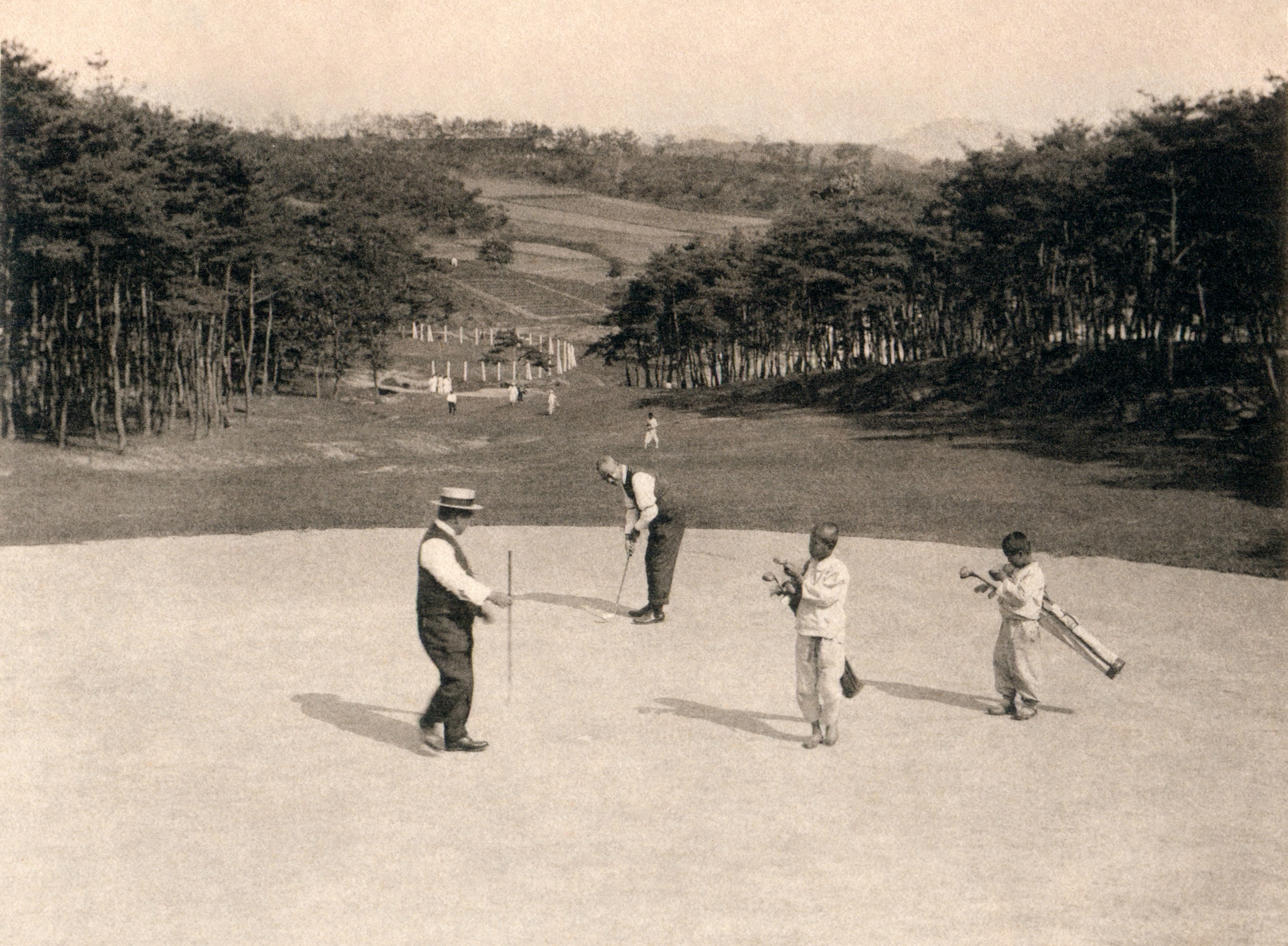
Le parc accueillant des tombes royales de la dynastie Joseon est transformé en parcours de golf par les Japonais en 1921.
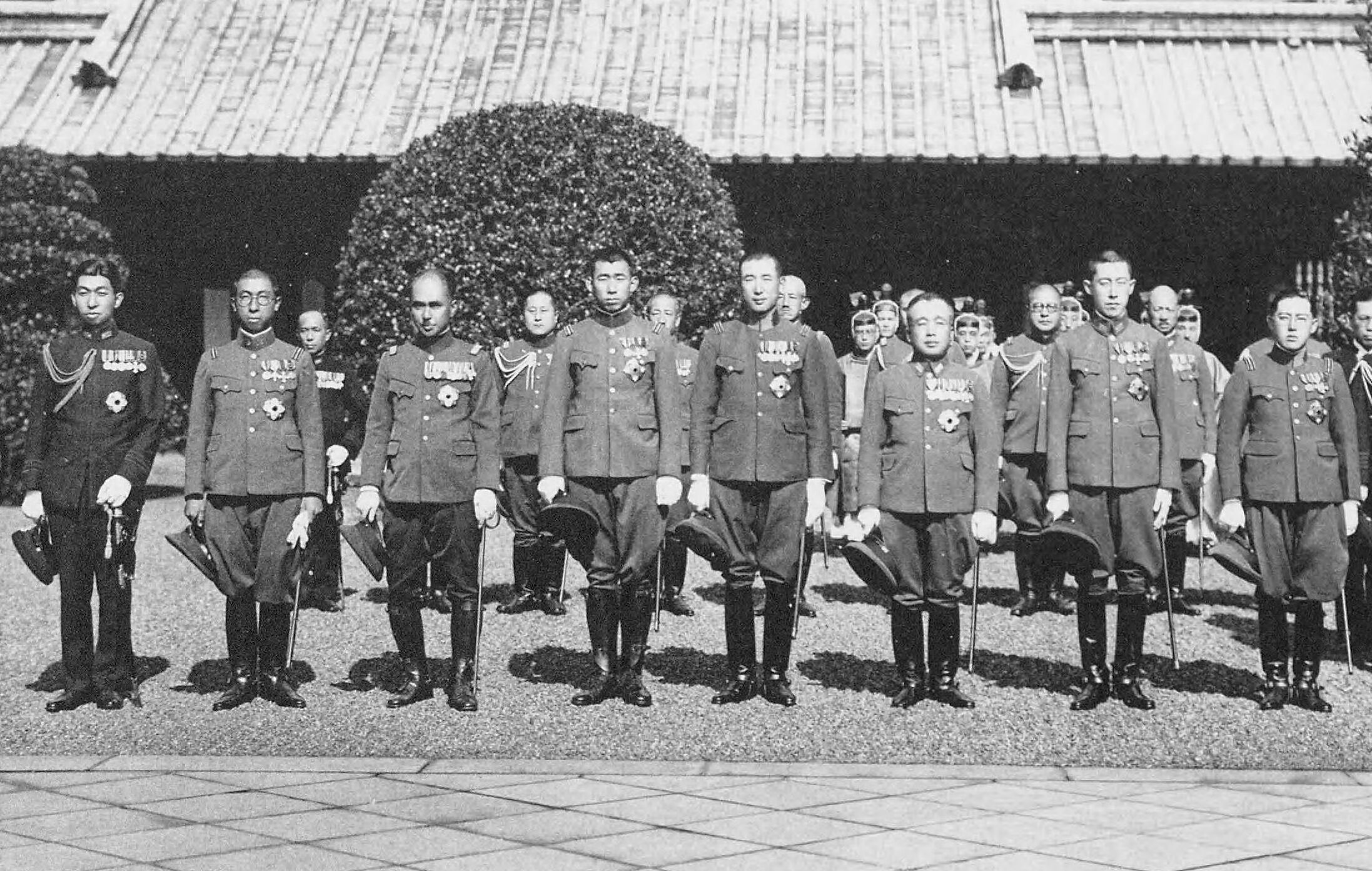
Yi U (en), Yi Geon (en), et Yi Un sous uniforme japonais, lors d'une cérémonie au sanctuaire Yasukuni en 1938. La famille royale coréenne est intégrée comme branche cadette de la famille impériale japonaise et subordonnée à celle-ci.

### La sphère d'influence de l'empire
L'État du Mandchoukouo est progressivement intégré à l'aire d'influence du Japon. Si dès le début du XXe siècle, des intérêts économiques lient ce territoire au Japon, c'est l'incident de Mukden en 1931 qui provoque l'invasion japonaise du pays. À la suite de l'incident de Tientsin de 1932, l'ancien empereur de Chine est placé sur le trône du pays et prend le nom de règne de Puyi. S'agissant d'un régime fantoche, la reconnaissance internationale du Mandchoukouo reste dépendante du Japon, et fluctue en fonction de la signature de ses alliances,. Si la tête du gouvernement est formellement confiée à un Chinois, ses dirigeants sont tous japonais, et les plans de développement du pays sont préparés au Japon. En 1932, est mise en place une banque centrale de Mandchou, qui permet d'ancrer le système monétaire du pays à celui du Japon, créant ainsi une « zone économique Japon-Mandchoukouo » unique. En 1937, Ishiwara prépare directement la mise en œuvre d'un plan de développement économique de cinq ans ; des zaibatsu comme Nissan prennent part à la réorganisation du tissu industriel du pays. L'exploitation agricole de la Mandchourie est une priorité pour le Japon, qui à partir de 1936, cherche à y faire immigrer plus d'un million de fermiers japonais — Finalement 270 000 fermiers japonais sont présents à la fin de la guerre. Bien que la productivité agricole reste en deçà des objectifs visés par les autorités japonaises, la Mandchourie reste un important fournisseur alimentaire pour le Japon jusqu'à la fin de la guerre.
Après 1938, lorsque le Japon étend sa mainmise sur le nord de la Chine — via des régimes fantoches ou proches, comme le Mengjiang en Mongolie ou des gouvernements collaborateurs en Chine —, il y crée des entreprises de développement (ou Kaihatsu Kaisha) pour assurer l'exploitation de mines ou d'usines locales.
À partir du début des années 1930, l'asiatisme gagne en vigueur au Japon et sert de cadre intellectuel à cet expansionnisme nippon. En 1933 est fondée la société de la Grande Asie qui prône l'union et la solidarité de toutes les populations asiatiques, ainsi que l'instauration par le Japon d'un pendant à la doctrine Monroe, qui exclurait d'Asie toute ingérence occidentale. L'association et ses idées jouissent d'un certain poids politique, puisque s'y croisent des personnalités politiques ou militaires, comme Konoe Fumimaro, Ishiwara Kanji, ou Matsui Iwane, ou même, des intellectuels, comme Ōkawa Shūmei. La société de la Grande Asie façonne les éléments de langage utilisés par la suite politiquement pour justifier les interventions du Japon en Asie. Dans ses publications, l'association donne aussi la parole à divers militants indépendantistes — asiatiques, comme Mohammed Hatta ou Achmad Soebardjo, ou même panafricains, comme W. E. B. Du Bois. Si ce discours prônant l'asiatisme rend dubitative une bonne partie de la population japonaise lors du déclenchement de la guerre contre la Chine en 1937, il rencontre un bien meilleur écho lors du déclenchement de la guerre contre les Alliés, puis lors des premières victoires militaires.
Début 1942, l'avancée rapide des troupes japonaises dans le sud-est asiatique place un grand nombre de pays de cette région sous la domination du Japon. Ces territoires sont administrés selon des modalités variées : aux Philippines, est proclamée une république fantoche, la Malaisie est coupée en deux zones, l'une transférée à la Thaïlande et l'autre sous occupation japonaise, l'Inde se voit reconnaître un gouvernement pro-japonais en exil, avec Subhas Chandra Bose à sa tête. Ce n'est qu'en mai 1943, au terme d'une conférence impériale, qu'est prise la décision d'intégrer plus formellement ces territoires dans la sphère d'influence japonaise. La Birmanie et les Philippines se voient confirmer leurs gouvernements nationaux : la Birmanie est reconnue comme un État, avec Ba Maw à sa tête, alors que l'Indonésie et la Malaisie sont administrées directement par le Japon. Dans le même temps, le Japon resserre ses liens avec le gouvernement collaborateur chinois en signant une alliance militaire en octobre 1943. Une conférence de la Grande Asie orientale est organisée en novembre 1943 pour formaliser cette union politique autour du Japon, sous la forme de la sphère de coprospérité de la Grande Asie orientale, mais les importants revers militaires qui frappent déjà le Japon à cette date en font rapidement une coquille vide. Pressé par ses besoins en ressources, le Japon cherche à piller assez largement les pays sous sa domination jusqu'à leurs redditions respectives. Cependant, les importations depuis ces pays restent très limitées, la marine japonaise perdant une grande partie de ses capacités de transport au fur et à mesure de l'avancée du conflit.

Expansion maximale de l'empire du Japon en 1942, avec ses colonies et sa sphère d'influence.
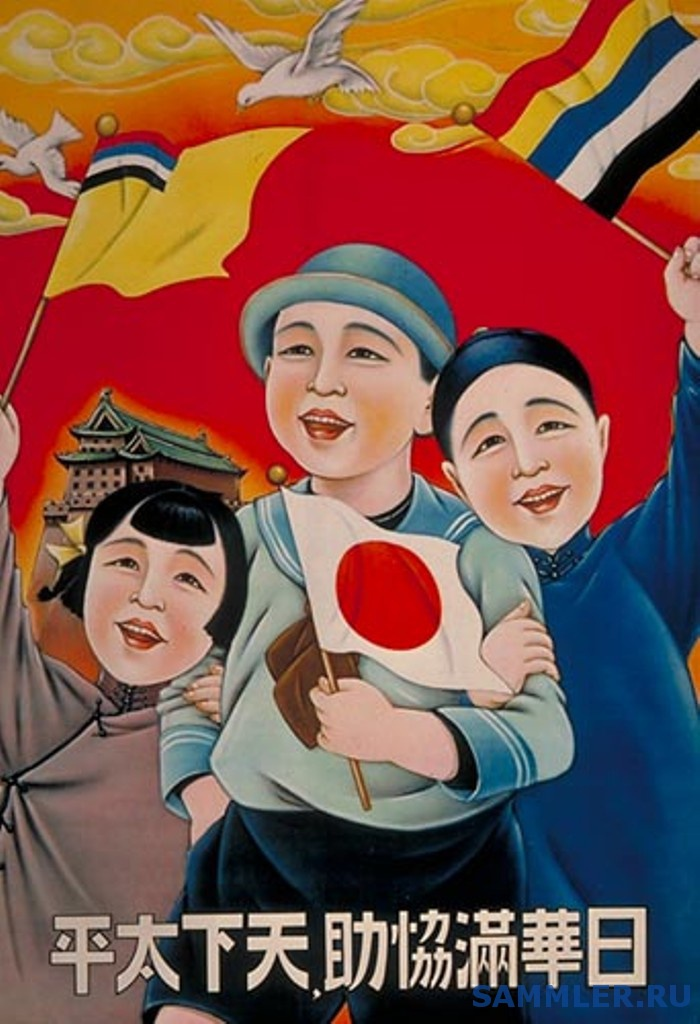
Affiche de propagande du Mandchoukouo de 1935, prônant « l'harmonie » entre Japonais, Mandchous et Chinois.
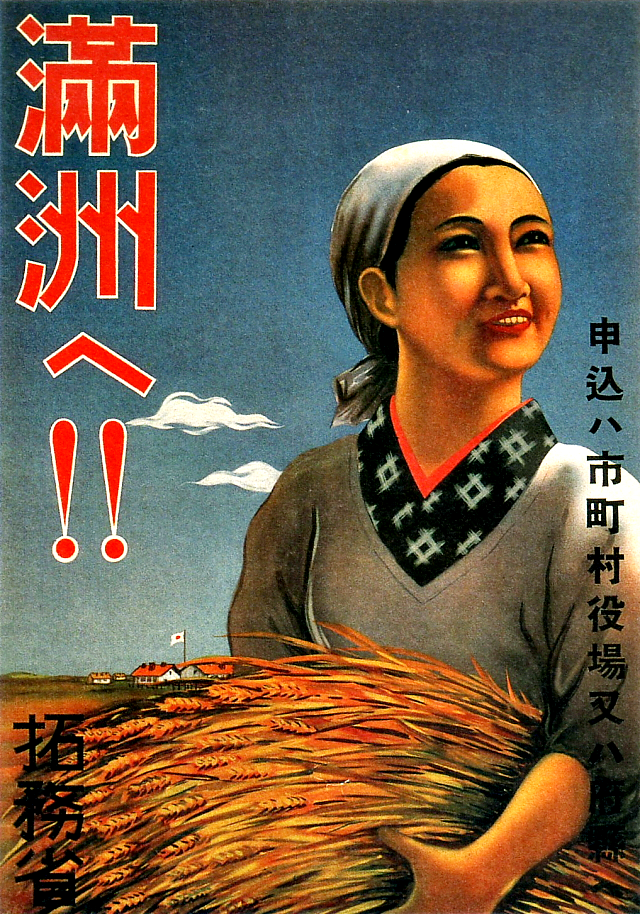
Affiche de recrutement de fermiers japonais pour les inciter à s'installer en Mandchourie, vers 1936-1945.
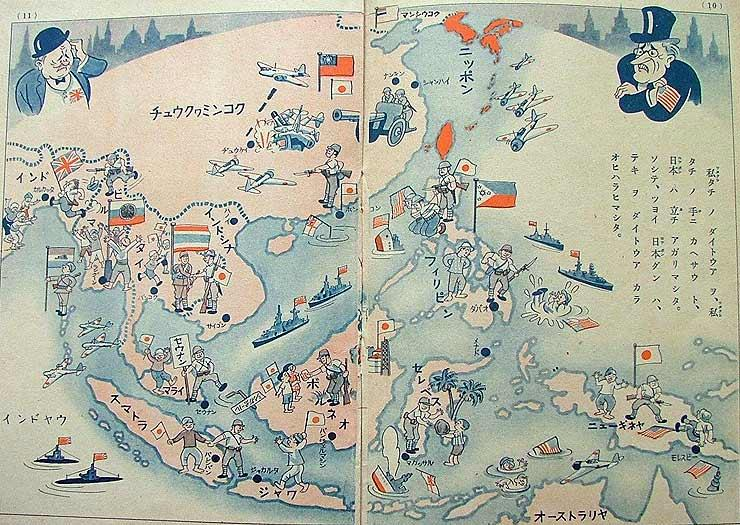
Livret de propagande de 1943 montrant, sous l'optique japonaise, la sphère d'influence nippone et les périls anglo-américains la menaçant.
- Vidéo de propagande japonaise de 1941 vantant les actions du Japon en Indonésie.

### Émigrations japonaises
Avec l'ère Meiji prend fin l'interdiction faite aux Japonais de se rendre à l'étranger. De nombreux travailleurs en profitent pour aller chercher du travail en dehors de leur pays. Ces flux de migrants sont continuels pendant cette période, mais les destinations évoluent en fonction des priorités du gouvernement japonais et des gouvernements locaux.
Lors de l'ère Meiji, c'est d'abord vers Hawaï que s'orientent les travailleurs japonais, avant de gagner également la côte ouest des États-Unis, en particulier la Californie, mais aussi la région de Vancouver au Canada. Dans ces différentes destinations, les Japonais sont cependant l'objet d'un rejet de la part des populations locales, et au fil du temps, plusieurs lois sont promulguées pour limiter leurs possibilités d'émigration et d'intégration. Les accords nippo-américains de 1907 vont jusqu'à pousser le gouvernement japonais à prendre des mesures pour empêcher ses ressortissants d'émigrer aux États-Unis, sur demande de ces derniers. Dans les années 1920, des tensions sur cette question surgissent à nouveau entre États-Unis et Japon, lorsqu'un mouvement anti-asiatique obtient la mise en œuvre de nouvelles mesures. À partir de 1920, une quinzaine d'États font voter des lois pour interdire la possession de propriétés par des Japonais. En 1921, Le Congrès adopte des quotas d'immigration très défavorables aux Japonais, la Cour suprême juge les Japonais inéligibles à la citoyenneté américaine, et la loi d'immigration Johnson-Reed de 1924 restreint de manière encore plus drastique l'immigration japonaise dans le pays. À partir des années 1920, toutes ces mesures catalysent une défiance réciproque entre responsables japonais et américains. Ainsi, si le nombre de Japonais présents sur le continent passe de 76 709 à 131 357 entre 1909 et 1924, il redescend et se stabilise autour de 111 184 en 1936. À Hawaï, la situation est différente, le nombre de Japonais continuant de croitre sur la même période, passant de 65 760 en 1909 à 123 036 en 1924, puis progressant à 152 199 en 1936.
À partir du milieu des années 1920, l'Amérique du Sud devient une destination importante — le Pérou et le Brésil, en particulier. Le nombre de Japonais au Pérou passe ainsi de 9 864 à 22 570 entre 1924 et 1936, et au Brésil, leur nombre passe de 605 en 1909 à 41 774 en 1924, puis à 193 057 en 1936. À partir des années 1930, la Mandchourie, transformée en un État fantoche dirigé par l'armée japonaise, est aussi une destination importante, et le nombre de Japonais y passe de 31 427 en 1909 à 93 223 en 1924, puis à 376 036 en 1936.
L'émigration japonaise vers ses colonies comme la Corée et Taïwan est plus limitée, et se heurte à plusieurs contraintes. La Corée est déjà très peuplée, et Taïwan comme Korafuto possèdent des climats peu favorables aux Japonais. Au début, les migrants nippons sont essentiellement des petits paysans et des travailleurs pauvres, ce qui limite le succès de leur intégration. Cependant, ces migrants accaparent terres et ressources au détriment des populations locales, ce qui déclenche de l'animosité entre locaux et Japonais. Dans les années 1920, alors que s'achève cette première phase, la nouvelle vague de migration qui s'amorce est plus limitée. C'est avec peu de succès que l'État met en place des incitations pour que les Japonais s'établissent à Taïwan et en Corée, et les colonies agricoles restent peu nombreuses dans ces territoires. La population japonaise est très minoritaire comparée à celle des locaux : elle ne représente que 5,6 % de la population de Taïwan en 1930, et 2,9 % de la population de la Corée en 1939. Cette faiblesse numérique des migrants limite leur poids politique dans l'archipel, où ils peinent à faire évoluer la politique coloniale. Les migants japonais se concentrent cependant dans les strates les plus élevées de la société, où ils occupent des postes dans les administrations, dans le commerce ou dans l'industrie. Il s'agit d'une population essentiellement urbaine : en 1938, la moitié des Japonais en Corée se concentrent dans dix agglomérations, et à Taïwan, 41 % des Japonais résident dans la capitale Taipei. Seule exception notable, la Micronésie où l'immigration japonaise met en minorité la population autochtone.
La fin de la Seconde Guerre mondiale et l'effondrement de l'empire colonial japonais déclenchent le retour en masse des émigrants japonais, civils comme militaires. Immédiatement après la guerre, ce sont sept cent mille personnes qui sont ainsi rapatriées depuis la Corée, et 470 000 personnes depuis Taïwan, la plupart avant la fin de l'année 1946. À partir de 1956, un demi-million de prisonniers de guerre capturés lors de l'offensive soviétique de Mandchourie sont progressivement libérés. À de nombreuses reprises, le gouvernement japonais organise l'avortement des Japonaises victimes de viols avant leur retour. Au total, six millions de personnes, soit 8 % de la population japonaise de l'époque, sont ainsi rapatriées.

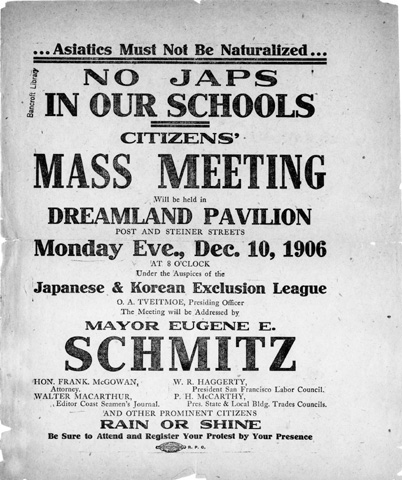
Affiche de 1906 appelant à une manifestation contre la présence d'écoliers japonais dans les écoles à San Francisco.
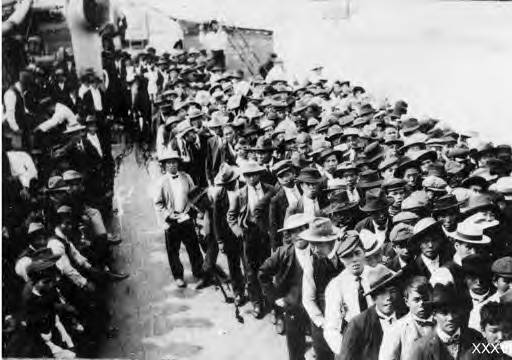
Passagers japonais débarquant à Vancouver en 1907.
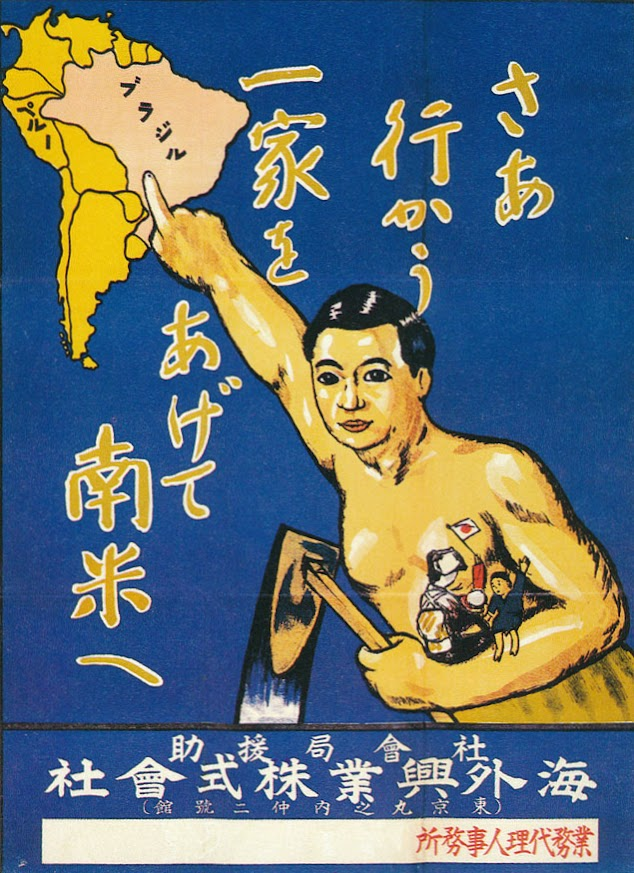
Affiche incitant des Japonais à aller s'installer au Brésil.
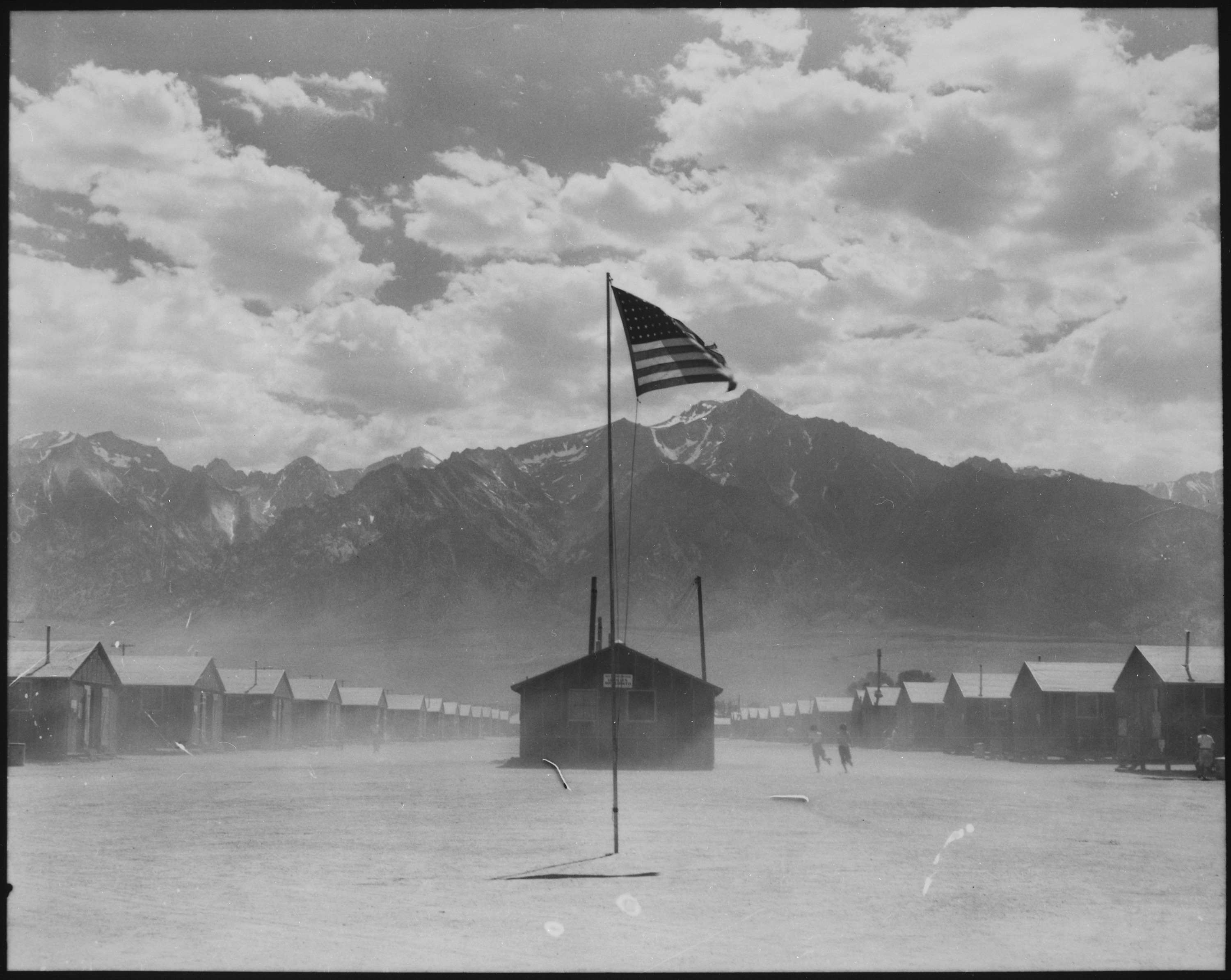
Après l'entrée en guerre du Japon contre les États-Unis, les nippo-Américains sont internés dans des camps (ici celui de Manzanar) à la suite du Décret présidentiel 9066 de 1942.
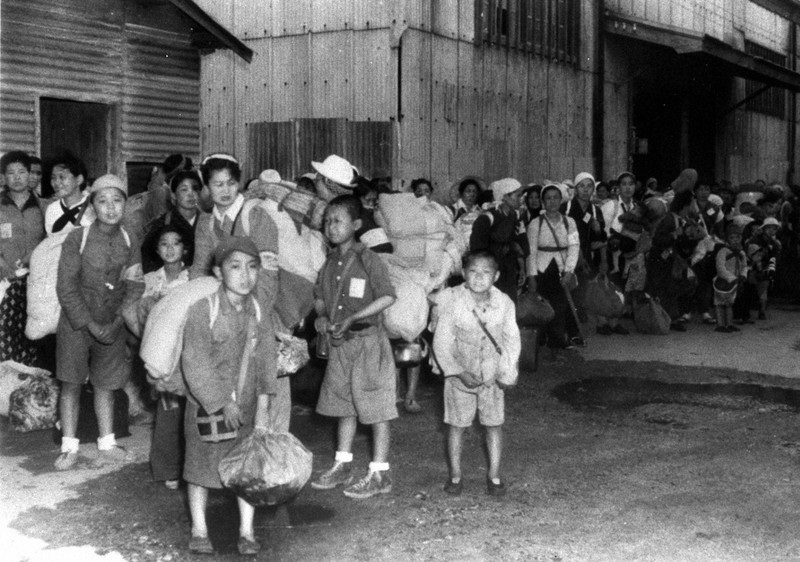
Colons japonais rapatriés de Mandchourie en 1946.

### Minorités au Japon et dans l'Empire
Au cours de la période, plusieurs minorités peuplant le Japon font  de traitements divers par les pouvoirs successifs.
Les Burakumin sont à l'origine un groupe social japonais discriminé, socialement et économiquement, en raison de leurs professions, jugées impures selon les standards bouddhistes. L'État ne leur impose aucune mesure particulière, ni aucune politique discriminante, mais ils subissent un rejet de la part de la population. Cette situation pouvant entraîner des troubles, le pouvoir s'en inquiète. Dans les années 1890, apparait une forme d'activisme au sein de la communauté des Burakumin, pour normaliser leurs conditions de vie et leurs rapports avec le reste des Japonais. Ce mouvement s'intensifie à partir de 1920. En 1922, une association nationale voit même le jour, la Zenkoku Suiheisha, qui connaît un succès rapide et qui, dès 1925, dispose de 703 bureaux locaux. Les avancées sont cependant modestes, et l'État reste suspicieux vis-à-vis du dynamisme de l'association, préférant soutenir des initiatives moins radicales.
Les migrants coréens dans l'empire sont confrontés à des problématiques propres. Attirés au Japon par des promesses de travail dans des secteurs comme l'industrie, les mines ou la construction, ils arrivent en nombre dans l'archipel après la transformation de la Corée en colonie en 1910. S'ils ne sont que mille cette année-là, ils sont trois cent mille en 1930, environ un million en 1940, puis deux millions à la fin de la guerre. La plupart d'entre eux sont issus des campagnes coréennes les plus pauvres, et près de la moitié sont illettrés. Ils ont très mauvaise réputation dans la population japonaise. Ainsi, lors du séisme qui ravage Tokyo en 1923, entre quatre mille et six mille Coréens périssent lapidés par la foule qui les accuse de divers méfaits. À côté de cette immigration de travail, existe aussi une immigration d'étude. En 1915, 481 Coréens étudient dans les universités japonaises, et ce chiffre passe à huit mille en 1930, puis à 29 000 en 1942. Le pouvoir japonais se méfie beaucoup de cette immigration, qu'il suspecte d'entretenir des liens avec les mouvements locaux d'extrême gauche. La plupart de ces étudiants soutiennent l'indépendance de la Corée, et le pouvoir japonais craint qu'ils ne cherchent à provoquer des troubles dans l'archipel en ralliant les Coréens travaillant au Japon.
À Hokkaidō et Karafuto, les Aïnous subissent le développement rapide de ces territoires. Marginalisés, ils sont victimes d'un phénomène d'acculturation rapide. Le gouvernement japonais cherche à les assimiler via l'éducation, et en particulier via l'enseignement du japonais. Plusieurs de leurs pratiques culturelles, comme les tatouages et les boucles d'oreilles, sont interdites. À partir de 1920, des Aïnous éduqués commencent à se réunir pour préserver et valoriser leurs traditions, mais le gouvernement favorise au contraire leur assimilation. Les Aïnous sont aussi régulièrement « étudiés » pour soutenir les théories raciales de l'époque, et leur culture est souvent réduite à une vitrine touristique.

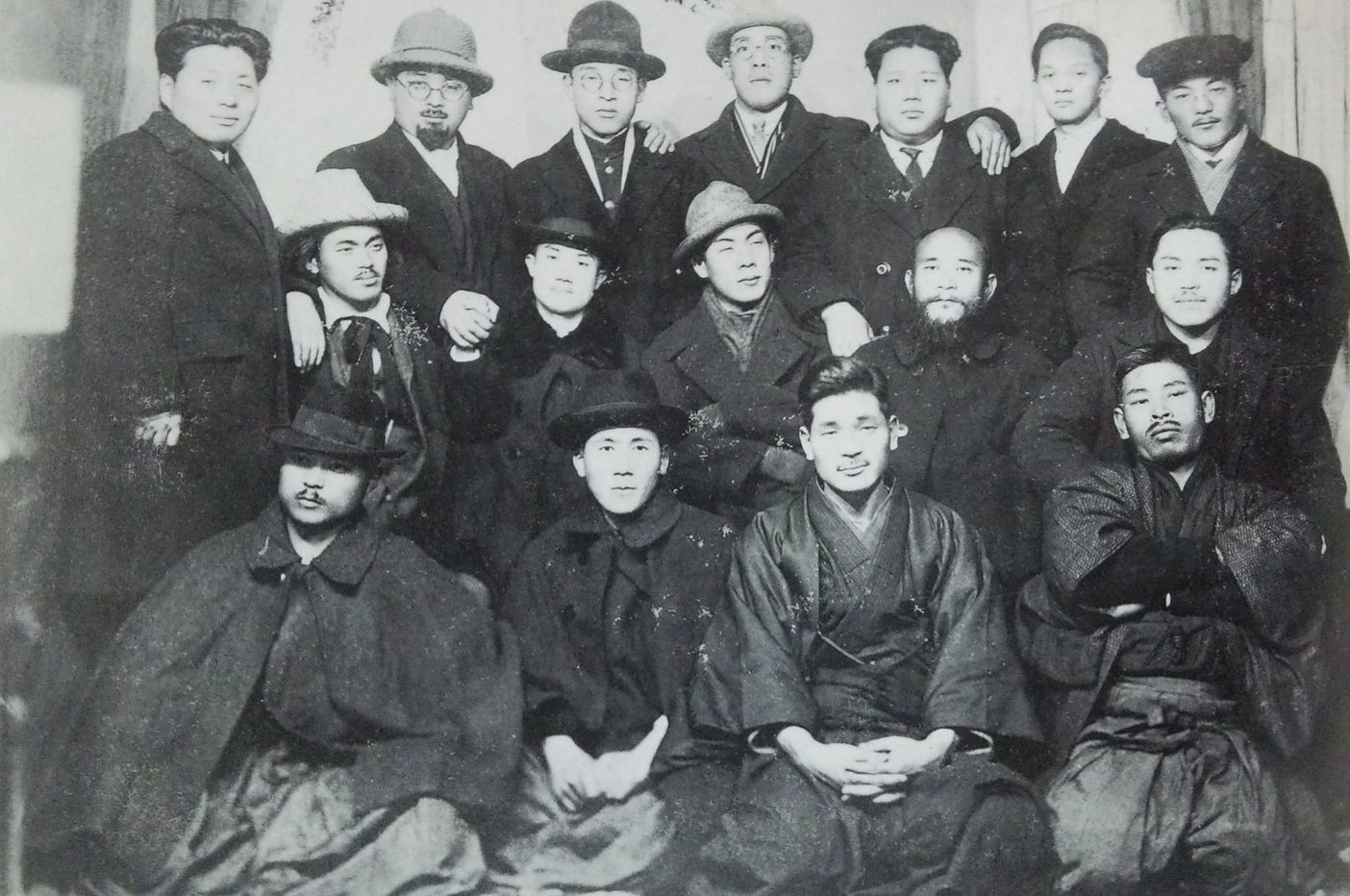
Membres de la Zenkoku Suiheisha, association de défense des droits des Burakumin, en 1924.
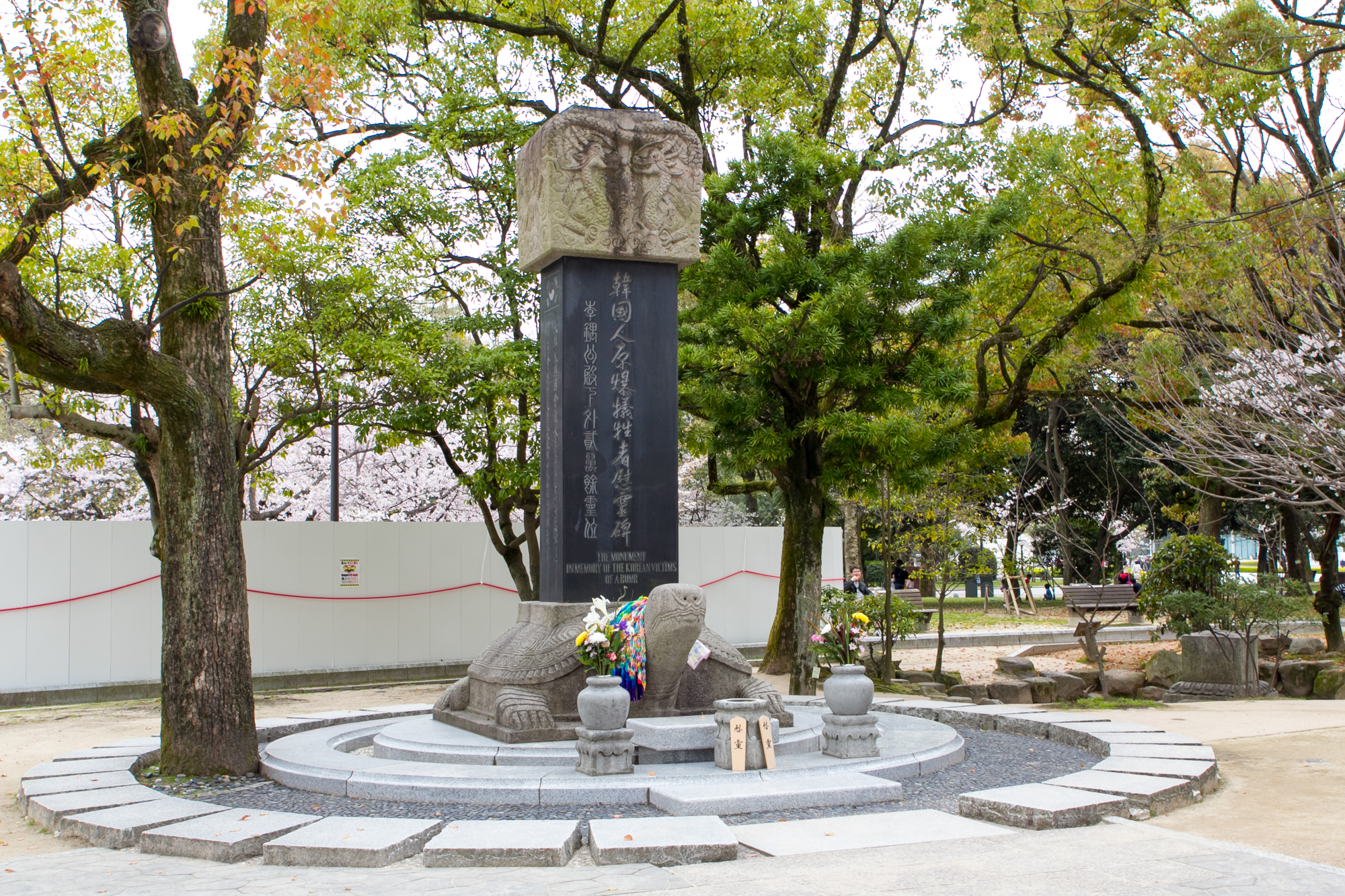
Mémorial aux quarante mille et 70 000 Coréens morts lors des bombardements atomiques d'Hiroshima et de Nagasaki, pour la plupart, des migrants venus chercher du travail au Japon.
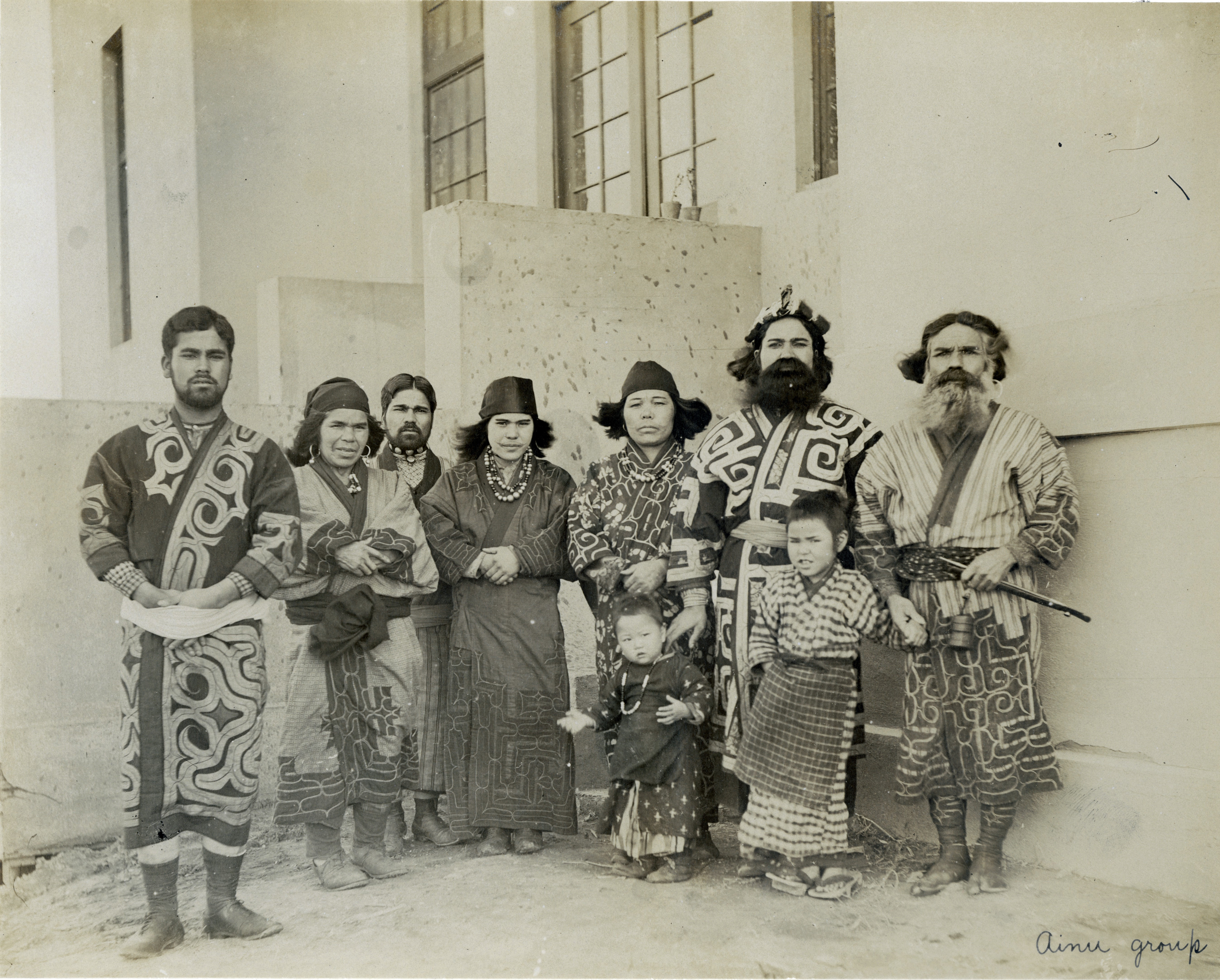
Groupe d'Aïnous envoyés par le Japon à Saint-Louis pour l'Exposition universelle de 1904.

## Société

### Démographie

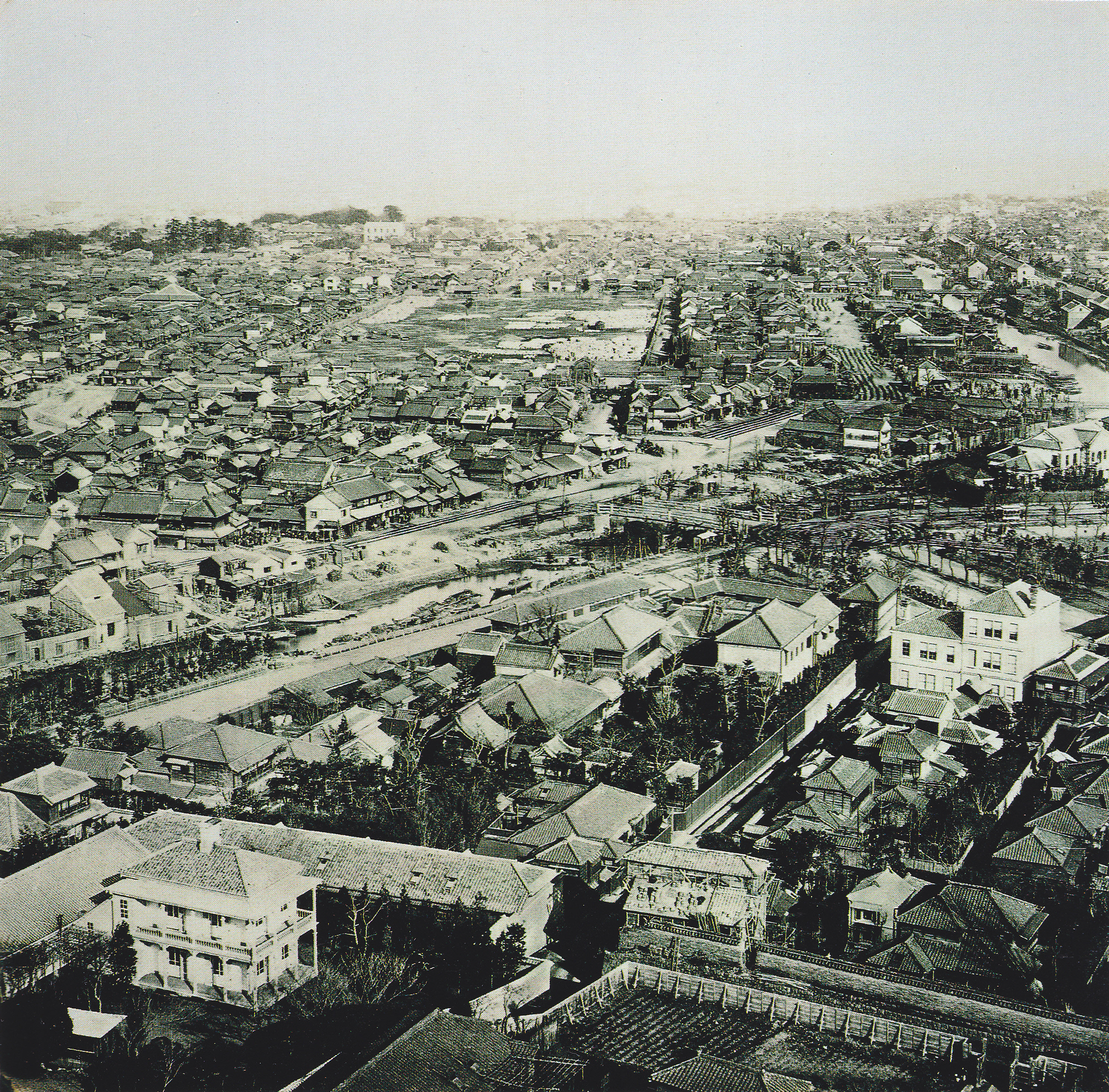
Vue aérienne du quartier d'Akihabara à Tokyo en 1889.

Après une période de stabilité démographique à la fin de l'ère Edo, la population passe de trente à cinquante millions entre 1870 et 1915, cette augmentation étant soutenue par une baisse de la mortalité infantile et une hausse des naissances et de l'espérance de vie. Cette croissance est rendue possible grâce à l'augmentation des importations de riz et à la mise en valeur de terres arables à Hokkaidō — la surface des champs y passant de 45 000 à 750 000 chō de 1890 à 1920, et la surface des rizières, de 2 000 à 83 000 chō sur la même période. La part de la population citadine connaît aussi une hausse : 28 % des Japonais vivent dans des villes de plus de dix mille habitants, contre 16 % en 1893. En 1903, Tokyo atteint deux millions d'habitants et Osaka, un million, cette dernière cité triplant sa taille en un demi-siècle. Cet essor de la population urbaine entraîne une baisse du poids de l'agriculture dans le PIB du pays, celui-ci passant de 45 % en 1885 à 32 % en 1914.
Entre 1914 et 1940, la population continue de croître, passant de 51 à 70 millions. Alors qu'en 1913, 28 % des Japonais vivent dans une ville de plus de dix mille habitants, en 1940, ils sont 29 % à vivre dans une ville de plus de cent mille habitants. Tokyo passe de deux millions d'habitants en 1905, à 5,5 millions en 1935, se hissant au même niveau que Londres ou New York. Cette poussée démographique est aussi notable à Hokkaidō, région nouvellement colonisée qui s'accroît, jusqu'à atteindre un niveau comparable aux autres régions de peuplement plus ancien ; de 1 800 000 habitants en [
1913, sa population passe à trois millions en 1940, et son réseau urbain se structure autour de trois villes de plus de cent mille habitants : Hakodate, Sapporo, et Muroran. À partir du milieu des années 1910, la question de la surpopulation devient un enjeu politique. Alors qu'une féministe comme Shidzue Katō préconise le contrôle des naissances, des leaders politiques s'opposent à ce projet, considérant celui-ci comme une menace pour la vigueur de l'industrie et du colonialisme japonais. À la fin des années 1930, on dénombre plus de deux millions de Japonais dans les colonies nippones et un million vivant dans d'autres pays.

### Enseignement
En 1871, est créé un ministère de l'Éducation, chargé de mettre en place un système éducatif à l'échelle du pays. L'éducation de la population est une des priorités du régime, car celui-ci la considère comme un prérequis à la modernisation du Japon. Une éducation primaire obligatoire de quatre ans est instaurée. Malgré un budget insuffisant, des résultats sont assez rapidement enregistrés. Une enquête de 1875 relève que près de vingt mille écoles primaires sont en activité, mais que les conditions matérielles dans lesquelles elles opèrent sont assez variées : 40 % sont hébergées dans des temples bouddhistes (souvent d'anciennes Terakoya), 33 %, dans des maisons de particuliers, et 18 %, dans des bâtiments nouveaux destinés à l'éducation. La scolarisation est aussi marquée par un déficit de l'éducation des filles : toujours en 1875, seulement 20 % d'entre elles sont scolarisées, contre 50 % pour les garçons — ce retard ne sera rattrapé que vers 1900. L'alphabétisation progresse assez lentement, l'absentéisme pouvant être élevé. En 1892, une enquête de l'armée indique que 27 % des recrues sont totalement illettrées, et 34 % le sont partiellement. Plus largement, l'efficacité des politiques décidées au ministère se heurte à l'autonomie des autorités locales, le contenu des cours pouvant grandement varier d'une école à une autre. Bien que l'éducation soit obligatoire, son financement reste à la charge des familles et des collectivités locales. Les parents sont également réticents à laisser leurs enfants aller à l'école, au lieu de les faire travailler pour financer les besoins de la famille.
Pour pallier les différents écueils enregistrés lors des premières années, et dans le cadre de la réorganisation du gouvernement en cabinet, un premier « ministre de l'Éducation » est nommé en 1885, Mori Arinori. Celui-ci réforme le système éducatif et lui impose une organisation qui perdure jusqu'à la fin de la période impériale. Très centralisé, le ministère de l'Éducation place un système universitaire public à son sommet et constitue un réseau d'universités impériales dans les plus grandes villes du pays. Mori met aussi en place une école de formation à Tokyo, chargée d'uniformiser la formation des enseignants, et ainsi de s'assurer leur loyauté envers l'État, et non envers un pouvoir local. En 1890, le Rescrit impérial fournit un cadre moral à l'éducation. Le taux de scolarisation s'élève à 69 % dès 1898, et atteint presque 100 % à la fin de l'ère Meiji. En 1907, la durée de scolarité obligatoire est étendue à six ans.
Au début de l'ère Meiji, s'ouvrent également de très nombreuses écoles privées, dont le cursus est destiné à l'enseignement de l'anglais et/ou de savoirs occidentaux. Si la plupart d'entre elles périclitent, certaines évoluent pour constituer les premières universités privées. Ces écoles sont en majeure partie situées à Tokyo, mais des centres culturels importants comme Kyoto sont aussi concernés. Si ces écoles sont surtout animées par des formateurs japonais, certaines d'entre elles, comme Dōshisha à Kyoto, sont fondées par divers mouvements chrétiens. D'autres, comme Waseda ou Keiō, sont liées à des personnalités politiques ou intellectuelles.
Même si la jeunesse est de plus en plus éduquée, les possibilités d'ascension sociale sont réduites, puisqu'au cours des années 1890, seul augmente le nombre de postes subalternes dans les entreprises. Dans le même temps, cette population éduquée bénéficie d'un plus large accès aux écrits de journalistes et de critiques. L'enseignement universitaire accueille aussi de plus en plus d'étudiants : de 9 695 en 1915, leur nombre passe à 81 999 en 1940. Ce développement de l'enseignement supérieur est encouragé par la loi sur l'université de 1918 qui permet à plusieurs écoles spécialisées de se constituer en universités privées. Ces dernières sont au nombre de 30 en 1930 et diplôment quinze mille étudiants par an, pour des effectifs totaux d'environ quarante mille étudiants. Les diplômés de l'enseignement supérieur constituent cependant une infime minorité ne dépassant pas 0,3 % de la population dans les années 1930. Les femmes restent aussi sous-représentées et n'atteignent que 9,9 % de la population étudiante en 1937. Presque exclues des universités nationales, elles peuvent néanmoins compter sur une cinquantaine d'écoles et d'universités réservées aux femmes.
Au cours de cette période, la politisation gagne l'enseignement supérieur. À partir des années 1890, les idées marxistes se diffusent. Dès les années 1910, se constituent des associations politiques étudiantes radicales — de gauche, comme de droite. Les lois de préservation de la paix de 1925 visent les campus et, en application de celles-ci, trois mille étudiants sont arrêtés pour leurs activités à l'extrême-gauche, dont 1 170 pour la seule année 1932, et mille de plus entre 1937 et 1945. Des enseignants sont aussi emprisonnés pour les mêmes raisons.
Dès le début de la guerre contre la Chine en 1937, le système éducatif est assez largement mis à contribution dans le cadre de l'effort de guerre. Dans l'enseignement supérieur, l'accent est mis sur la formation d'ingénieurs et de médecins au travers de la création de nombreux instituts de recherche. Entre 1935 et 1945, le nombre d'étudiants dans les facultés de sciences passe de neuf mille à trente mille, et dans les facultés d'ingénierie, de 14 837 à 85 680,. Un entraînement militaire obligatoire est aussi institué, dès 1924 dans l'enseignement secondaire, puis en 1939, dans les universités. Les étudiants sont assez largement épargnés par la conscription, mais la situation change à partir du déclenchement de la guerre contre la Chine en 1937, et l'âge est peu à peu abaissé pour intégrer la plupart d'entre eux. C'est ainsi qu'en 1943, cent trente mille étudiants sont mobilisés par l'armée. Les élèves du secondaire et les étudiants servent aussi de réserve de main-d'œuvre pour les secteurs prioritaires. En 1939 est instauré un service de travail des élèves, ou gakuto dōin. Au 15 août 1945, environ 3,5 millions d'élèves et d'étudiants travaillent par ce biais dans des fermes, des usines, ou des hôpitaux pour pallier le manque de main-d'œuvre.

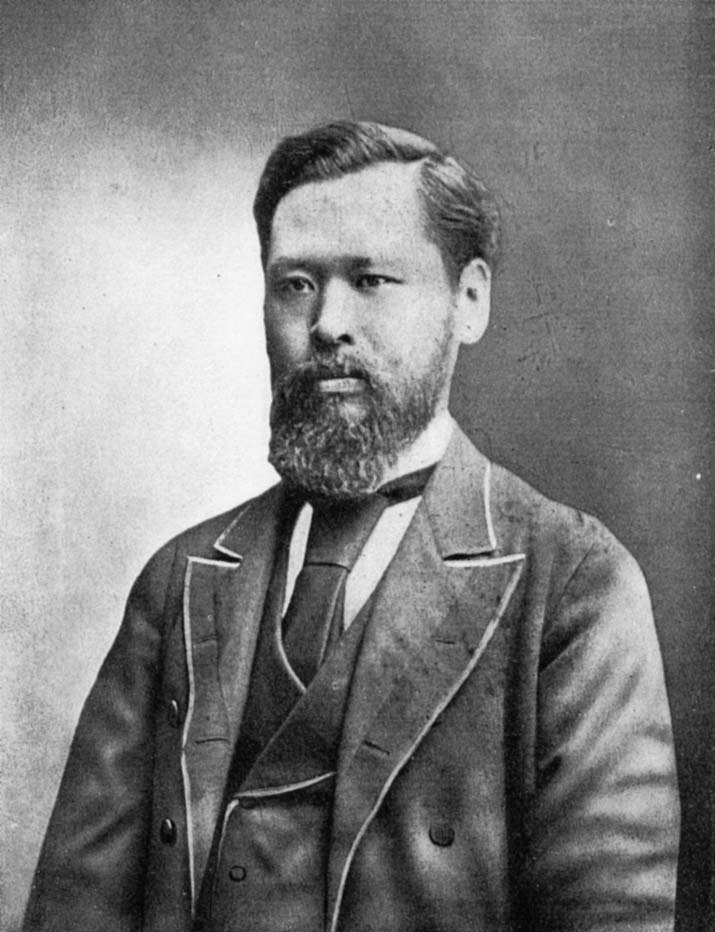
Mori Arinori, premier ministre de l'Éducation (de 1885 à 1889), souvent crédité pour la mise en place d'un système scolaire moderne.
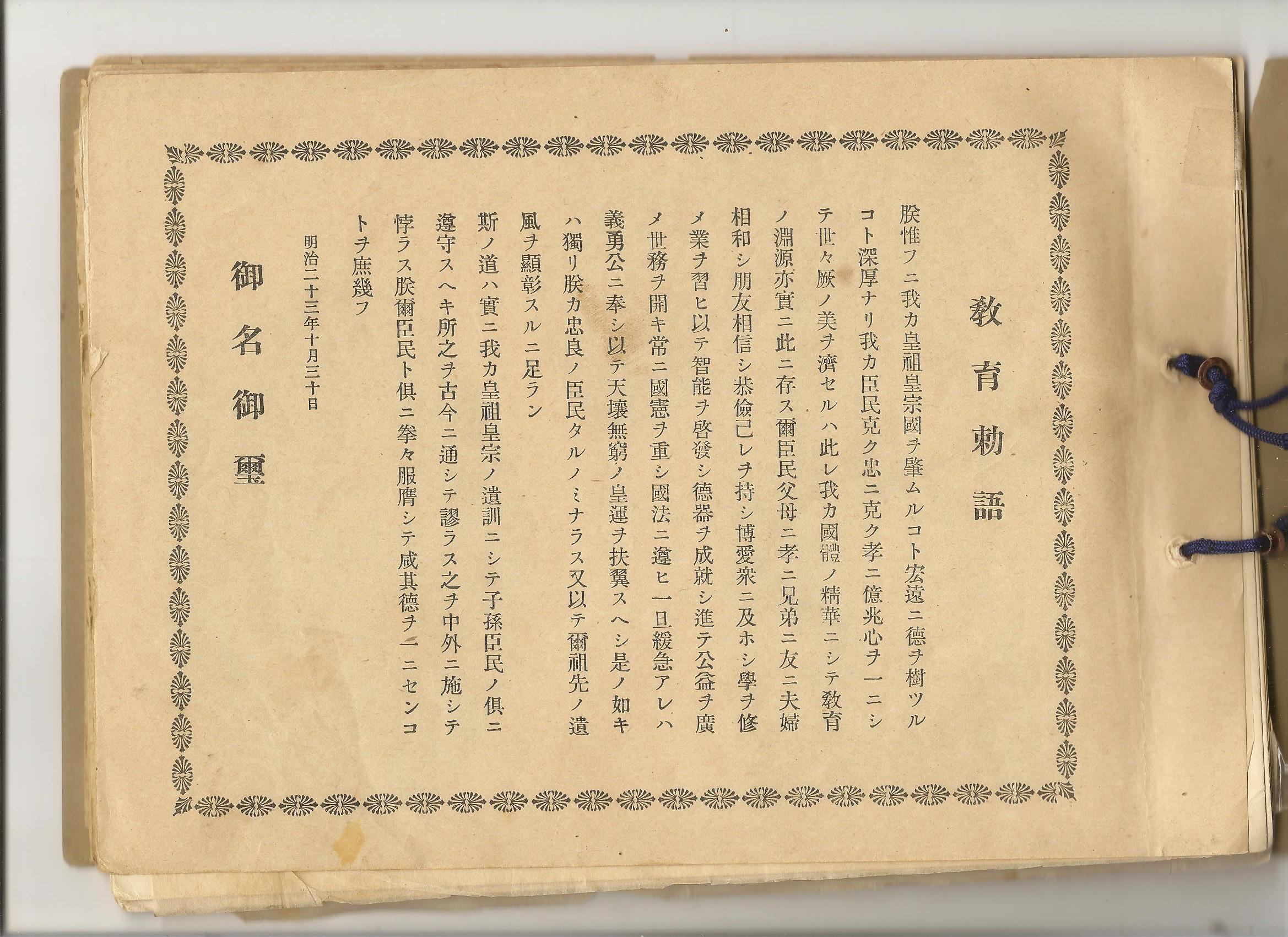
Exemplaires du Rescrit impérial sur l'éducation de 1890.
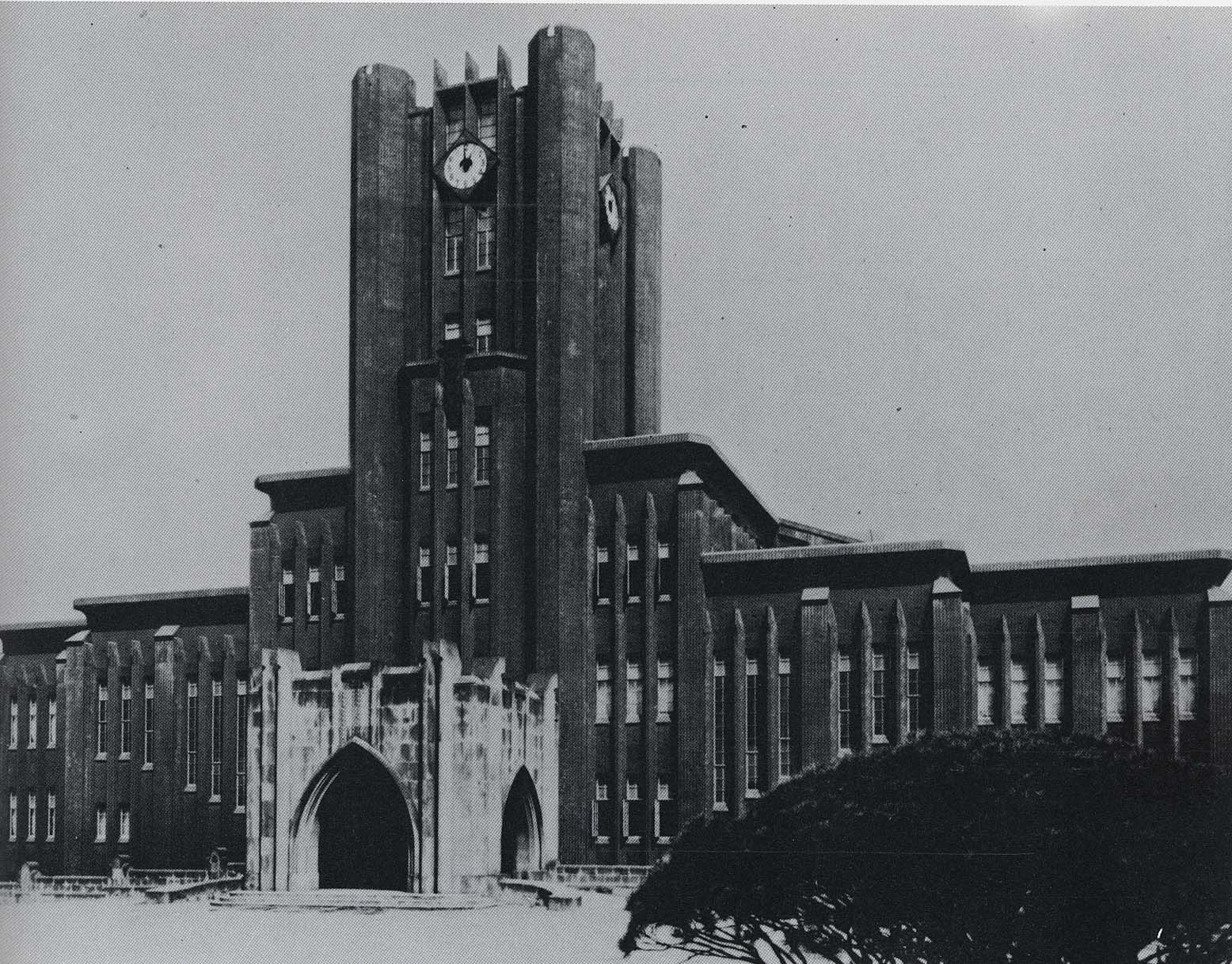
L'université impériale de Tokyo fondée en 1877 inaugure la mise en place d'un système universitaire prenant comme modèle les équivalents occidentaux.
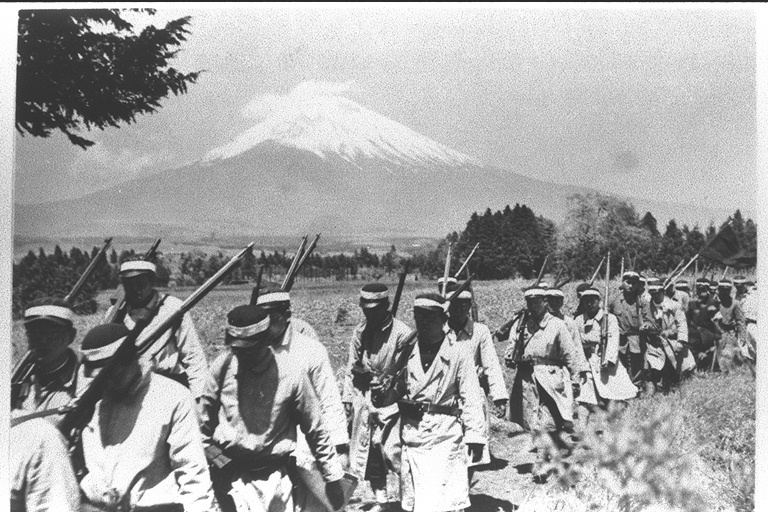
Étudiants de l'Université Keiō pendant un entraînement militaire, rendu obligatoire à partir de 1924 dans l'enseignement secondaire, puis à partir de 1939 dans les universités.
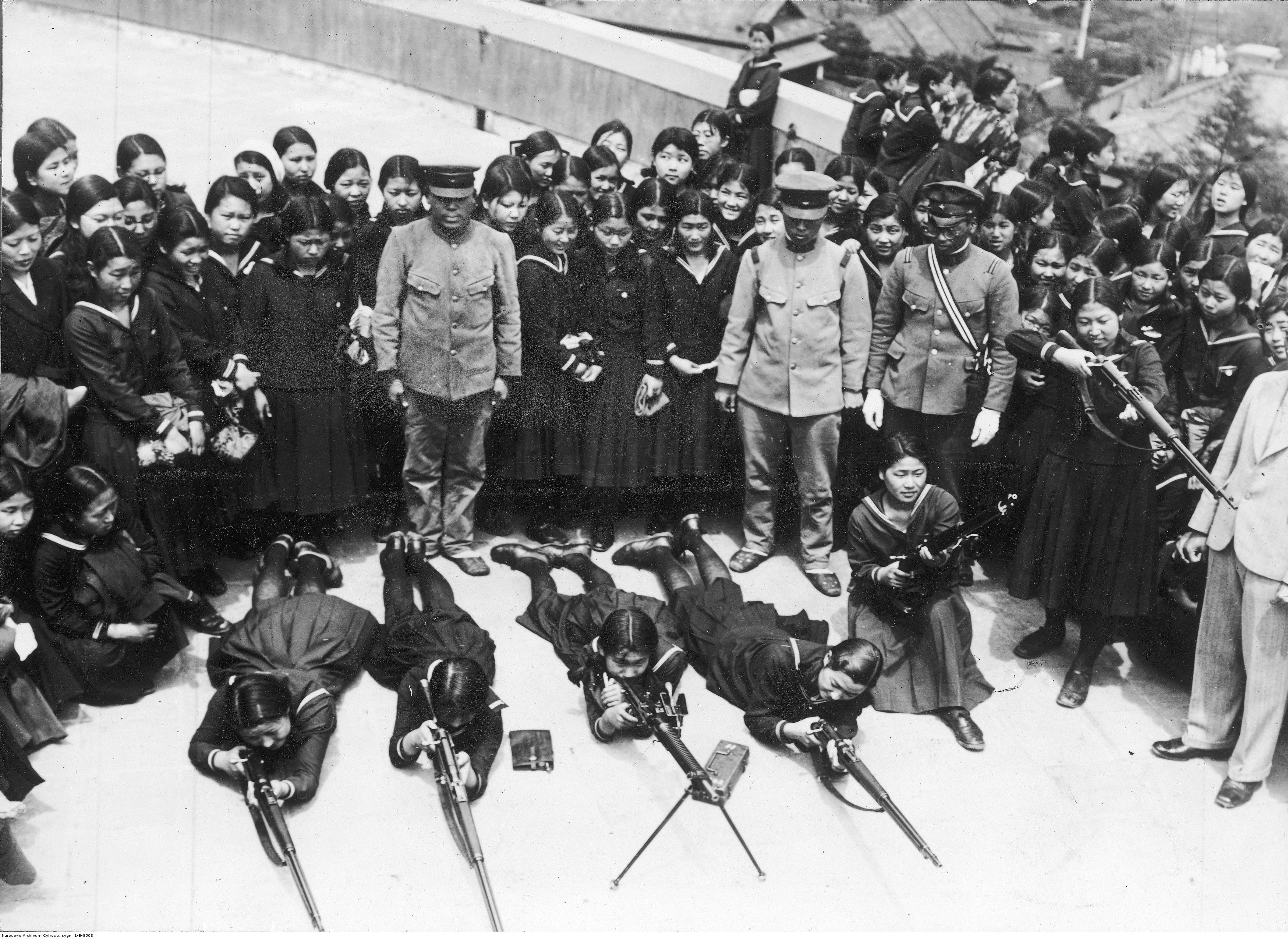
Écolières formées au maniement des armes en 1945.

### Pratiques religieuses

#### Shintō
À la fin de l'époque d'Edo, le shintoïsme (shintō) connaît un mouvement de rénovation. Initialement constitué autour d'un ensemble de rites de la cour au VIIe siècle, le shintō évolue au Moyen Âge sous l'influence du bouddhisme et intègre différents éléments et croyances liés aux Kami. Au XVIIIe siècle, les écoles de pensée Mitogaku et Kokugaku commencent à envisager ce courant religieux comme un socle possible de modernisation du pays. L'idée de la vénération de l'empereur commence à toucher la population au travers de slogans politiques comme Sonnō jōi (« vénérez l'empereur, expulsez les étrangers »). En plaçant en son centre la figure de l'empereur, la restauration de Meiji favorise le shintō pour fournir à l'État ses rites et sa légitimité.
De 1868 à 1890, le shintō renouvelle son corpus idéologique. La proclamation Taikyō de 1870 consacre le caractère divin de l'empereur. Les sanctuaires sont intégrés à l'État en tant qu'institutions de la puissance publique, et traités comme ne relevant pas d'une religion. Les rituels shintō mis en œuvre au sein de la maison impériale connaissent une rénovation. Les différents sanctuaires sont réorganisés à travers un réseau national hiérarchisé dirigé par le sanctuaire d'Ise. La portée de cette évolution reste toutefois limitée, non seulement en raison des faibles compétences des représentants du shintō, des dissensions qui éclatent entre eux et de son très faible financement, mais également, à cause de l'opposition des pouvoirs bouddhistes, en particulier après l'épisode de Shinbutsu bunri, de 1868 à 1872. La formation des prêtres (kannushi) est cependant centralisée et améliorée au sein du sanctuaire d'Ise, où le prince Kuni Asahiko crée un groupe de travail en 1878, et par la suite, prend d'autres initiatives de ce type, comme la fondation du Kokugakuin en 1882.
À partir de 1890 et jusqu'à la guerre russo-japonaise en 1905, la doctrine du shintō se consolide progressivement. La période commence avec la promulgation de la constitution de l'empire du Japon et du rescrit impérial sur l'éducation en 1890, ces documents fondamentaux réaffirmant la primauté et la centralité de l'empereur au sein de l'État. Les rituels shintō sont légitimés en tant qu'outils de vénération de l'empereur. Ils s'inscrivent dans les usages populaires au travers des pratiques imposées aux élèves et auxquelles se joint à l'occasion la population locale (visites de sanctuaires, fêtes scolaires…). Signe d'un début d'enracinement chez les Japonais, des associations locales se constituent par endroits, pour aider à financer le fonctionnement de sanctuaires locaux, ou faire campagne auprès de la Diète pour obtenir des financements. Tokyo commence à se transformer en un site de grands rituels shintō, à l'image de ce qu'est encore Kyōto. Après la première guerre sino-japonaise de 1895, le Yasukuni-jinja (construit en 1869) est consacré en tant que lieu d'hommage national aux âmes des soldats morts pour le pays — et ce rôle est rappelé à l'issue de la guerre russo-japonaise de 1905.
L'intégration du shintō au sein de l'appareil d'État se poursuit de la fin de l'ère Meiji et lors de l'ère Taishō, et touche plus largement la population nippone. D'un côté, l'État parfait son contrôle sur l'institution shintō tout en assurant son financement, de l'autre, le shintō fournit à l'État, à la fois une base idéologique et un réseau de sanctuaires permettant de mobiliser en profondeur la population japonaise. À partir de 1906, les prêtres reçoivent de l'argent de l'État lorsqu'ils assurent des rituels publics, tout comme l'école Kokugakuin chargée de la formation des prêtres, ainsi que les sanctuaires préfectoraux. Au début de cette période, le financement dont bénéficient les quelque quinze mille prêtres, reste très limité. De même, le sous-financement des sanctuaires pousse nombre d'entre eux à se rapprocher pour fusionner : leur nombre passe de deux cent mille en 1906 à cent vingt mille en 1914. Signe d'une plus grande pénétration au sein de la population, la construction du Meiji-jingū de 1915 à 1920 mobilise un très grand nombre de volontaires dans tout le pays.
À partir des années 1930, le shintō évolue vers une forme de fascisme servant de fondement moral au régime militariste. Ce shintō d'État transforme cet ensemble de rituels et de croyances en une véritable « religion d'État », au détriment des autres religions qui sont diversement combattues. Par ailleurs, le shintō fournit au gouvernement une légitimation à l'expansion militaire du pays en Asie.

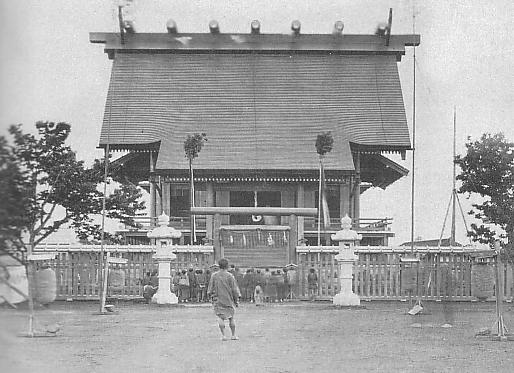
Yasukuni-jinja (ici vers 1873), un des premiers sanctuaires shintō construits à Tokyo.
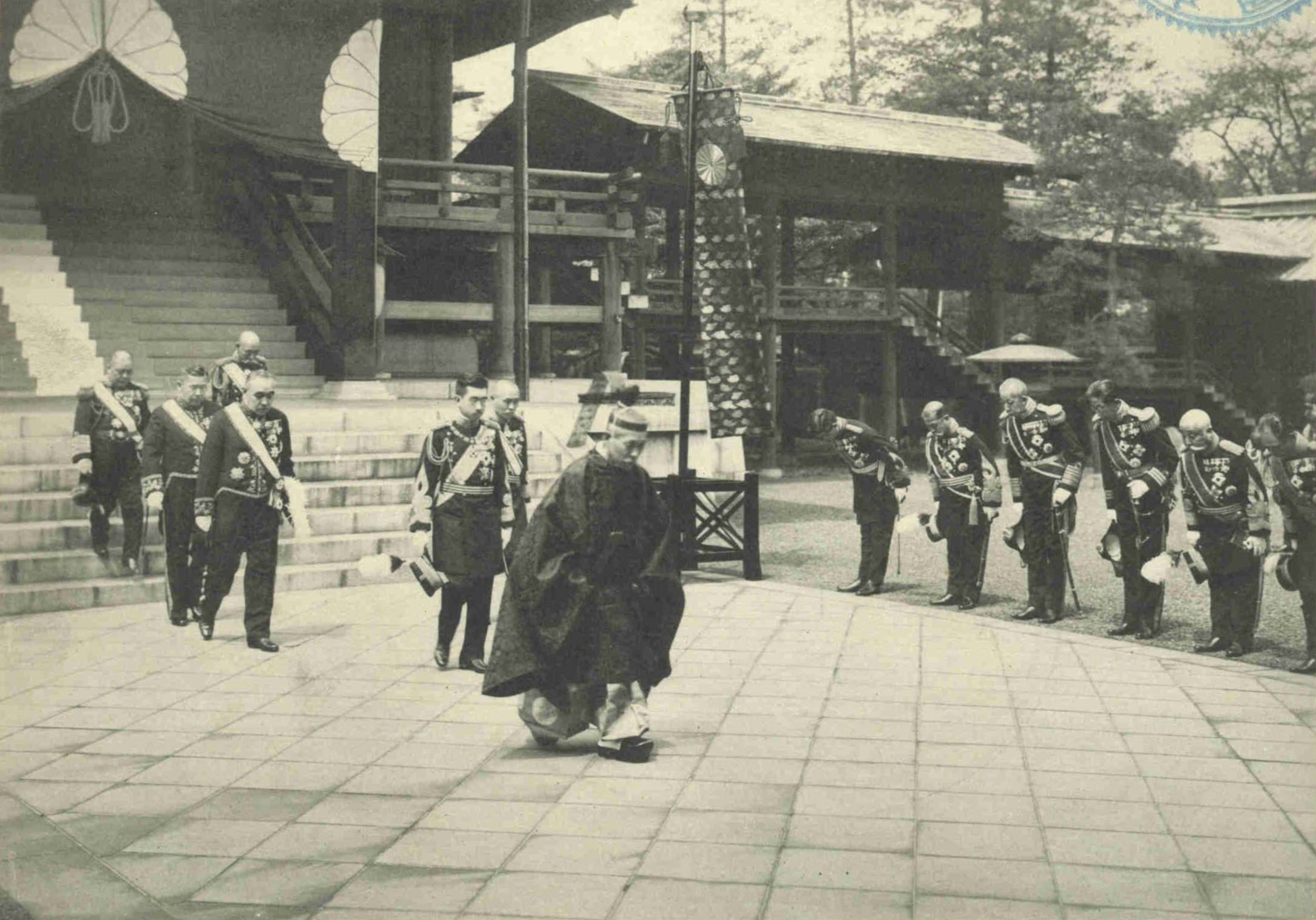
L'empereur Hirohito en visite au Yasukuni-jinja en 1934.
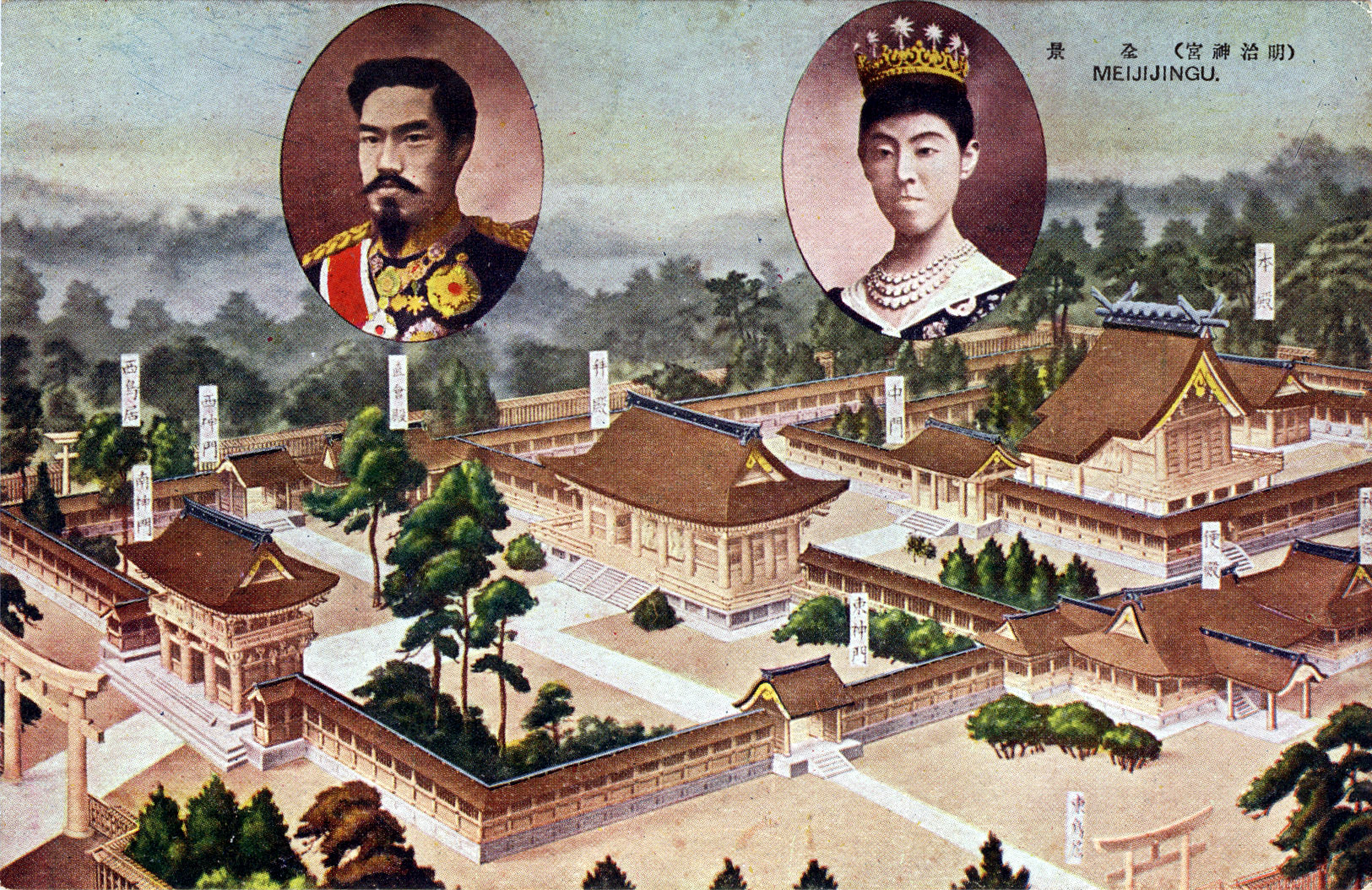
Le sanctuaire de Meiji-jingū est construit grâce à une importante contribution du public.
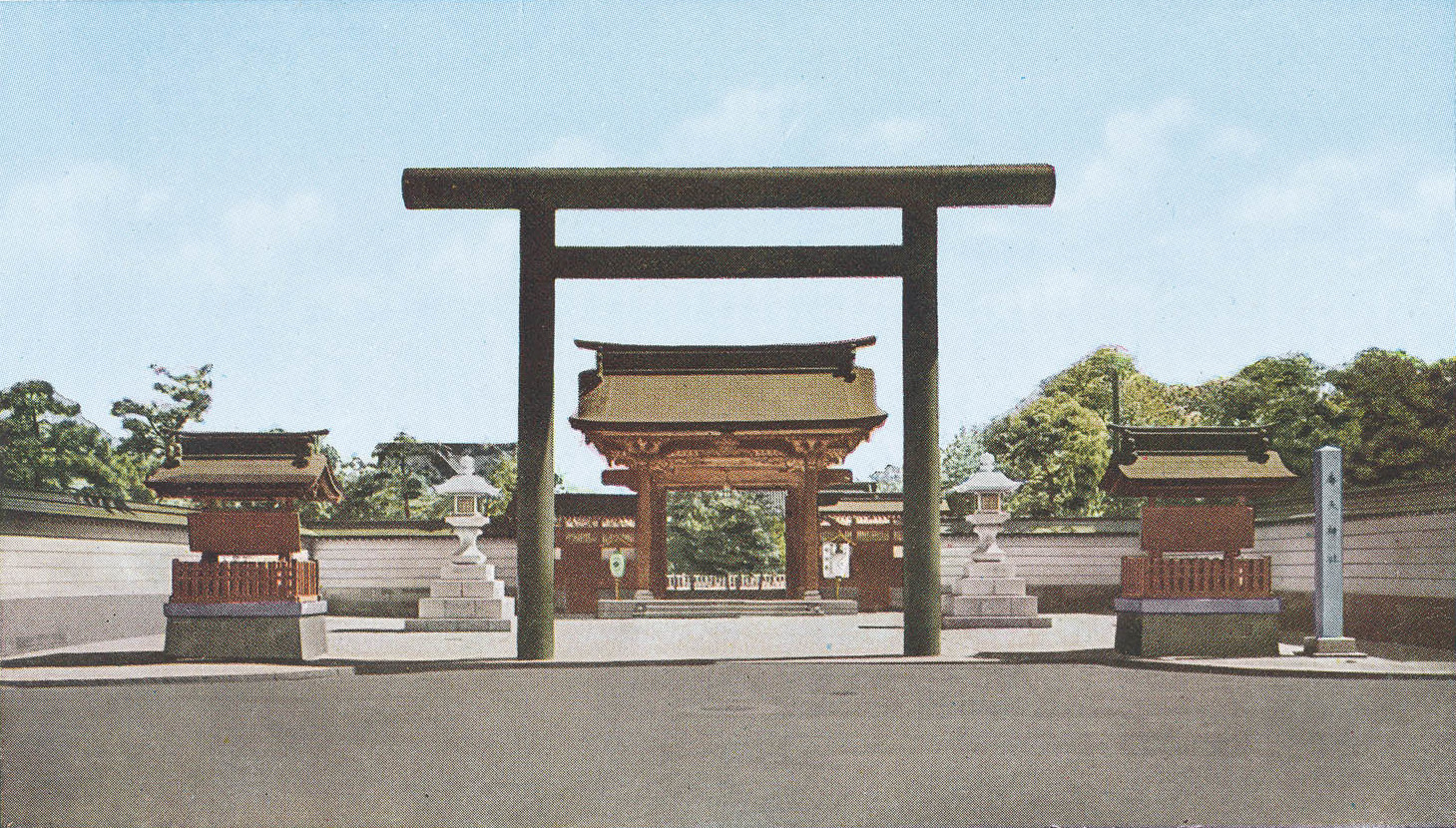
Des sanctuaires shintō sont construits dans les territoires de l'empire, comme ici à Shenyang.

#### Bouddhisme

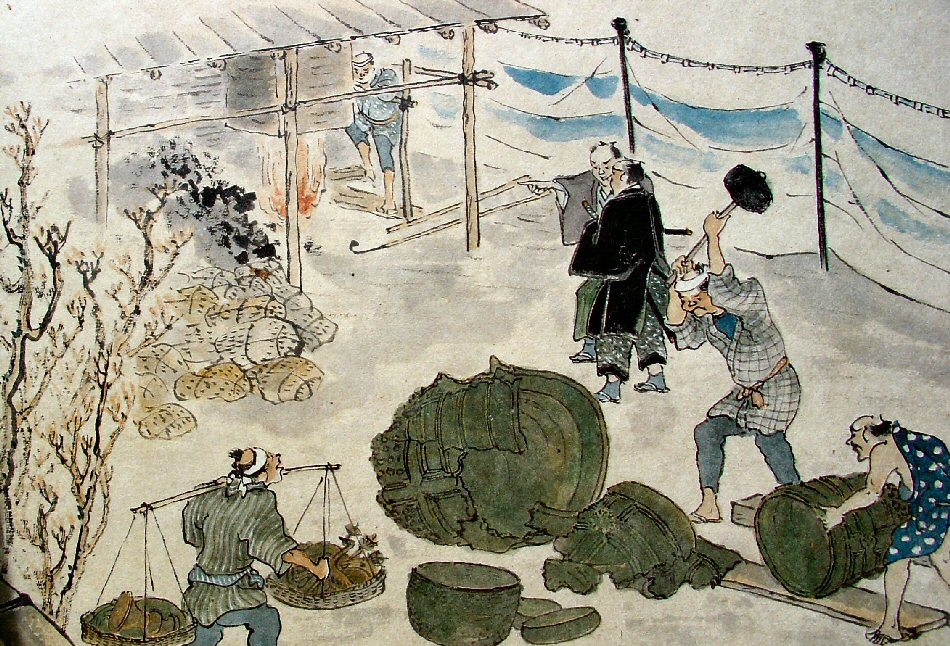
Destruction de cloches bouddhistes pendant le Haibutsu kishaku vers 1870.

Le bouddhisme est durement touché lors de la restauration de Meiji. Au cours des siècles, un syncrétisme s'est développé entre bouddhisme et shintō. Influencé par les préceptes des Kokugaku,, le Jingi-kan, qui au sein de l'État dirige les affaires liées au shintō, ordonne le 4 avril 1868 une séparation des deux religions et une épuration des sanctuaires. Le but est alors de lutter contre l'influence des pouvoirs bouddhistes sur la société, perçus comme des éléments conservateurs s'opposant à la modernisation du pays. Ordre est donné aux prêtres bouddhistes exerçant dans des sanctuaires syncrétiques de se convertir au shintō ou de démissionner. Les objets de culte comme les statues et les textes sacrés doivent être évacués. La plupart des prêtres font le choix de se convertir, et vont jusqu'à afficher ce renoncement en prenant des concubines ou en mangeant de la viande de manière ostentatoire, pratiques proscrites pour les prêtres bouddhistes. Souvent violent, ce processus entraîne de nombreux pillages de temples et destructions d'objets. Le gouvernement prend quelques mesures pour éviter les débordements, mais celles-ci sont variablement interprétées par les autorités locales, et les troubles persistent jusqu'au début des années 1870. Des cloches sont fondues pour en faire des armes, des statues sont profanées, et des temples sont saisis par les autorités locales, comme à Satsuma. Dans les régions les plus durement touchées, la plupart des temples sont détruits et de nombreux moines, tués. Cette politique touche variablement les différents courants bouddhistes. Nombre de prêtres des temples du Shingon et du Tendai se convertissent au shintō, tandis que le Jōdo shinshū se montre plus virulent dans son opposition, allant jusqu'à déclencher des émeutes pour protéger ses temples. Cette politique contre le bouddhisme s'infléchit en 1872, et les relations avec l'État se normalisent.
Cet épisode de violences envers le bouddhisme pousse certains croyants réformateurs à s'interroger sur la place de cette religion dans la société nippone et sur ses apports. Des réformes de plusieurs types sont proposées et un nouveau bouddhisme, ou shin bukkyō, voit le jour sous plusieurs formes, tandis qu'émergent des figures comme Kiyozawa Manshi. Le bouddhisme monastique connaît également des évolutions — sous l'influence de Fukuda Gyōkai (Terre pure) ou Shaku Unshō (Shingon) — et le respect des dix règles du bouddhisme est réaffirmé. Plus généralement, les bouddhistes tirent profit de la méfiance envers le christianisme qui s'installe dans le pays à partir des années 1880, d'une part en réaffirmant leur loyauté envers l'empereur, d'autre part en cherchant à aligner leurs intérêts avec ceux des nationalistes. C'est ainsi que de nombreux moines exploitent politiquement l'incident causé par Uchimura Kanzō en 1891 — importante affaire médiatique déclenchée par cet enseignant chrétien ayant hésité à se prosterner devant l'image de l'empereur. Une personnalité comme Inoue Enryō cherche à démontrer que les préceptes du bouddhisme sont compatibles avec la science, et affirme que le bouddhisme est même supérieur au christianisme dans sa scientificité. Tanaka Chigaku développe une école dont la doctrine soutient l'expansionnisme japonais en Asie.
Dans les années 1930, le bouddhisme japonais fait émerger de nouveaux courants et s'implique de manière plus ou moins marquée dans le militarisme japonais. Des Shinshūkyō — « nouvelles religions », relevant du bouddhisme — sont fondées. Celles-ci ont en commun d'être influencées par le bouddhisme de Nichiren, de pratiquer un prosélytisme insistant et de mettre l'accent sur les bénéfices immédiats que les pratiquants peuvent tirer de leurs enseignements, plutôt que sur des notions plus intangibles comme l'illumination ou le salut. La Sōka gakkai fondée en 1930, la Reiyukai fondée en 1920, et la Risshō Kōsei Kai fondée en 1938, sont les plus notables. Le bouddhisme japonais est aussi marqué par une certaine ambivalence envers les guerres que mène le Japon. Toute une frange nationaliste du bouddhisme approuve la guerre et participe à celle-ci en envoyant des moines sur le terrain pour fournir un soutien moral et médical aux soldats. D'autres écoles sont au contraire attaquées par le gouvernement en raison de leur enseignement et de leur refus d'entamer des réformes pour les rendre compatibles avec la doctrine impériale — ce qui entraîne l'emprisonnement de certains dirigeants comme Tsunesaburō Makiguchi.

#### Christianisme
Tout au long de l'époque d'Edo, le christianisme est victime de persécutions. En 1865, à Urakami dans la région de Nagasaki, près de trois mille chrétiens qui dissimulaient leur foi sont déportés et emprisonnés. Ce n'est qu'en 1873 que la pratique du christianisme est officiellement autorisée par les nouvelles autorités. À partir de 1868, des conseillers étrangers invités dans le pays pour former les Japonais aux techniques occidentales profitent de leur position pour pratiquer un prosélytisme pro-chrétien auprès de leurs étudiants. Leroy Lansing Janes est ainsi à l'origine du Kumamoto Band, un groupe de convertis qui rejoignent par la suite Kyoto et l'Université Dōshisha — fondée par le missionnaire protestant Neesima — et constituent une part importante de son corps enseignant. À Sapporo, c'est William Smith Clark qui convertit une partie des étudiants de la future Université de Hokkaidō ; l'un d'eux, Uchimura Kanzō, joue un rôle central dans l'essor du mouvement chrétien Mukyōkai. À Yokohama, où réside une communauté étrangère importante, c'est la figure du missionnaire James Curtis Hepburn qui est prédominante. À côté de ce protestantisme qui recrute essentiellement dans les couches aisées d'un Japon urbain, des missionnaires catholiques sont plutôt actifs dans les régions les plus rurales. Des orthodoxes sont aussi présents dans la région de Hakodate, où Nicolas du Japon exerce depuis 1861. Cette diffusion du christianisme connaît un certain dynamisme dans les années 1880, mais dès la fin de la même décennie, celle-ci se heurte à la poussée d'un certain conservatisme politique.
Le nombre de convertis augmente régulièrement. Les catholiques sont environ cent mille en 1927, essentiellement dans les diocèses de Nagasaki (64 000) et de Tokyo (10 000). Les différents courants protestants regroupent de quelques milliers à quelques dizaines de milliers de convertis, les plus importants en 1941 étant les presbytériens (62 000), les méthodistes (53 000), les épiscopaliens (28 000) et le Mouvement de sanctification (16 000). Actifs dans le système scolaire japonais, ces différents courants sont même à l'origine de collèges et d'universités dans le pays : la Tokyo Woman's Christian University (fondée par des presbytériens et des méthodistes), l'Université Rikkyō (fondée par des épiscopaliens) et l'Université Sophia (fondée par des jésuites). S'appuyant sur le shintoïsme et sur le caractère divin de l'empereur, l'État est de plus en plus suspicieux envers les mouvements chrétiens. Dans les années 1930, la montée du militarisme s'accompagne de plusieurs mesures et lois visant à contrôler ces religions — dont la Religious Organizations Law de 1939. Désormais, les communautés chrétiennes doivent démontrer que financièrement, elles ne dépendent pas de l'étranger, et ne peuvent être dirigées que par des Japonais. Entre 1936 et 1940, sous la pression des autorités, leur catéchisme est réécrit de manière à être compatible avec la vénération de l'empereur et à prévoir la participation à des cérémonies shintō.

### Condition féminine
Dès le début de l'ère Meiji, les classes les plus favorisées suivent l'exemple de l'Occident, et la condition des femmes évolue quelque peu. L'époque voit disparaître certains usages, comme le noircissement des dents et la tonte des sourcils, alors que se diffuse la mode des cheveux longs. Certaines lois deviennent plus favorables aux femmes, comme celle de 1870 octroyant aux concubines la même protection que les épouses légitimes, ou celle de 1872 qui libère les prostituées de leurs anciennes servitudes. La question du statut de la femme dans la société devient un thème important de débat, notamment porté par le mouvement pour la liberté et les droits du peuple, dans les années 1870 et 1880. Associée à ce mouvement, la revue Meiroku zasshi propose des traductions de textes de Spencer, Mill et Millicent Fawcett sur les droits des femmes, et ses pages témoignent de nombreux débats à ce sujet. L'angle adopté est cependant davantage celui du droit naturel que celui du droit des femmes proprement dit. Ce dernier concept sera plus développé sous la plume de Fukuzawa Yukichi, dans Nihon fujinron (en 1885). Une revue comme Jogaku zasshi, éditée à partir de 1885, permet à des auteures comme Kishida Toshiko et Shimizu Shikin de développer leurs idées sur divers sujets, comme l'émancipation et l'éducation des femmes, ainsi que les questions familiales.
Le tournant conservateur que prend le pays à partir de 1890 contrarie cependant la réalisation de ces diverses aspirations libérales. Cette année-là, les femmes se voient interdire la participation à des meetings politiques ou l'adhésion à des partis, et un retour à une tradition confucianiste, défavorable aux femmes, est sensible dans l'adoption du rescrit impérial sur l'éducation la même année. En 1898, le code civil japonais renforce le poids des hommes dans les questions d'héritage. En 1899, si le ministère de l'Éducation crée des lycées réservés aux femmes, ceux-ci sont institutionnellement classés comme inférieurs à ceux réservés aux hommes, et n'ouvrent pas l'accès aux études universitaires. Toujours en 1899, est publié un rescrit imposant un cadre moral à l'éducation dispensée aux jeunes filles dans ces établissements : ce nouveau texte introduit le concept de ryōsai kenbo (« Bonne épouse, sage mère ») et fixe ainsi l'objectif de la scolarisation des femmes. Ce concept de ryōsai kenbo est largement relayé dans la presse féminine jusqu'à l'après-guerre. Pour combattre cette situation, un journal féministe comme Sekai Fujin est créé en 1907 par Fukuda Hideko, et, en 1901, Tsuda Umeko fonde une école réservée aux femmes : le collège Tsuda.
À partir des années 1910, plusieurs évolutions notables peuvent être observées. Les femmes sont de plus en plus nombreuses à occuper des postes de cols blancs, et dans les années 1920, le tiers des enseignants de l'école primaire sont des enseignantes. En 1911, la féministe Raichō Hiratsuka fonde le journal Seitō, dont le nom est une référence à la Blue Stockings Society britannique. Malgré son déclin dès 1916, la revue introduit plusieurs sujets féministes dans le débat, notamment auprès des femmes issues des couches les plus aisées de la société. L'Association de la femme nouvelle est créée en 1920 afin de reprendre le flambeau. En 1922, grâce à une évolution de la loi, les femmes sont autorisées à s'organiser politiquement et à assister à des meetings, ce qui permet de relancer la question du droit de vote des femmes. En 1924, Ichikawa Fusae joue un rôle important en créant une ligue pour soutenir cette cause. Plusieurs initiatives législatives sont prises dans ce sens, la dernière en 1931 lors du gouvernement de Osachi Hamaguchi. Aucune n'aboutit, et le droit de vote n'est accordé que lors de l'occupation américaine du pays. Le Japon voit aussi la féministe Margaret Sanger se rendre dans le pays, et y effectuer une tournée de conférences.
Dans les années 1920, quelques femmes bénéficiant d'une visibilité importante dans le monde du spectacle sont associées à une image de modernité, ce qui aboutit à la promotion de la figure de la modan gaaru. Si cette image est porteuse de certaines ambiguïtés (« progrès » ou « décadence », « émancipation » ou « immoralité »), elle est rapidement véhiculée dans tout le pays par le biais des nouveaux médias de cette époque, du cinéma à la littérature.
La guerre contre la Chine en 1937 marque le début d'une participation plus importante des femmes à des pans de l'économie auparavant réservés aux hommes. C'est ainsi qu'entre 1935 et 1945, dans les filières de santé, le nombre d'étudiantes double pour dépasser les dix mille, et certaines d'entre elles intègrent les laboratoires de recherche des universités.

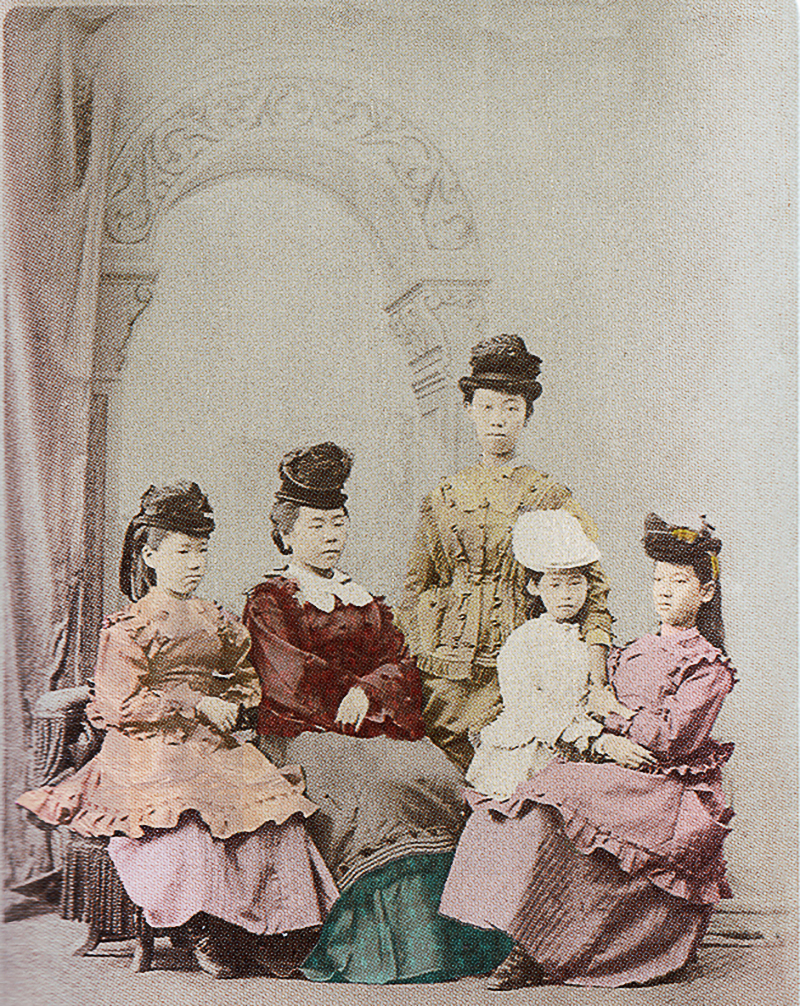
Premières étudiantes japonaises envoyées étudier aux États-Unis, dont Tsuda Umeko (deuxième à droite).
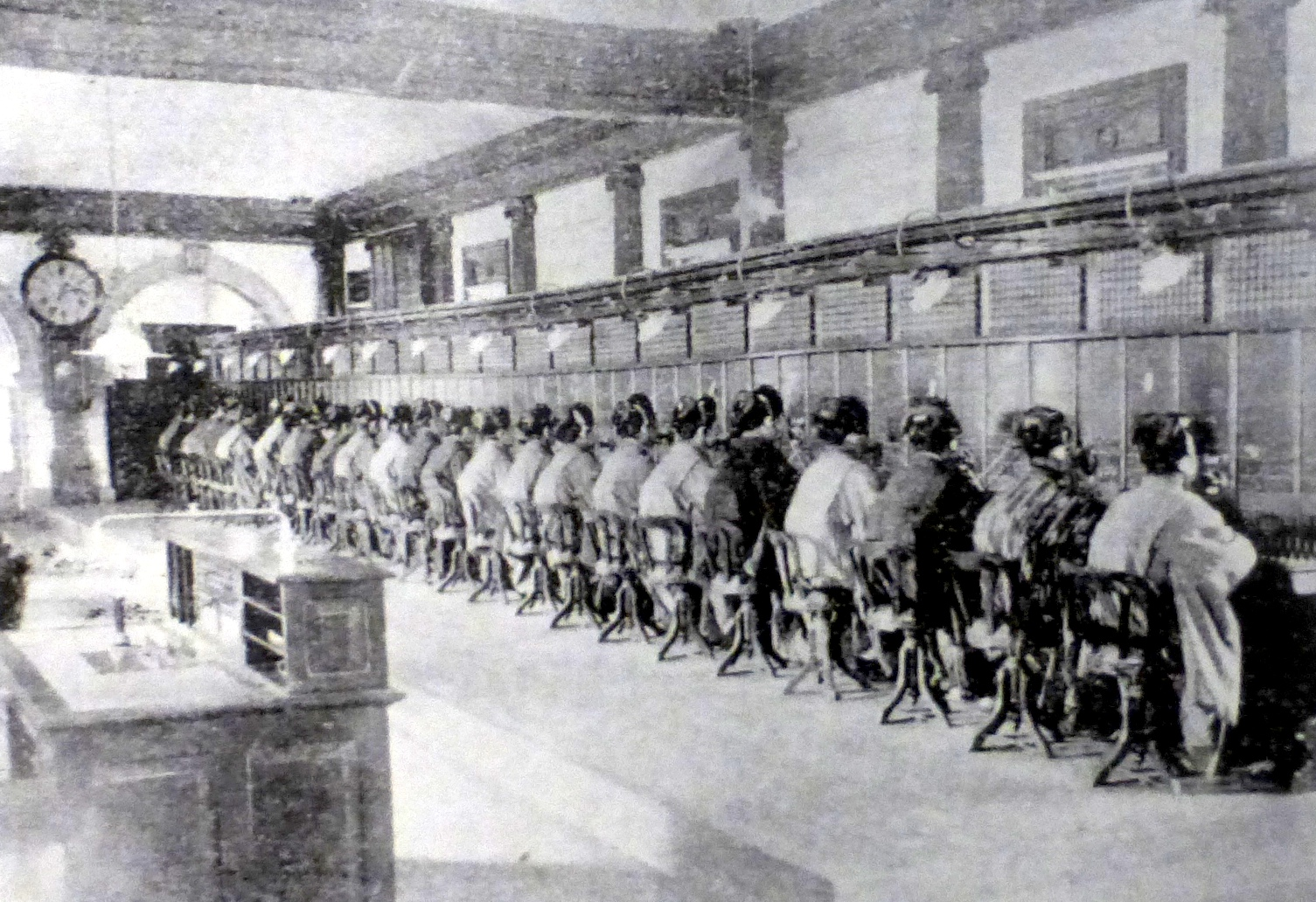
Japonaises travaillant comme opératrices téléphoniques en 1902.
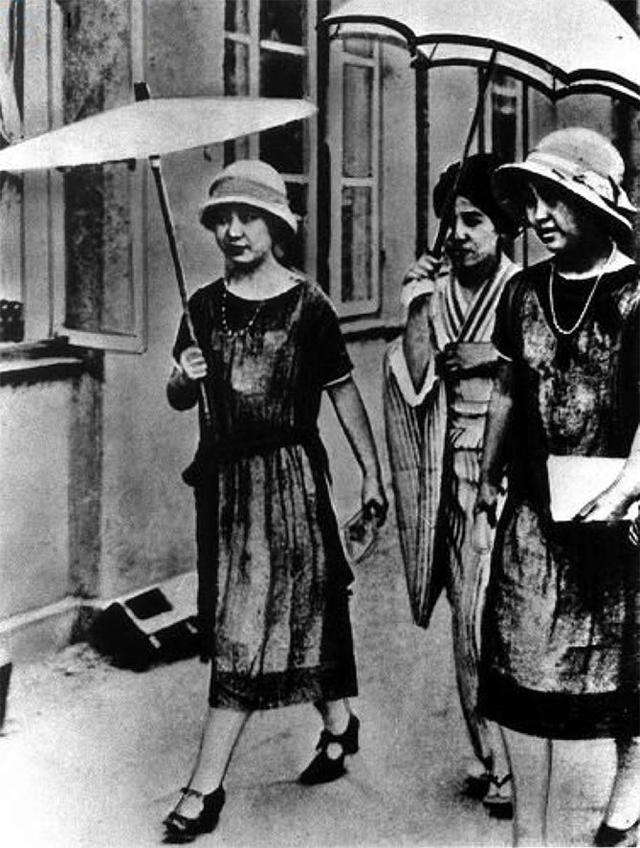
Trois moga marchant dans les rues de Tokyo en 1924.
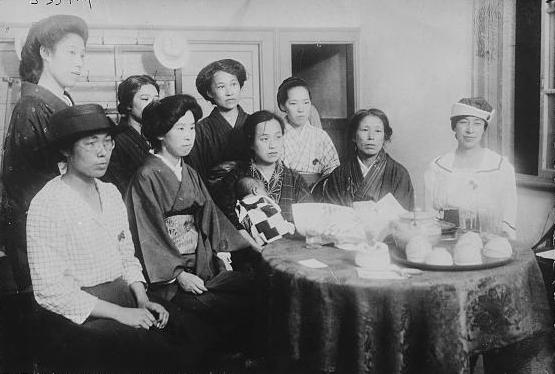
Militantes soutenant le droit de vote des femmes dans les années 1920.
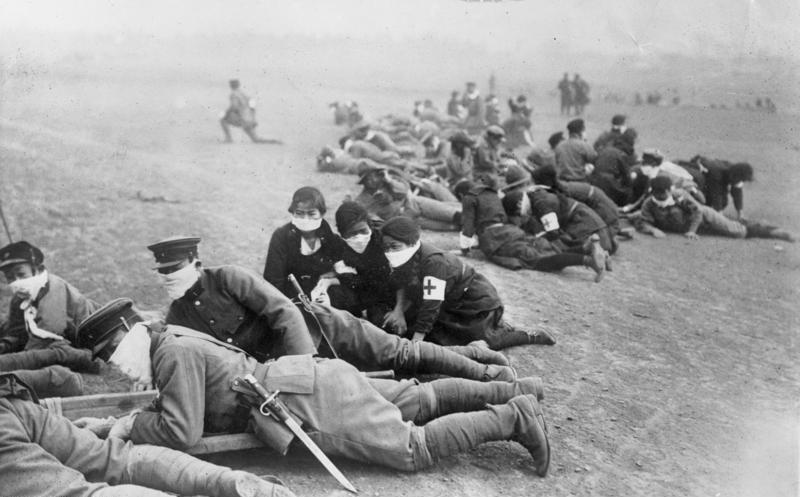
Infirmières japonaises en 1931 dans une unité de l'armée.
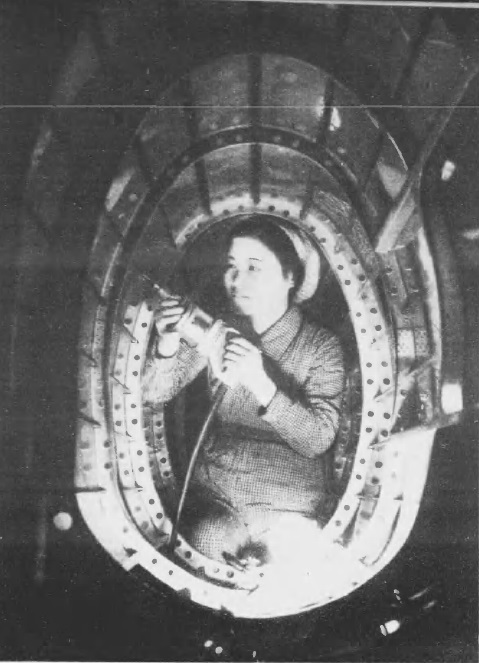
Femme japonaise travaillant à la construction d'avions en 1943.

### Pratiques sportives
De nouvelles pratiques sportives apparaissent dans le pays avec la constitution de communautés occidentales de plus en plus nombreuses dans les villes portuaires. C'est ainsi que le baseball, le tennis, le football et le cricket sont introduits à Yokohama ou Kōbe, et que des ligues informelles se constituent pour organiser localement des rencontres sportives. L'école est un autre vecteur d'introduction du sport au Japon. Des conseillers étrangers — tels qu'Horace Wilson ou Archibald Lucius Douglas, qui exercent comme enseignants — ainsi que des étudiants japonais revenant de l'étranger, poussent à la pratique sportive dans le cadre des activités extra-scolaires des étudiants. Leurs initiatives rencontrent un écho favorable chez les responsables politiques de l'époque, comme Mori Arinori, qui considère que le relèvement moral du pays doit aller de concert avec le relèvement physique.
La pratique du sport dans les écoles et les universités entraîne la création de ligues sportives et de compétitions régionales, puis nationales. Celles-ci sont à l'origine d'une véritable « culture sportive », caractérisée, non seulement par la naissance de rivalités entre écoles (pouvant se manifester par l'écriture de chants d'encouragement, par exemple), mais aussi par le fait d'élever le sport au rang de spectacle, auquel assiste un public de plus en plus nombreux. Dans les années 1920, émergent les premières vedettes sportives, à l'instar de Kinue Hitomi, qui lors des Jeux olympiques de 1928, devient la première Japonaise à remporter une médaille et qui par la suite, fait la couverture de plusieurs journaux. D'autres sports ont également leurs célébrités, comme Hitachiyama Taniemon pour le sumo, ou Eiji Sawamura pour le baseball. Ce dernier sport en particulier s'impose comme sport à la mode, avec la création en 1914 du Kōshien, compétition nationale lycéenne, à laquelle assiste même le prince héritier Hirohito en 1926. Ces disciplines sportives voient se constituer des ligues nationales, lesquelles visent à organiser des compétitions à l'échelle du pays, mais aussi à faire jouer des équipes nationales à l'étranger : la fédération japonaise de football est créée en 1921, et la ligue japonaise de baseball, en 1936.
Par ailleurs, le Japon dispose déjà de plusieurs pratiques physiques locales, comme le kemari et le sumo. Sous l'influence occidentale, ces pratiques évoluent pour devenir des disciplines sportives, dotées d'une organisation et d'une médiatisation inspirées des autres sports. L'association japonaise de sumo est créée en 1925, et à partir des années 1920, la diffusion à la radio des compétitions, permet d'accroître son audience. D'autres arts martiaux locaux issus du budō connaissent une évolution semblable. Le karaté est codifié sous l'influence de Ankō Itosu et de Gichin Funakoshi, le judo l'est par Jigorō Kanō, et l'aikidō, par Morihei Ueshiba. Avec la montée du militarisme des années 1930, l'origine japonaise de ces sports martiaux est mise à profit par le pouvoir pour exalter et incarner les vertus prônées par l'État.

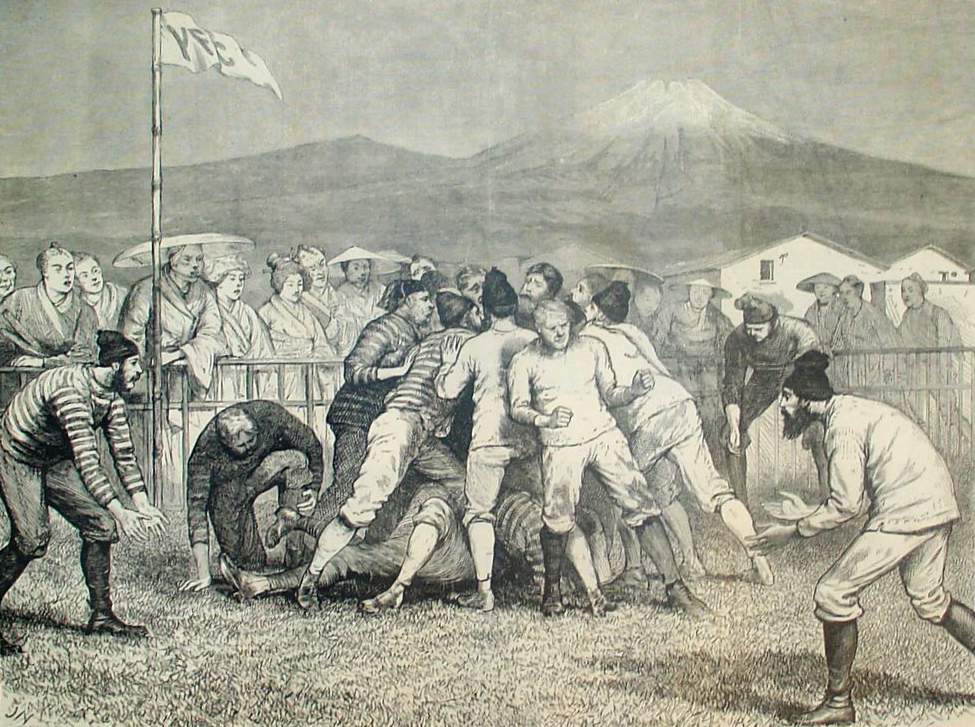
Match de rugby en 1874.
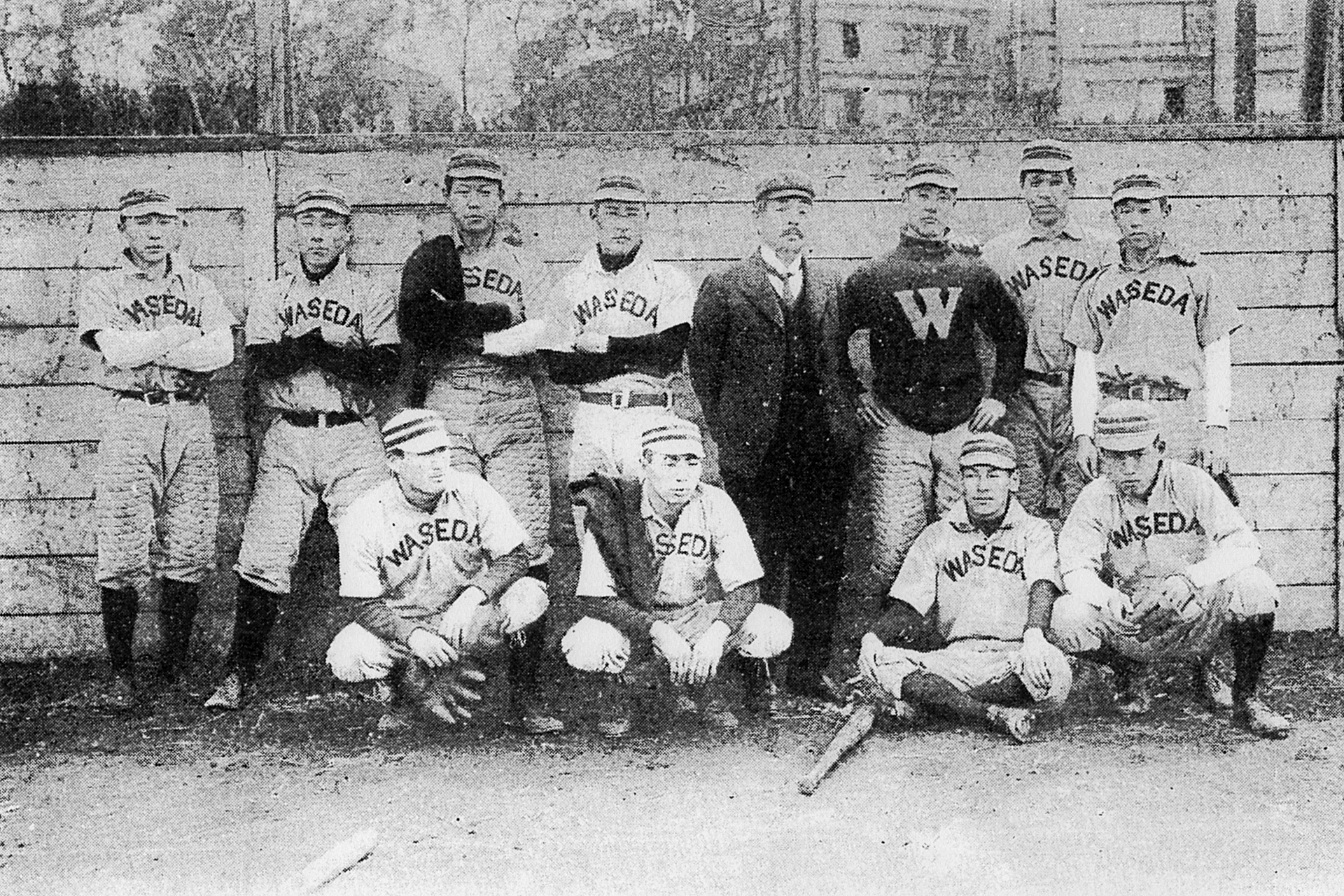
Équipe de baseball de l'université Waseda en 1905.
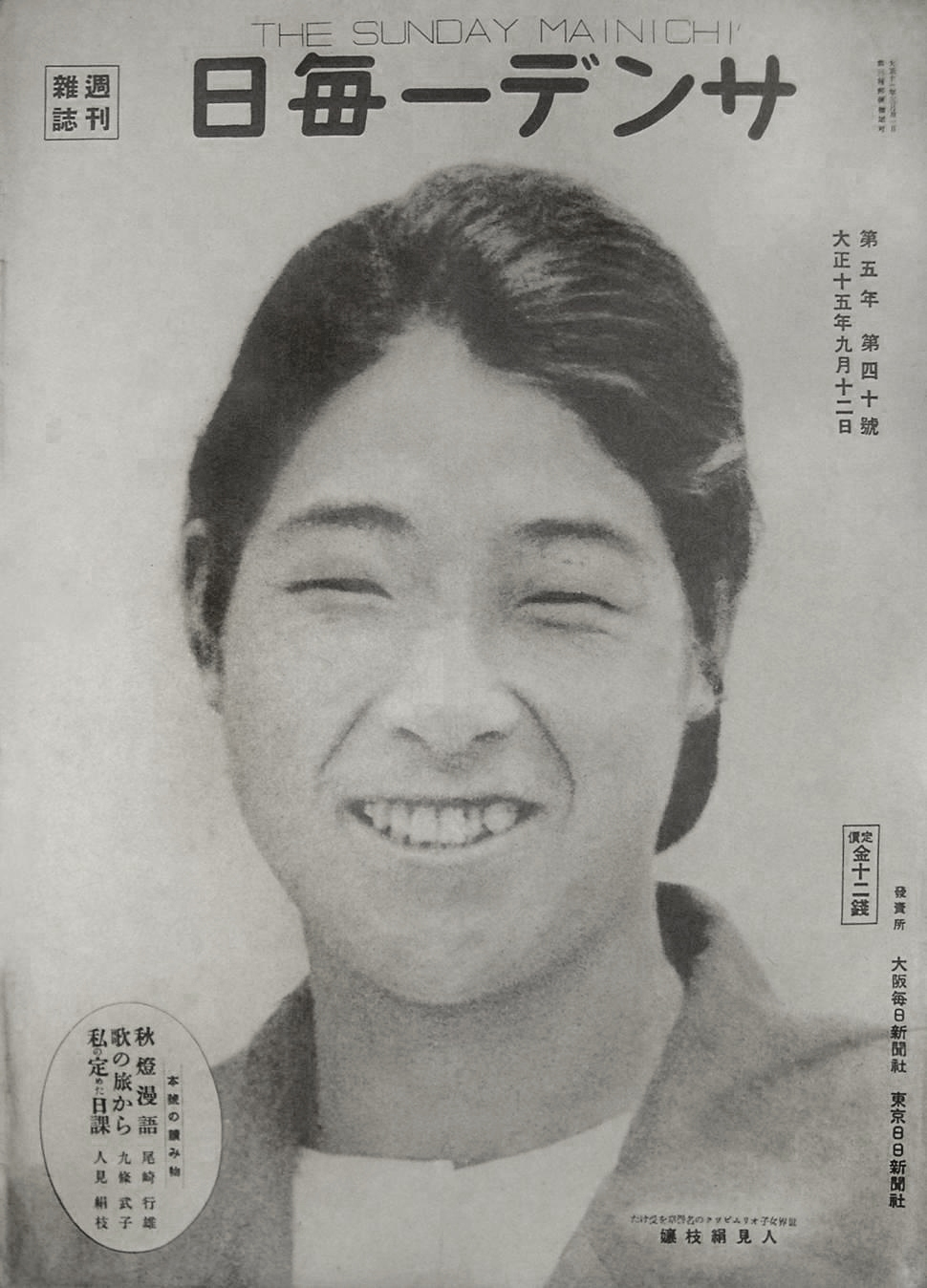
Kinue Hitomi fait la couverture du Mainichi shinbun en 1926.
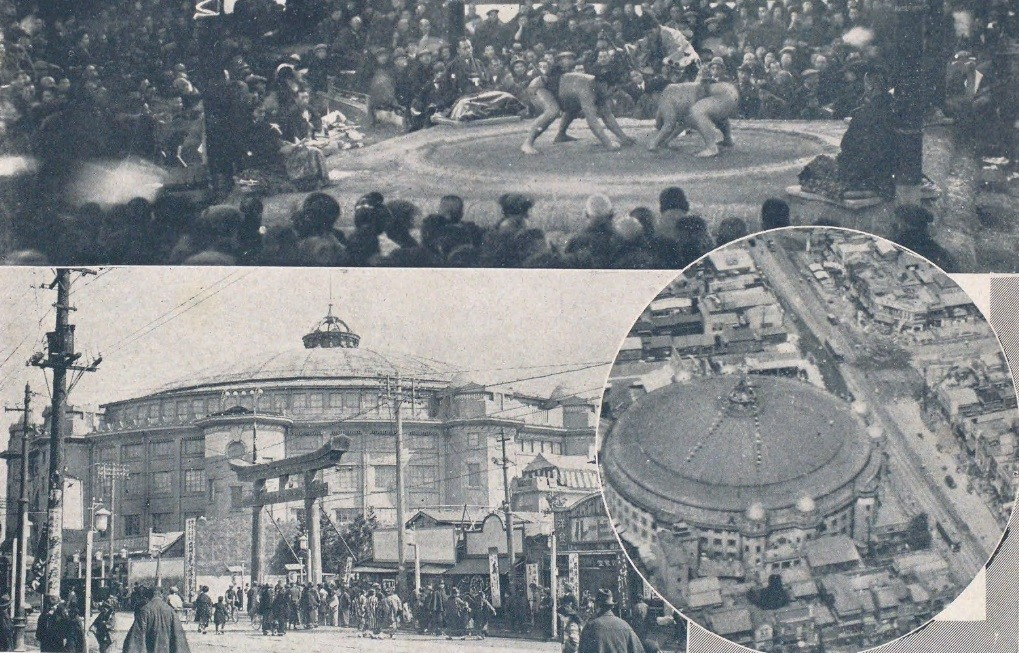
Le Kokugikan, reconstruit dans les années 1920 pour accueillir les compétitions de sumo.
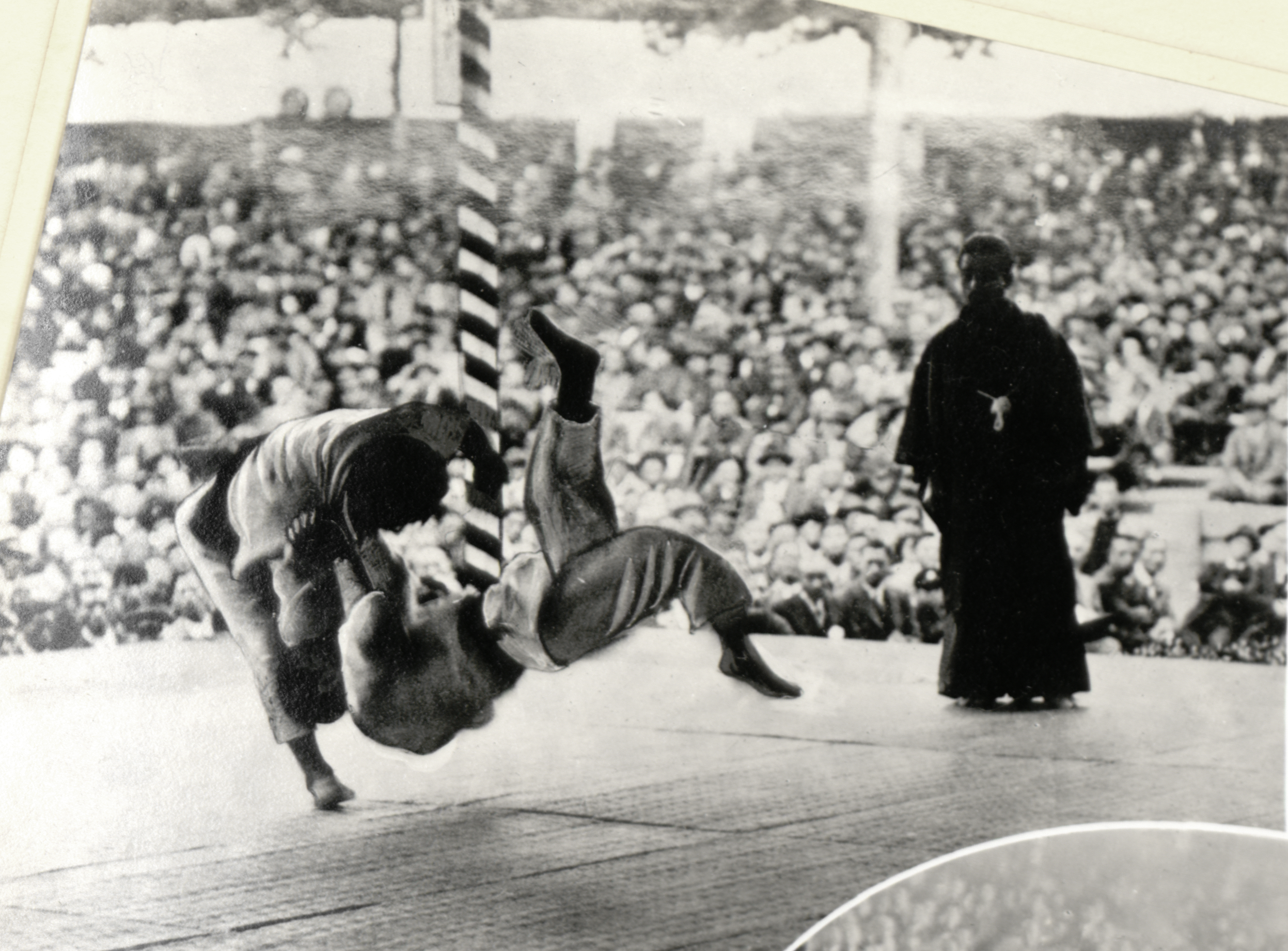
Combat de judo en 1935.

### Média
À la fin de l'époque d'Edo, le Japon dispose d'une certaine tradition dans l'édition de prospectus traitant de l'actualité. Dans les grandes villes comme Edo (Tōkyō), Kyōto et Ōsaka, on édite des kawara-ban qui peuvent à l'occasion traiter d'évènement politiques. L'essentiel de la production vise alors les élites, capables de comprendre le chinois classique, mais également, le peuple qui a accès à du contenu illustré. À l'initiative du nouveau régime, un premier journal à l'occidentale voit le jour en 1870, le Yokohama Mainichi. Dès 1872, à Tōkyō, sont créés cinq quotidiens qui reprennent cette forme. Ces journaux traitent assez largement de politique, et à l'occasion, critiquent le gouvernement, ce qui entraîne en 1875 l'adoption d'une première loi sur la presse et la diffamation, permettant de mettre en place une certaine forme de censure. Les différents titres de presse se spécialisent : d'un côté les « grands journaux », traitant de politique, de l'autre les « tabloïds », traitant de faits divers ou d'événements à sensation. Cette seconde catégorie de journal voit apparaitre le Yomiuri shinbun à Tōkyō en 1874 et le Asahi shinbun à Ōsaka en 1879. À côté de ces titres se constituent aussi des journaux comme le Jiji shimpō (créé par Fukuzawa Yukichi en 1882) ou le Kokumin Shimbun (créé par Tokutomi Sohō en 1890) qui attirent à eux un lectorat plus intéressé par les grandes questions politiques et sociales de cette époque.
La guerre sino-japonaise de 1894-1895 et la guerre russo-japonaise de 1904-1905 jouent le rôle de catalyseurs pour le développement du tirage et de l'influence de la presse japonaise. Dans la perspective de contrôler l'opinion publique, les militaires et le pouvoir politique ne tardent pas à encadrer drastiquement ce qui peut être publié, tout en facilitant l'accès des journalistes au théâtre des opérations. C'est ainsi que, lors de la guerre sino-japonaise, une centaine de journalistes et d'artistes sont présents dans la péninsule coréenne, sous encadrement militaire. La maison d'édition Hakubunkan profite assez largement de ces opérations en publiant tous les dix jours un compte rendu des opérations militaires. Le succès de cette publication est si important qu'en 1895, il permet à Hakubunkan de financer le lancement de toute une série de nouvelles revues, telles que Taiyō ou Shōnen Sekai. Cette entreprise inaugure alors un modèle d'édition et un modèle économique qui sont repris par la concurrence. Lors de la guerre russo-japonaise, le télégraphe joue un rôle important en permettant aux informations de circuler beaucoup plus rapidement. Cette accélération favorise la presse, qui peut alors rendre compte au jour le jour des opérations militaires, la circulation de certains titres doublant lors du conflit. C'est aussi lors de la guerre russo-japonaise que les premiers reportages cinématographiques voient le jour, profitant du développement du cinéma au Japon. Le gouvernement se heurte également aux limites de son propre contrôle. Le 5 septembre 1905, éclatent les émeutes de Hibiya, déclenchées par plusieurs journaux qui manifestent ainsi leur opposition au traité de paix, jugé trop clément pour la Russie. Si les médias démontrent déjà le rôle qu'ils peuvent jouer pour façonner l'opinion dans un sens favorable au pouvoir politique, ces mêmes médias sont déjà capables d'être des relais politiques pour d'autres causes.
Au cours des années 1920, le secteur se consolide, tandis qu'émergent de grands groupes de média de masse. Ces journaux se professionnalisent et recrutent comme journalistes des diplômés de grandes universités, plutôt que des indépendants. Le recours à des dessinateurs de presse et à des caricaturistes se généralise. La publicité suit cette professionnalisation grandissante du secteur, et de grands groupes de communication et de marketing voient le jour, comme Mannensha, Hakuhodo, et Dentsu. Pour accroitre leur lectorat, les groupes de presse sponsorisent aussi des évènements comme des tournois sportifs scolaires ou des projections de film. Les années 1920 voient aussi apparaitre de nombreux magazines hebdomadaires ou mensuels dont la publication dépasse le million d'exemplaires, et qui contribuent à la richesse de groupes d'édition comme Kōdansha, Iwanami Shoten, ou encore Kaizōsha — la renommée de ces groupes reposant notamment sur les livres à un yen, publiés à partir de 1926. Les colonies japonaises ne sont pas en reste dans cet essor de l'édition : le gouvernement japonais laisse en effet des journaux se créer localement, pour des publications en japonais et dans la langue locale, le but visé étant alors d'accroître par ce biais l'influence du Japon sur ces territoires.
Dans les années 1930, la montée du militarisme s'accompagne d'une plus grande autocensure des médias, et dès l'incident de Mukden en 1931, peu d'entre eux cherchent à remettre en cause les déclarations du gouvernement. À partir de la guerre contre la Chine en 1937, les médias deviennent de fait un prolongement de l'État, en agissant comme diffuseurs de sa propagande. Au fur et à mesure que les problèmes d'approvisionnement de papier touchent le pays, les journaux subissent la baisse du nombre de publications et celle du nombre de pages par publication. Les journaux de langue étrangère sont fusionnés dans un unique titre, The Japan Times, qui passe sous la coupe du ministère de la communication. La radio est mise à contribution pour soutenir la communication gouvernementale. Créée en 1926, la NHK étend sa couverture dans les colonies en mettant en place des bureaux dédiés : à Taïwan (en 1931), en Corée (en 1932) et en Mandchourie (en 1933). Lorsque la guerre s'étend aux puissances occidentales, cette radio diffuse des programmes de propagande en langues étrangères de manière à rallier les populations locales à l'Empire et à saper le moral des troupes ennemies. Au fur et à mesure que la guerre s'intensifie, les médias diffusent un message de plus en plus nationaliste et anti-occidental.

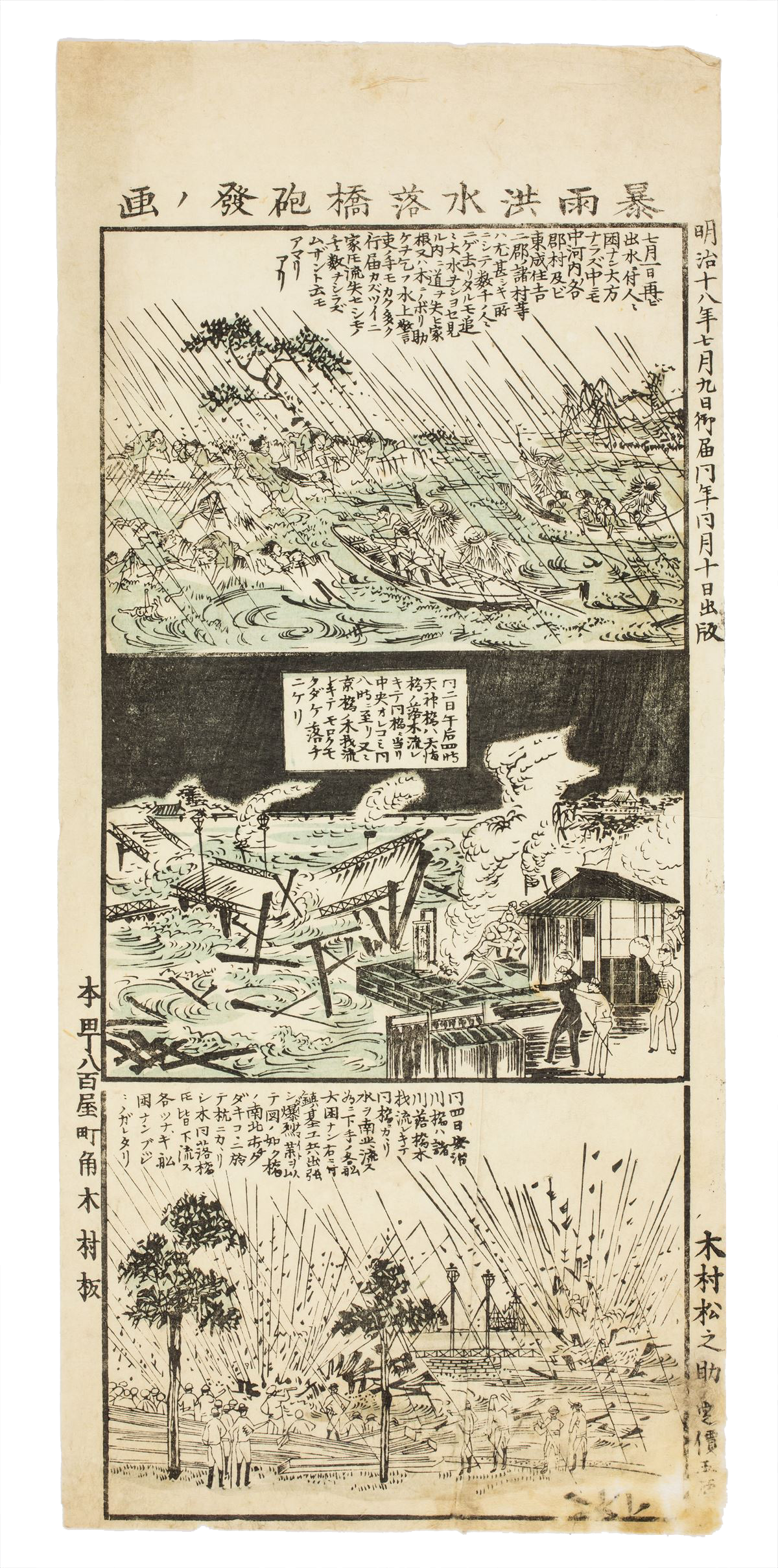
Kawara-ban de 1885 traitant d'inondations dans la région du Kansai.
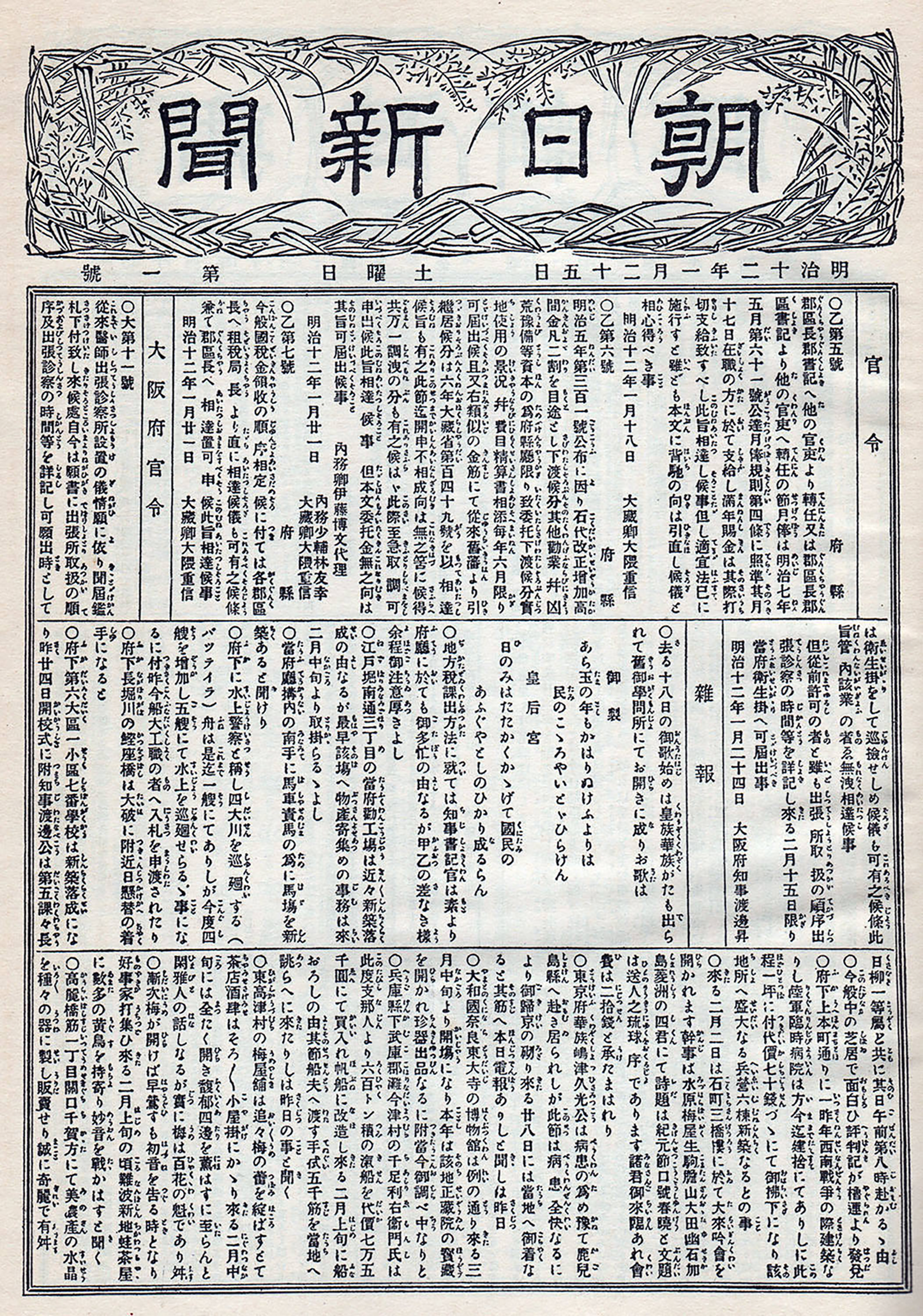
Premier numéro de l'Asahi shinbun en 1879.
L'émeute de Hibiya en 1905. La photo montre l'influence que dès cette époque, peuvent avoir les médias de masse au Japon.
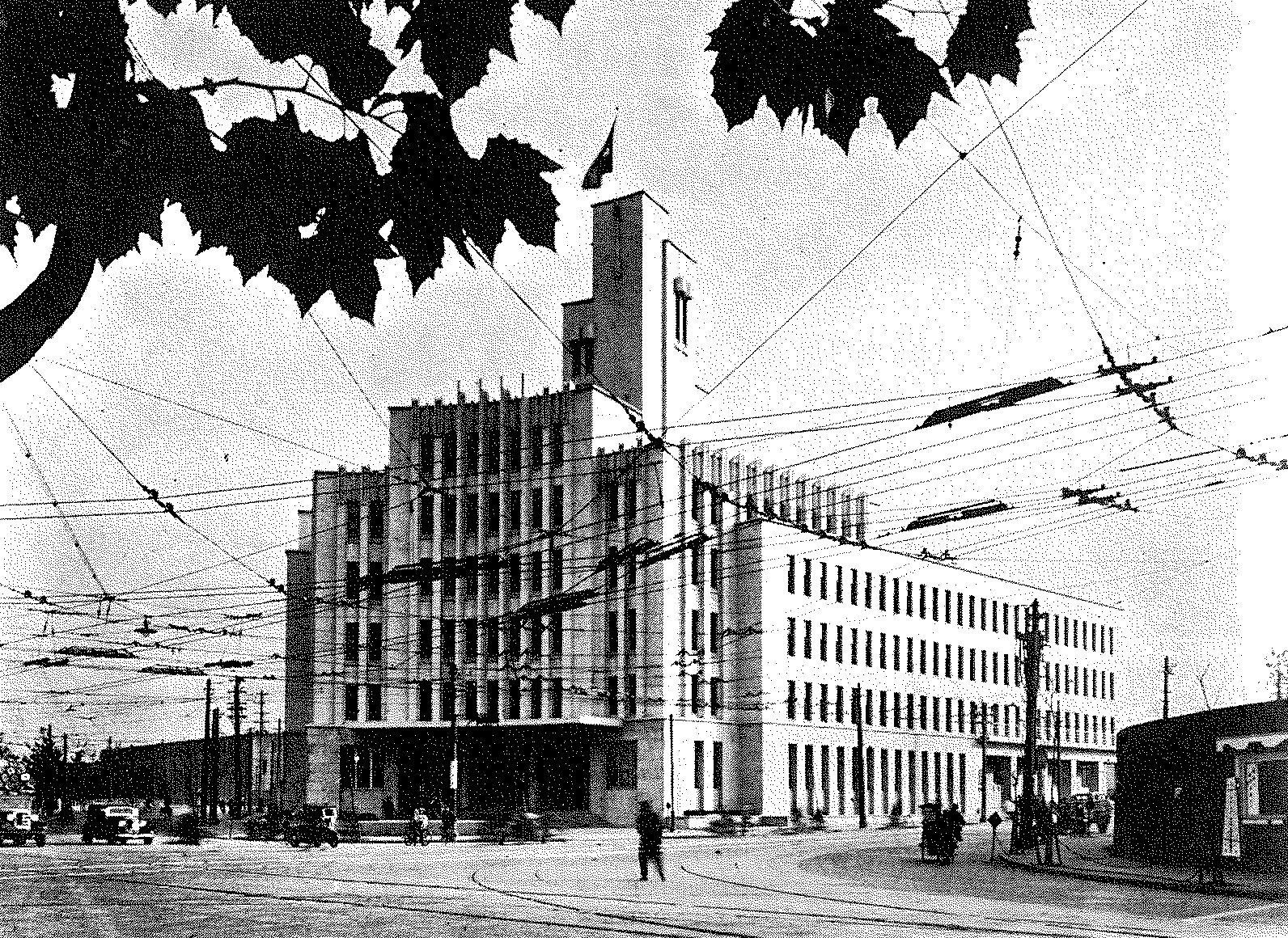
Bureaux locaux de la radio NHK à Osaka, en 1937.
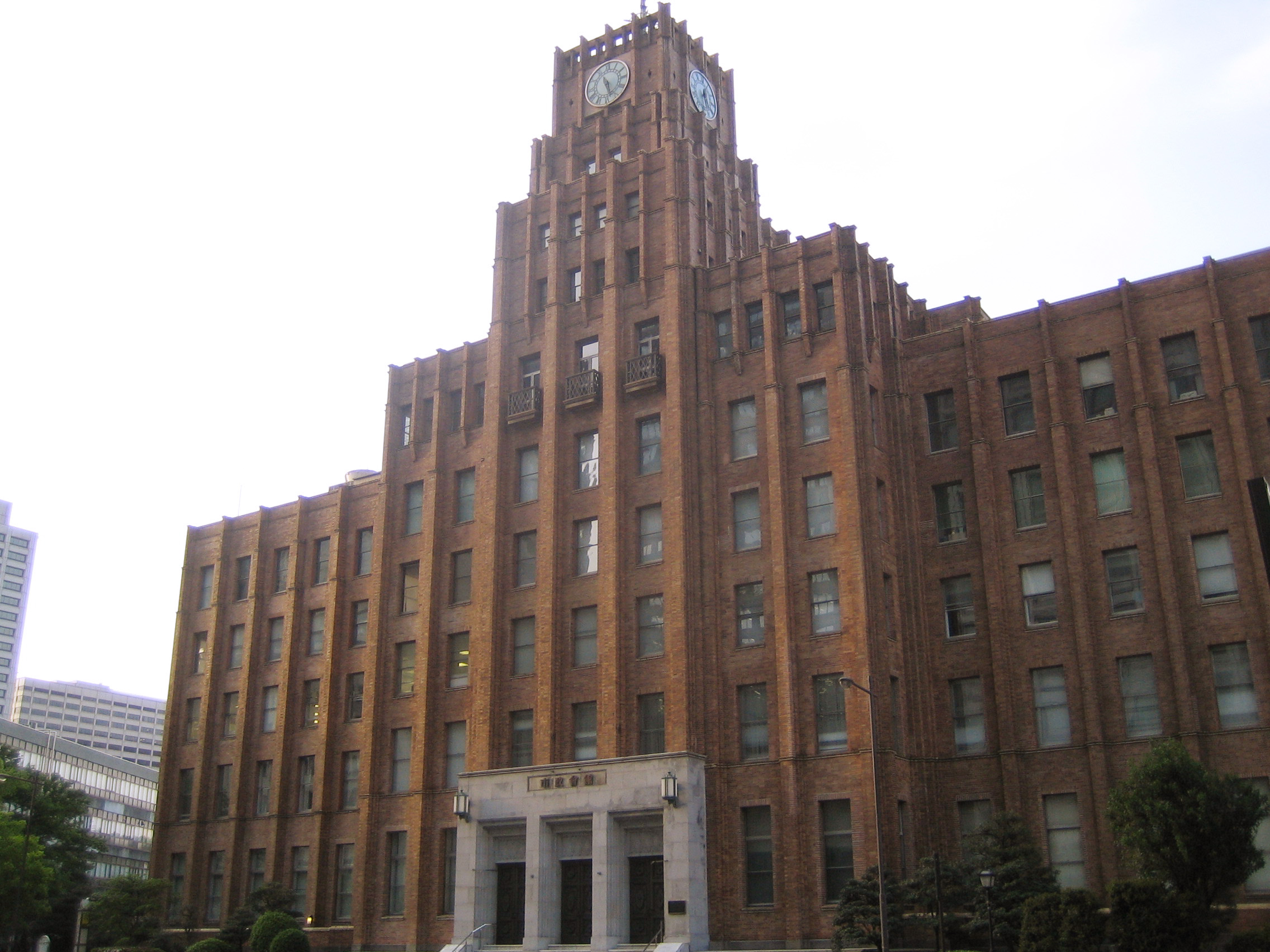
Ancien siège de l'Agence de presse Dōmei, qui à partir de 1936, est l'agence de presse officielle du régime.
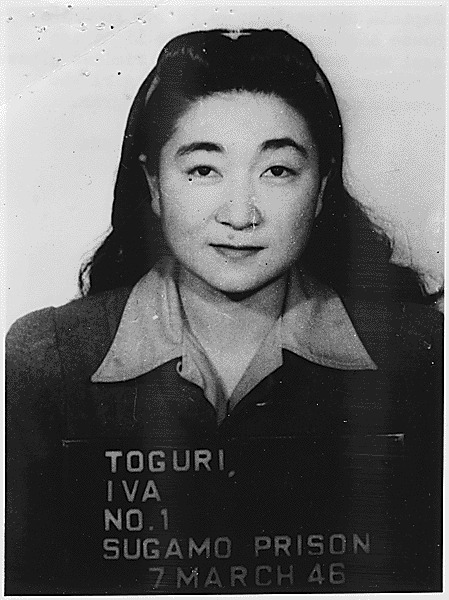
Iva Toguri D'Aquino, une des « roses de Tokyo » chargée de la propagande radio visant à saper le moral des soldats alliés dans le Pacifique.

## Dynamiques de productions culturelles

### Cultures urbaines
Lors de la période impériale, la composition de la société urbaine évolue assez fortement et influe sur la culture qui s'y diffuse. Si à la fin de l'époque d'Edo les principaux publics auxquels s'adressait la production culturelle des grandes villes étaient composés de riches Japonais peu nombreux, lors de la période impériale, la production culturelle s'adresse au plus grand nombre. Cette massification de la culture s'accompagne de l'essor de nouvelles technologies, comme la photographie ou la radio, qui permettent de diffuser au-delà des villes la culture qui s'y produit. Les titres de presse se multiplient, passant de plus de quatre cents en 1890 à deux mille en 1914. La même année, le Japon se classe second au niveau mondial en nombre de livres publiés, derrière l'Allemagne, avec près de 27 000 titres. La langue japonaise s'uniformise par ce biais, et si de nombreux dialectes se maintiennent, celui de Tokyo — là où se trouve la plupart des moyens d'édition — se généralise et devient le japonais standard. Des titres de presse comme Asahigraph, utilisent la photographie et le dessin de presse (dont ceux de Ippei Okamoto) pour informer leurs lecteurs, l'image devenant ainsi un grand vecteur d'information.
La radio connaît un essor rapide. Si les premières émissions sont diffusées en 1925, un million de postes de radio sont vendus en 1931. Cette nouvelle technologie joue un rôle important dans le paysage médiatique de l'époque : elle permet une diffusion rapide de l'information, mais aussi, elle rend accessible à l'ensemble du pays de nombreuses musiques — japonaises comme occidentales. L'augmentation du nombre de journaux, de postes de radio et de cinémas contribue à rapprocher les mouvements culturels avant-gardistes de Tokyo des territoires plus reculés du pays. Une complexification culturelle s'opère, guidée par les critiques artistiques, opposant simultanément cultures anciennes et cultures nouvelles, cultures occidentales et cultures orientales, et cultures prolétaires et cultures bourgeoises. Dès les années 1920, cette conjonction entre l'augmentation de la production culturelle et l'amélioration de sa diffusion aboutit à la constitution de médias de masse au Japon, basés et diffusés depuis les grandes agglomérations du pays.
L'augmentation du nombre de cafés et de grands magasins contribue à la diffusion de ces nouveaux modes de consommation. Le séisme qui ravage la capitale en 1923 pousse à revoir l'urbanisation afin d'intégrer ces nouveaux usages : les quartiers se spécialisent (comme Ginza), et de grandes avenues sont percées, le long desquelles se regroupent de grands magasins, alors que dans les ruelles adjacentes se concentrent souvent des cafés et des boutiques de mode. C'est ainsi qu'à Ginza, dans les années 1920, les cafés doublent leur nombre, devenant des lieux à la mode où les romanciers aiment à situer l'intrigue de leurs créations. La bière est introduite au début de la période impériale, et se popularise à partir de la fin de l'ère Meiji,. Une consommation de masse de nombreux produits se développe, et avec elle, la publicité — dont celles du dentifrice Lion et des cosmétiques Shiseido, très présentes à la fin de la période.

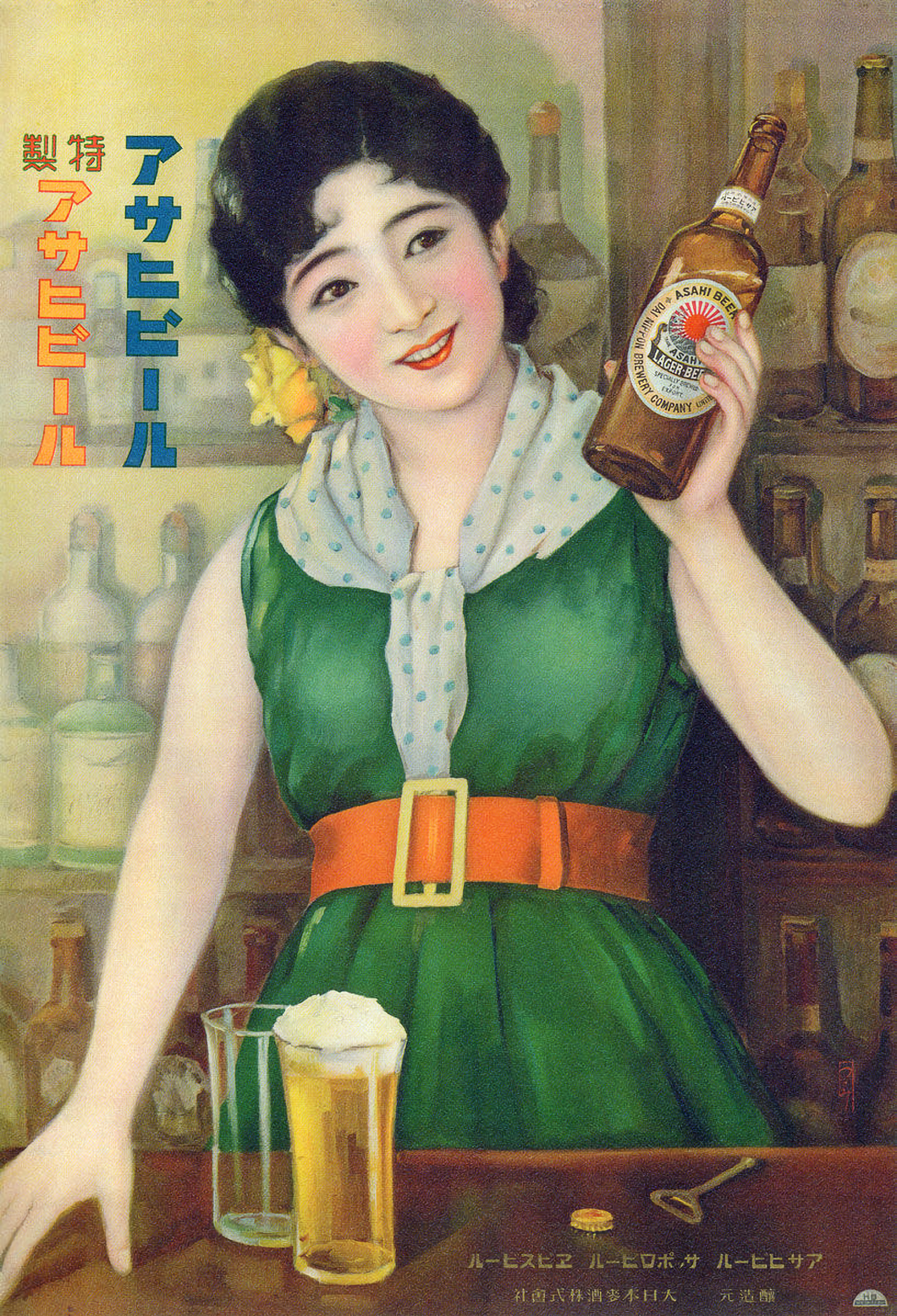
Affiche pour la bière Asahi dans les années 1920.
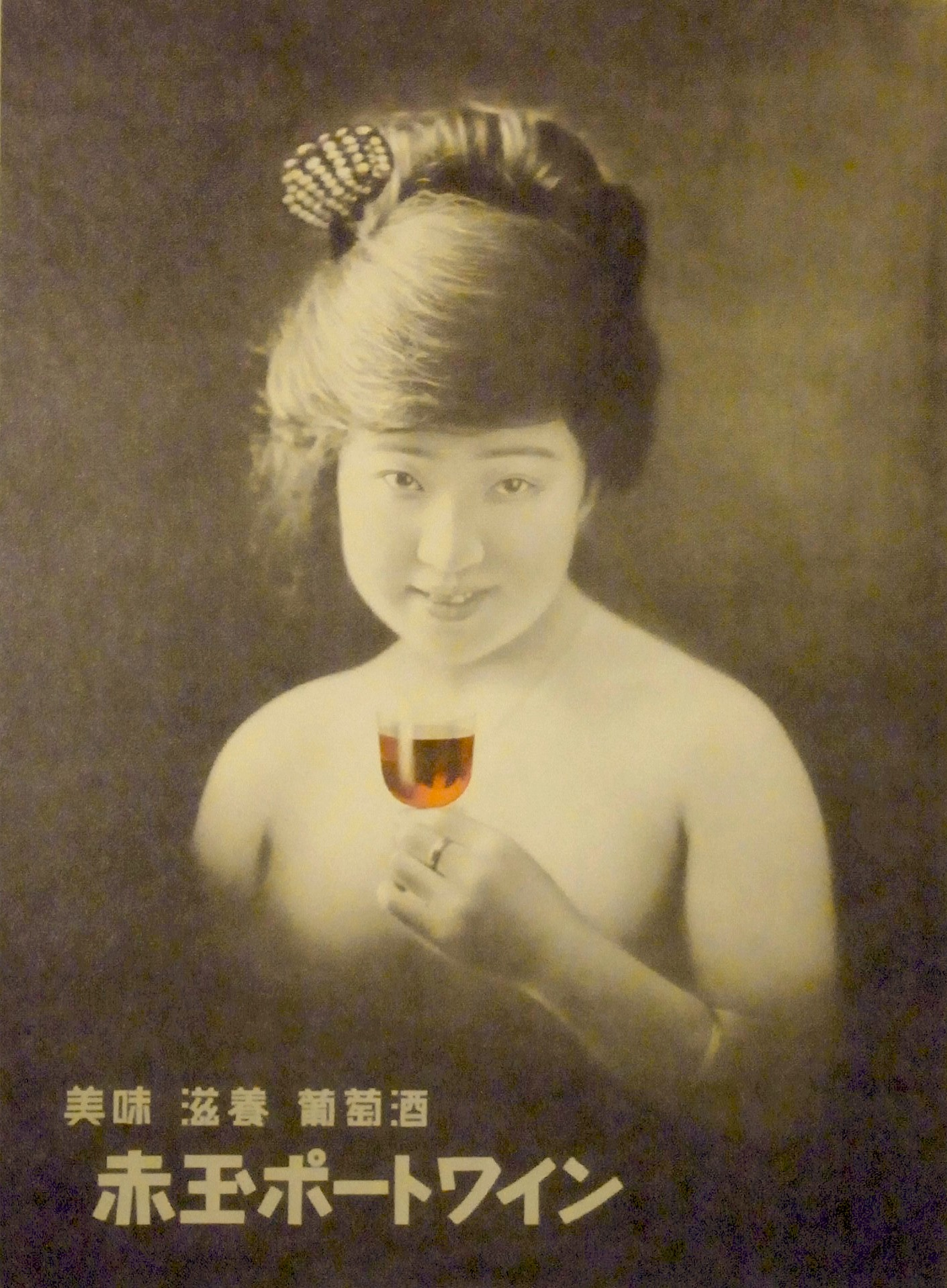
Affiche de 1922 pour le vin japonais Akadama
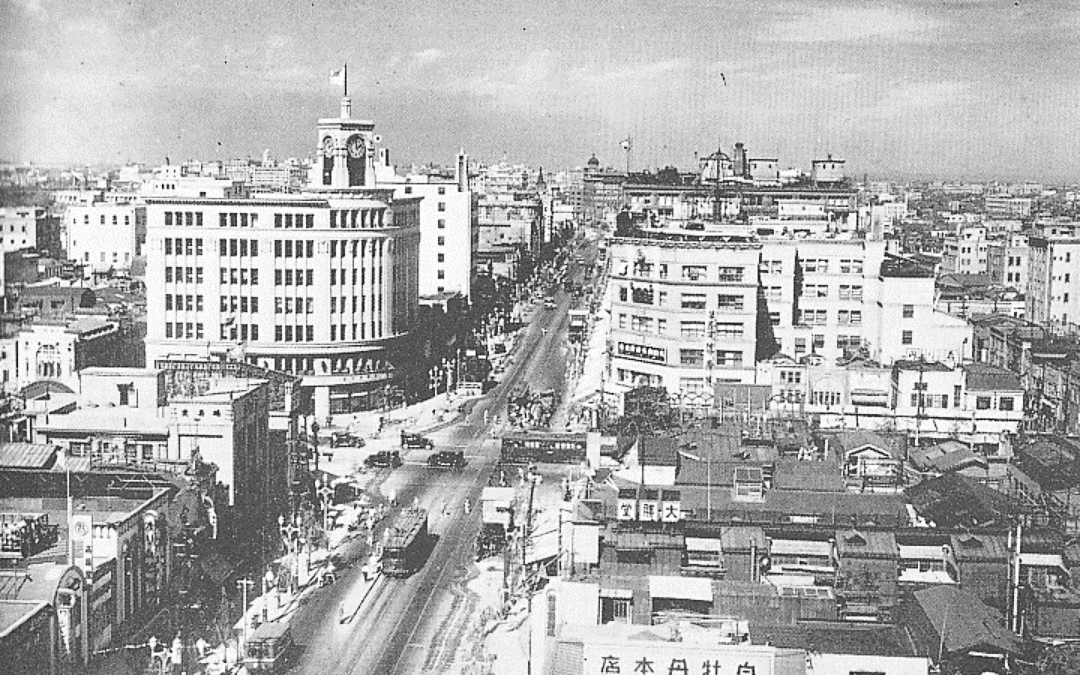
Quartier de Ginza à Tokyo dans les années 1930. Des avenues sont bordées par des grands magasins, comme à gauche le Ginza Wako.
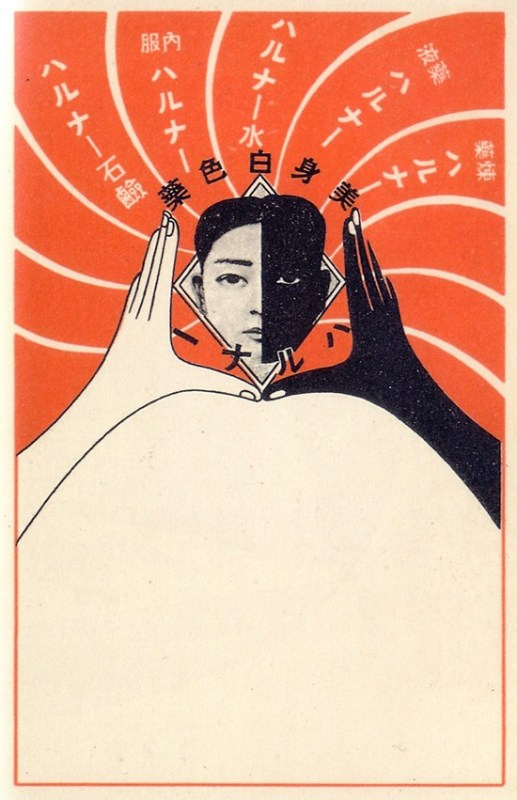
Publicité pour des cosmétiques au début de l'ère Shōwa.
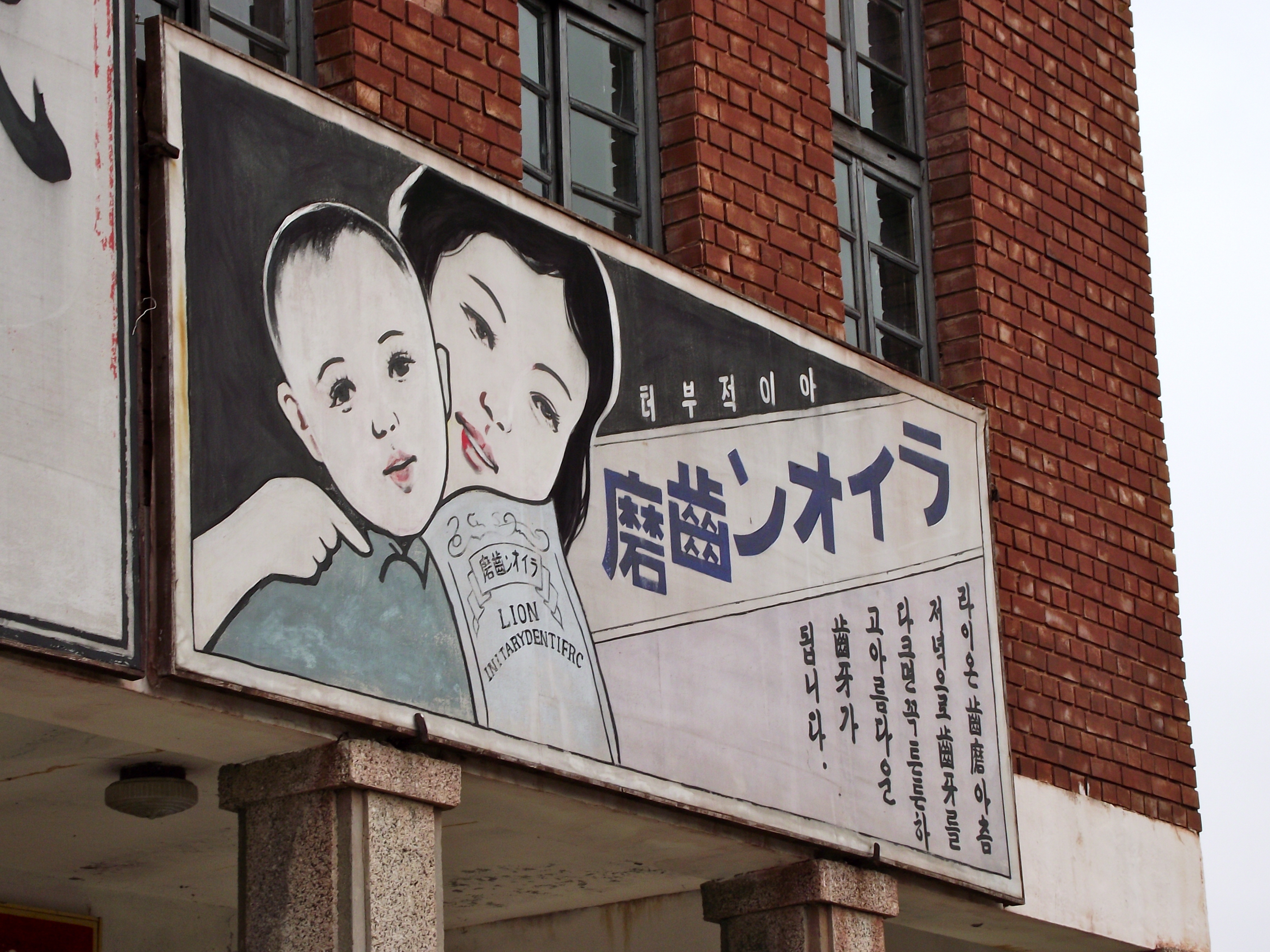
Affiche publicitaire pour du dentifrice Lion (ici en Corée).
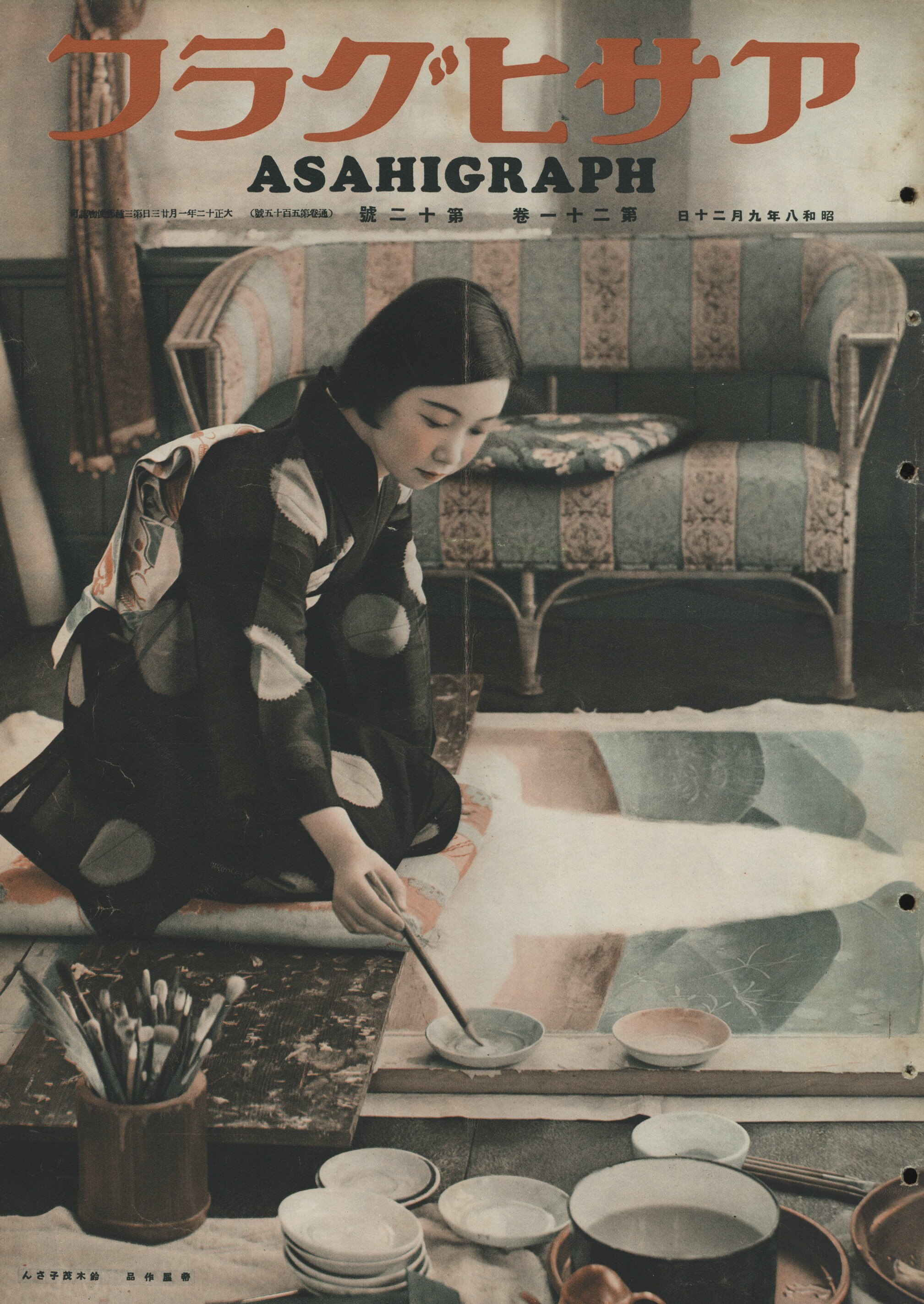
Couverture du magazine Asahigraph de 1933.

### Cultures régionales
À la fin de l'époque d'Edo, le Japon présente une abondante diversité culturelle. Du fait des multiples zones de montagnes et des innombrables ilots le long des côtes de l'archipel, les différences de dialectes, de régimes alimentaires et de traditions peuvent être très marquées. De manière générale, l'industrie naissante se spécialise en fonction des ressources disponibles localement : soieries dans l'actuelle préfecture de Nagano, poteries dans la préfecture de Saga, cotonades dans la préfecture de Yamaguchi… L'essor rapide des transports, ainsi que le développement des déplacements de population vers les grandes agglomérations pour y trouver du travail, ont plusieurs effets sur ces particularismes locaux. Si certaines de ces pratiques culturelles se marginalisent, d'autres font l'objet de diverses formes de valorisation.
Dès les années 1880, des travailleurs migrants cherchant par nostalgie à faire perdurer leurs cultures locales respectives, se regroupent dans des associations par région d'origine. Cependant, l'État cherche à effacer certains particularismes : le « japonais standard » — la variante utilisée dans l'arrondissement central de Tokyo — s'impose partout dans le pays par le biais de l'éducation. Mais dans le même temps, l'État encourage l'étude des patrimoines locaux, et en 1891, la géographie et l'histoire locale sont instituées comme matières à part entière dans l'enseignement primaire. Ce mouvement est à l'origine d'un foisonnement de monographies traitant de sujets régionaux, souvent à l'initiative de bibliothèques locales ou de professeurs du secondaire. Loin de se limiter à l'étude du passé, ces initiatives visent aussi à valoriser des réalisations et des projets en cours. Dans les années 1910, dans les préfectures de Hiroshima ou de Fukui, diverses expositions permettent aux villages de montrer leurs savoir-faire, et entraînent une certaine émulation entre eux.
Dans les années 1910, le monde académique commence à s'intéresser aux cultures locales. Un groupe informel d'agronomes, d'économistes, et de géographes se réunit autour des figures de Nitobe Inazō et de Yanagita Kunio, pour former la Kyōdokai, ou « association d'études locales ». L'association organise de nombreuses sorties sur le terrain pour étudier les différentes coutumes du Japon, et par la suite, publier le résultat de ces recherches dans la revue du groupe, la Kyōdo Kenkyū. En accueillant des personnalités comme Tsuneichi Miyamoto, l'association joue le rôle d'incubateur pour les études sur le folklore japonais, puis pour l'essor de l'ethnographie japonaise. Des amateurs d'art s'intéressent aussi à ces cultures locales : Yanagi Sōetsu, qui théorise le « mouvement d'arts populaires », ou Mingei, dans les années 1920, à partir de son travail sur le sujet, inspiré de l'Arts and Crafts de William Morris. Le mouvement Mingei est ainsi à l'origine d'un renouveau de certaines productions locales. Il s'ensuit que, dans les années 1930, des préfectures comme celles de Shimane et de Tottori, organisent des concours d'arts, dont les juges sont des experts issus du mouvement Mingei. Les préfectures peuvent aussi être à l'origine de commandes visant à valoriser ce patrimoine, soit par l'édition de livres consacrés à l'histoire locale, soit par des projets plus grandioses, comme la reconstruction du château d'Osaka en 1931 (en béton et acier, et non en matériaux plus traditionnels).
Dans les années 1930, les cultures régionales sont l'objet d'une certaine politisation. La montée du nationalisme que connaît le pays trouve un terrain favorable dans la valorisation des cultures locales, lesquelles, pour certains nationalistes, deviennent ainsi l'expression la plus pure et la plus authentique de la « japonité ». À l'opposé du spectre politique, des militants issus du socialisme de guilde voient dans cette redécouverte des cultures locales la possibilité de faire aboutir leurs idées. C'est ainsi qu'à Ueda, dans la préfecture de Nagano, se constitue une université populaire dont le modèle va être repris par d'autres régions du Japon. La montée du militarisme des années 1930 met brutalement fin à ces initiatives, et des centaines de figures du mouvement sont emprisonnées. À l'époque, la question de la représentativité des cultures régionales se heurte aussi politiquement à l'essor territorial du pays qui est en train d'assimiler de nouvelles colonies. Ainsi, dans les années 1930, si Hokkaidō est systématiquement intégré dans des travaux portant sur le Japon et ses régions, la place d'Okinawa dans ce type de travail est le plus souvent remise en cause.

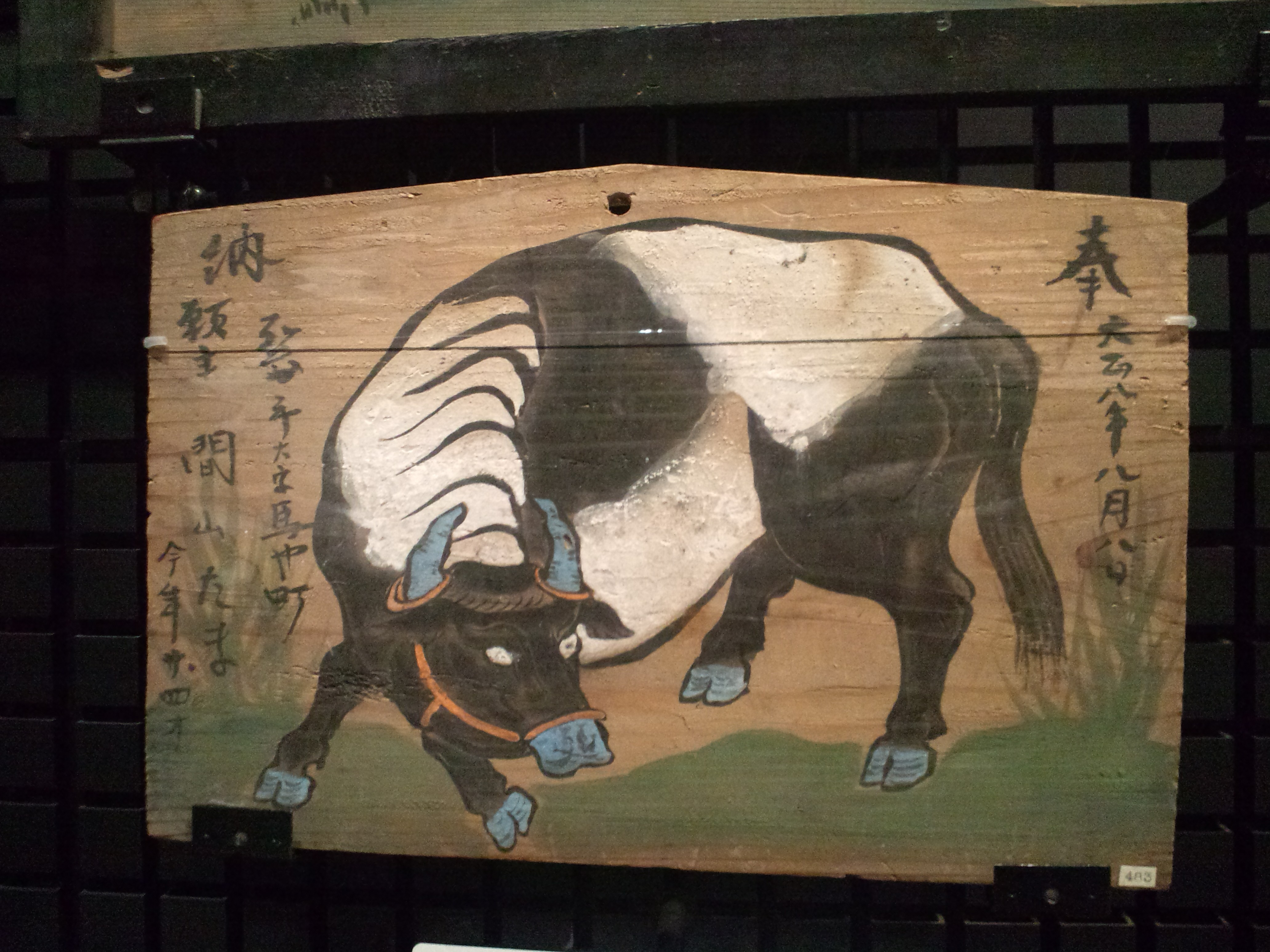
Ema de 1919 de la préfecture d'Aomori conservée au Musée national d'ethnologie à Suita. L'ethnographie japonaise trouve son origine dans l'étude des cultures locales du pays.
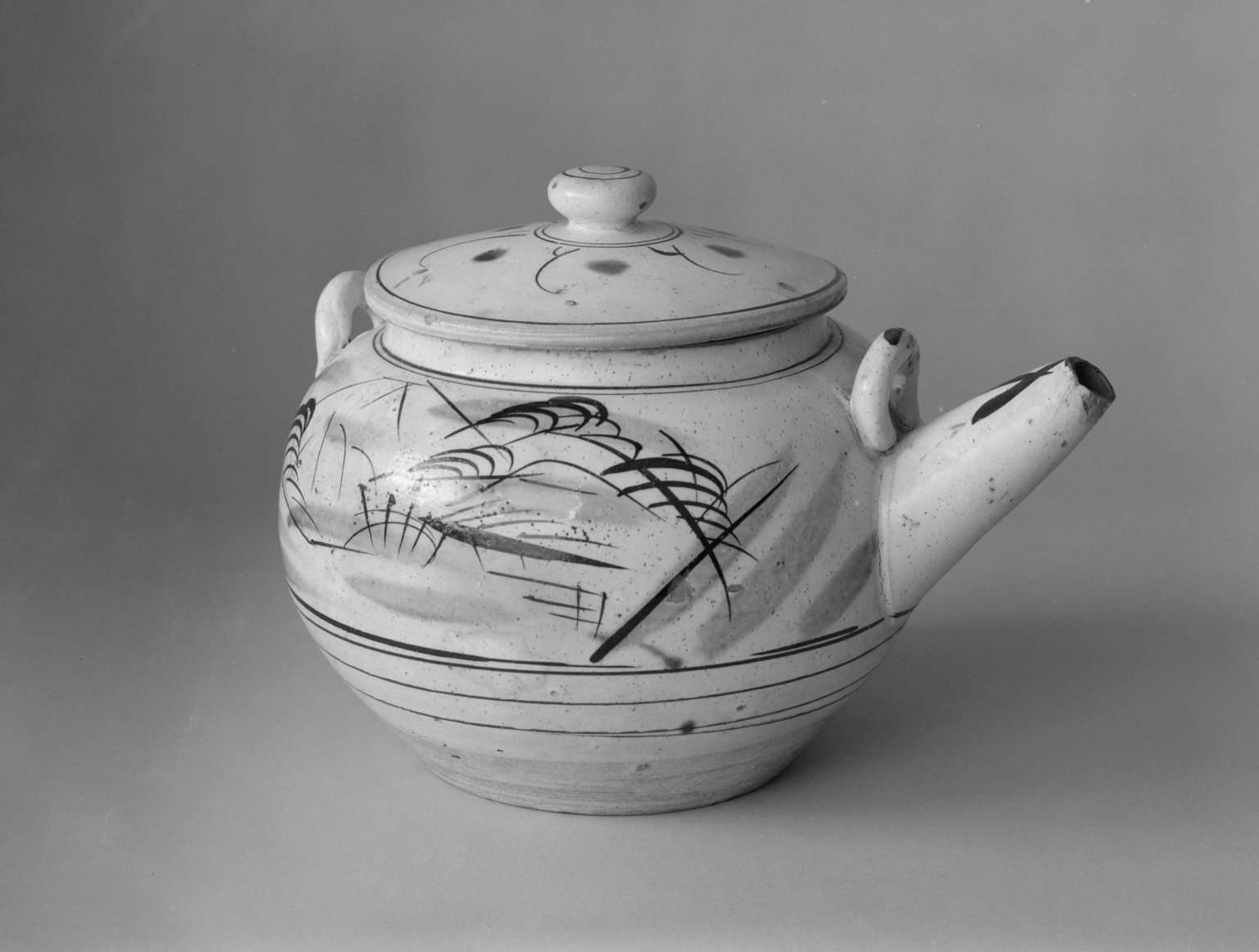
Théière des années 1920-1930 inspirée du mouvement Mingei.
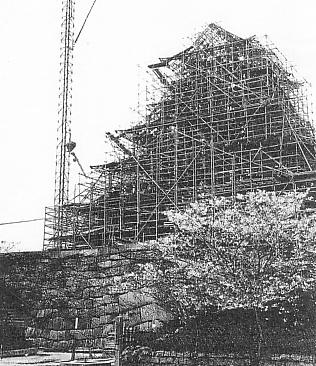
Château d'Osaka reconstruit en 1931.

### Cultures coloniales
La diffusion culturelle dans les colonies japonaises repose sur une synergie entre, d'une part le pouvoir politique, qui fournit un cadre économique stable, d'autre part des entreprises nippones qui élaborent de nombreux produits culturels favorisant la pénétration de la langue japonaise dans les colonies, et permettant aussi la diffusion d'un référentiel culturel commun dans tout l'empire. Ces productions culturelles sont pour partie japonaises, mais aussi européennes et américaines ; elles comportent également divers éléments relevant des traditions locales. Si cette diversité culturelle est considérée par le pouvoir politique japonais comme la possibilité de forger des sujets loyaux, pour les populations colonisées, elle est au contraire l'occasion de mettre les moyens de production au service de leurs propres intérêts et aspirations.
Dès 1925 à Taïwan, la radio commence à être diffusée par le gouverneur général. Deux ans plus tard à Séoul, la toute récente NHK commence à diffuser des programmes en japonais et en coréen. À côté de ces initiatives publiques, des entreprises japonaises des secteurs de la presse, de l'édition ou du cinéma, créent des succursales dans les colonies. Ces entreprises ciblent avant tout les colons japonais, mais publient aussi ponctuellement des productions locales. Le cinéma muet est l'un des secteurs autorisant le plus de liberté dans l'expression des intérêts des colonisés. Les commentateurs de films (appelés benshi au Japon, mais pyŏnsa en Corée et benzi à Taïwan) prennent souvent leurs distances avec les scripts originaux, et à l'occasion de leurs prestations, peuvent faire passer des messages politiques anti-japonais,.
Ces nouvelles formes d'expression issues des technologies modernes permettent à des acteurs culturels locaux de trouver de nouveaux débouchés, mais aussi d'enrichir leurs répertoires, tout en touchant un public de plus en plus large. C'est ainsi que de nombreuses kisaengs coréennes ajoutent à leurs prestations des mélodies traditionnelles japonaises, mais également des chansons plus contemporaines. De plus, ces prestations peuvent se dérouler dans des lieux plus variés que les salons de thé qui les accueillaient traditionnellement : salles de danse, salles de concert, radio…. En 1935, sur les 1,2 million de disques vendus en Corée, près du tiers est enregistré par des artistes locaux. Certaines « stars » connaissent une grande popularité, et font l'objet d'intenses batailles entre majors du disque pour leur faire signer des contrats, comme Ch'ae Kyuyŏp, Wang Su-bok, ou encore Lee Nan-young.
Les productions locales font cependant l'objet de censure, et à l'instar des autres productions culturelles au Japon, sont elles aussi soumises à autorisation préalable. Un certain nombre de publications parviennent cependant à échapper à la surveillance des censeurs. Le sport est l'un des domaines qui laisse les colonisés exprimer leurs aspirations nationales. Le baseball à Taïwan permet ainsi aux populations locales de se réunir autour d'équipes qui incarnent le pays. En Corée, une équipe de football de Séoul joue un rôle similaire en remportant la coupe de football du Japon en 1935. La victoire de Son Ki-Jeong lors du Marathon aux Jeux olympiques d'été de 1936 est relayée par le Dong-a Ilbo, avec une photo sur laquelle le drapeau japonais a été effacé par l'éditeur coréen — ce qui ne manque pas de causer quelques remous politiques.
Les colonies font aussi l'objet d'un traitement exotique, voire kitsch, qui auprès des Japonais, véhicule de nombreux stéréotypes au sujet des populations locales. En particulier, les aborigènes de Taïwan, tout comme les aïnous, font l'objet de spectacles, d'attractions touristiques ou de cartes postales, qui soulignent leurs traits « sauvages ». Les kisaengs coréennes sont aussi présentes dans des publications mettant en avant leur caractère, jugé plus « rustre » que celui des geisha japonaises. Ce stéréotype de la kisaeng est souvent associé à celui de la « docilité » supposée des coréennes — écho de la « docilité » que la métropole compte imposer à sa colonie. Pour le public japonais, des chanteuses comme Yoshiko Ōtaka (pour la Mandchourie) et Choi Seung-hee (pour la Corée) incarnent alors ces stéréotypes culturels exotiques, mais aussi une image de l'assimilation des populations colonisées à la culture japonaise.

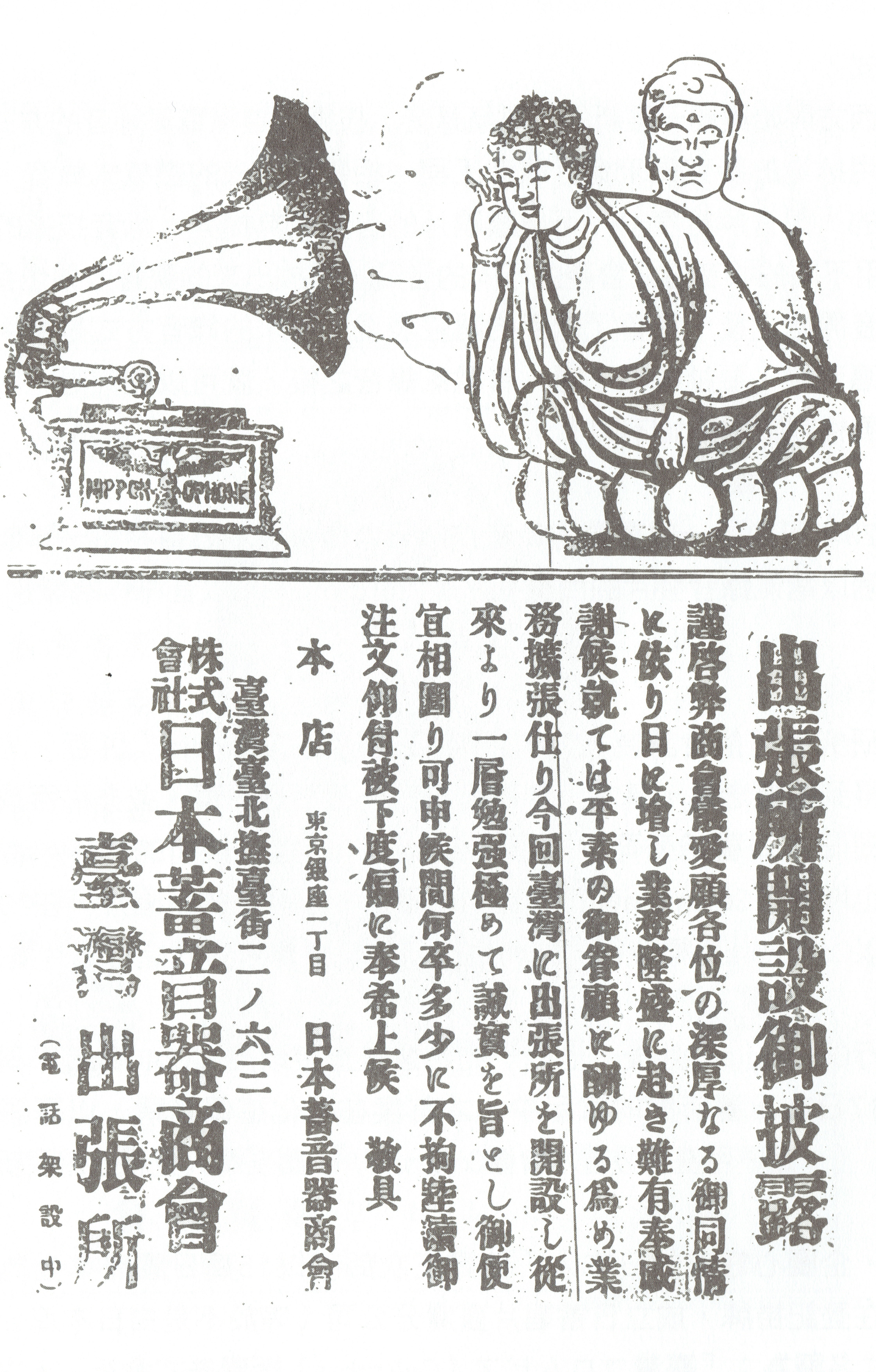
Publicité pour une major du disque dans un journal de Taïwan en 1911.
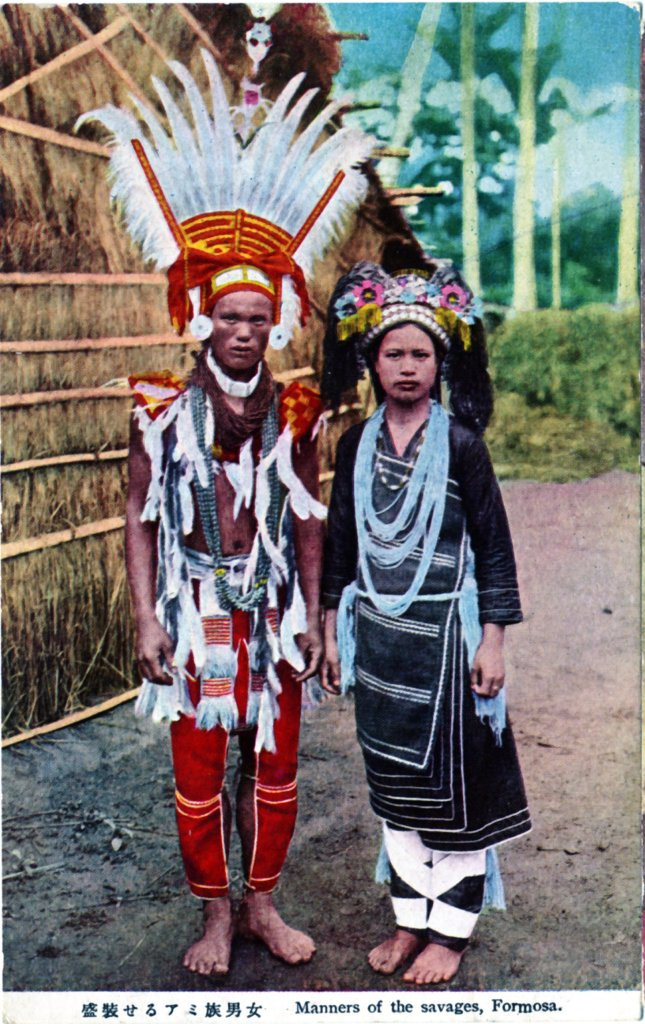
Carte postale japonaise montrant des Amis de Taïwan.
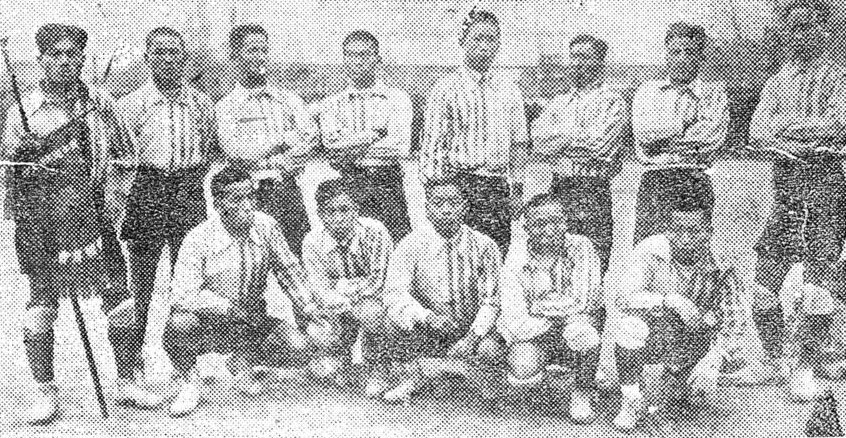
Équipe de football coréenne en 1923.
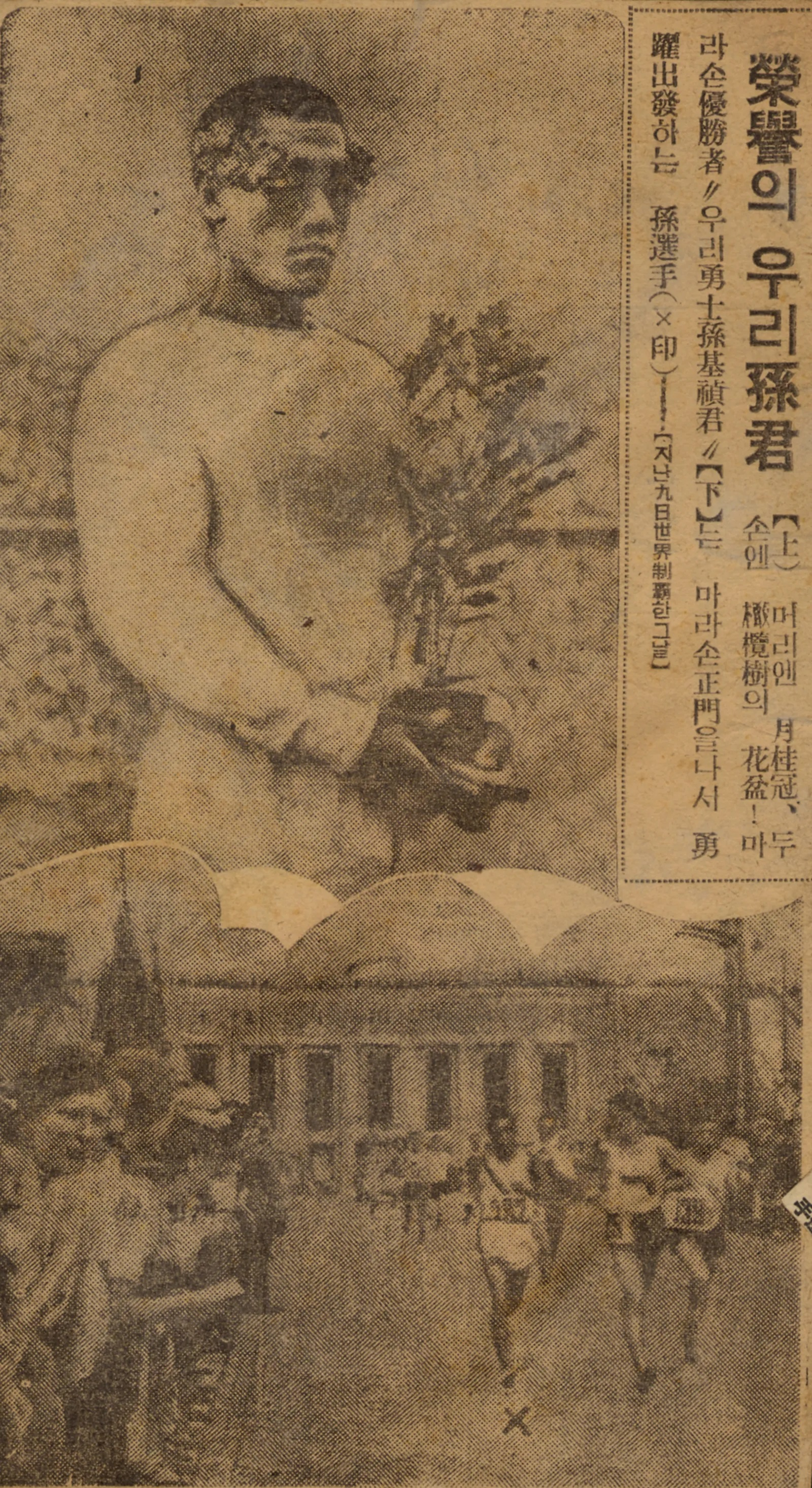
Extrait du Dong-a Ilbo montrant Son Ki-Jeong : sur son maillot, le drapeau japonais est effacé.
- Vidéo de 1931 présentant Séoul, les commentaires (en anglais) véhiculent de nombreux stéréotypes et présentent des exemples d'acculturation en faveur du Japon.
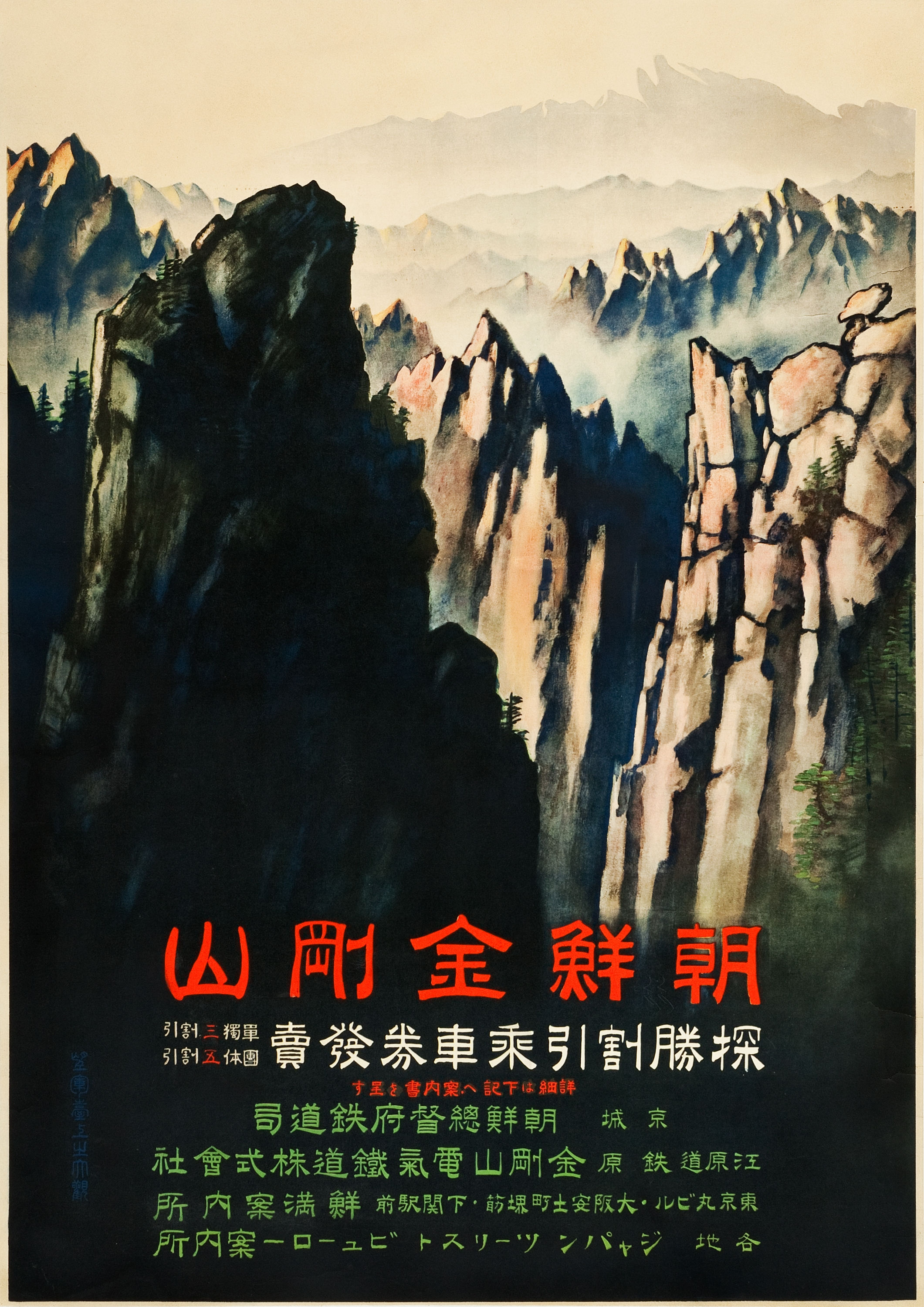
Poster des années 1930 de promotion du tourisme en Corée pour le public japonais.
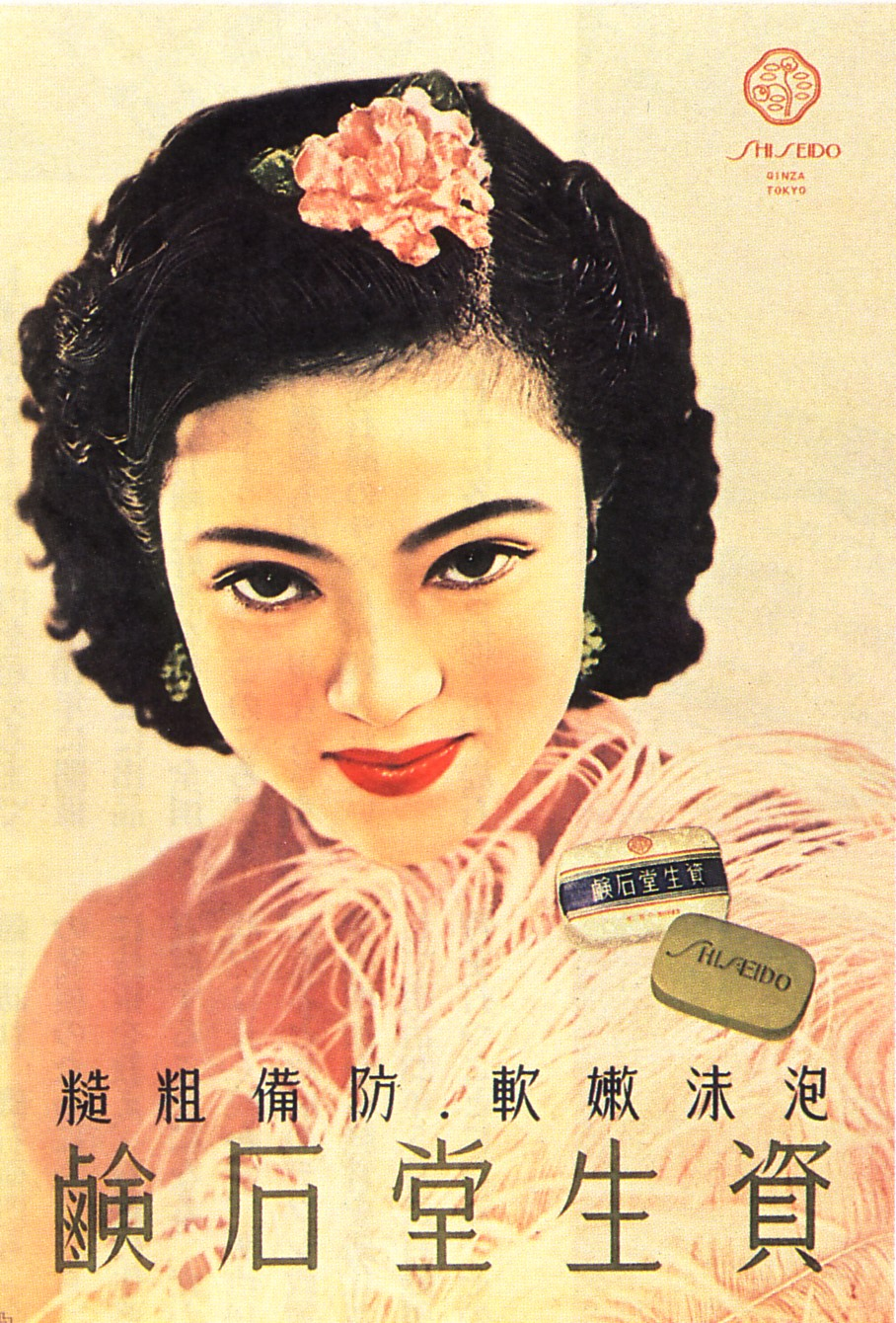
Yoshiko Ōtaka dans une publicité de 1941 de Shiseido. Elle incarne auprès des Japonais les populations chinoises intégrées à l'empire.

### Cultures japonaises et leurs réceptions à l'étranger
Dans un premier temps, la perception de la culture japonaise en Occident s'ancre dans le cadre plus large de l'orientalisme et des chinoiseries, et les représentations relèvent d'un imaginaire exotique. La découverte de la culture nippone ne s'opère véritablement qu'après la restauration de Meiji. Ce n'est qu'en 1872 que le terme « japonisme » est créé par Philippe Burty pour désigner l'étude des arts japonais. Ce mouvement apparaît en Occident au moment où des voix s'élèvent pour remettre en cause l'esthétique classique, dans le domaine de l'architecture, de la peinture, ou de la littérature. Les japonistes utilisent ainsi la culture japonaise pour proposer des alternatives aux normes culturelles et artistiques de l'époque. En France, le japonisme attire l'attention des avant-gardistes ; les peintres s'intéressent à la forme des Ukiyo-e et s'inspirent de leur esthétique ou de leurs sujets. Dans le domaine de la littérature, le pays sert de toile de fond à des œuvres comme Madame Chrysanthème de Pierre Loti en 1888. Au Royaume-Uni, un parallèle est établi entre la tradition chevaleresque du pays au Moyen Âge et l'histoire du Japon. Cet attrait pour le Japon est à l'origine de traductions de classiques japonais comme Le Dit du Genji en 1882, dont l'auteure Murasaki Shikibu incarne une certaine vision de l'émancipation de la femme dans le pays et fait l'objet d'éloges de la part de Virginia Woolf dans une optique féministe quelques décennies plus tard. Des livres sont aussi écrits directement en anglais par des auteurs japonais pour satisfaire les attentes du public occidental, comme Le Livre du thé d'Okakura Kakuzō en 1906, ou Bushidō, l'âme du Japon de Nitobe Inazō en 1900.
L'attrait pour les produits japonais touche aussi un public large, attiré par les céramiques, les laques, ou encore les textiles japonais, et un important marché se constitue ainsi à l'international. Par exemple, le nombre de céramiques exportées par le Japon aux États-Unis de 1898 à 1908, passe de deux à cinq millions de pièces. Les grandes expositions internationales de l'époque présentent les productions artisanales et artistiques japonaises au grand public, en Europe et en Amérique. Ces expositions permettent au Japon d'apparaître sous un jour favorable et de se présenter en de nombreux points, comme l'égal des puissances occidentales. Pour la satisfaction d'un public d'amateurs d'arts japonais, se constitue alors un réseau informel de marchands d'art et de spécialistes. À Paris, Hayashi Tadamasa est un personnage central de ce réseau. Celui-ci permet à son tour d'introduire la culture française au Japon, en y organisant une exposition d'impressionnistes français dès 1893, et en finançant les études d'étudiants japonais en France auprès d'artistes français. Aux États-Unis, Michio Itō joue un rôle similaire de passeur entre les cultures — notamment en travaillant avec Ezra Pound et W.B. Yeats, pour éditer les travaux d'Ernest Fenollosa. Cependant, alors que le Japon sert de source d'inspiration à une avant-garde occidentale, cette dernière reste très hermétique aux œuvres d'artistes japonais prétendant incarner eux aussi ce mouvement artistique. De son côté, le public japonais réserve également un accueil assez froid aux artistes locaux s'essayant à des œuvres relevant du dadaïsme ou du futurisme.

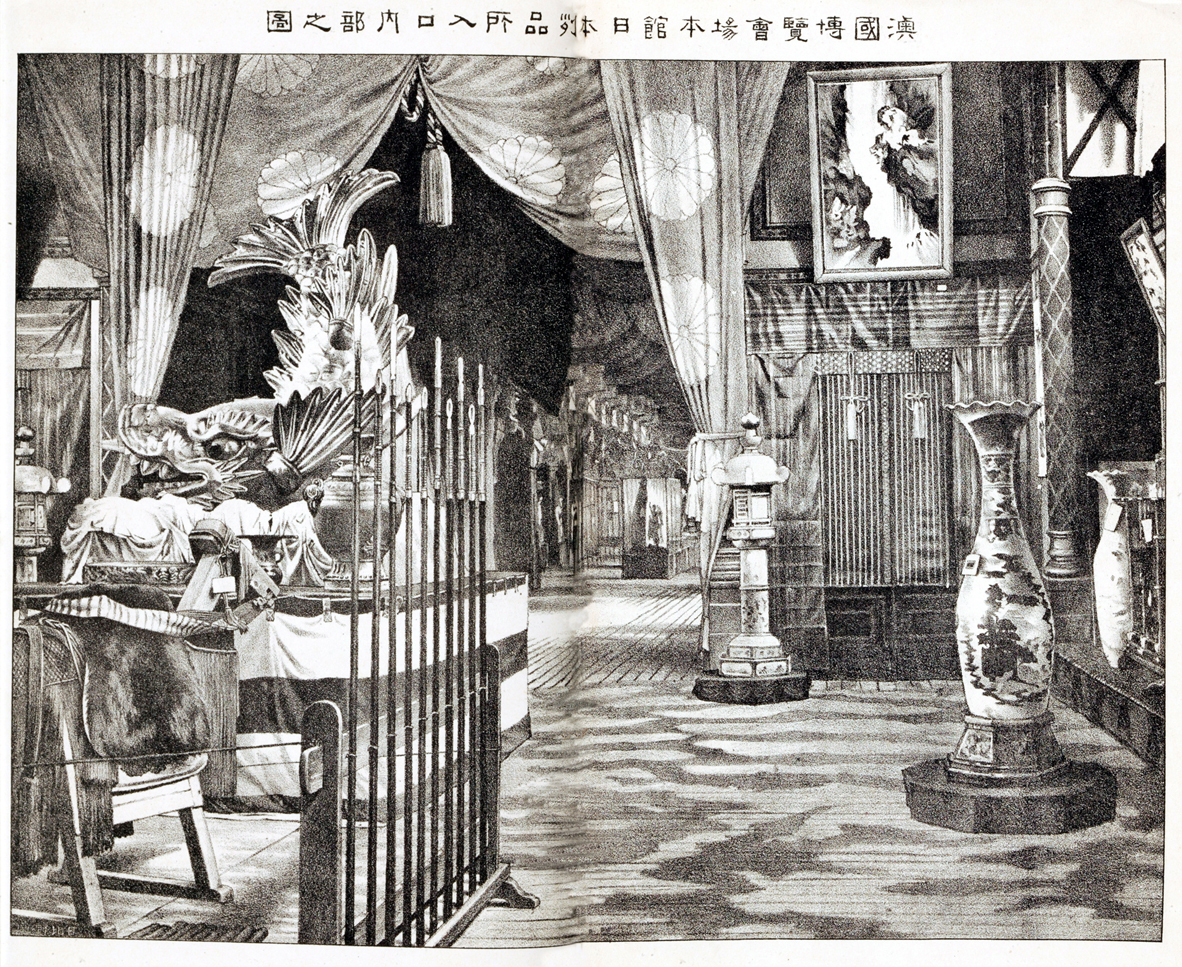
Présentation d'arts japonais lors de l'exposition universelle de 1873 à Vienne.
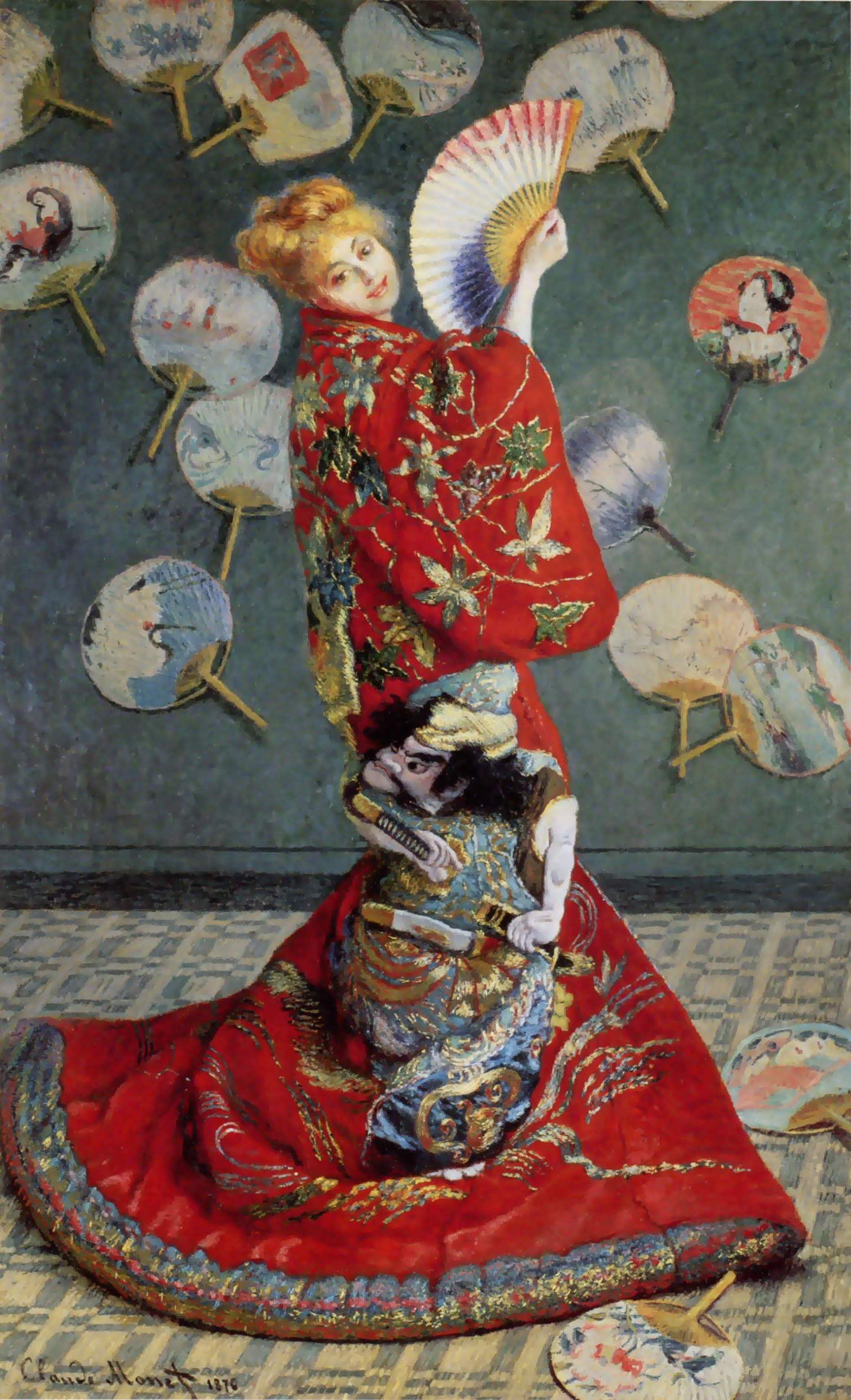
Madame Monet en costume japonais de Claude Monet (1875)
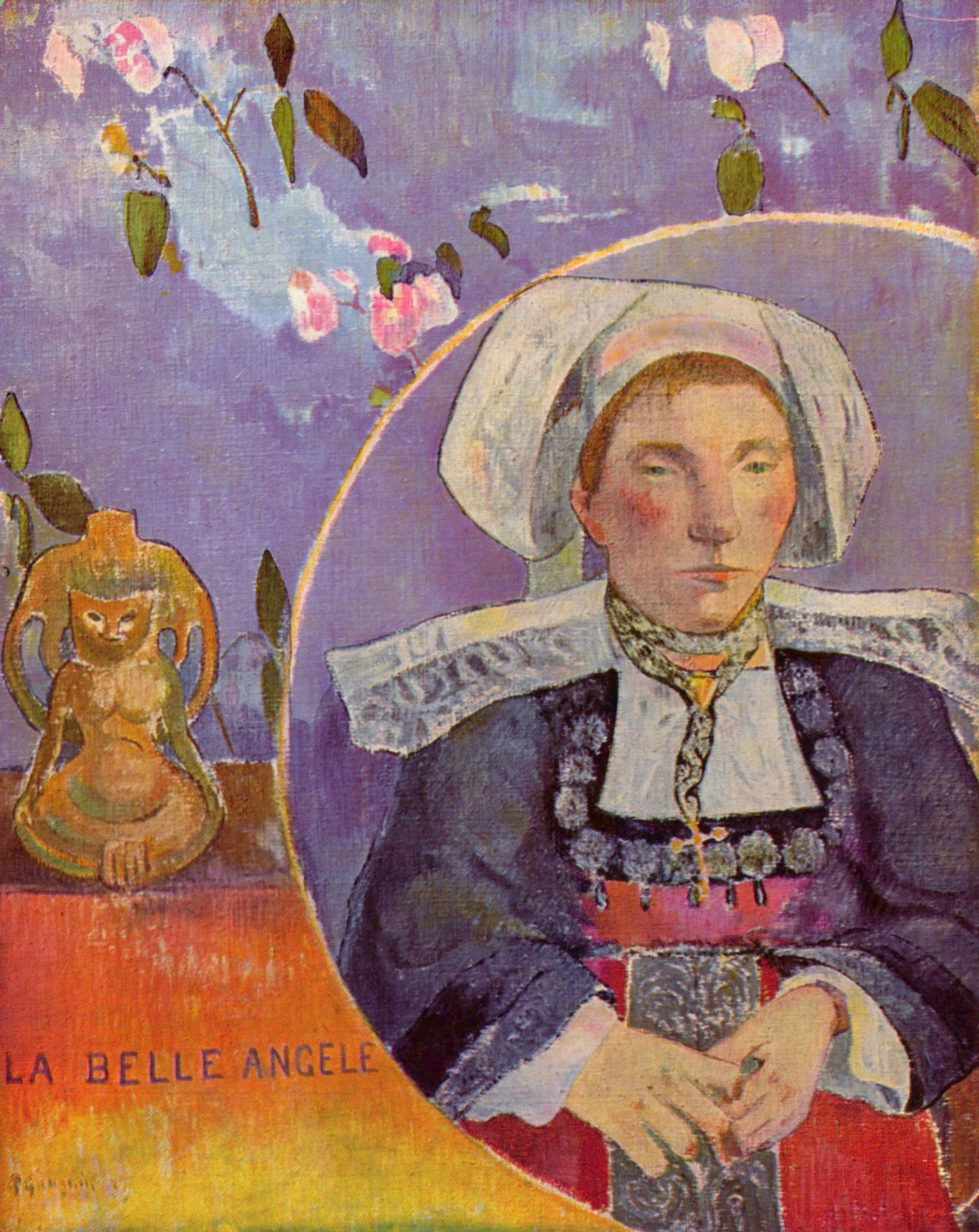
La Belle Angèle de Paul Gauguin (1889) emprunte à l'esthétique des Ukiyo-e, en particulier celles d'Hokusai.
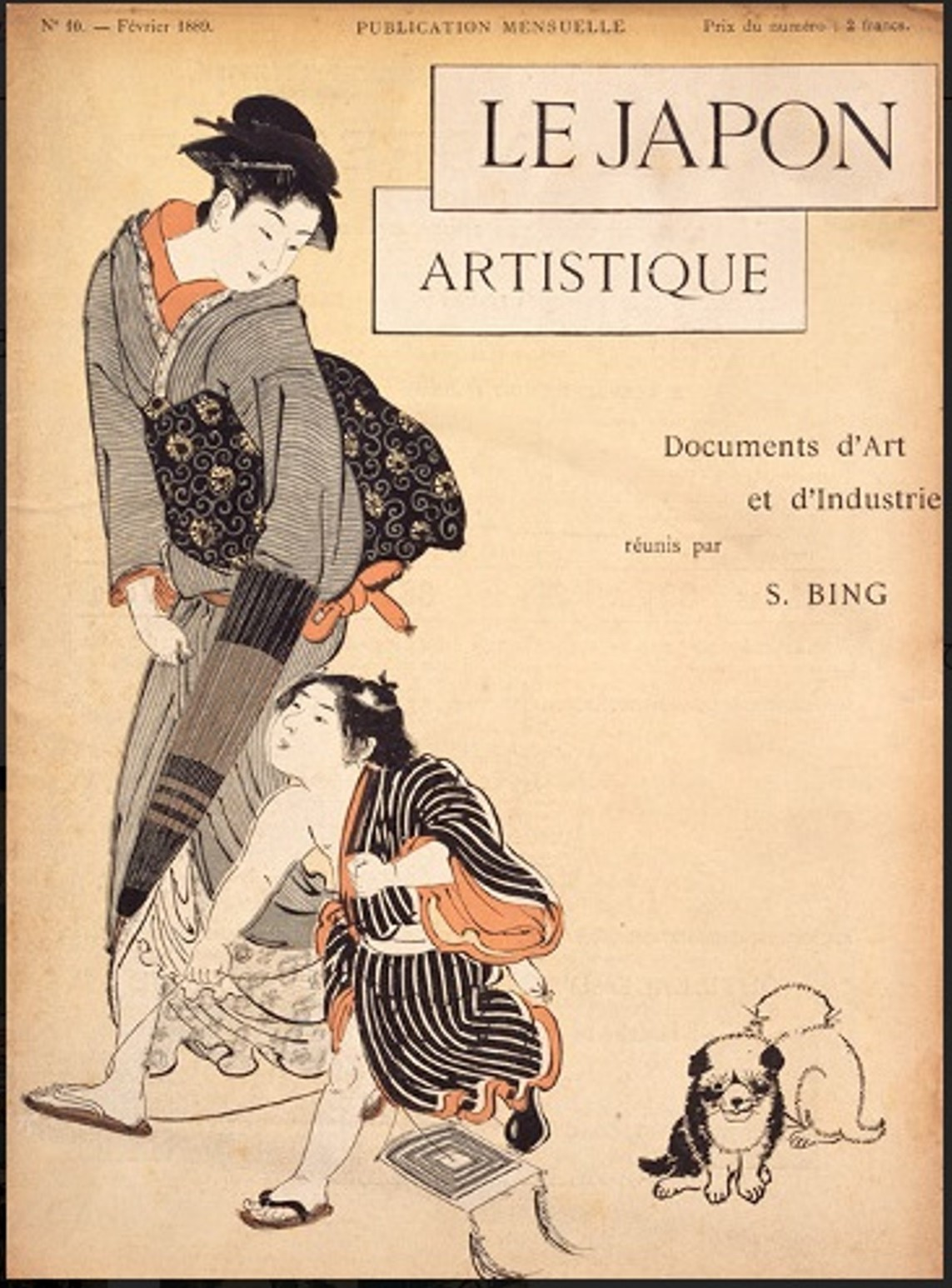
Le Japon artistique, revue publiée de 1888 à 1891, introduit les arts japonais à un plus large public.
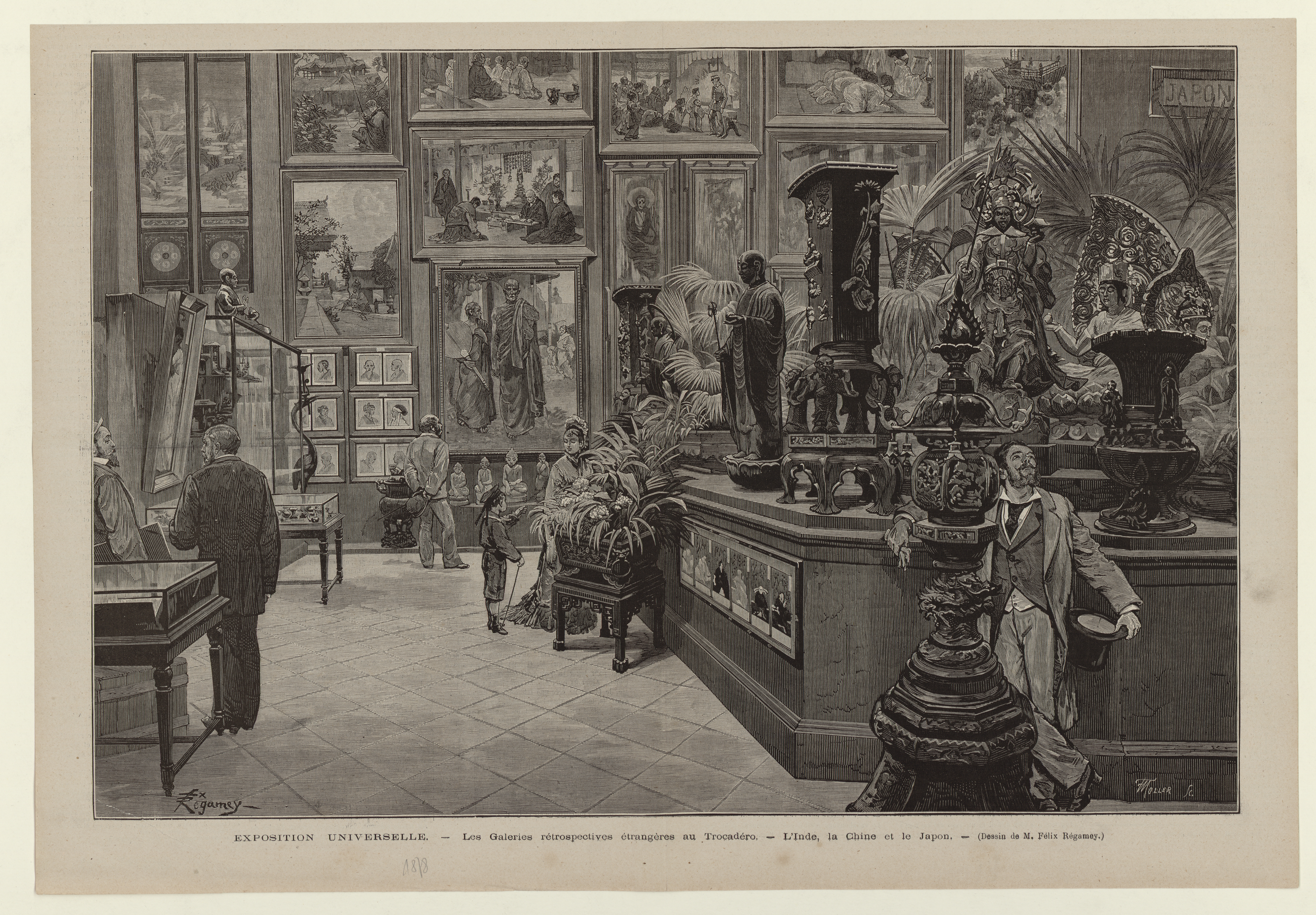
Présentation d'arts japonais lors de l'exposition universelle de 1900 à Paris.
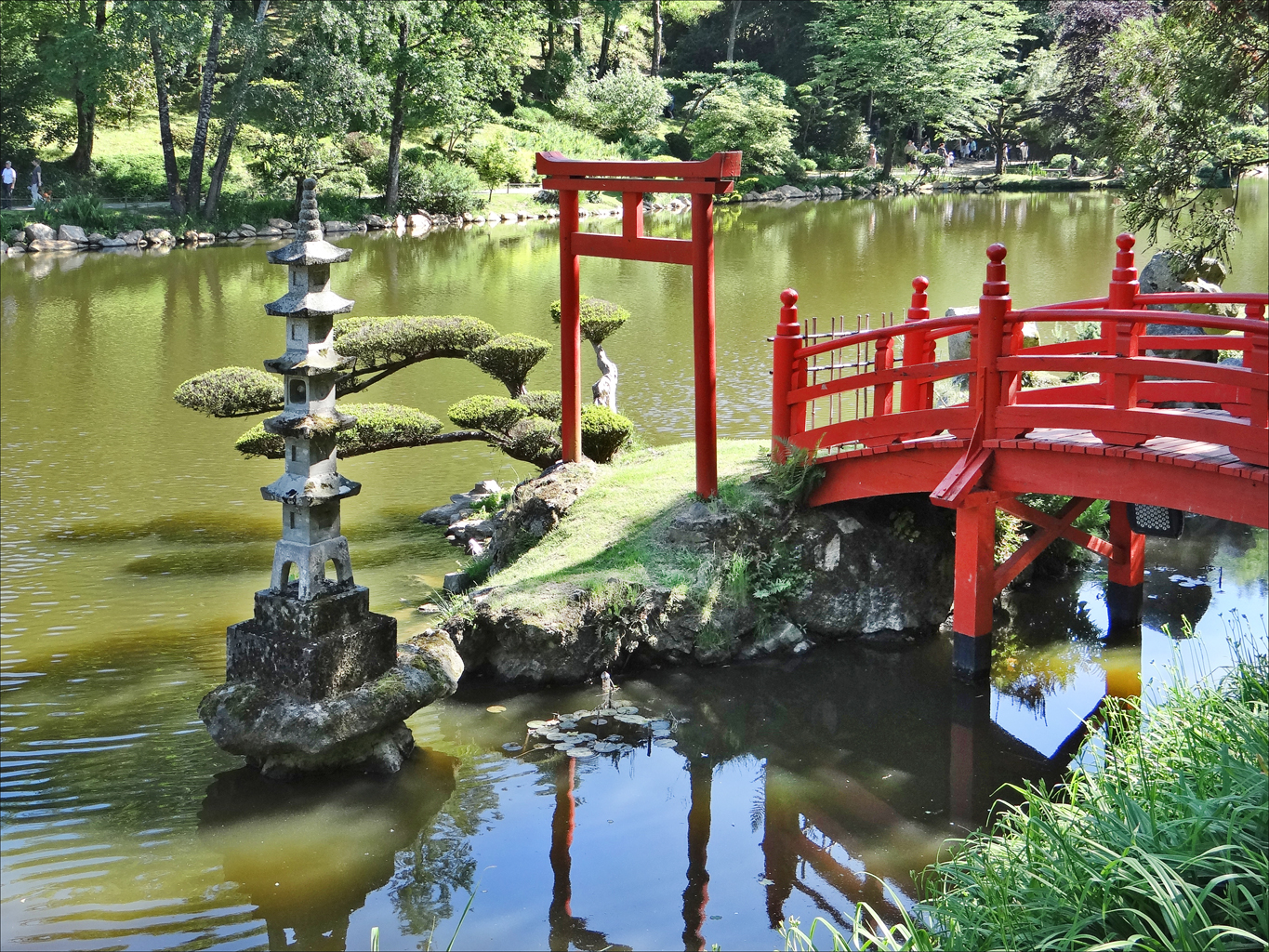
« Pont rouge » du Parc oriental de Maulévrier d'Alexandre Marcel, créé de 1899 à 1913 en s'inspirant de l'exposition universelle de 1900.

## Productions artistiques

### Littérature

#### Influence occidentale et réflexions sur la japonité (1868-1910)
L'Occident influence la littérature japonaise de manière non négligeable et fait évoluer certaines de ses formes d'expression. Le roman utilisé comme support de critique sociale et politique par des auteurs étrangers, comme Disraeli ou Bulwer-Lytton, inspire plusieurs intellectuels issus du mouvement Meirokusha, ce qui déclenche un désir de découvrir les littératures nationales européennes. Ukigumo — publié par Futabatei Shimei en 1887, et considéré comme le premier roman moderne japonais — s'inspire ainsi de la littérature russe de la même époque. Les grandes figures de la période s'affirment autour de 1900. Natsume Sōseki — qui a étudié à Londres et qui succède à Lafcadio Hearn à la tête de la chaire de littérature anglaise de l'université de Tokyo — s'impose avec des œuvres comme Je suis un chat (1904) ou Le Pauvre Cœur des hommes (1914). Dans ces œuvres à la dimension introspective, l'auteur critique la société de son époque, repoussant à la fois le nationalisme de son temps et les emprunts injustifiés à l'Occident. Mori Ōgai, qui a reçu une éducation médicale militaire en Prusse, se fait d'abord connaître comme critique littéraire. Il est l'auteur d'une œuvre abondante où il a recours à un traitement proche du naturalisme, qu'il applique au genre du roman historique. Shimazaki Tōson fait quant à lui office de précurseur du style watakushi shōsetsu, ou I-novel, en publiant Hakai en 1906.
D'autres genres littéraires, comme la poésie et le théâtre, connaissent eux aussi une influence occidentale, bien que perdure la popularité de formes bien établies, comme le kabuki ou le nō. Un acteur de kabuki comme Ichikawa Danjūrō IX tente sans trop de succès de faire évoluer son jeu d'acteur et son maquillage en faveur d'une expression plus réaliste. Un poète comme Masaoka Shiki rencontre plus de succès en modernisant les formes du haiku et du tanka. Des formes nouvelles émergent par ailleurs, comme le shintaishi pour la poésie. À la fin des années 1880, dans la région d'Ōsaka, le théâtre voit apparaître la forme du shinpa, qui lors de la décennie suivante, s'étend à Tōkyō, où il se mue en shingeki. Cette dernière forme intègre des femmes à ses troupes de comédiens (contrairement au kabuki, dont les acteurs sont exclusivement masculins), et son répertoire comprend des pièces européennes, notamment celles du dramaturge norvégien Henrik Ibsen.
Lors de la première moitié de l'époque impériale, se manifeste un mouvement de réflexion sur la littérature. Inspirées par le travail de Taine sur l'Histoire de la littérature britannique (1864), plusieurs publications cherchent à proposer des compilations censées incarner les classiques d'une littérature nationale japonaise, ou à retracer l'histoire de celle-ci (publication en 1890 du Nihon bungakushi de Takatsu Kuwasaburō et Mikami Sanji). Le but recherché est alors de mettre en évidence les supposés signes distinctifs de l'« identité japonaise » en relevant les caractères récurrents de la littérature à travers les âges. À ce titre, Le Dit du Genji, écrit intégralement en kana, est vu comme l'une des incarnations de cette identité purement japonaise. Divers cercles littéraires publient aussi de très nombreuses revues de critique littéraire, ou dōjin zasshi. Ces publications — souvent éphémères, et dont la diffusion est limitée — regroupent par affinité des étudiants de l'université impériale de Tokyo et de l'université Waseda (où est publié Waseda bungaku à partir de 1891), deux grands pôles littéraires de cette époque. La revue Shirakaba, publiée à partir de 1910, jouit aussi d'une certaine notoriété.

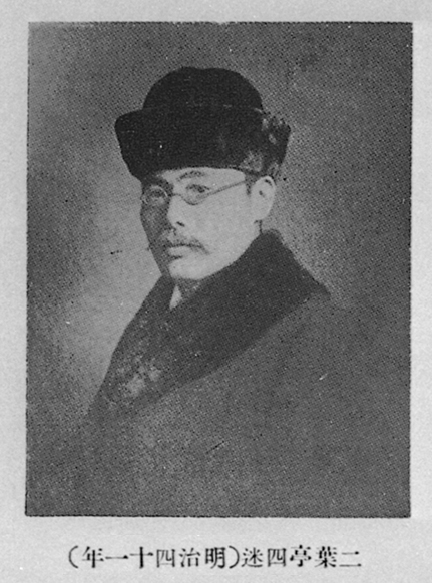
Futabatei Shimei, auteur de Ukigumo (1887).
Natsume Sōseki, auteur de Je suis un chat (1904) et Le Pauvre Cœur des hommes (1914).
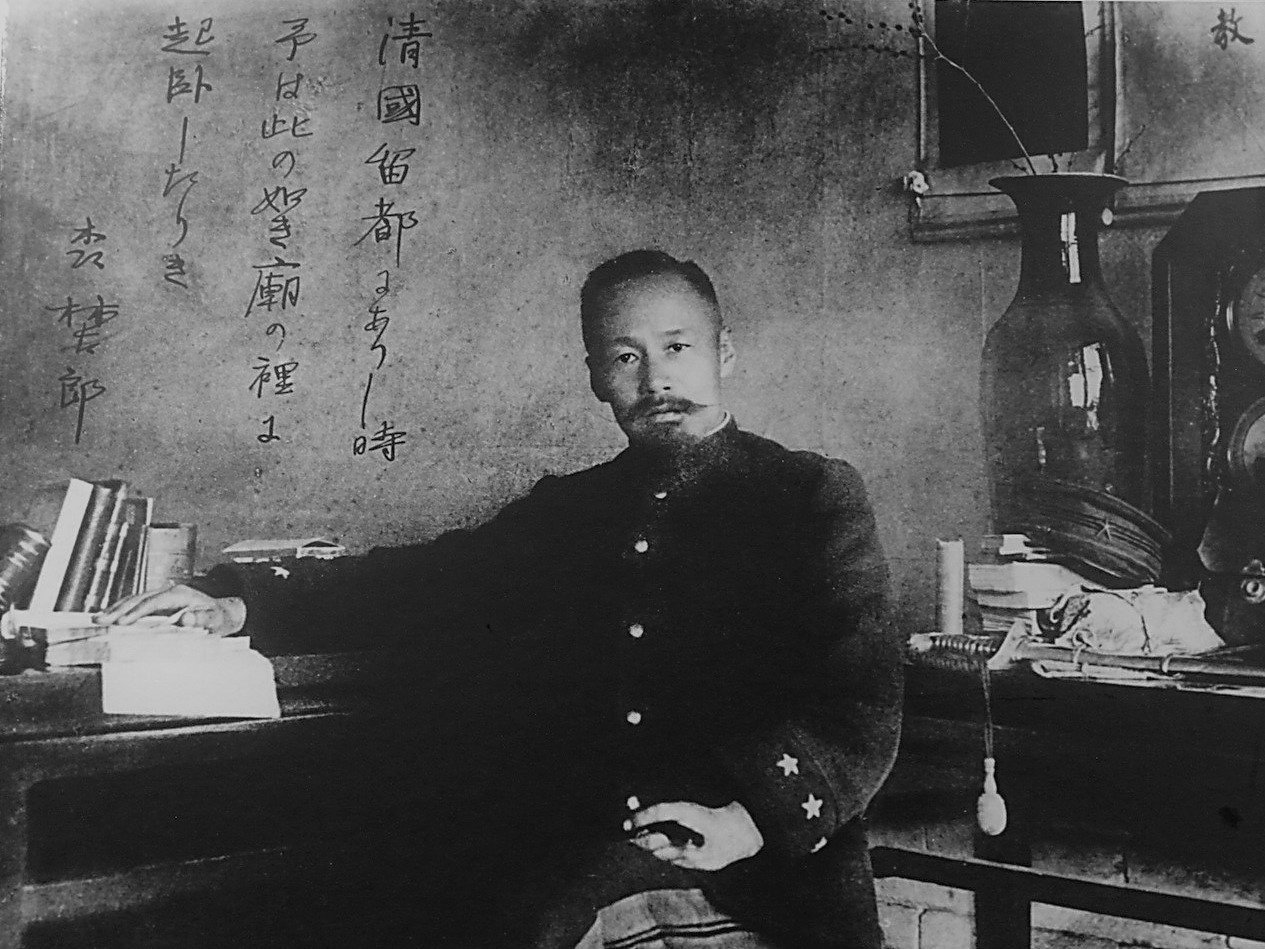
Mori Ōgai, auteur de nombreux romans historiques.
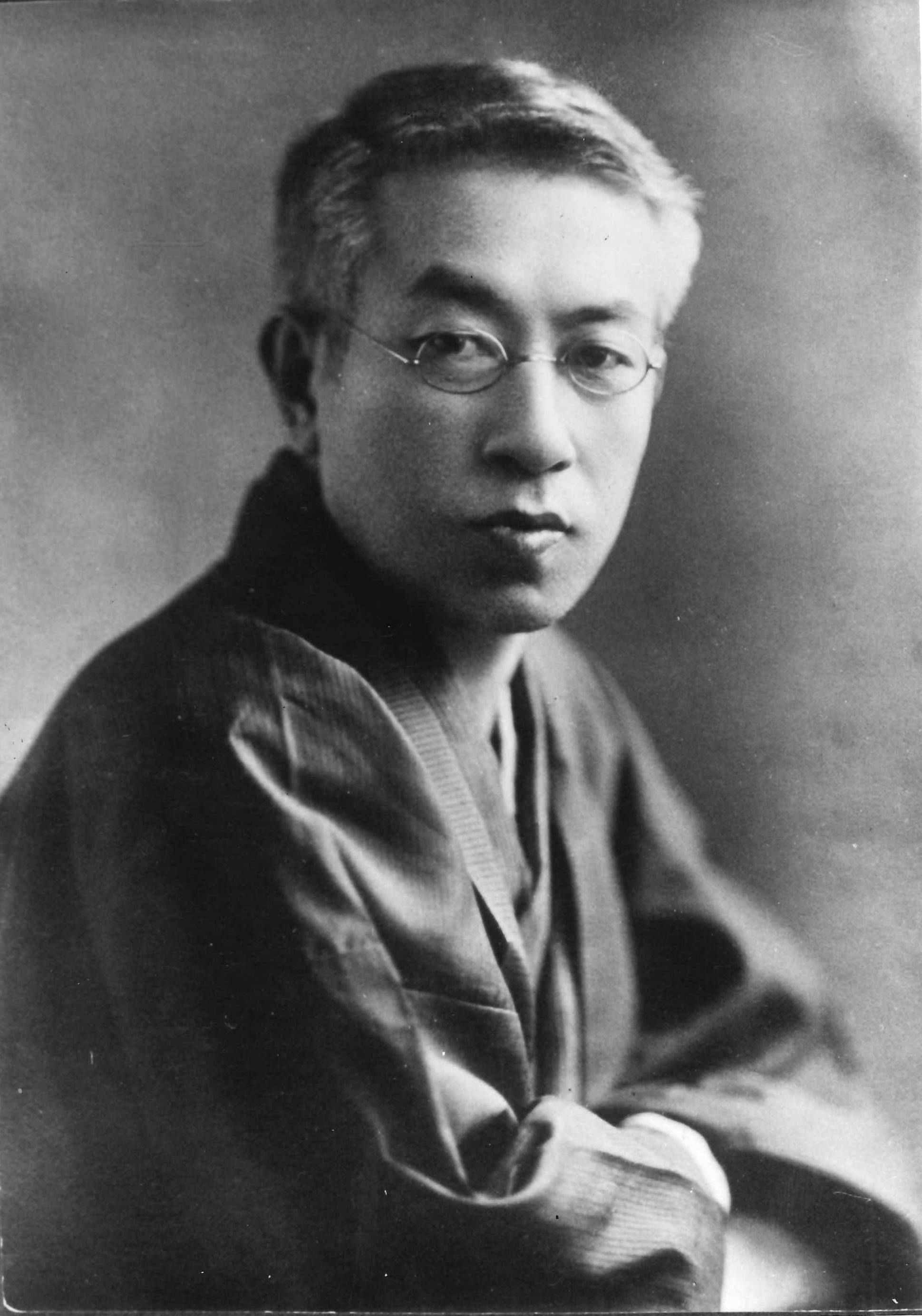
Tōson Shimazaki, figure du naturalisme japonais et du watakushi shōsetsu.
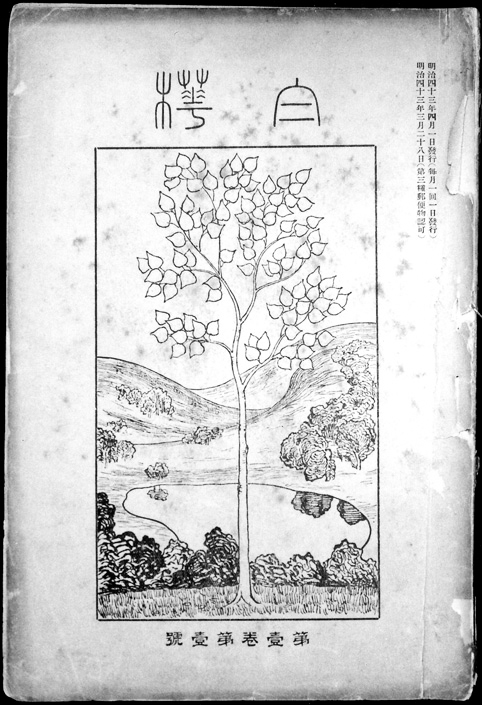
Premier numéro de la revue Shirakaba (1910).

#### Seconde moitié de l'époque impériale (1910-1945)
Grâce à la création en 1872 d'un système scolaire public couvrant tout le pays, la littérature japonaise de la seconde moitié de l'époque impériale bénéficie de l'alphabétisation de l'ensemble de la population. Le nombre de lecteurs potentiel augmente ainsi considérablement, et plusieurs maisons d'édition se créent pour exploiter ce marché. En 1897, la Hakubunkan et la Jitsugyo no Nihon Sha se constituent et se lancent toutes deux dans la publication de nombreux magazines généralistes aux tirages de plus en plus nombreux, bientôt rejointes par la Kōdansha en 1909. En 1911, cette dernière lance le magazine littéraire Kōdan kurabu, dont le succès inspire différentes imitations à ses concurrents. Sur la scène littéraire du pays, ce magazine consolide la place d'une littérature populaire s'adressant au plus grand nombre, et publiée sous forme de feuilleton. Un auteur comme Eiji Yoshikawa, qui écrit pour Kōdan kurabu, parvient par ce biais à accéder à une certaine notoriété. Dès le début des années 1920, en réaction à cette littérature « de masse », des critiques littéraires et des auteurs tentent de promouvoir une littérature « pure ». Cette distinction entre ces deux catégories s'affirme et se matérialise par la création, en 1935, de deux prix littéraires distincts : le prix Naoki, qui récompense la littérature de masse, et le prix Akutagawa, qui couronne une littérature plus élitiste.
Au début de la période, certains auteurs s'inscrivent dans la continuité des grandes formes populaires lors de l'ère Meiji — comme Nagai Kafū, qui commence sa carrière littéraire dans les années 1910. Avec Errances dans la nuit, publié entre 1921 et 1937, Shiga Naoya est considéré comme l'un des principaux représentants du style du Watakushi shōsetsu. À travers ses œuvres — comme Le goût des orties (1928) —, Jun'ichirō Tanizaki poursuit la réflexion, entamée avant lui, sur la relation entre cultures occidentale et japonaise. Au début des années 1920, avec l'essor des idées socialistes au Japon, voit le jour une littérature s'inspirant du réalisme socialiste, notamment autour de la revue littéraire Senki. Ce courant connaît quelques œuvres majeures comme Le Bateau-usine (1929) de Kobayashi Takiji, mais périclite avant le milieu des années 1930, en raison de la répression du pouvoir militaire. Au cours de la période, s'affirme une littérature féminine, aidée par la large diffusion de magazines féminins, comme Fujinkōron ; au milieu des années 1920, leur diffusion tourne autour du million d'exemplaires par mois. Certaines de ces auteures, comme Takako Nakamoto, choisissent une approche socialisante en traitant de questions propres à la condition de la femme. D'autres auteures, comme Fumiko Hayashi et Chiyo Uno, inscrivent leurs œuvres des années 1920 dans le style du Watakushi shōsetsu. Edogawa Ranpo incarne les débuts de la littérature policière, avec une production mettant le mystère au cœur de son œuvre. Un courant inspiré par les promesses de la science pose les bases d'une science-fiction japonaise qui s'empare déjà de sujets comme les robots, les extraterrestres, ou les catastrophes environnementales. À la même époque, la littérature européenne et ses courants, comme le dadaïsme ou le surréalisme, continuent d'exercer une certaine influence sur des auteurs comme Riichi Yokomitsu. Dans les années 1930, l'écrivain Yasunari Kawabata émerge comme figure de la littérature japonaise, notamment avec la publication de Pays de neige (1935). Dans la seconde moitié des années 1930, l'intensification de la guerre avec la Chine étouffe la production littéraire et de nombreux auteurs restent à distance de la scène littéraire jusqu'à la fin de la guerre.

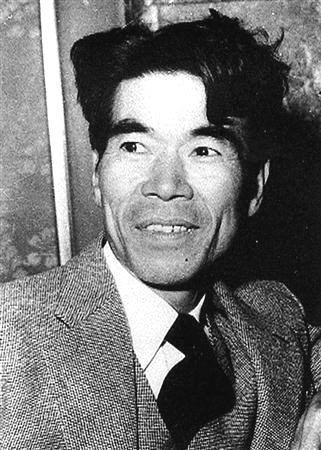
Eiji Yoshikawa, auteur de Musashi, sous forme de feuilleton (1935-1939).
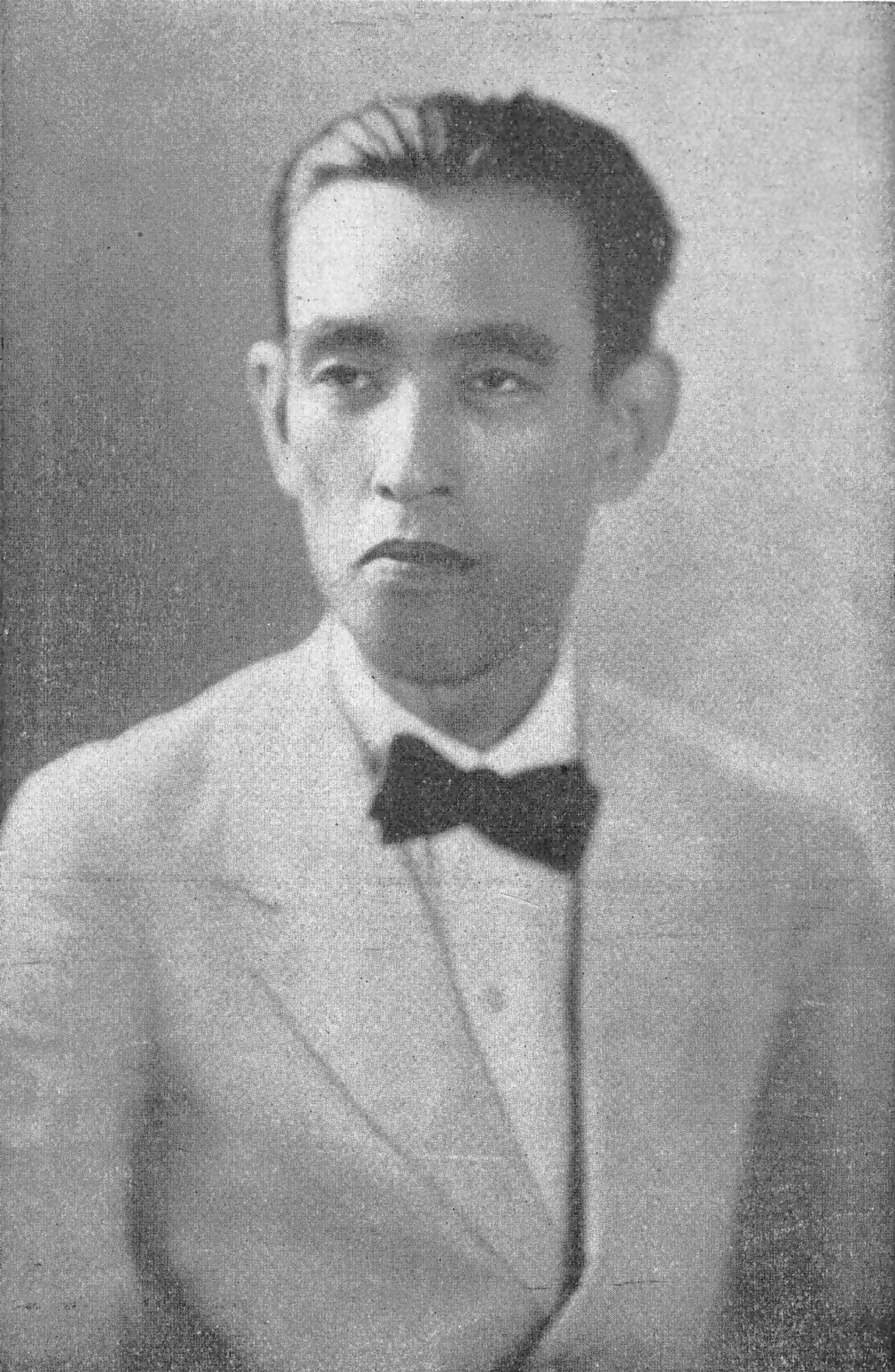
Kafū Nagai, auteur d'une œuvre critique de l'occidentalisation, traitant du milieu interlope de son époque.
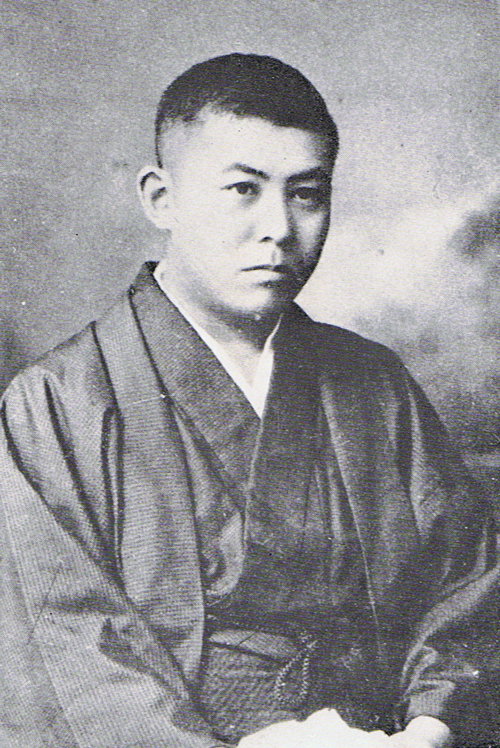
Jun'ichirō Tanizaki, auteur d'Éloge de l'ombre (1933).
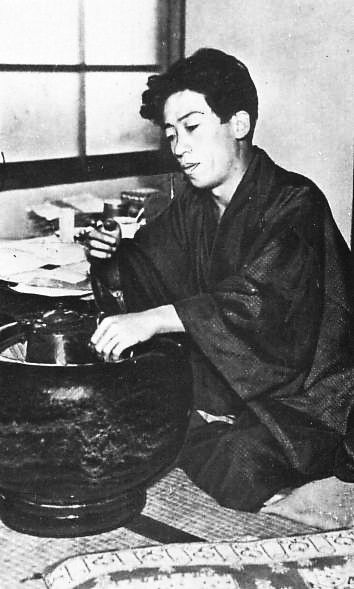
Takiji Kobayashi, auteur du classique prolétarien Le Bateau-usine (1929).
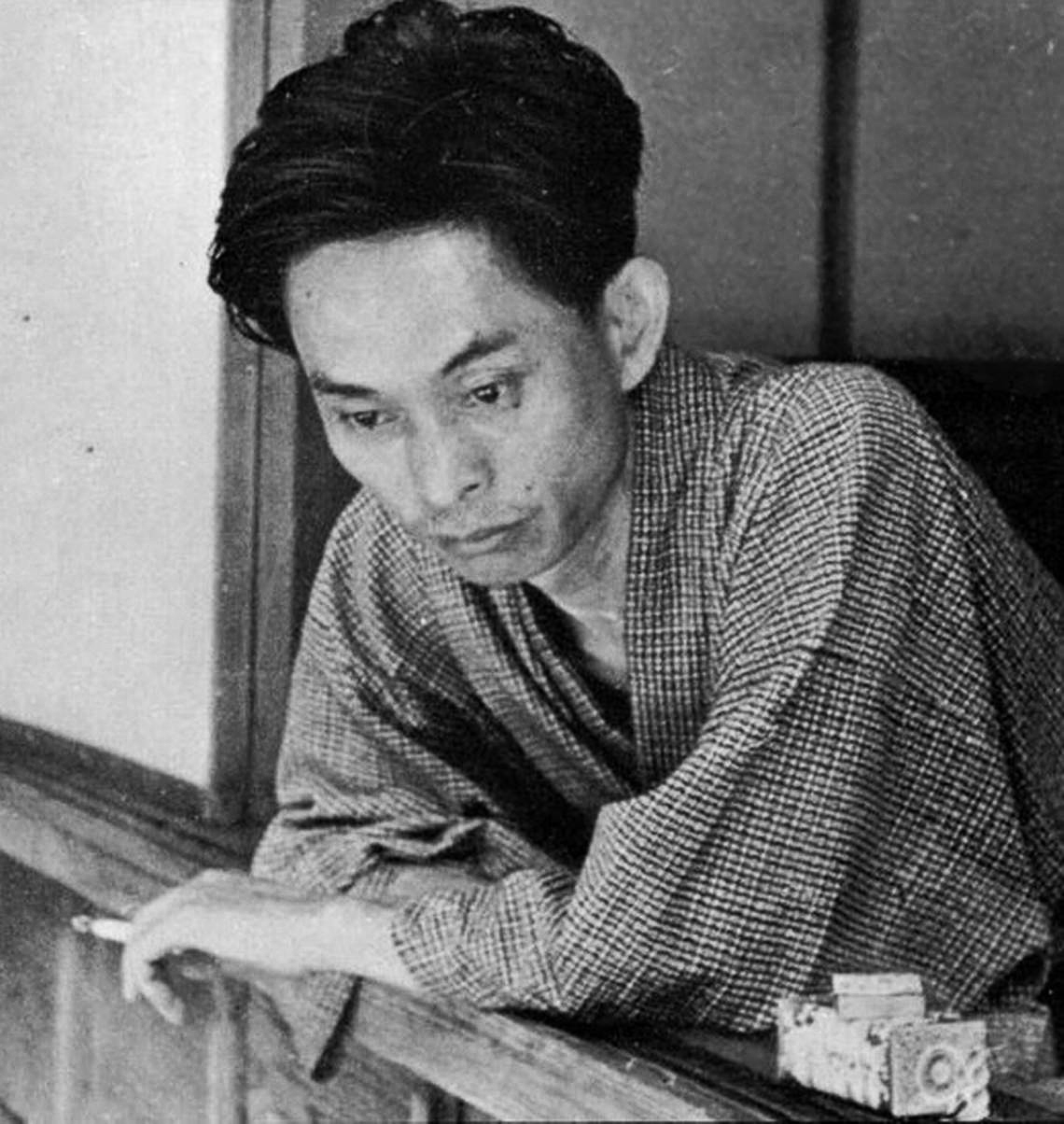
Yasunari Kawabata, auteur de Pays de neige (1935).

### Peinture
Au début de l'ère Meiji, se développe un style de peinture à l'occidentale, appelé yō-ga. Le conseiller étranger italien Antonio Fontanesi est recruté pour enseigner la peinture au sein de la Kōbu Daigakkō. Le but initial est de rendre les Japonais capables de réaliser des dessins fidèles, compétence préalable à la mise en œuvre de grands chantiers de modernisation, du chemin de fer à la construction navale. Les techniques issues de cette approche utilitariste ne tardent pas à être reprises dans des démarches plus artistiques. Certains Japonais comme Kuroda Seiki étudient les beaux-arts à Paris, et rapportent au Japon diverses connaissances sur les grands courants artistiques alors en vogue dans la capitale française. Les techniques comme la peinture à l'huile, l'aquarelle, ou le pastel singularisent le yō-ga, comparé aux productions japonaises traditionnelles, tout comme certains types de sujets, comme le nu.
En réaction à ce qui est perçu comme un excès d'occidentalisation, se développe le style nihonga. Le conseiller étranger Ernest Fenollosa, qui enseigne à l'université de Tokyo, et l'un de ses étudiants Okakura Kakuzō, prennent des initiatives menant à la création de l'École des beaux-arts de Tokyo en 1887. Le but recherché est d'intégrer certaines techniques occidentales, tout en conservant un style japonais. Des représentants de l'école Kanō sont recrutés pour y enseigner, comme Kanō Hōgai et Hashimoto Gahō, et l'école forme les premiers représentants de ce style, comme Shimomura Kanzan, Yokoyama Taikan, ou encore Hishida Shunsō. Fenollosa se rend aussi à Kyoto, où certains groupes locaux sont dans une démarche similaire — comme l'école Murayama ou encore l'école Shijō (d'où est issu Takeuchi Seihō, l'un des futurs grands représentants du Nihonga).

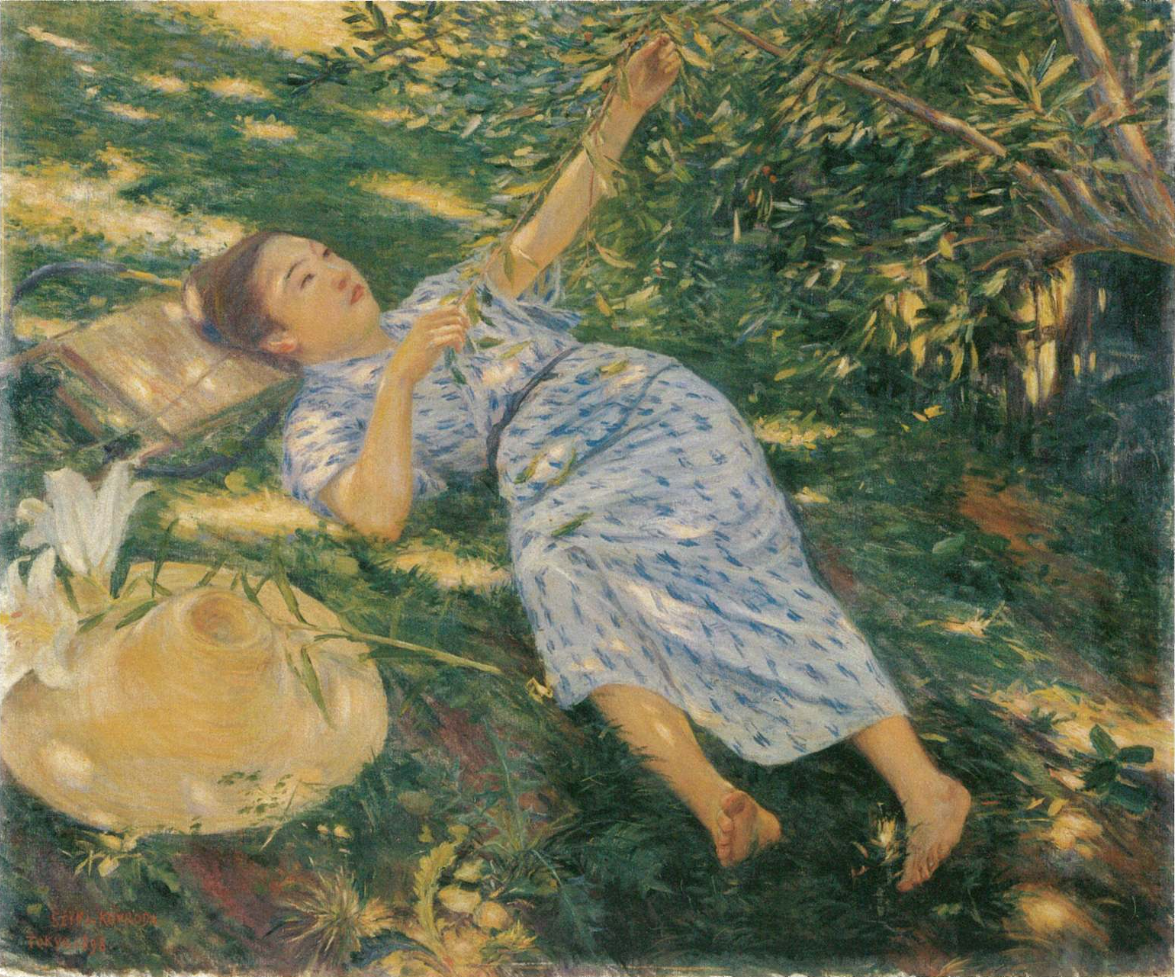
Sous un arbre de Kuroda Seiki (1898).
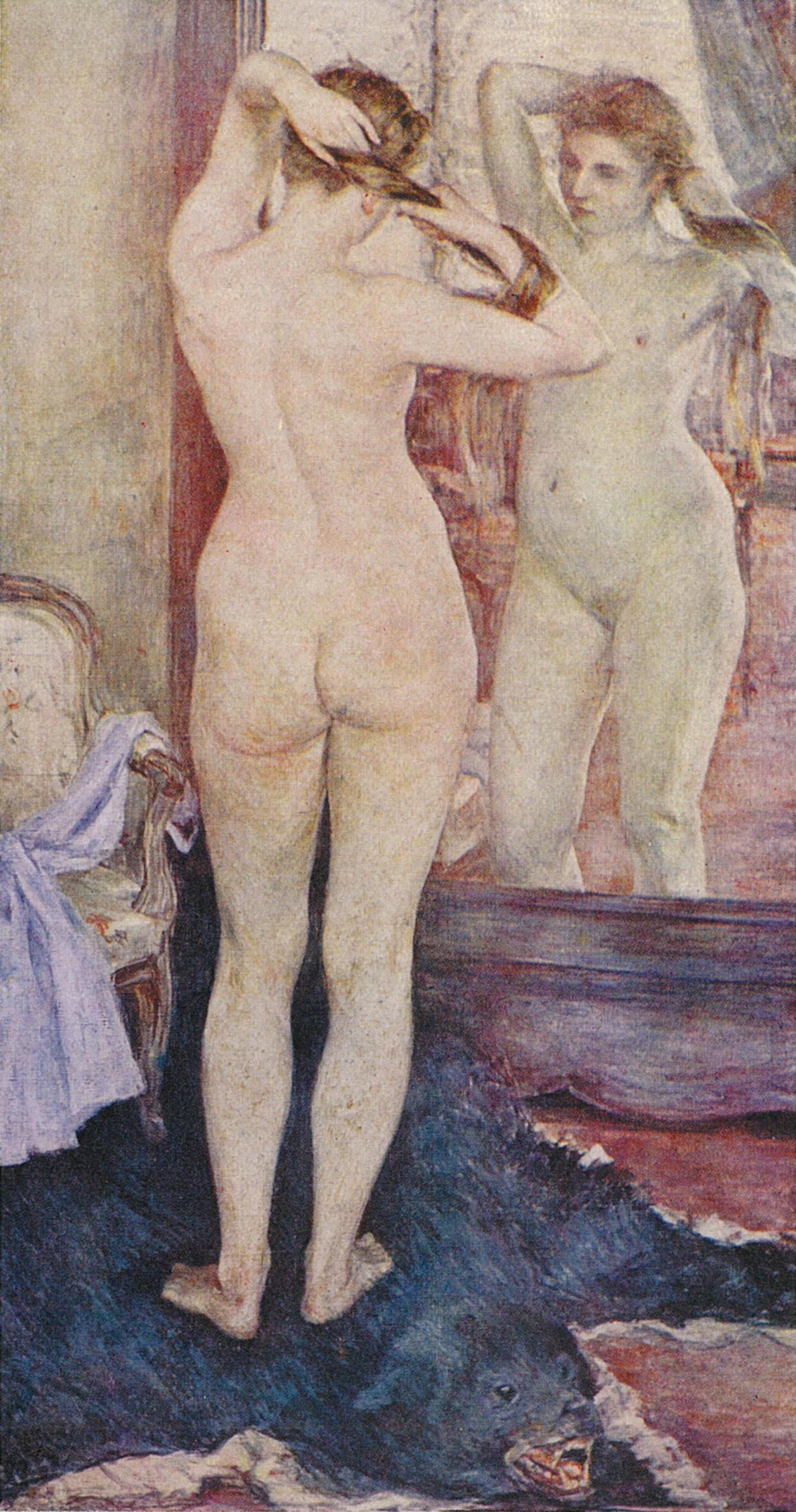
Toilette du matin, nu de Kuroda Seiki (1893).
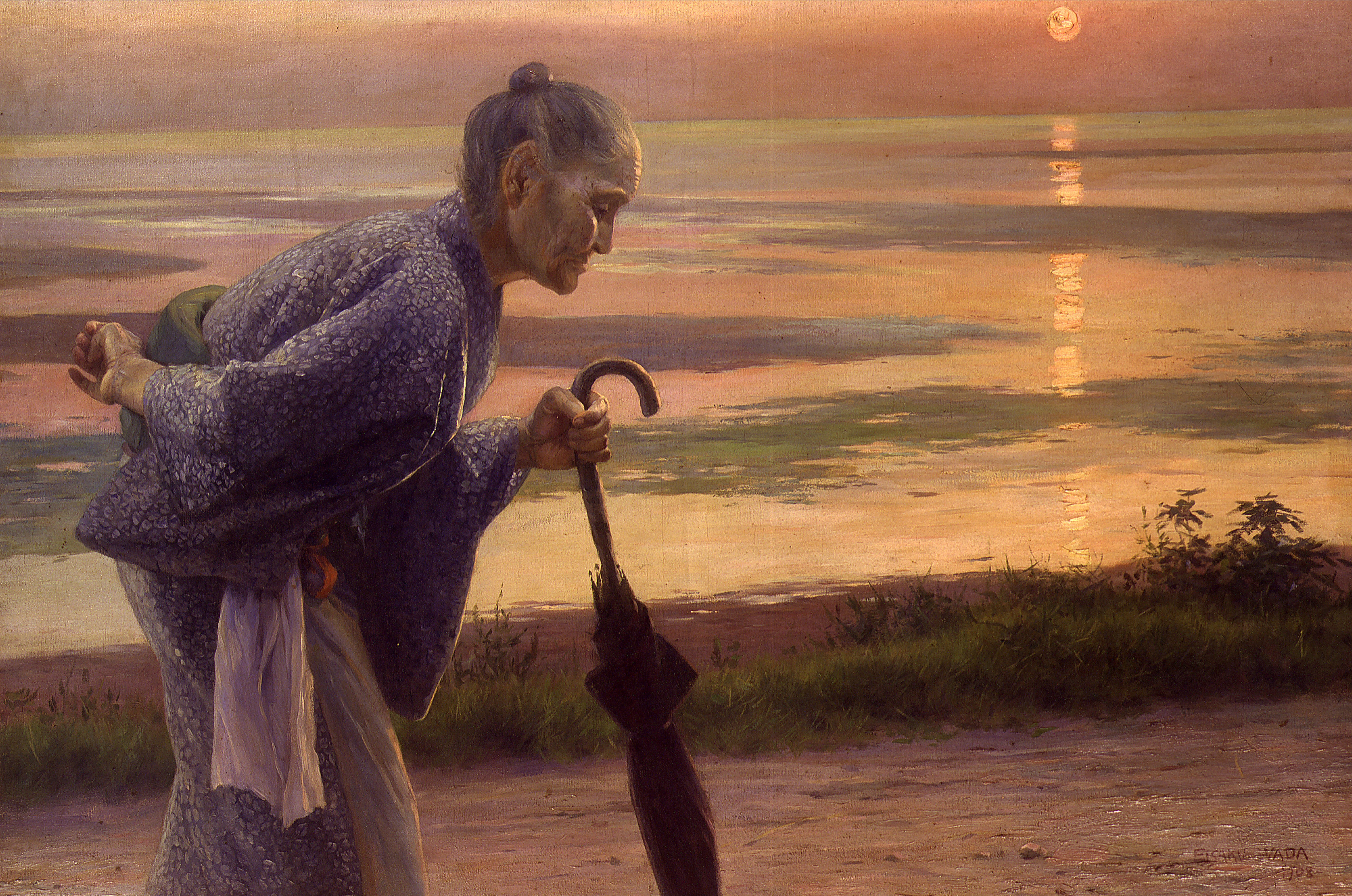
Femme âgée de Wada Eisaku (en) (1908).
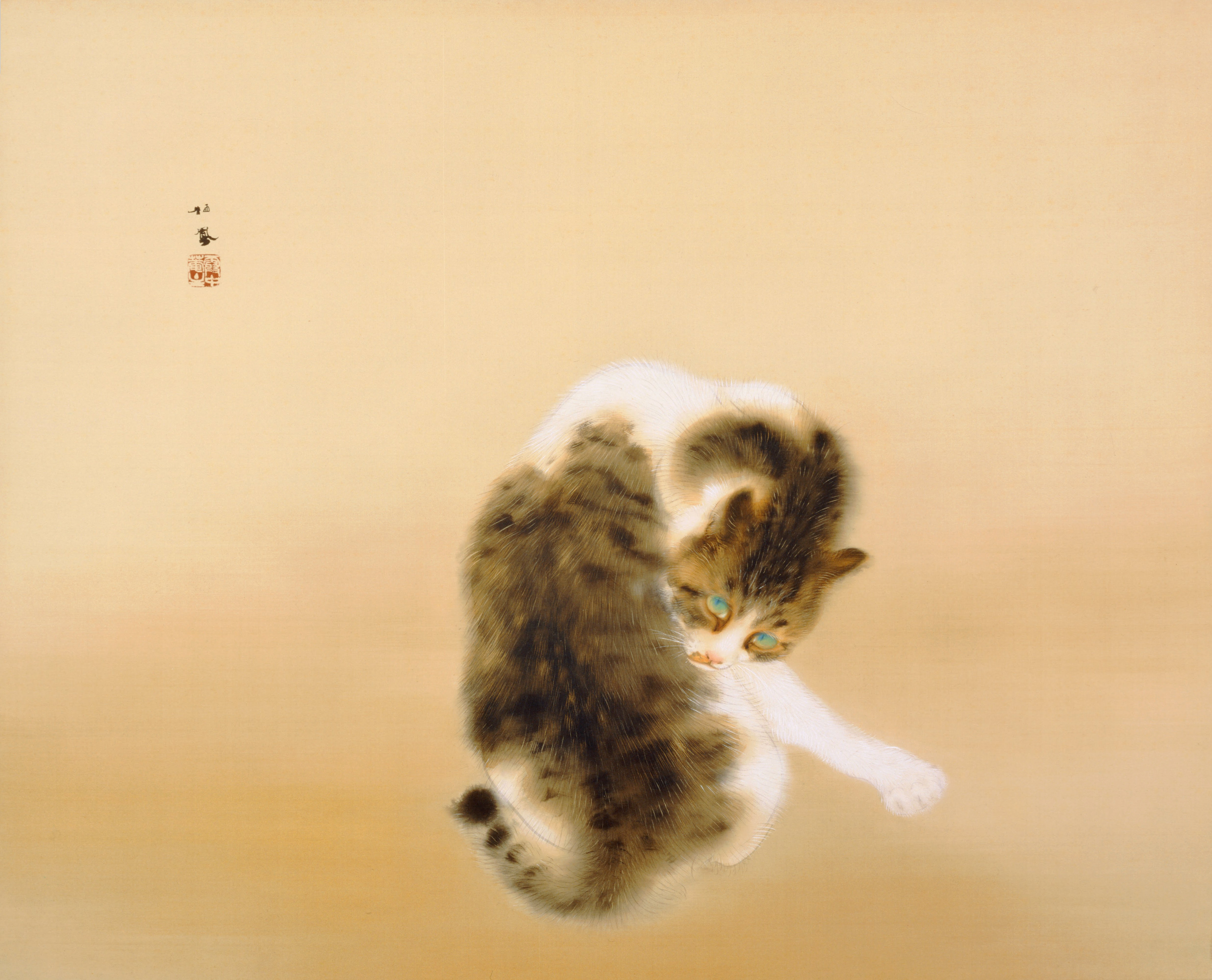
Chat Tabby de Takeuchi Seihō (1924).
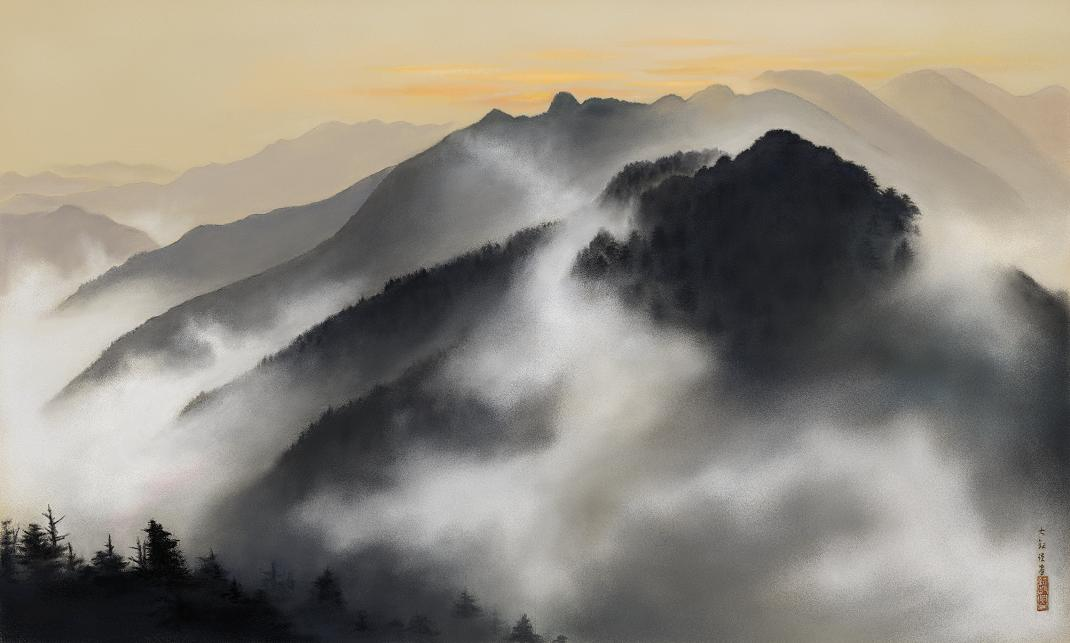
Aube printanière sur les sommets sacrés de Chichibu de Yokoyama Taikan (1928).

La Première Guerre mondiale ramène au Japon de nombreux étudiants initiés à des styles non réalistes, comme le fauvisme ou le cubisme. Ce mouvement déstabilise les tenants du yō-ga, qui jusqu'alors se considéraient comme les représentants d'une certaine esthétique à l'occidentale. Un groupe comme le Nika-kai, constitué en 1914, s'oppose aux membres du yō-ga, au travers de revues comme Shirakaba ou Subaru. Les membres de ce nouveau groupe nomment Fujishima Takeji à leur tête, et comptent parmi leurs premières figures tutélaires des peintres comme Narashige Koide, Harue Koga, Tetsugorō Yorozu, Yuzō Saeki. Dans ce même groupe, émergent aussi, dans les années 1930, des figures de l'art japonais d'après-guerre, comme Jirō Yoshihara, Yuki Katsura, Tarō Okamoto, ou Ken Domon. Le retour au Japon de Tsugouharu Foujita marque un tournant dans sa carrière, celui-ci embrassant le militarisme de l'État, et produisant plusieurs toiles de propagande. Par ailleurs, à partir de la fin des années 1930, l'armée japonaise fait travailler près de 300 peintres pour documenter ses actions. S'inscrivant souvent dans le réalisme du yō-ga, leurs productions relatent la guerre, de manière souvent très crue, et nombre d'entre elles ne passent pas le cap de la censure.

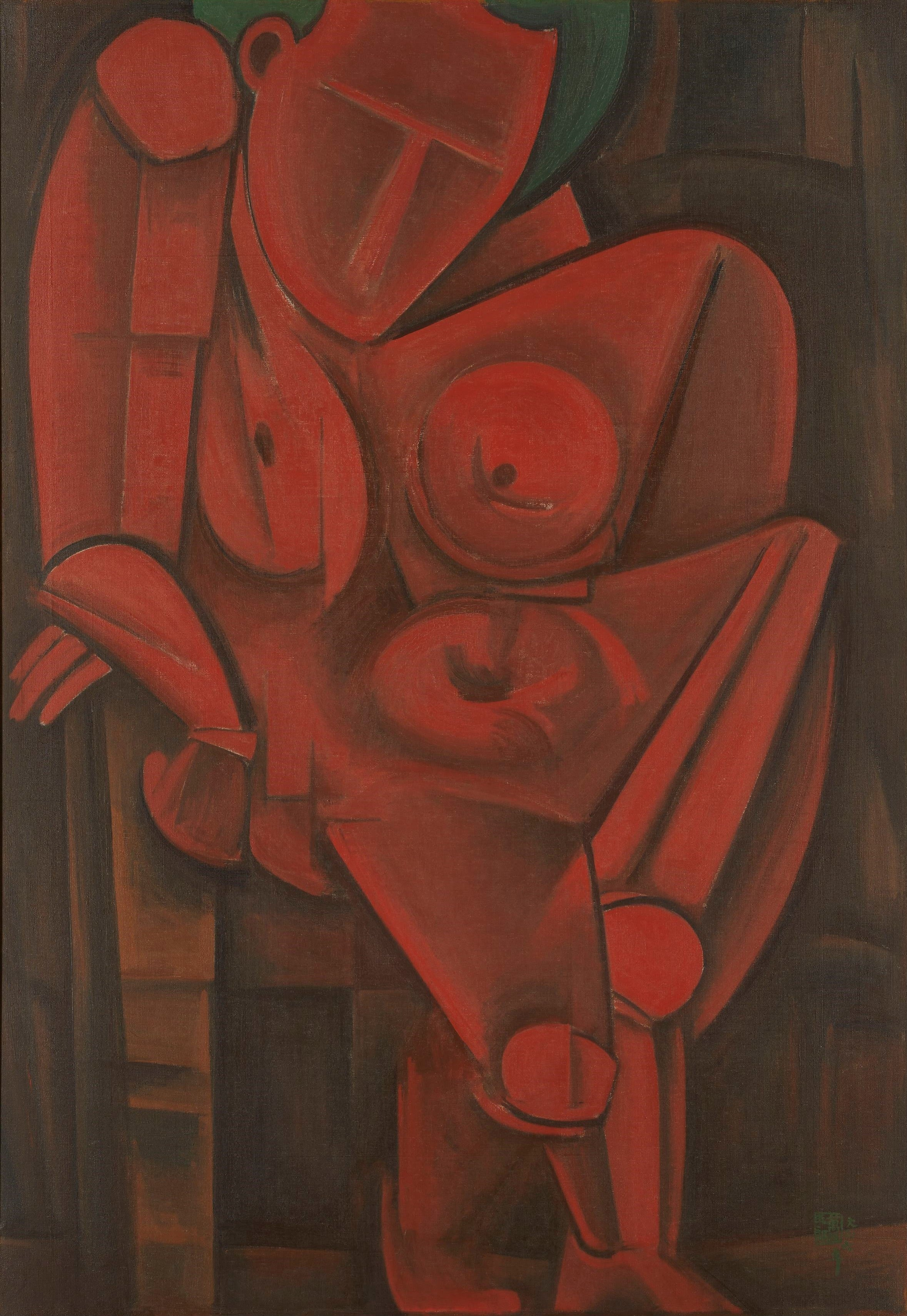
Femme penchée, de Tetsugorō Yorozu (1917).
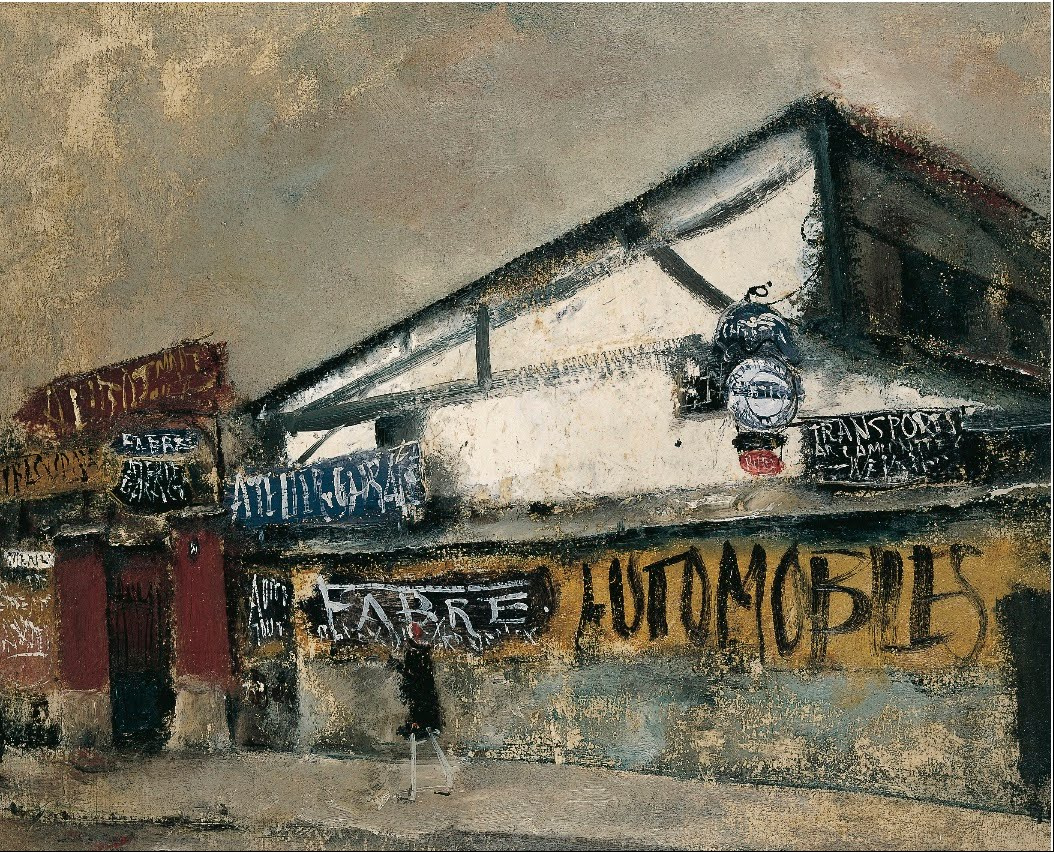
Garage, de Yuzō Saeki (1927).
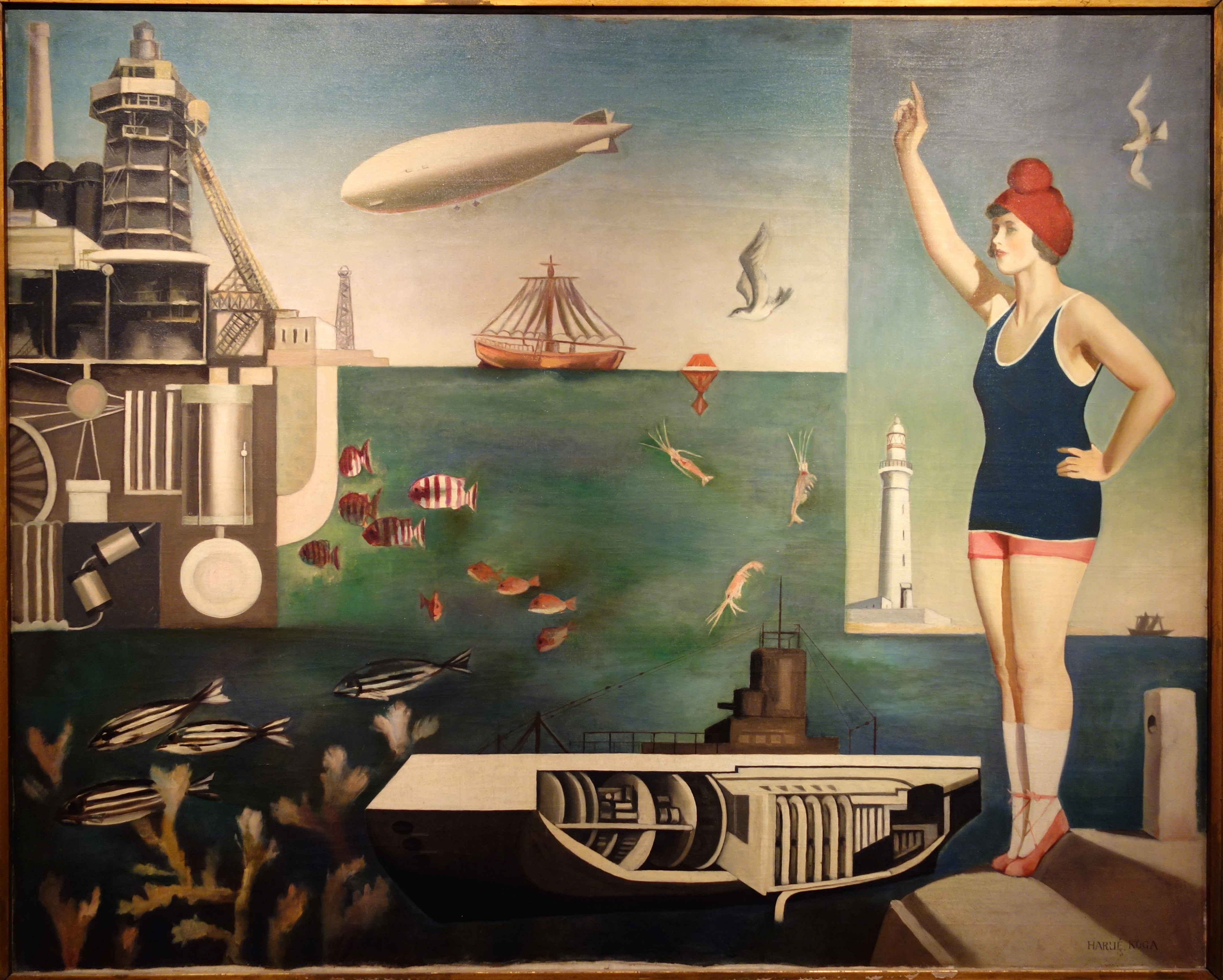
La Mer, de Harue Koga (1929).
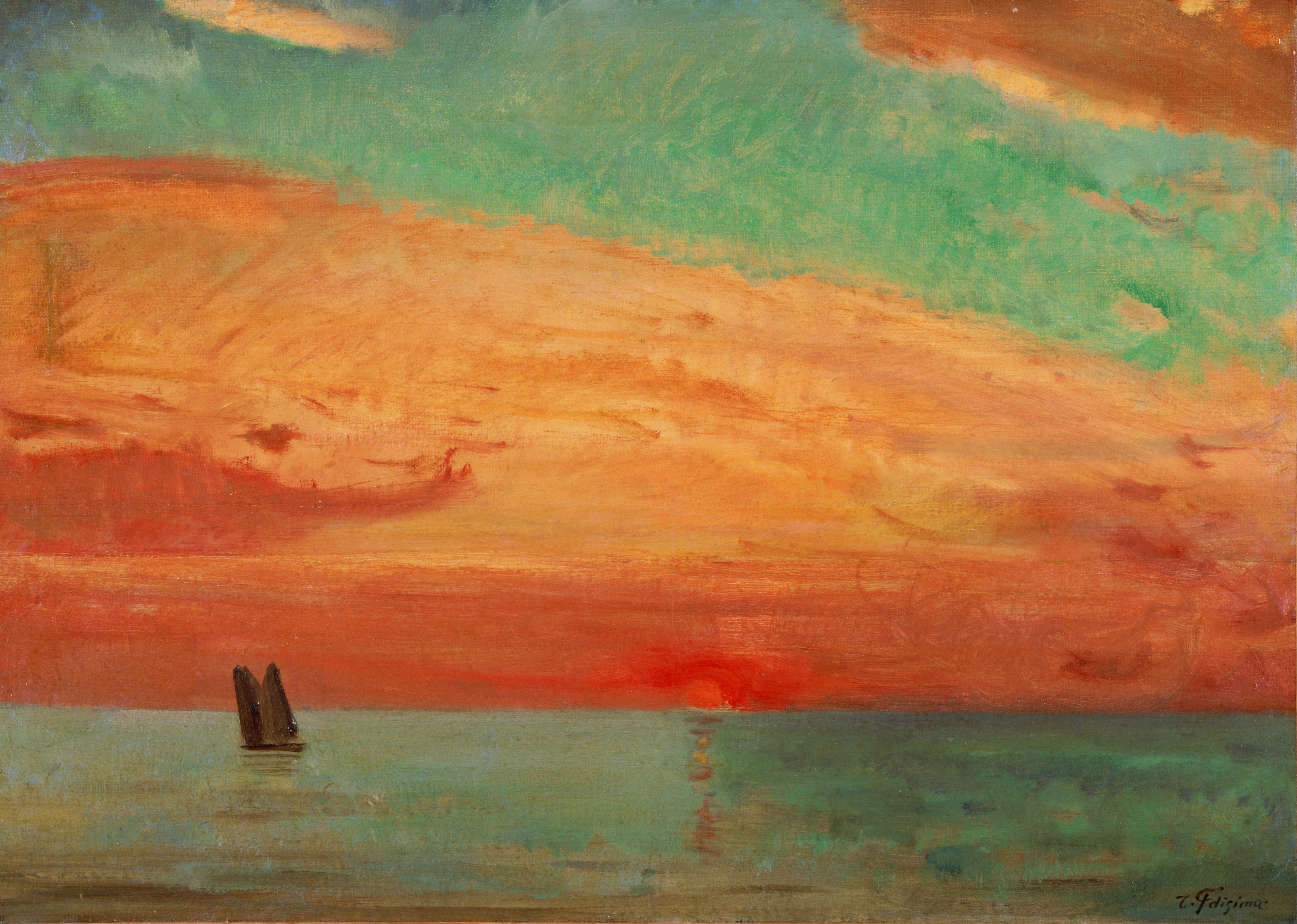
Lever de soleil sur la mer de l'est, de Fujishima Takeji (1932).
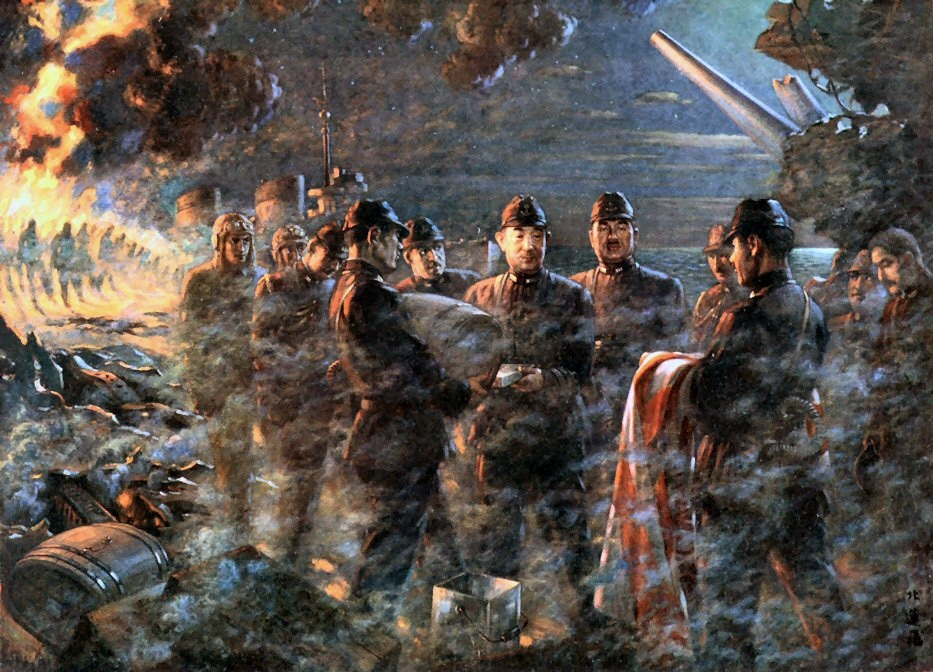
Les derniers moments de l'Amiral Yamaguchi (1942), peinture de guerre usant de réalisme.

### Musique

#### Intégration des techniques étrangères sous l'ère Meiji
Les premiers groupes de musique occidentale — des ensembles de musique militaire — sont actifs dès la fin de l'ère Keiō. Au début de l'ère Meiji, l'armée et la marine disposent l'une et l'autre d'orchestres qui participent aux cérémonies ou à des représentations musicales. Dans ces deux institutions, des chefs étrangers forment les musiciens japonais. Lorsque ces derniers retournent à la vie civile, certains parmi eux deviennent à leur tour des formateurs et ainsi, participent assez largement à la diffusion de la musique occidentale dans le pays. Les musiciens officiels de la cour, qui jusque-là étaient des spécialistes du gagaku, reçoivent eux aussi une formation pratique et théorique dans ce domaine, et jouent pour la première fois le 3 novembre 1876 des morceaux de ce type à l'occasion de l'anniversaire de l'empereur. Le projet éducatif du régime de Meiji accorde également de l'importance à la musique occidentale, et dès la promulgation de la loi sur l'éducation de 1872, une place est réservée à celle-ci dans le cursus. Des formateurs étrangers sont recrutés pour participer à la mise en œuvre de cette politique (Luther Whiting Mason, puis Franz Eckert). La formation des futurs enseignants débute réellement en 1880, et un premier manuel scolaire est publié en 1881. En 1887, est aussi créé un comité musical, futur département de musique de l'Université des arts de Tokyo. Des étudiants japonais sont aussi envoyés à l'étranger pour y étudier, comme Nobu Kōda, et d'autres composent des morceaux alliant tradition japonaise et technique occidentale — comme le Kōjō no tsuki, composé en 1901 par Rentarō Taki. Pour répondre aux besoins, plusieurs entreprises de construction d'instruments sont fondées à la même époque, comme Yamaha pour les harmoniums (1887) ou Suzuki pour les violons (1887). Au début du XXe siècle, le Japon forme de nombreux musiciens venus de ses colonies et diffuse la musique occidentale dans ces territoires.
Le gagaku, ou « musique raffinée », est utilisé lors des rites impériaux et jouit d'un certain dynamisme. Ce genre a connu un renouveau pendant l'époque d'Edo grâce à des financements du shogunat. Le 7 novembre 1870, le Jingi-kan, bureau chargé du shintō, fonde le Gagaku Kyoku, organisme consacré à la supervision de ce genre musical. Entre 1876 et 1888, les musiciens de cette institution commencent à compiler le Meiji sentei-fu, recueil du répertoire du gagaku, participant ainsi à la codification de celui-ci. Le gagaku est aussi utilisé dans les relations que le pays entretient avec le monde extérieur. Des représentations musicales de ce type accompagnent la réception de dignitaires étrangers, et les expositions universelles qui se tiennent en Europe en 1867, 1873 et 1878, reçoivent des musiciens et des instruments relevant de ce genre musical. De la même façon, des mélodies inspirées du gagaku — comme Kuni no shizume, ou encore Inochi wo sutete — sont composées pour les cérémonies de l'armée et de la marine, et sont ensuite adaptées à leurs orchestres respectifs. L'éducation, elle aussi, est gratifiée de mélodies de ce type pour ses cérémonies. En 1893, lorsque le gouvernement publie un livret de huit chants destinés à être interprétés lors des festivals de l'année, cinq d'entre eux appartiennent à cette catégorie.
Dans les campagnes, subsistent différentes formes chantées populaires. Les sōshi enka pratiquent le chant de rue, dont les paroles critiquent souvent le pouvoir de manière satirique. Soeda Azenbō, qui commence à parcourir le pays à la fin des années 1880, est une des figures les plus connues de cet art : ses chants sont souvent imprimés et vendus dans tout le pays sous forme de feuilles volantes.

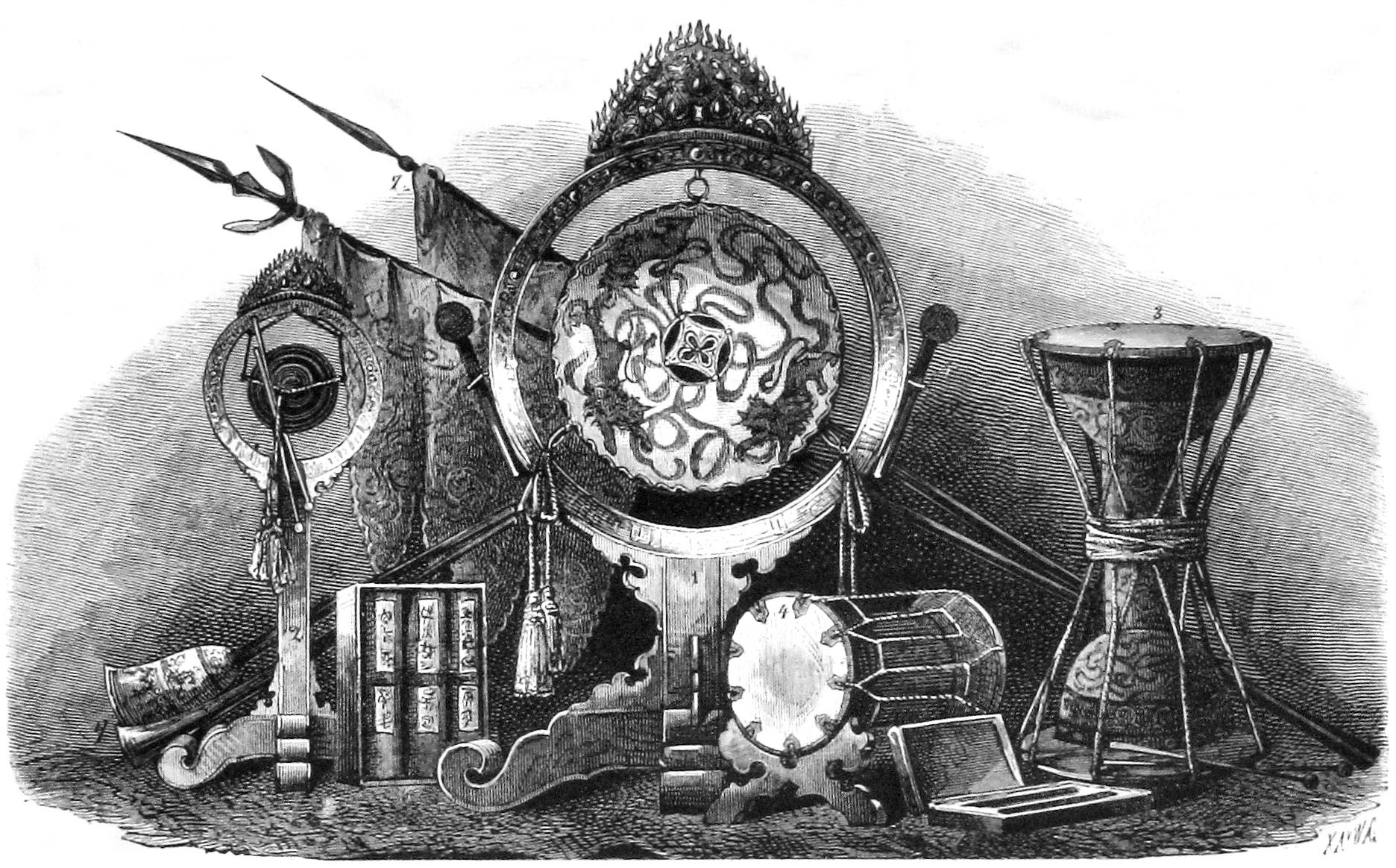
Instruments de gagaku présentés dans un journal de Vienne en 1883.
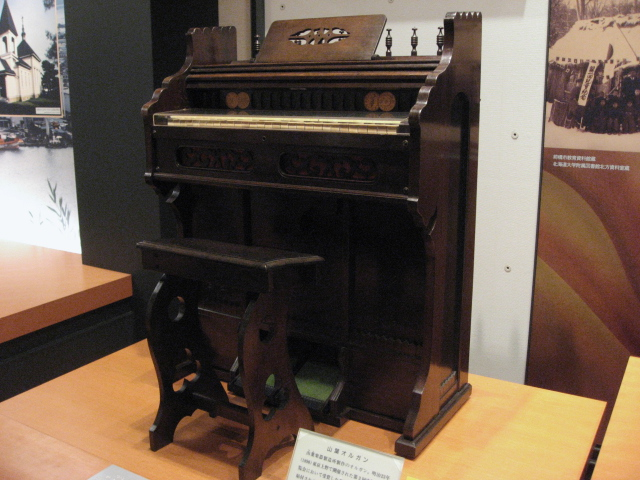
Harmonium fabriqué par Yamaha en 1890.
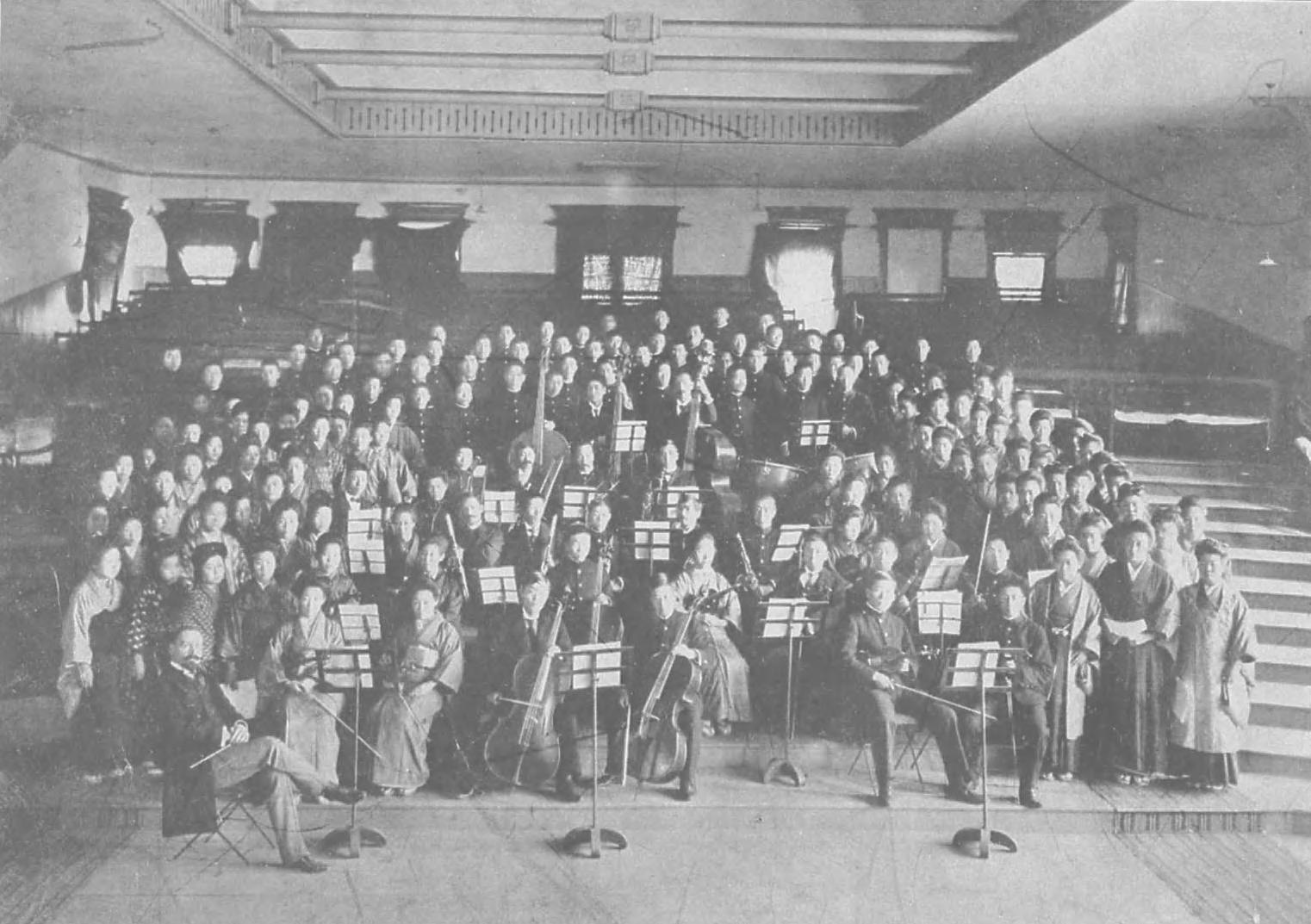
Étudiants du département de musique de l'Université des arts de Tokyo en 1911.
- Yuki no Shingun, marche militaire composée en 1895 par Nagai Kenshi.
- Kōjō no tsuki composé en 1901 par Rentarō Taki.

#### Le fleurissement de l'entre-deux-guerres
Jusqu'au milieu des années 1920, les maisons de disques japonaises préfèrent tirer profit de la publication de chansons déjà populaires, plutôt que d'en lancer de nouvelles en espérant les rendre populaires. C'est ainsi qu'à l'origine, la Chanson de Katioucha — le premier succès de la musique populaire (ou Ryūkōka) — est un morceau chanté par Matsui Sumako dans une pièce de théâtre inspirée de Résurrection, qui se produit dans les grandes villes du pays en 1914. Cette chanson devient si populaire qu'une maison de disques la publie et en vend plus de vingt mille exemplaires. Dans les années 1920, cette dynamique s'inverse à l'occasion du développement du cinéma et de la radio, ces nouvelles technologies permettant de produire la musique en amont et d'utiliser les médias pour la diffuser ensuite. Un morceau comme Kimi koishi, sorti en 1929, relève de cette nouvelle logique.
Plusieurs styles deviennent populaires dans l'entre-deux-guerres. Le jazz japonais rencontre ses premiers succès dans les années 1920, notamment avec le My Blue Heaven du chanteur Teiichi Futamura en 1928 ; et la chanteuse Fumiko Kawabata émerge dès 1930. S'il ne relève pas directement du style du jazz, le morceau La Marche de Tokyo — qui se vend à 250 000 copies en 1929 —, par le contenu de ses paroles, permet de véhiculer plusieurs des thèmes urbains associés à ce style, notamment la figure de la Moga. Le « shin min'yō » (ou « nouveau chant populaire ») — un des sous-genres du Ryūkōka — connaît de nombreux succès dans l'entre-deux-guerres. Il s'agit de réorchestrations « à l'occidentale » de chants traditionnels japonais ou de chants populaires étrangers, comme Aloha ʻOe ou My Old Kentucky Home. C'est ainsi que dans les années 1930 et sous cette forme, le chant coréen Arirang connaît plusieurs succès populaires dans l'archipel, alors qu'au même moment, il s'agit d'un chant patriotique dans la Corée occupée par le Japon.
La production et la diffusion de la musique suivent des dynamiques à la fois locales et internationales. Dès 1927, des entreprises étrangères comme Columbia Records, Victor Talking Machine Company ou Polydor, disposent d'un bureau à Tokyo pour y vendre leurs productions, mais aussi pour y produire des artistes locaux. De nombreux labels sont situés dans le Kansai, et Tokyo est loin de concentrer toute la production. Les modes de diffusion sont très variés : cinémas, grands magasins, salles de danse d'hôtels, ou encore compagnies de théâtre itinérantes. La forme de la revue est également populaire, mais jouit parfois d'une réputation sulfureuse en raison des tenues portées par ses danseuses. Fondée en 1914, la revue Takarazuka jouit dès ses premières années d'une très grande popularité. Dès le milieu des années 1920, dans la région d'Ōsaka, fleurissent les ballrooms, dans lesquelles hommes et femmes pratiquent des danses de salon, corps contre corps. Les clients masculins paient alors pour danser avec des femmes travaillant pour l'établissement. Dès 1927, les autorités prennent des mesures pour encadrer les ballrooms et s'assurer de leur moralité. Ce genre d'établissement se développe ensuite à Tokyo, avant d'ouvrir dans d'autres villes du pays et de l'empire. En 1937, 39 sont ainsi en activité en dehors de Tokyo, et 17 autres, dans les colonies.

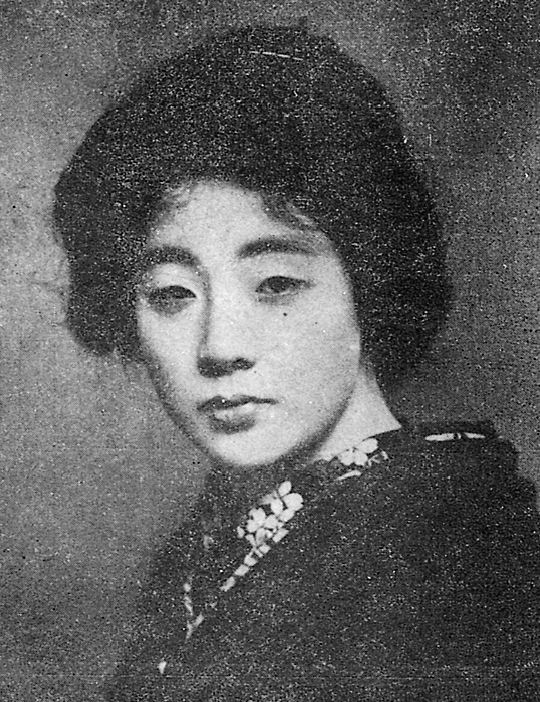
Matsui Sumako signe avec la Chanson de Katioucha l'un des premiers grands succès du Ryūkōka.
Fumiko Kawabata, ici en 1930, une des premières célébrités du jazz japonais.
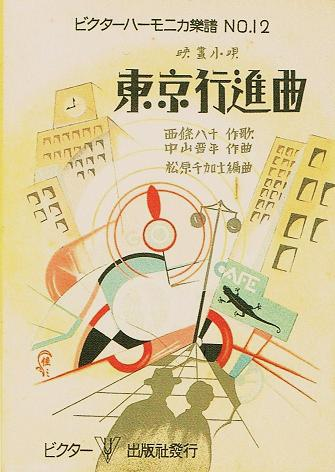
Affiche du film La Marche de Tokyo, de 1929, dont le disque associé est un grand succès de l'époque, signe des liens entre industries du disque et du film.
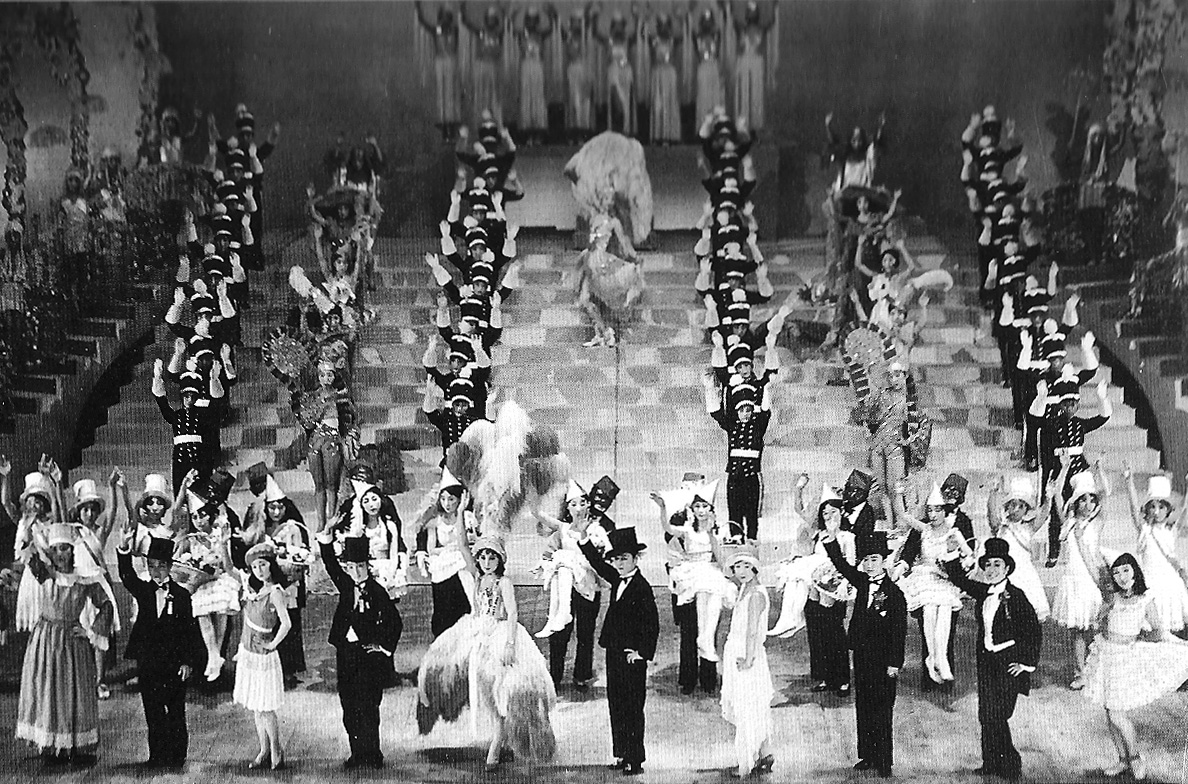
Spectacle Paris Zetto de la revue Takarazuka, en 1930.
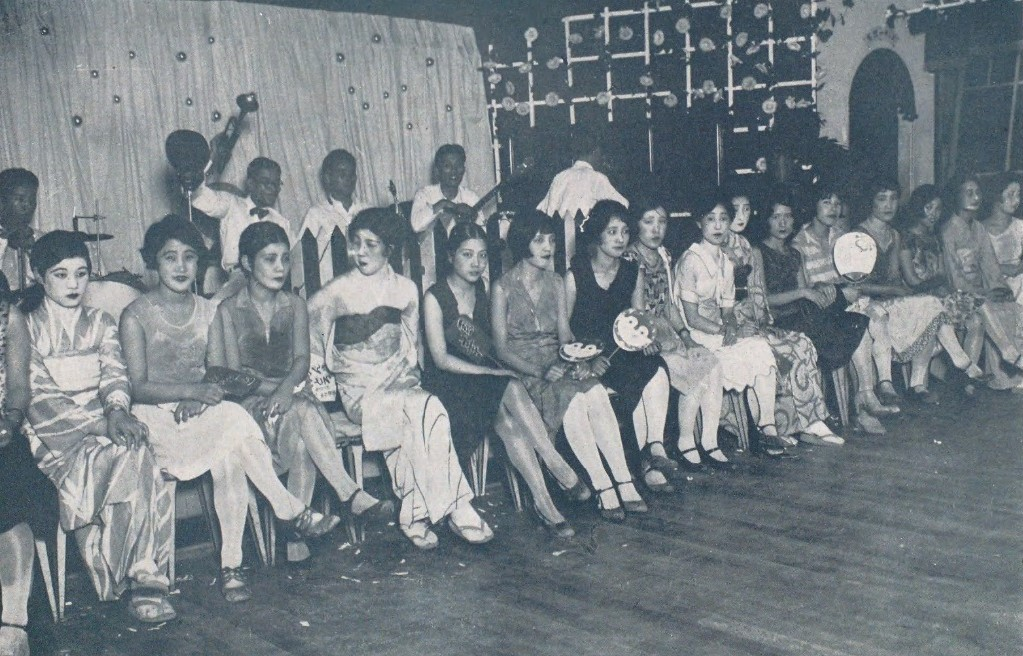
Danseuses travaillant pour un Dancing hall à Tokyo, en 1930.

### Cinéma
Le cinéma japonais commence son histoire en 1899 avec le tournage de Momijigari, tiré d'une pièce de kabuki. Lors de ses deux premières décennies, le nouvel art se conçoit comme une extension d'expressions artistiques nationales préexistantes. Le film sert à compléter une œuvre ou à lui fournir une nouvelle dimension en adaptant à l'écran un contenu conçu pour la scène. Les conteurs de spectacles de marionnettes, les gidayū-bushi, servent de commentateurs de films muets, ou benshi. Dans les premières productions cinématographiques de la période, sont adaptés des genres théâtraux relevant du kabuki — comme le shinpa (mélodrames) ou le shingeki (« nouveau drame »). Divers récits classiques constituent eux aussi une importante source d'inspiration — comme l'histoire des 47 rōnin, portée 45 fois à l'écran entre 1907 et 1925, et plus encore les années suivantes. Ce nouveau média joue aussi un rôle non négligeable lors de la guerre russo-japonaise de 1904-1905, en informant les Japonais au travers de faux documentaires qui mêlent images originales du conflit et plans créés pour l'occasion.
Ce n'est que vers la fin des années 1910, alors qu'affluent de nombreux films étrangers, que le cinéma japonais commence à intégrer des techniques et des styles narratifs plus proches des modèles occidentaux de la même époque. La rupture est portée par de nouveaux studios de production comme Shōchiku et Taikatsu (créés en 1920), alors que des studios plus anciens comme Nikkatsu ou Tenkatsu font plus longtemps perdurer leurs liens stylistiques avec d'autres formes artistiques comme le kabuki. Le pays produit aussi ses premiers anime, style dont Noburō Ōfuji devient l'un des principaux représentants. Les benshi, commentateurs de films muets, perdurent tout au long des années 1920 et jusqu'au début des années 1930, et lors de cette période, connaissent même une phase de starification. Leur rôle tend cependant à s'effacer pendant la projection du film au profit des acteurs, et il périclite au milieu des années 1930, lors de l'arrivée des films parlants. Le Japon produit son premier film parlant en 1931, Madamu to nyōbō, mais ce n'est que dans la seconde moitié des années 1930 que cette technique s'impose réellement. L'industrie cinématographique connaît une forte croissance à partir de la fin des années 1920, grâce à ses succès d'audience. Entre 1928 et 1938, plus de 700 films sortent en salles chaque année, ce qui hisse le pays à la première place mondiale en matière de production cinématographique. En 1940, le pays compte une dizaine de grandes compagnies cinématographiques.
- Momijigari, premier film japonais, tourné en 1899.
- Katsudō Shashin, plus ancienne animation du Japon.
- Namakura Gatana, l'un des plus anciens anime produits dans le pays.
- Jiraiya le ninja, court métrage muet de 1921.
- Baguda-jō no tōzoku, l'un des premiers anime de Noburō Ōfuji, sorti en 1926.

Dès les années 1920, la production cinématographique commence à se polariser autour de deux genres majeurs, le jidai-geki (films traitant de récits historiques) et le gendaigeki (films traitant de récits contemporains). Le séisme du Kantō de 1923, qui frappe durement la région de Tokyo, pousse la plupart des studios à déménager dans l'ouest du pays et à s'établir à Kyōto, Ōsaka et Kōbe : c'est là que s'épanouit le style du jidai-geki. Le studio Shōchiku reste quant à lui à Tokyo, où il est le seul studio actif entre 1923 et 1934, et où il se distingue par la qualité de ses productions relevant du gendaigeki. Lors des années 1920 et 1930, une certaine spécialisation s'opère entre ces deux espaces. Un sous-genre du jidai-geki comme le chanbara (film se concentrant sur les combats au sabre) connaît un succès certain et contribue à la naissance des premières stars — comme Tsumasaburō Bandō, qui joue dans Orochi en 1925. Avec la sortie en 1936 de Naniwa erejii, le style du gendaigeki compte l'un de ses représentants d'avant-guerre les plus aboutis, alors que dans le même genre, Gosses de Tokyo d'Ozu, sorti en 1932, reste dans le registre du film muet. Orochi comme Naniwa erejii parviennent à véhiculer une critique politique et sociale de leur société, s'attirant à la fois l'attention du public et celle de la censure,.
Dans les années 1930, la montée du militarisme constitue une contrainte majeure pour la production cinématographique : une loi de 1939 impose des règles de censure plus drastiques, et en 1940, l'État impose la fusion de plusieurs studios, ce qui lui permet de mieux contrôler la production. Le genre du film de guerre se développe rapidement, avec des productions comme Les Cinq Éclaireurs (1938), Boue et soldats (1939) ou L'Histoire du commandant de chars Nishizumi (1940). Dans chacun de ces films, la guerre est le plus souvent présentée comme une expérience anoblissante pour l'homme ou comme un moyen de purifier la société, et le scénario fait résonance aux valeurs japonaises du bushidō, prônées par le régime. Un tel message se retrouve aussi dans les jidai-geki produits au même moment, comme La Vengeance des 47 rōnin, qui partage le goût pour des décors opulents avec d'autres films du même style produits à la même époque. À l'occasion, les jidai-geki relaient également la propagande anti-alliés : Ahen senso (1943), avec la première guerre de l'opium pour toile de fond, véhicule ainsi un message anglophobe. Ciblant aussi le public des enfants, la propagande contribue à la production de plusieurs films anime. Entre 1933 et 1938, le personnage de Norakuro fait l'objet de quatre adaptations, et la technique d'animation effectuée sur Momotaro, le divin soldat de la mer, sorti en avril 1945, reste inégalée jusqu'à la fin des années 1950.

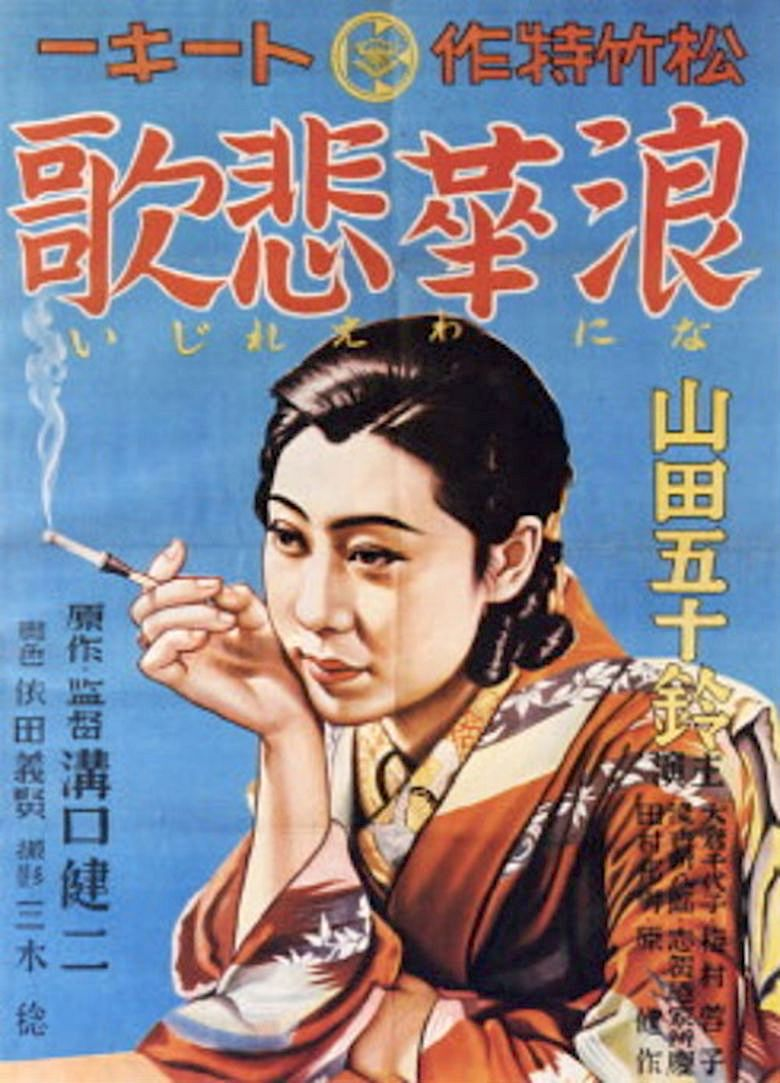
Affiche de Naniwa erejii.
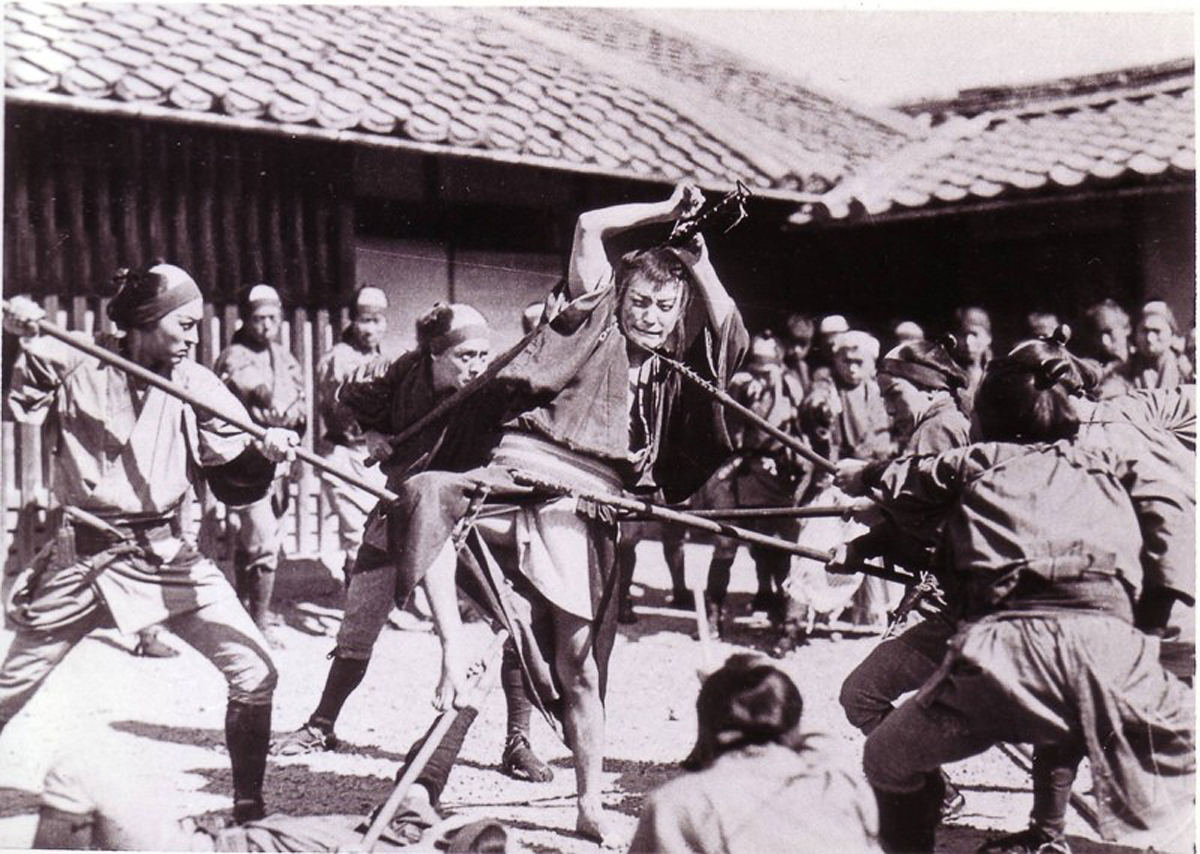
Orochi, un des premiers classiques du chanbara.
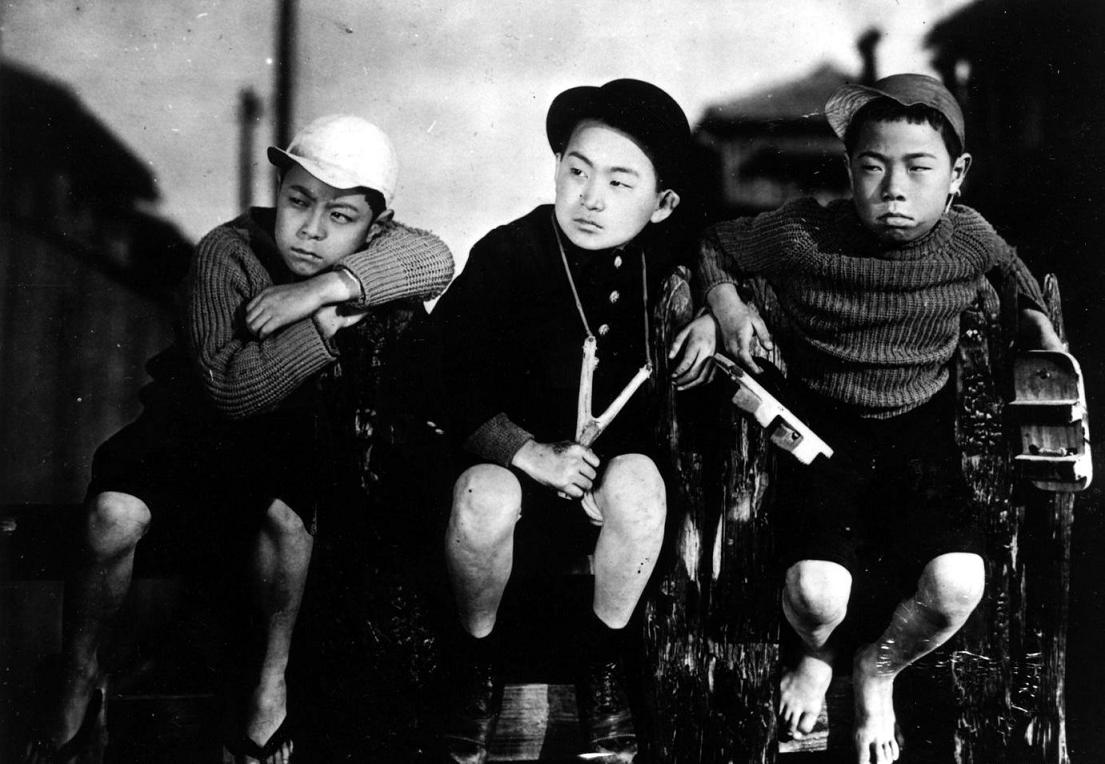
Gosses de Tokyo d'Ozu.
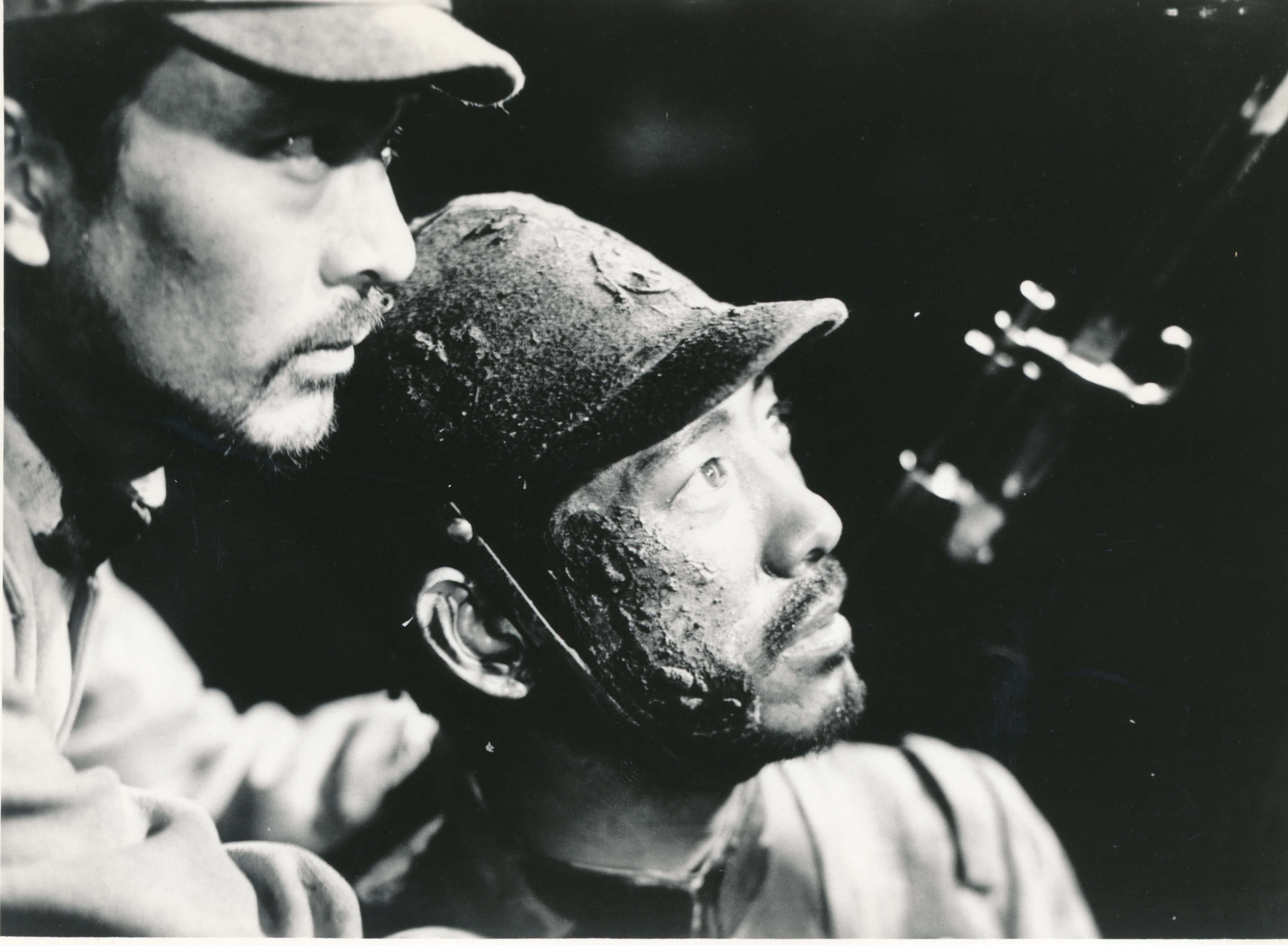
Les Cinq Éclaireurs, film de guerre produit en 1938.
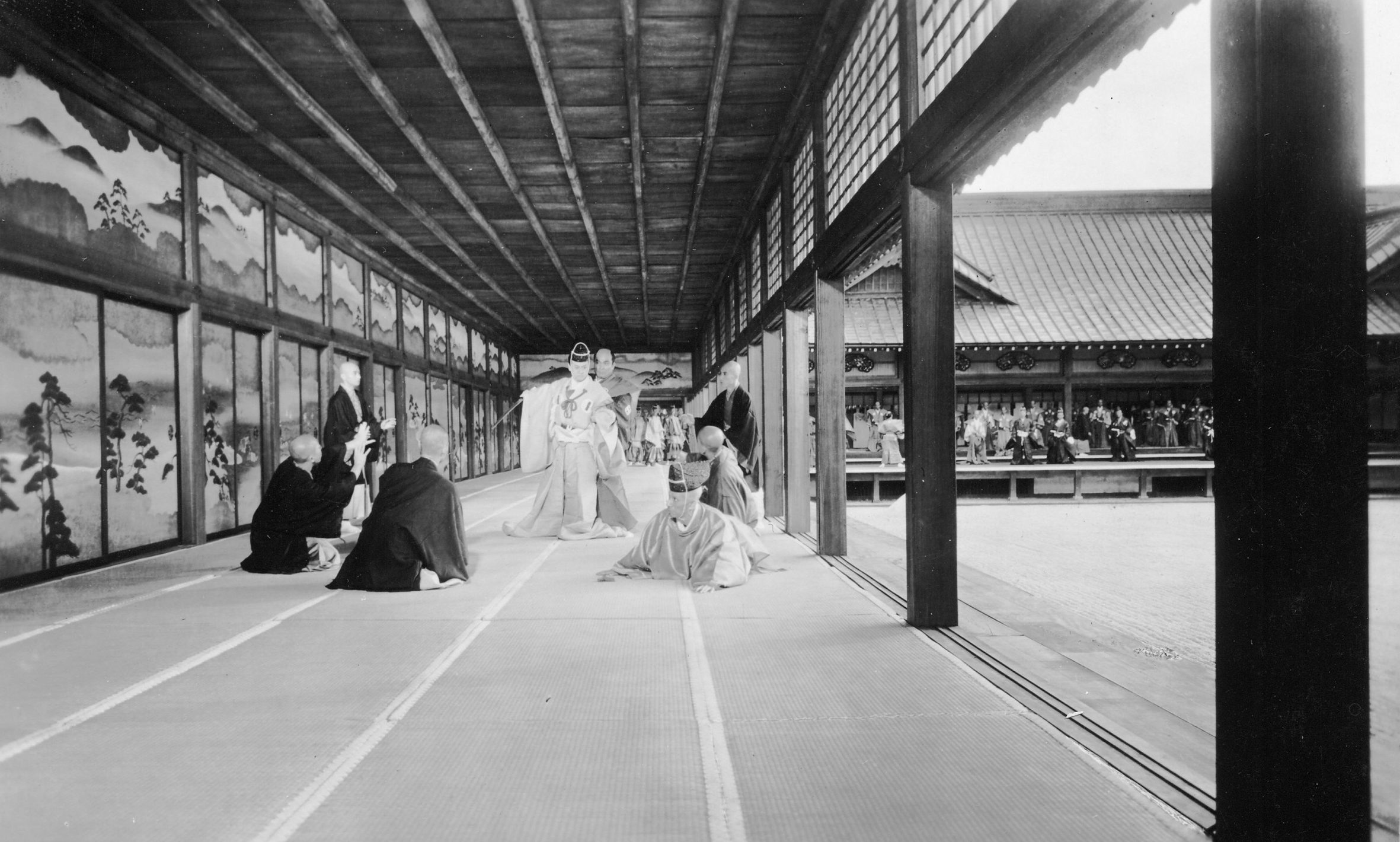
D'une durée de quatre heures trente, La Vengeance des 47 rōnin adopte des décors opulents.
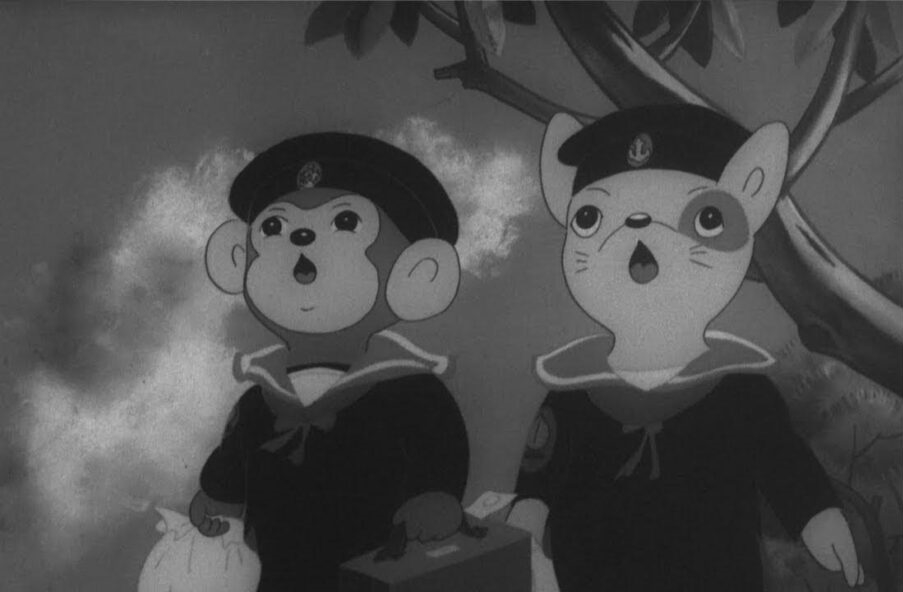
Momotaro, le divin soldat de la mer, dont la qualité d'animation reste inégalée pendant près de 15 ans.

### Architecture

#### Intégration des styles occidentaux sous l'ère Meiji
À partir du début de l'ère Meiji, l'architecture japonaise intègre les influences occidentales par plusieurs canaux. Au début de la période, peu d'architectes étrangers travaillent dans le pays, tels Thomas Waters — qui à Osaka, produit l'hôtel des monnaies, ainsi que la résidence Senpukan, l'un des premiers bâtiments de style occidental au Japon. Certains de ces architectes, recrutés comme conseillers étrangers et travaillant dans l'archipel comme enseignants, sont chargés de transmettre aux étudiants japonais les techniques et les styles de construction occidentaux. C'est le cas de Charles Alfred Chastel de Boinville et de Giovanni Vincenzo Cappelletti, ou encore, de Josiah Conder — ce dernier étant chargé des premiers cours d'architecture de l'université de Tokyo. Ce transfert de savoirs est également assuré par de nombreux étudiants japonais envoyés en Europe et aux États-Unis grâce à des bourses du gouvernement, lesquels pour la plupart, une fois leurs études achevées, reviennent au pays pour y enseigner l'architecture à leur tour. C'est le cas de Yamaguchi Hanroku ou de Nakamura Junpei qui étudient à Paris, ou de Tatsuno Kingo qui étudie à Londres.
L'architecture pseudo-occidentale (ou giyōfū) qui apparaît au début de l'ère Meiji doit composer avec les limites techniques de l'époque. Dans un premier temps, les Japonais utilisent leurs traditionnelles techniques de construction en bois et se contentent d'imiter le seul aspect extérieur des bâtiments (comme à l'église d'Ōura, à Nagasaki). Par la suite, ils ont recours aux techniques occidentales, une fois celles-ci pleinement assimilées. Le bâtiment de la Banque du Japon, construit en 1896 par Tatsuno Kingo, apparait comme le premier bâtiment de ce style, conçu et construit uniquement par des Japonais maitrisant les techniques occidentales. Un architecte comme Katayama Tōkuma s'illustre aussi en intégrant différents styles européens en fonction de ses réalisations : style baroque pour le musée national de Nara (1894), style Second Empire pour le musée national de Kyoto (1895), style néoclassique pour le hyōkeikan du musée national de Tokyo (1908), et style inspiré des palais royaux européens de l'époque pour le palais d'Akasaka. L'autre grande figure de ce courant architectural sous l'ère Meiji est Tsumaki Yorinaka, à qui l'on doit notamment le bâtiment du musée préfectural d'histoire et de culture de Kanagawa, conçu dans un style néobaroque, alors en vogue en Allemagne. Les anciens bureaux du gouvernement de Hokkaidō, le Rokumeikan (aujourd'hui détruit), ou encore l'ancienne école Kaichi, constituent d'autres bâtiments remarquables relevant de ce style giyōfū.

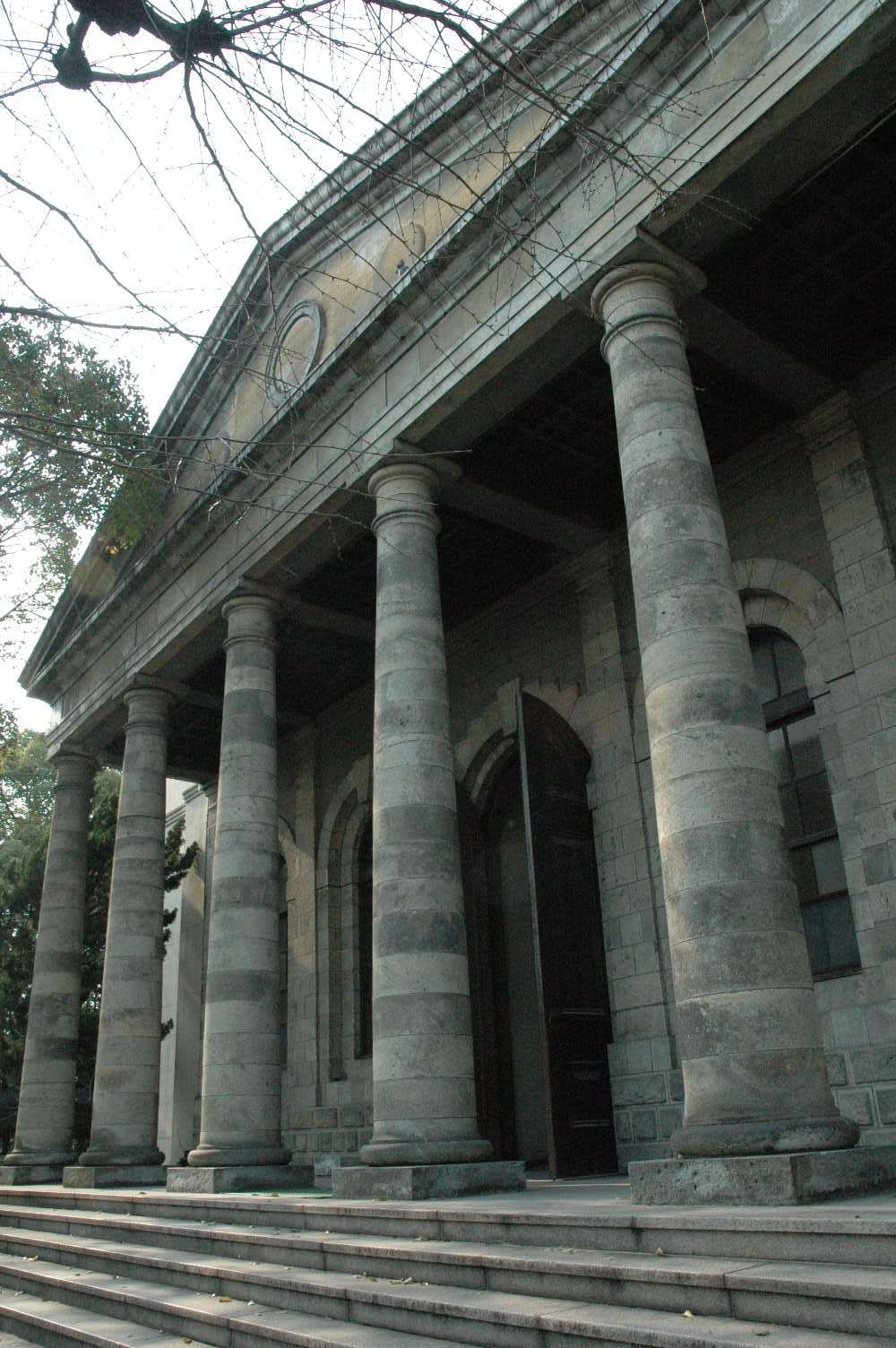
Hôtel des monnaies à Osaka, conçu par Thomas Waters en 1871.
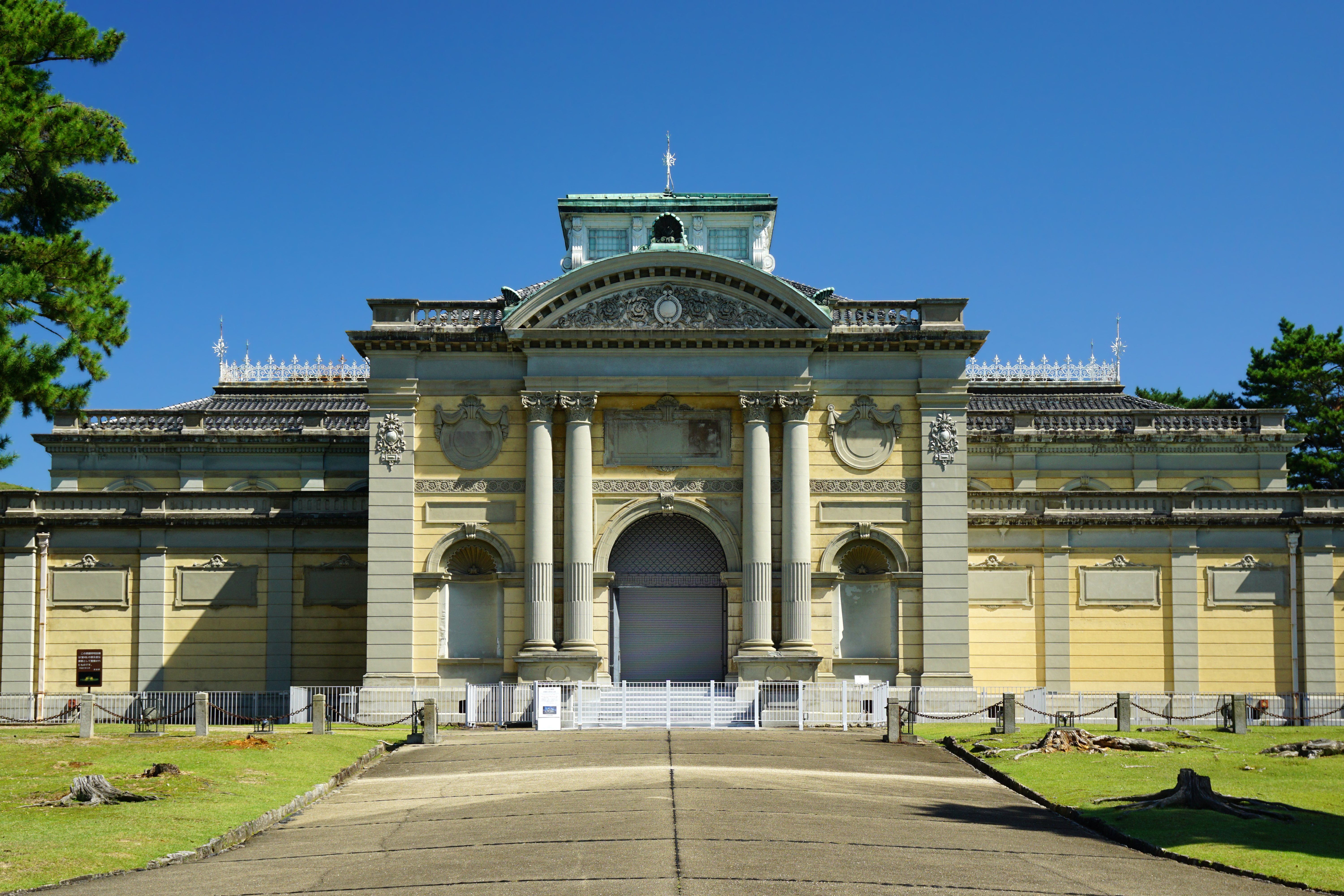
Le musée national de Nara conçu par Katayama Tōkuma emprunte au style baroque.
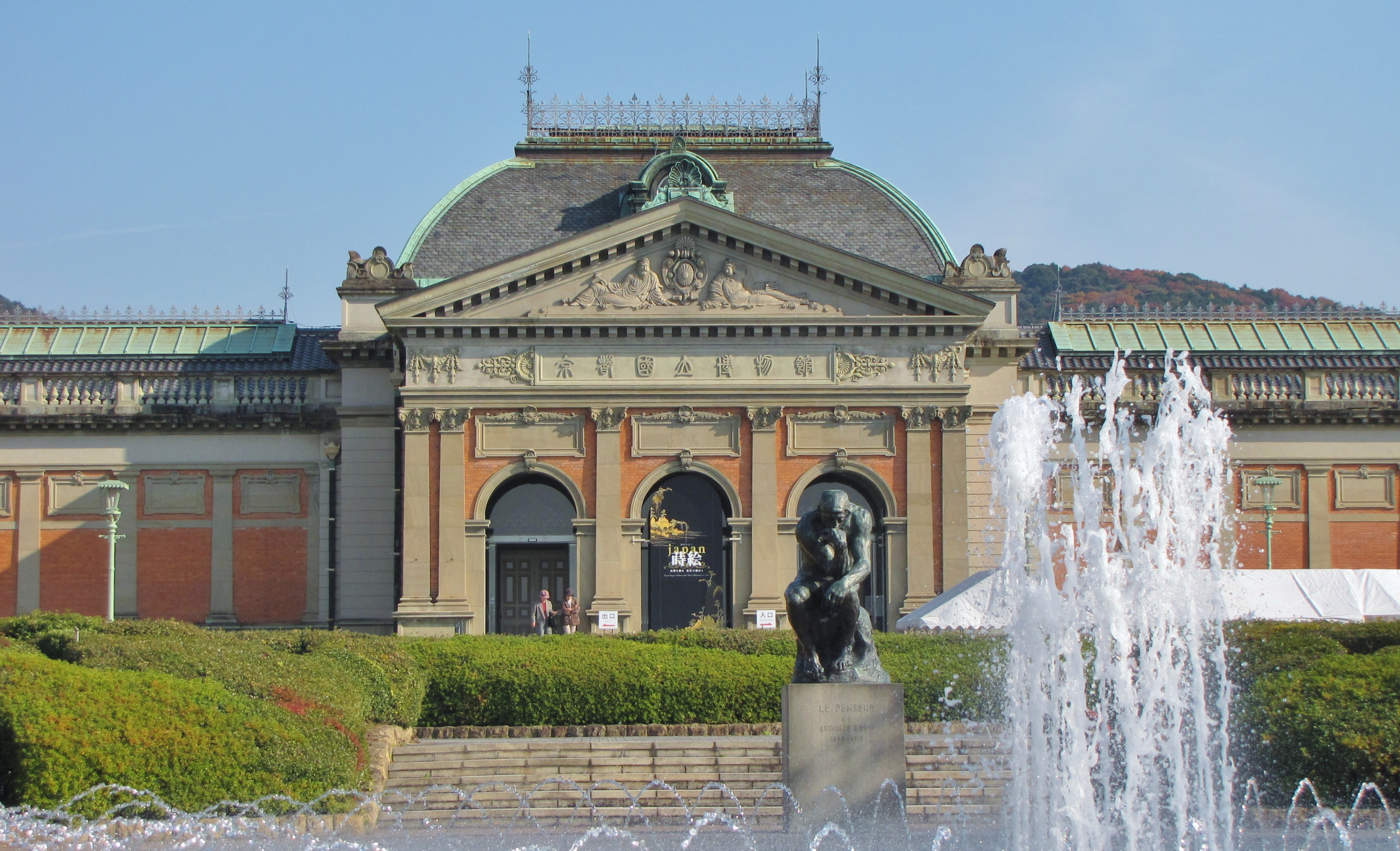
Le musée national de Kyoto conçu par Katayama Tōkuma emprunte au style Second Empire.
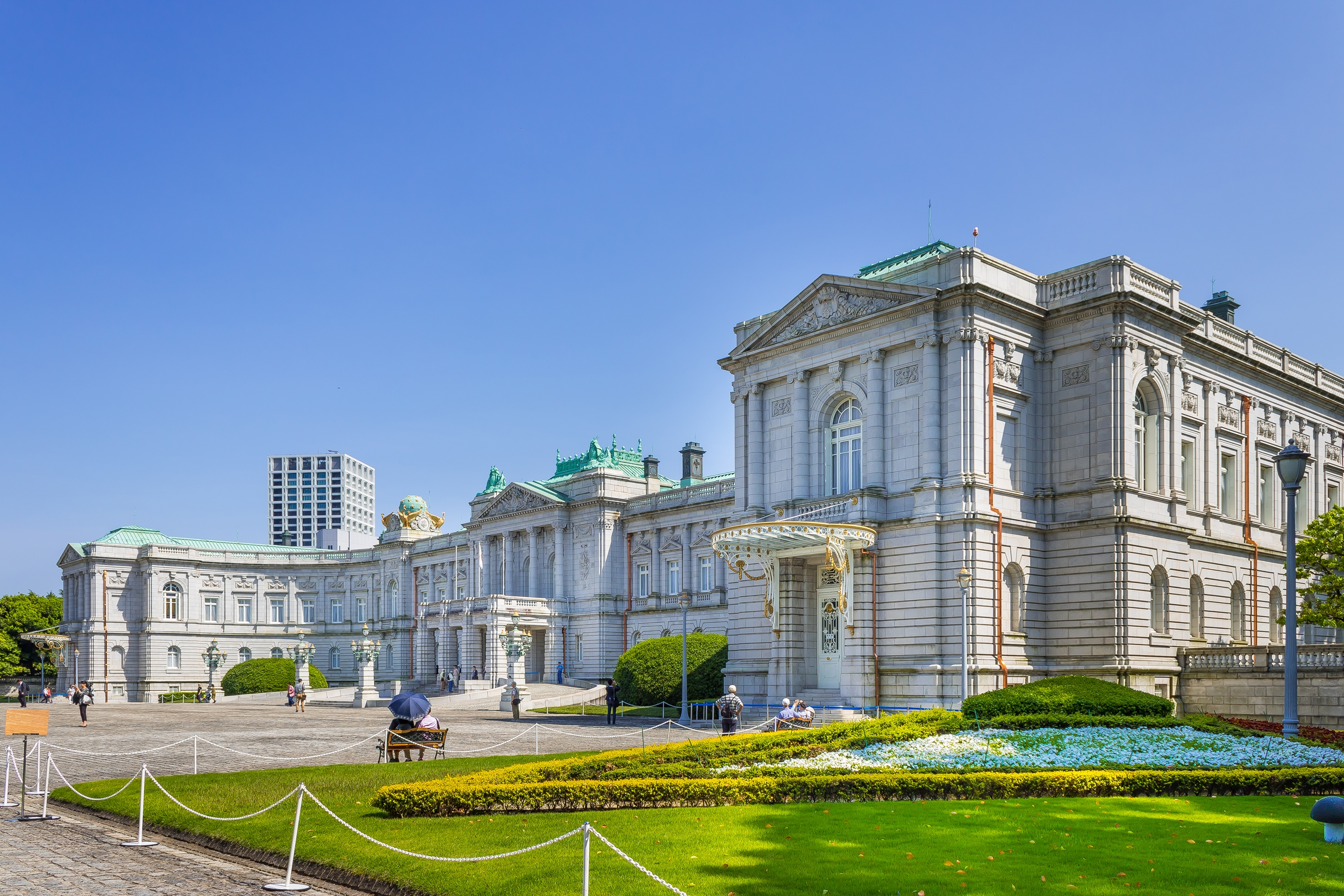
Le palais d'Akasaka conçu par Katayama Tōkuma emprunte au style des palais royaux européens de la même époque.
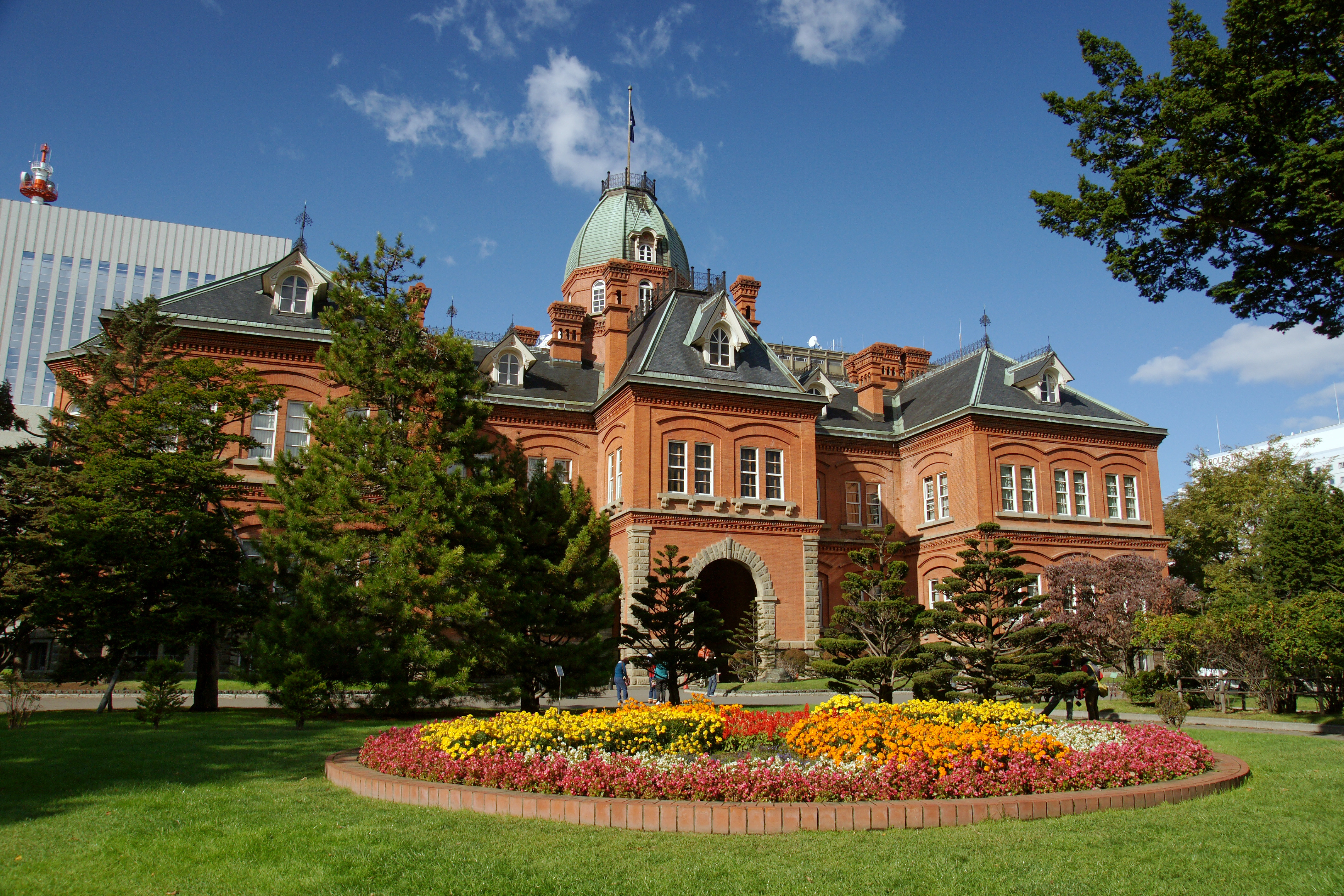
Anciens bureaux du gouvernement de Hokkaidō.

#### Seconde moitié de la période impériale, japonisme et modernisme
Le recours aux codes traditionnels japonais s'affirme au travers des productions d'Itō Chūta. L'architecte, après avoir étudié le complexe bouddhiste du Hōryū-ji dans la préfecture de Nara, en tire des grands principes censés incarner l'architecture japonaise, notamment en ce qui concerne le rôle de la toiture des bâtiments. Itō Chūta intègre souvent à ses productions des matériaux modernes, comme le béton, et une toiture inspirée des temples bouddhistes. Il se voit confier la réalisation de plusieurs grands temples — non seulement au Japon (Meiji-jingū en 1920, reconstruction de Yasukuni-jinja en 1924, Tsukiji Hongan-ji en 1934), mais aussi dans les colonies (Taiwan-jingū en 1901, Chōsen-jingū en 1925) —, ainsi que plusieurs bâtiments mémoriaux. De plus, Itō Chūta exerce une influence importante dans la production des bâtiments publics en participant très souvent aux jurys chargés de départager des projets concurrents, et en favorisant ceux qui relèvent du style à toiture impériale. La recherche de codes traditionnels engage un autre architecte, Hideto Kishida, dans une voie différente, plus portée sur la simplicité des formes et mieux adaptée au monde moderne. Hideto Kishida qui enseigne à l'université de Tokyo — où il exerce une influence importante sur les futurs architectes formés dans les années 1930 —, considère la villa impériale de Katsura, avec son pavillon de thé, comme un exemple à suivre.

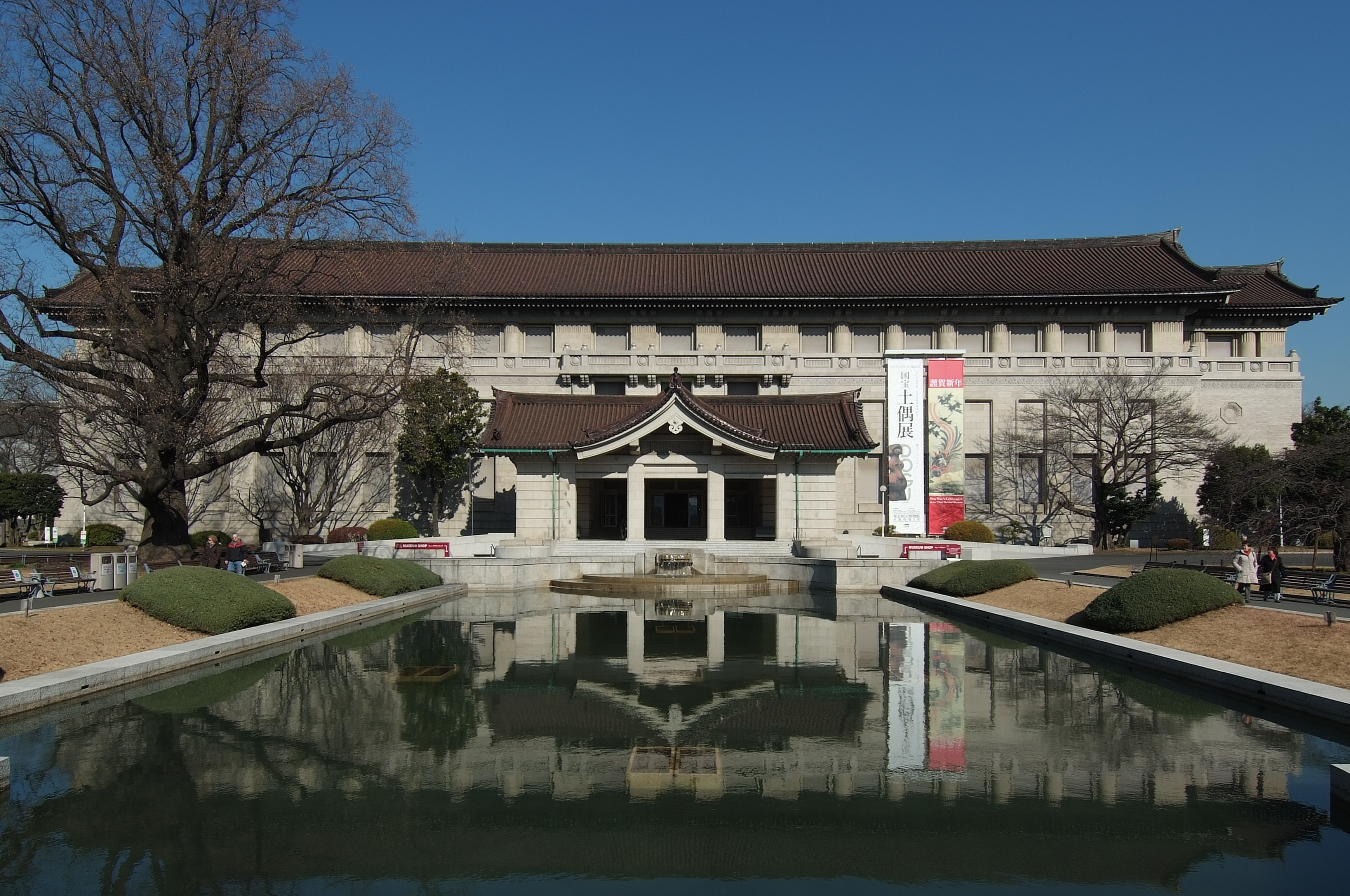
Le Honkan du musée national de Tokyo, réalisé par Jin Watanabe, relève du style à toiture impériale.
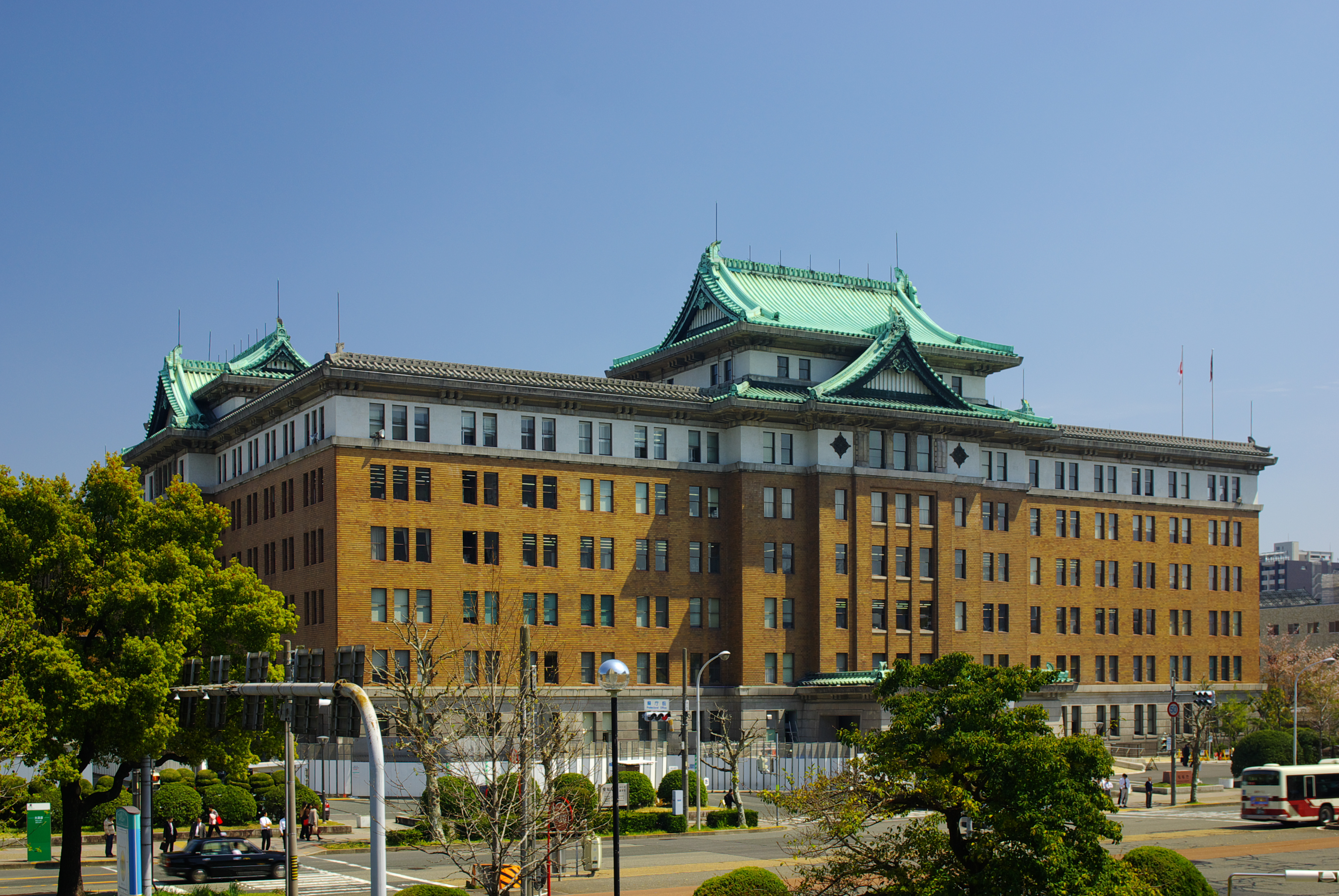
Siège de la préfecture d'Aichi réalisé par Kurokawa Miki.
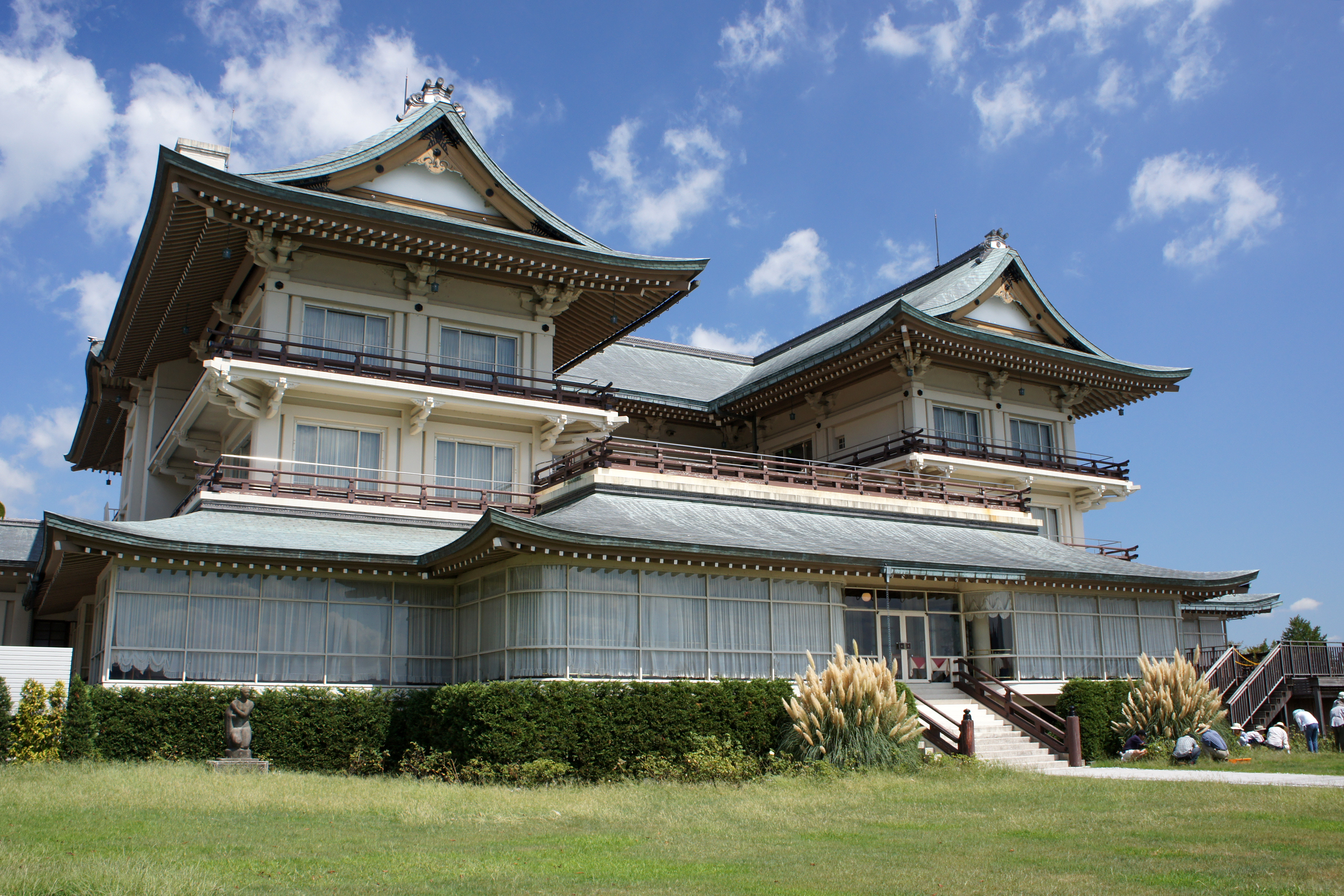
Biwako Ōtsukan, réalisé par Okada Shinichirō.
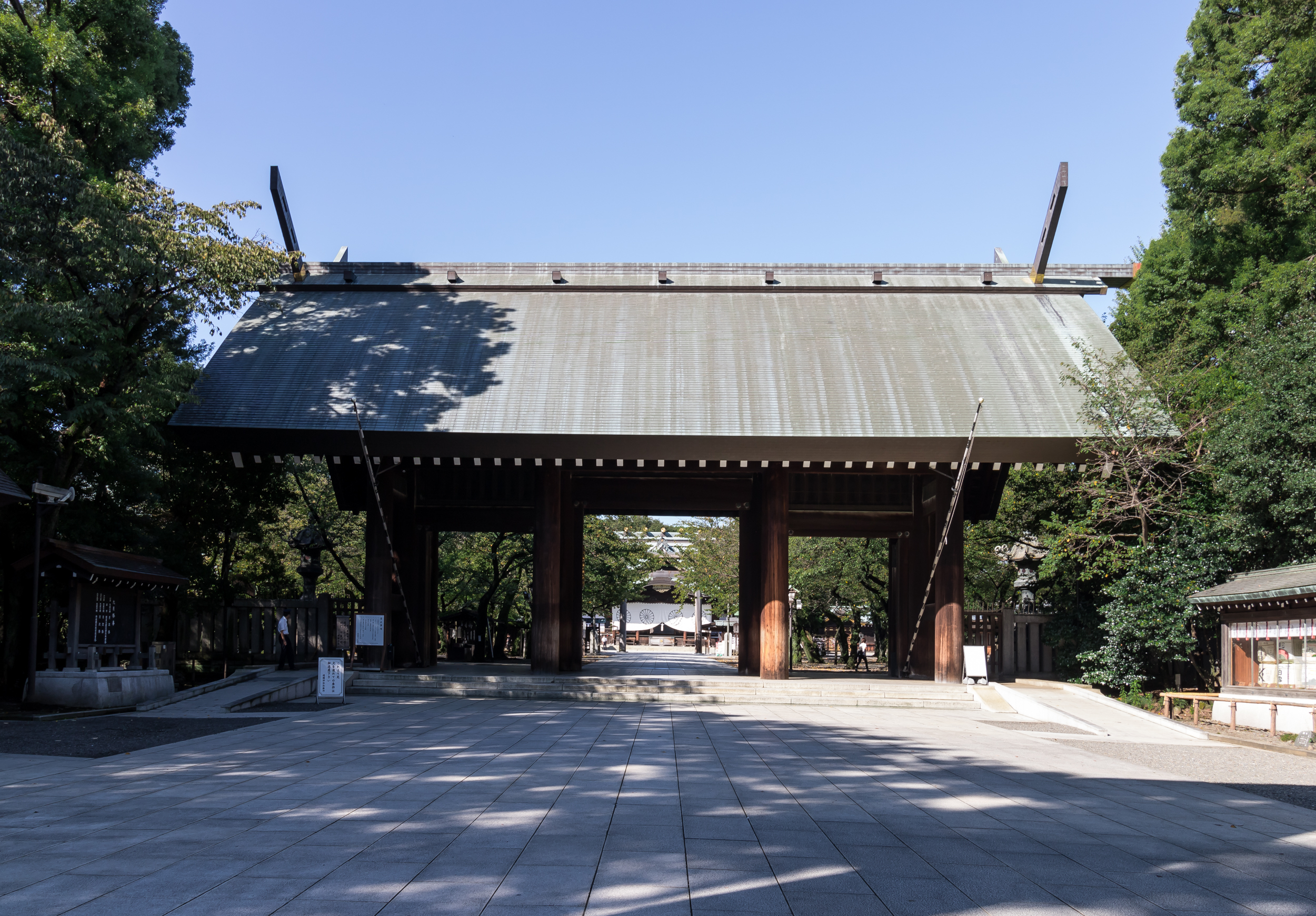
Shinmon du Yasukuni-jinja, réalisé par Itō Chūta.

À partir des années 1920, plusieurs architectes choisissent de promouvoir une architecture moderniste. C'est ainsi que le mouvement Bunri ha s'inspire de la Sécession viennoise. L'un de ses cofondateurs, Ishimoto Kikuji, réalise le nouveau siège que le journal Asahi shinbun se fait construire en 1927, ainsi que le grand magasin Shirokiya en 1928. Délaissant la copie de styles historiques, Ishimoto Kikuji cherche à obtenir un bâtiment esthétique au moyen de l'équilibre des formes et des volumes, ainsi que de la symétrie des motifs. Au travers d'une vingtaine d'articles publiés dans Kokusai Kenchiku en 1929, les travaux de Le Corbusier sont popularisés dans la communauté des architectes locaux, et plusieurs Japonais travaillent aux côtés du célèbre urbaniste, dans ses bureaux parisiens, comme Kunio Maekawa ou Junzō Sakakura. Ce dernier, avec le Pavillon japonais de l'exposition universelle de Paris de 1937, réalise l'un des premiers bâtiments japonais en suivant les préceptes de l'architecte suisse. Par ailleurs, lors de cette période, des bâtiments modernistes sont réalisés au Japon par quelques architectes étrangers, comme Antonín Reimann et Frank Lloyd Wright.

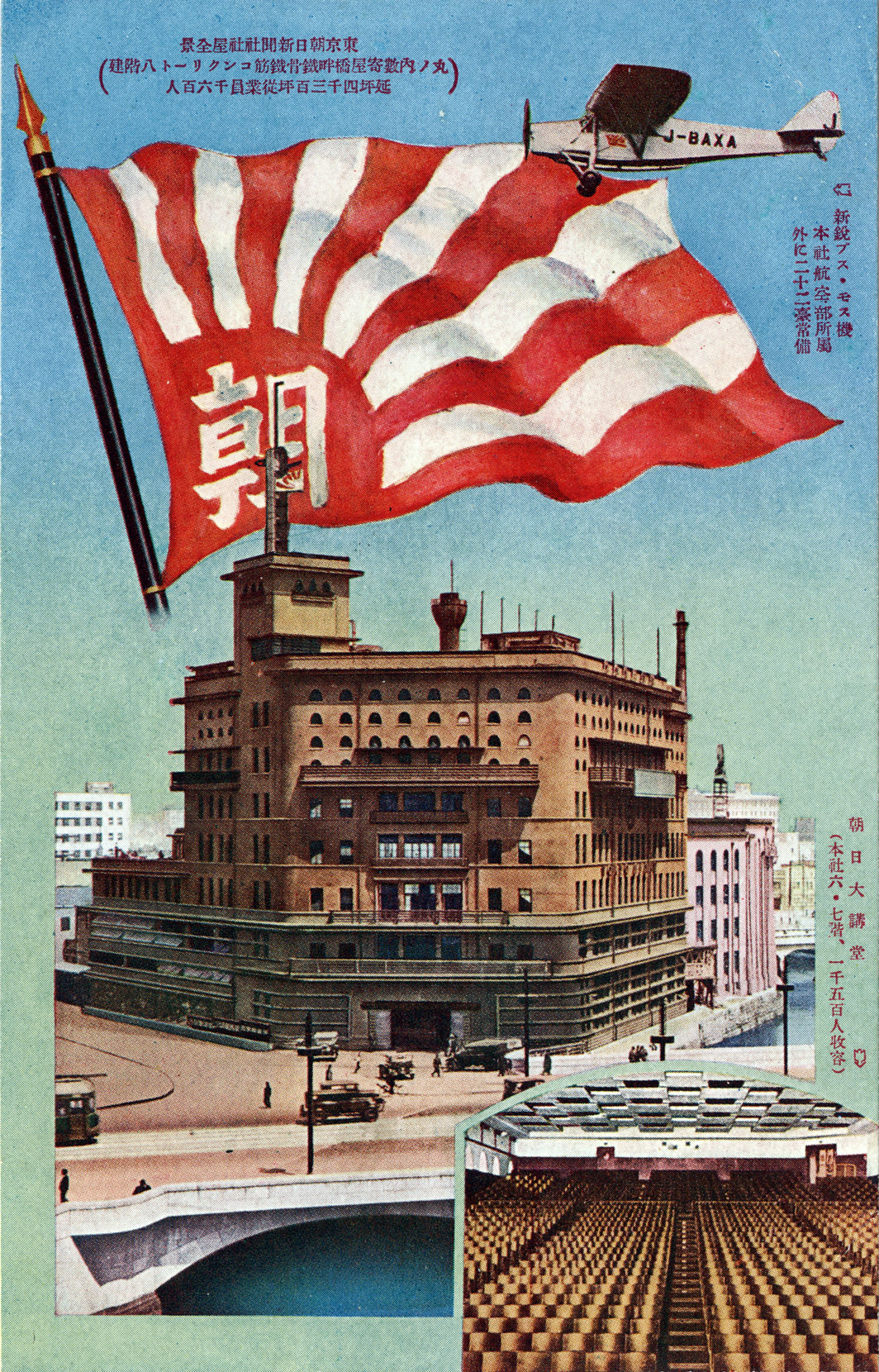
Siège du journal Asahi Shinbum réalisé par Ishimoto Kikuji (1927).
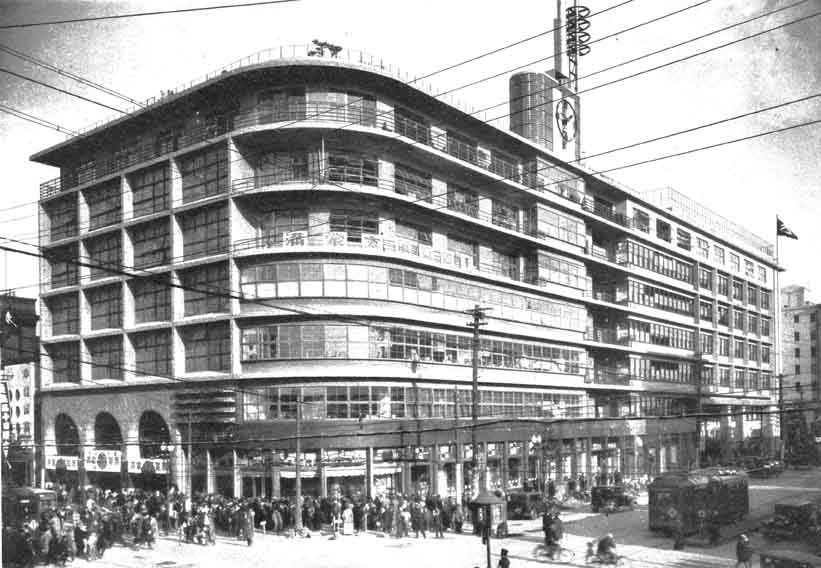
Grand magasin Shirokiya réalisé par Ishimoto Kikuji (1928).
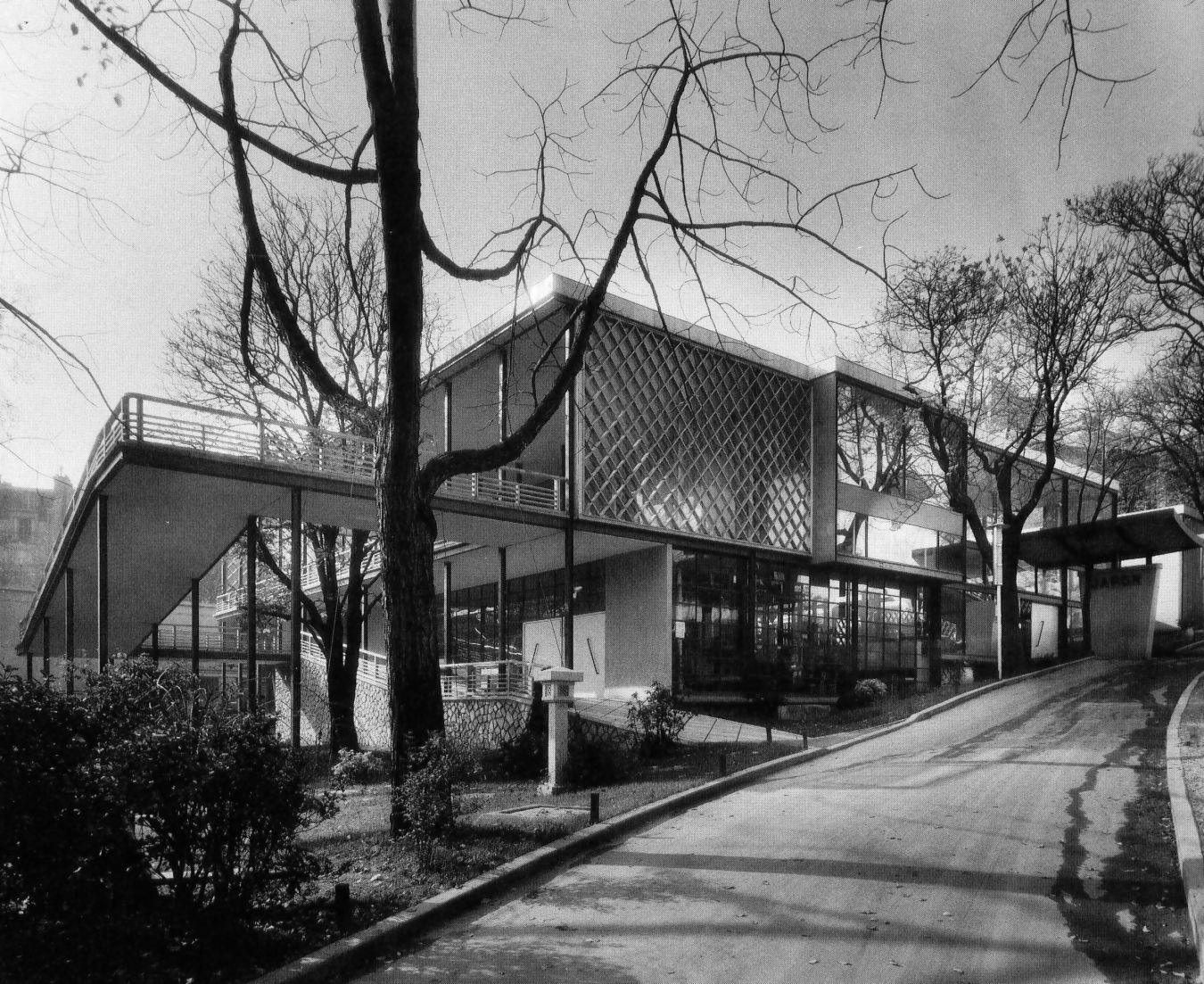
Pavillon japonais de l'exposition universelle de Paris réalisé par Junzō Sakakura (1937).
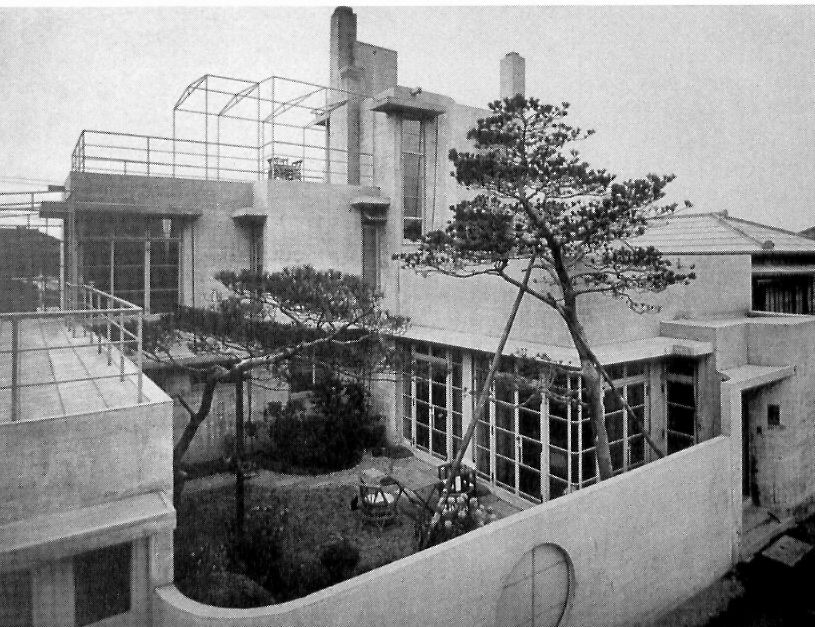
Maison Reinanzaka réalisée par Antonín Reimann (1924).
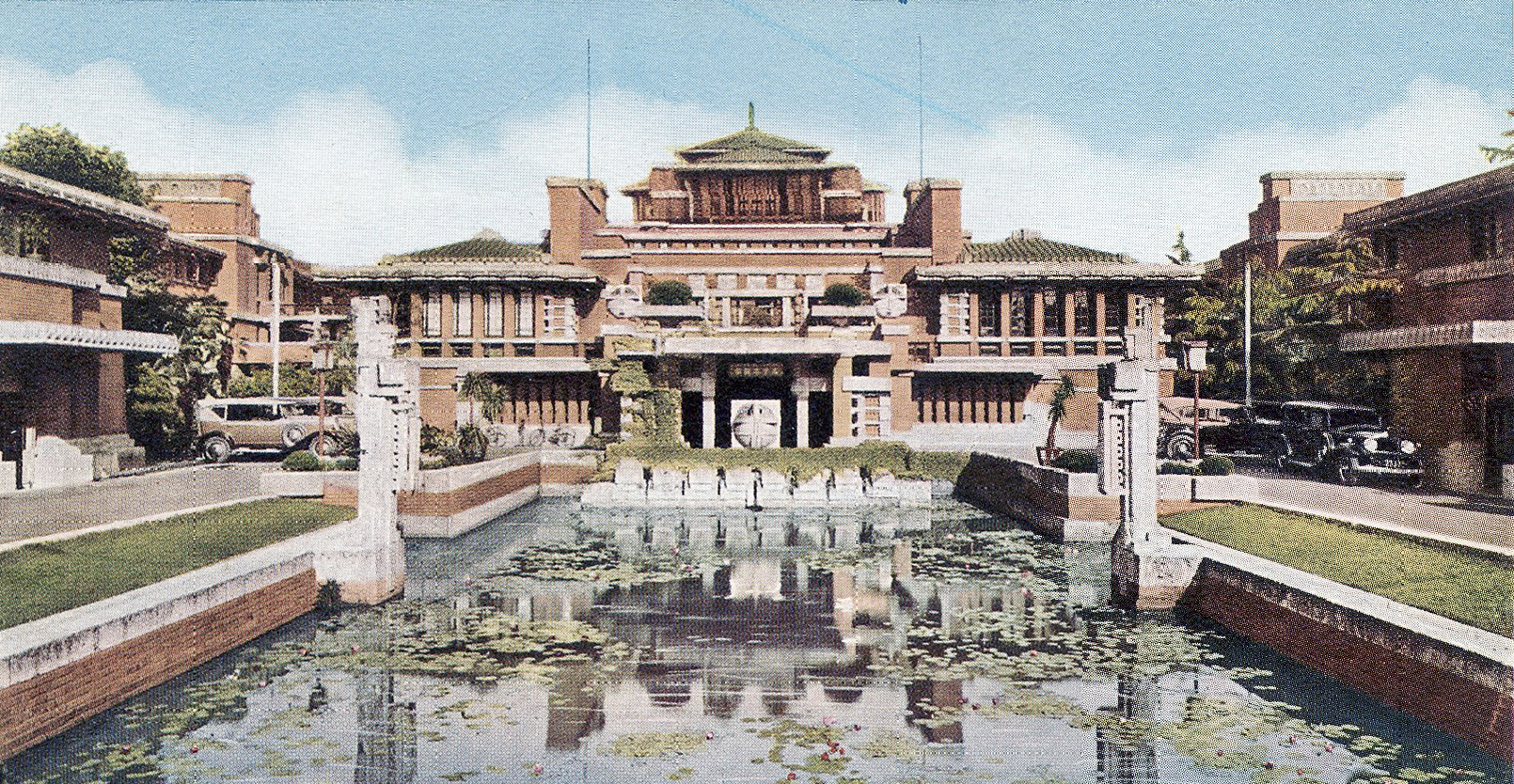
Hôtel impérial réalisé par Frank Lloyd Wright (1923).

## Historiographie
Les travaux d'historiens sur la période de l'empire du Japon commencent à être publiés dès la fin de la Seconde Guerre mondiale. Ces travaux sont orientés vers l'identification des causes de la guerre, en particulier, pourquoi les Japonais n'ont pas pu éviter le conflit. Le but est de ne pas reproduire les mêmes erreurs, alors que le Japon occupé cherche à s'engager dans la voie de la démocratie. Les historiens comme les intellectuels japonais sont à l'époque très marqués par le marxisme, et mettent en avant l'idée d'un « fascisme impérial » (天皇制ファシズム, Tennō sei fashizumu), système politique dont les prémisses sont en place dès l'ère Meiji. Cette théorie du « fascisme impérial » postule l'unité des différents éléments constitutifs du pouvoir (empereur, militaires, hauts-fonctionnaires, milieux économiques…) et les rend responsables collectivement et à égalité de la marche à la guerre. À côté de cette interprétation existe une autre analyse portée par les conservateurs et les Américains, issue du procès de Tokyo et assez largement acceptée dans la population. Elle repose sur les divisions existant entre les différentes composantes de l'armée (l'armée de terre et la marine impériale) et entre l'armée et les différents corps de l'État (l'empereur, les diplomates, hauts-fonctionnaires…), et fait reposer sur l'armée de terre (et en particulier sur les courants les plus nationalistes) la responsabilité de la guerre. Dans le premier groupe, on retrouve Masao Maruyama qui publie dès le printemps 1946 « Logique et psychologie de l’ultranationalisme » dans lequel il met en avant le concept de « système de non-responsabilité ». Des auteurs comme Kiyoshi Inoue et Shigeki Tōyama sont les figures principales de ce premier groupe qui cherche alors à démontrer le lien supposé direct entre système impérial et expansionnisme, entre capitalisme et impérialisme. Ils se heurtent cependant à l'accès aux sources, les archives n'étant pas ouvertes, et leurs approches restent dominées par la théorie. Shigeki Tōyama publie par ailleurs avec Masao Maruyama et Seiichi Imai (ja) une Histoire de l'ère Shōwa (昭和史) en 1955 qui est rapidement un succès de librairie et autour duquel se concentrent beaucoup de débats. Ce livre analyse le Japon en guerre avec « un schéma d’opposition entre les dominants, c’est-à-dire les détenteurs du pouvoir qui ont poussé la nation dans la guerre dévastatrice et les dominés qui y ont résisté ». Ce livre concourt alors à forger auprès des Japonais l'idée d'un peuple victime de la guerre, alors que nombreux sont encore ceux qui doivent vivre avec les conséquences matérielles des destructions de ce conflit.
L'ouverture des archives dans les années 1960 déclenche une nouvelle vague de publications. La Société japonaise des relations internationales (ja) coordonne la publication des sept volumes de Les chemins vers la guerre du Pacifique, et l'Institut des Études de la Défense entame la publication des 102 volumes de Collection de l'Histoire de guerre, achevée en 1980. La méthodologie de ces travaux est plus classique, fondée sur l'exploitation des sources écrites et leur croisement avec des témoignages d'acteurs de l'époque. Les travaux de cette époque s'élargissent aussi à la question coloniale, sous la double influence des résidents coréens présents au Japon et qui sont actifs politiquement pour pousser au traitement de cet aspect, mais aussi au dynamisme économique du Japon qui l'amène à avoir des échanges de plus en plus denses avec les pays voisins, souvent anciennement occupés par l'armée japonaise. C'est aussi lors des années 1960 qu'apparaissent les premiers travaux révisionnistes. Le romancier Fusao Hayashi publie en 1965 Thèse soutenant la guerre de la Grande Asie orientale (大東亜戦争肯定論) qui pose les bases de cette approche. À la même époque, le Ministère de l'éducation, dirigé par les conservateurs depuis la fin de la guerre, durcit sa sélection des manuels scolaires pour imposer une vision plus positive de la guerre. L'historien Saburō Ienaga commence alors en 1965 une longue série de procès pendant 30 ans contre le Ministère pour éviter que son manuel ne soit réécrit.
Les recherches lors des années 1980 se concentrent sur la dimension internationale. En 1982, une première guerre des manuels voit les gouvernements chinois et coréens s'opposer au gouvernement japonais sur la représentation des actions de l'armée japonaise dans ces pays. Un historien comme Eguchi Keiichi (ja) est une des figures qui émergent dans cette tendance à l'époque. La recherche s'oriente alors vers des sujets comme l'exploitation économique des territoires conquis, le massacre de Nankin, l'unité 731… Signe de cet élargissement du spectre des recherches, l'expression « Guerre de Quinze Ans » tend à se généraliser pour désigner la période de guerre qui caractérise la fin du régime, intégrant ainsi l'invasion de la Mandchourie à cette guerre, et permettant de mettre en évidence certaines continuités. Cette représentation d'un peuple japonais qui serait « à la fois victime et bourreau » a du mal à percer dans l'opinion publique qui reste dans une vision victimaire de la guerre. Les années 1990 permettent une évolution sur cette question. La mort de l'empereur Hirohito en 1989 lève un certain tabou sur la question, et le premier témoignage d'une ancienne femme de réconfort, Kim Hak-sun, en 1991, médiatise fortement la question des crimes de guerre japonais. L'historien Yoshiaki Yoshimi permet de faire évoluer la connaissance du sujet les années suivantes. Politiquement, la Déclaration de Kono de 1993 portant sur la reconnaissance officielle des Femmes de réconfort par le gouvernement japonais permet de faire évoluer la perception du sujet auprès de la population japonais. Les années 1990 voient aussi l'apparition de certaines thématiques, ou la diversification des approches sur certains thèmes déjà travaillés. L'histoire militaire est ainsi travaillée selon une approche plus sociale ou anthropologique qui s'intéresse aux rapports entre armée et société, ou au sein de l'armée entre différentes composantes. La perspective spatiale évolue aussi pour ne pas se limiter au territoire du Japon, mais en intégrant aussi les territoires conquis et colonisés, dès lors qu'il s'agit de traiter des flux et échanges humains, économiques, et médiatiques/intellectuels. L'accent est aussi mis sur les continuités politico-économiques existantes entre la période de guerre totale et l'après-guerre ; la standardisation sociale et économique pendant la guerre permettrait, selon les tenants de ce courant, comme Noguchi Yukio (ja), d'expliquer la période de très haute croissance qui caractérise l'après-guerre.

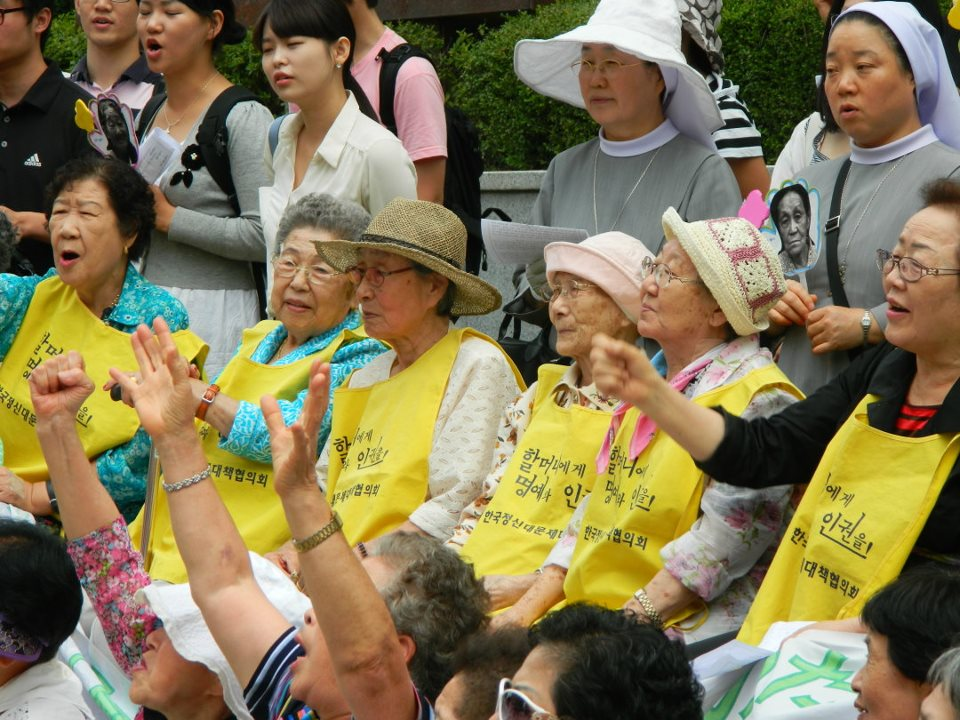
Les manifestations du mercredi en Corée du Sud au sujet des femmes de réconfort, les différends entre les Corées et le Japon au sujet de cette période sont encore nombreux.

Les années 2000 voient la dénomination « Guerre d'Asie-Pacifique » être favorisée pour désigner les dernières années de guerre du régime. Cette appellation est utilisée de manière à pouvoir couvrir la dimension coloniale, tout en intégrant des thématiques comme le genre, la culture, les aspects mémoriels… Elle permet aussi de traiter des continuités qui existent entre avant et après-guerre. À la même époque, les Archives nationales du Japon mettent en place un Japan Center for Asian Historical Records qui permet d'accéder aux numérisations des Archives nationales japonaises, des Archives diplomatiques japonaises et de l'Institut des Études de la Défense pour la période qui va du début de l'ère Meiji jusqu'à la fin de la guerre. Ces évolutions ne se font pas sans certaines polémiques qui continuent de voir le jour sur les questions de crimes de guerre du Japon, souvent entretenues par des révisionnistes conservateurs et à l'origine d'incidents diplomatiques avec les pays voisins.

## Sources